# Flottage du bois
Pour les articles homonymes, voir Flottage.

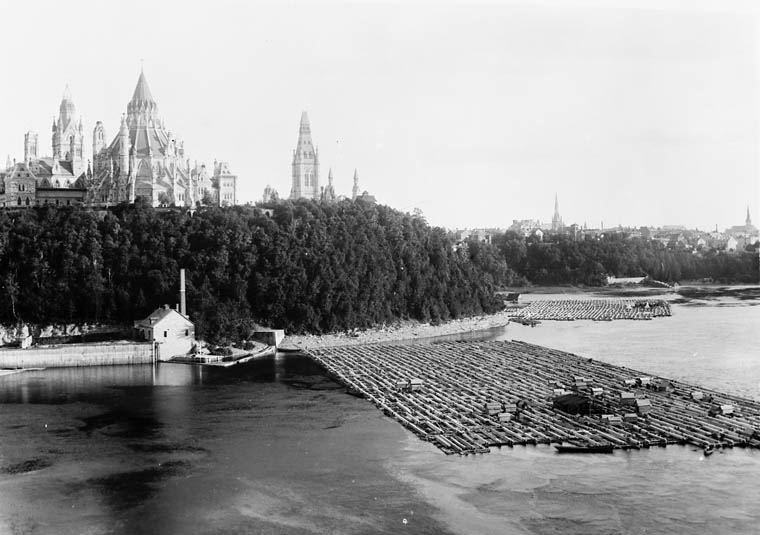
Train de bois équarri flottant sur la rivière des Outaouais et devant le Parlement du Canada à Ottawa en 1882.

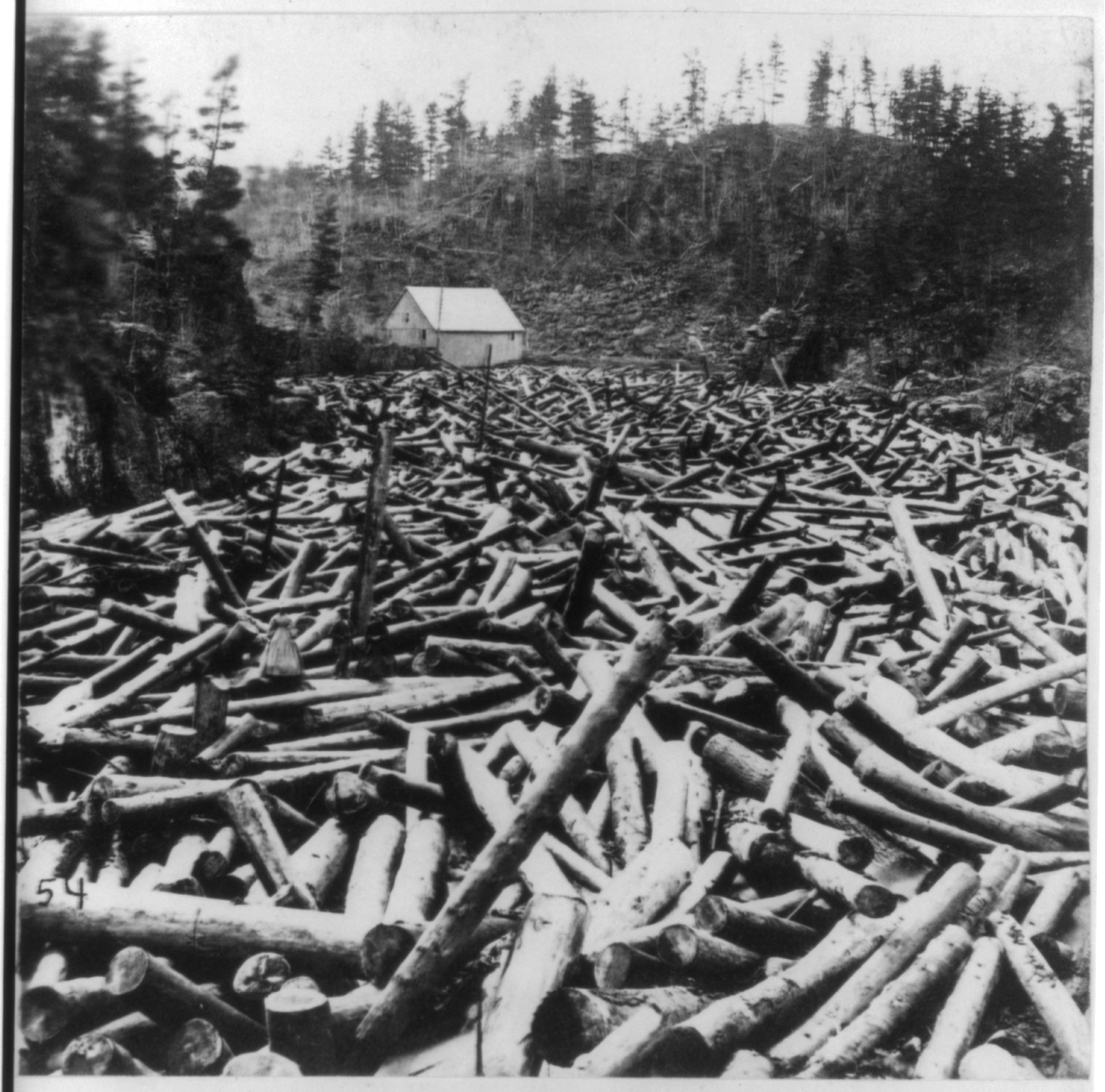
Bûches perdues enchevêtrées, Minnesota, années 1800.

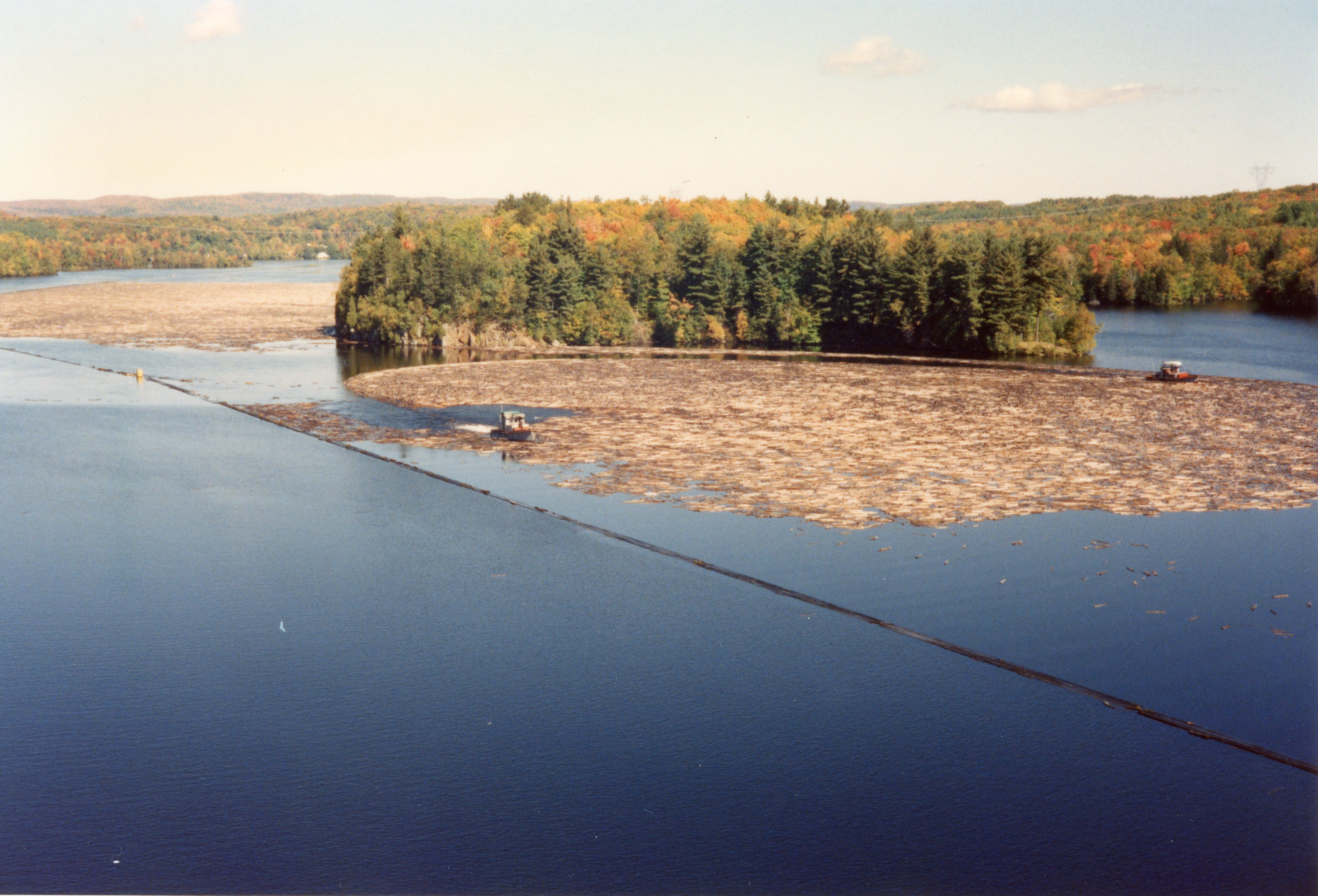
Flottage du bois, rivière Saint-Maurice, Shawinigan, Québec, Canada, 1994

Le flottage du bois ou radelage est un mode de transport par voie fluviale ou maritime pour de grandes pièces de bois (bûches, billots, troncs entiers), à l'état brut ou déjà débitées, assemblées entre elles ou pas. Influencé par les caractéristiques typographiques, hydrographiques, culturelles et climatiques de chaque région du monde, il prend des formes différentes et très variées en fonction des essences d'arbres des grandes zones forestières de la planète, mais surtout de la présence ou du degré de flottabilité du cours d'eau qui est aux abords des massifs forestiers où sont abattus les arbres.
Tous ces facteurs variables engendrent une activité extrêmement localisée, très marquée par le mode de vie des populations autochtones, ce qui se manifeste d'abord par un vocabulaire pratiquement toujours régional. Des zones blanches côtoient des aires d'extension du flottage très actives dans de nombreux pays du monde. Le noyau géographique du flottage est l'Eurasie tout entière. De là, il a été exporté par les colons vers l'Amérique, l'Afrique et l'Océanie.
Au Canada, les signes prééminents de la navigation industrielle sur les cours d’eau avec des trains de bois se manifestent par la grande mouvance du bois d’exportation vers l'Angleterre en réaction au blocus de Napoléon. Le voyage de Philemon Wright (1760-1839) à bord du Columbo, premier train de bois à descendre la rivière des Outaouais et le Saint-Laurent jusqu'à Québec, symbolise le début de l'industrie forestière au Québe.
En dehors de l'Amérique du Nord, il reste néanmoins très marginal voire très localisé dans ces trois continents. Il n'existe pas une forme de flottage du bois, notamment en trains, qui représenterait une norme particulière et qui aurait été imitée au fil des millénaires pour se répandre dans le monde. La diversité est de mise car le flottage dépend de nombreux facteurs biochimiques et physiques qui influent sur la capacité du bois à flotter plus ou moins bien, voire pas du tout, suivant qu’il est fraîchement coupé ou stocké et séché. De même, certaines essences d’arbre en Asie sont naturellement peu flottables de sorte qu’il faut les arrimer à des essences d’arbres qui leur servent de bouées d’appoint. Les civilisations antiques ont également eu recours à des outres de bouc gonflées ou des poteries en terre cuite inversées pour améliorer la flottabilité de l’assemblage de grumes.
À partir de la seconde moitié du XIXe siècle, la concurrence du charbon, des chemins de fer et du transport fluvial par péniches, annoncent le déclin de cette activité dans les pays industrialisés où ce mode de transport permettait jusque là d'acheminer d'importantes quantités de bois sur de grandes distances, à peu de frais. Le radelage n'appartient pas partout au passé comme dans les pays européens où il connaît cependant un renouveau à la fin du XXe siècle sous l'initiative d'associations de sauvegarde du patrimoine des flotteurs dans une perspective de conservation de la mémoire de cette activité ou de diversification de l'offre touristique grâce à des expositions, des démonstrations et des musées. Le flottage est encore pratiqué dans certaines régions du monde. Le radelage contemporain est très fortement lié aux forêts tropicales mais aussi au bambou qui devient un gros marché en Asie. En Chine, mais aussi de plus en plus en Éthiopie, la ressource la plus importante en bois est le bambou dont l'exploitation et la transformation permettent l'emploi des millions de salariés. Il pousse plus vite que les essences d’arbres des zones tempérées et il est encore transporté par flottage parallèlement au transport par camions, barges ou chemin de fer.
Le radelage est inscrit sur la liste représentative du patrimoine culturel immatériel de l'humanité par l'UNESCO en 2022.

## Le radelage en radeau unique
Il ne faut pas confondre les radeaux et le flottage du bois bien qu'ils soient intrinsèquement apparentés. C'est la finalité qui diverge : un radeau, de sauvetage ou pas, ou encore un radeau-bac ont été construits intentionnellement comme embarcation pour les hommes pour traverser une rivière, relier des îles (le « island hopping » des micronésiens et polynésiens) ou servir de refuge improvisé avant l'apparition des canots de sauvetage, et surtout quand les bateaux étaient en bois et s’échouaient sur une rive.
L’usage du radeau comme moyen de transport en Asie était très courant comme au Japon durant la période Muromachi avec les radeaux aux extrémités courbées vers le haut, mais on voit également pour la même époque sur une estampe exposée au Metropolitan Museum of Art de New York, réalisée par le Japonais Maejima Sōyū, l’explorateur chinois Zhang Qian sur un radeau sur une rivière qui ressemble en fait plus à un seul tronc d’arbre mal en point. De même, le déplacement et les migrations par radeaux remontent très loin ; les Indigènes du détroit de Torrès ont usé de radeaux en bambou traditionnels hérités des temps immémoriaux jusqu’au début du XXe siècle.
Le radeau est associé à la mer dans les cultures européennes, il a longtemps servi de ferry ou bac de rivière en Asie (aujourd'hui encore dans le Kerala en Inde du Sud-Ouest par exemple), parfois même avec un seul tronc tiré par une corde et auquel on s'accrochait.

## Le radelage en train de bois composé de plusieurs radeaux

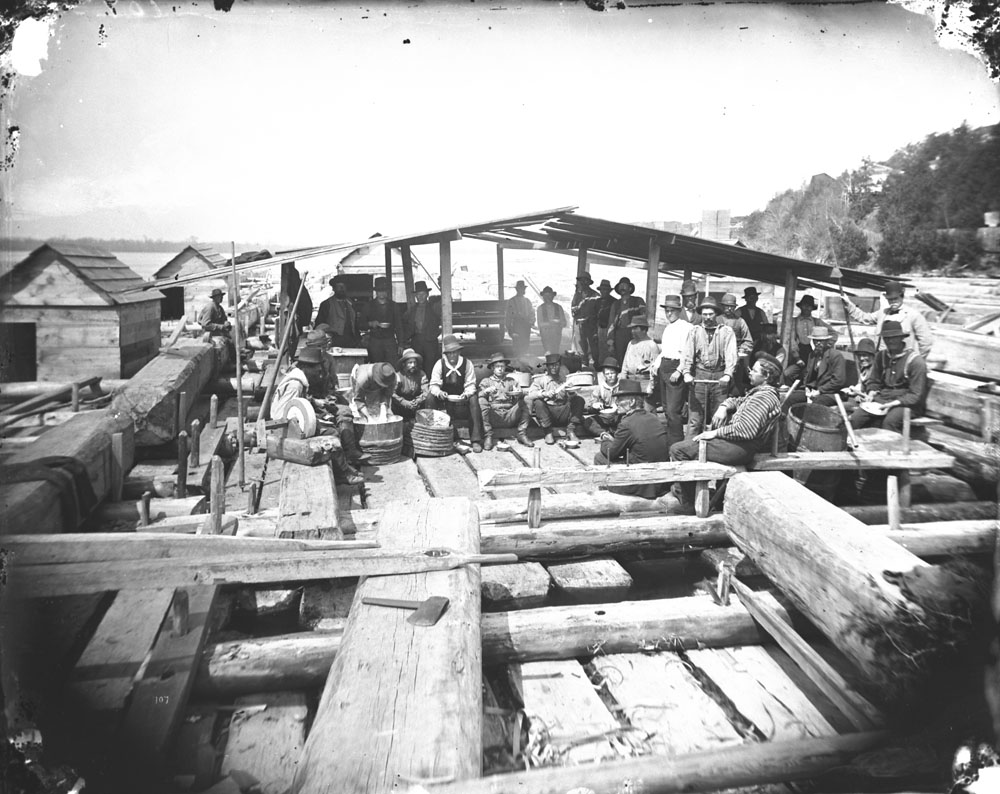
L'équipage d'un train de bois équarri, vers 1880 au Canada, se rassemble près de la cambuse pour partager un repas.

Les flotteurs ou les radeleurs, appelés les cageurs ou les cageux au Canada selon l'Office québécois de la langue française ,fabriquent des radeaux qu'ils assemblent les uns aux autres pour faciliter l'expédition en transportant le maximum de pièces de bois possibles jusqu'au port. Le train de bois, appelé une cage au Canada selon l'Office québécois de la langue française , est ordinairement démantelé à destination de sorte qu'il est à la fois le moyen de transport et la marchandise. Pour former le train de bois, plusieurs radeaux sont assemblés de manière interdépendante de sorte que le train de bois peut atteindre de grandes dimensions. Les techniques d'assemblage permettent de retenir les pièces de bois sur le trajet fluvial. Le train de bois n'est pas facilement manœuvrable.

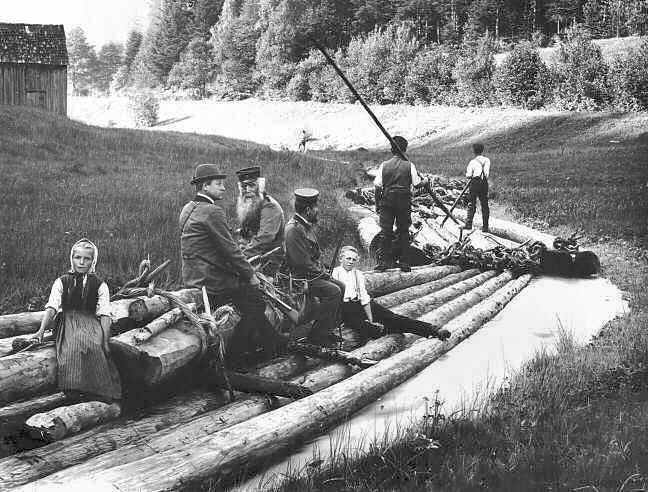
Petite flotte en Forêt-Noire transportant également des passagers, Allemagne,1910.

Les hommes qui montent sur ces trains de bois sont des voyageurs qui utilisent la force du courant fluvial pour se rendre d'un point à un autre. Ils livrent le bois, cette précieuse marchandise, à leurs risques et périls. Selon les traditions locales, l'équipage d'un train de bois utilise des perches, des rames, des gouvernails ou des voiles pour diriger le train de bois dans le courant. Il faut beaucoup de métier pour naviguer, par beau temps ou mauvais temps, le train de bois à travers les rochers, les chutes, les rapides, les méandres, les pertuis ou les piliers de pont qui peuvent jalonner les cours d'eau.
Pour les trains de bois assez stables sur les rivières peu agitées, les flotteurs ont, selon les régions bien sûr, accepté de prendre des passagers sur leur train de bois sans pouvoir leur garantir une totale sécurité. De même, ce qui sème la confusion avec les radeaux de passagers, c'est que pour les expéditions de plusieurs jours ou semaines il y avait sur les grands assemblages de radeaux des tentes ou des cabanes pour les flotteurs et leurs familles qui voyageaient avec eux.
Enfin, et ce n’est pas la moindre des différences, le radeleur des bacs et des autres embarcations de voyageurs ne démonte pas son radeau une fois la cible atteinte tandis que le flotteur disloque tous les radeaux solidaires au port aux bois qui prend en charge le triage et la redistribution, il reprend ce qui peut être réutilisé à la prochaine expédition (cordages et harts, gaffes, crochets…) et il rentre à pied. Dans les îles Fidji, certains utilisent encore le bili-bili, radeau réalisé en bambou, aussi appelé le « bateau sans retour » car le marchand de l'île ne vend pas le bois du radeau avec lequel il a descendu le fleuve Navua pour vendre sa marchandise au marché. Le paysan revenait à pied et le radeau à usage unique dérivait vers la mer.

## Les formes de flottage du bois ou de radelage les plus répandues
Il faut distinguer :
- le flottage à bûches perdues ;
- le flottage en trains de grumes ou de planches sur lequel montent au minimum deux flotteurs ;
- les flottes aux billes dissociées mais reliées par un filin central ou enserrées dans un cadre délimité par des bois de garde, le tout tracté ou propulsé par un ou plusieurs bateaux ;
- le radeau océanique appelé aussi radeaux cigare des États-Unis au XXe siècle.

Par pur réflexe, on pourrait penser que le premier type, fondé sur l’observation empirique d’un arbre qu’on voit flotter sur l’eau sans rien faire de particulier, est le plus ancien dans l’histoire alors que le troisième est le plus récent. La réalité et l’archéologie montrent que ce n’est pas tout à fait vrai. Ainsi, comme les récits anciens l’attestent, les bas-reliefs assyriens montrent aussi bien des flottes de cèdres non assemblés qui sont fixées à des barques à quatre rameurs qui tractent les troncs flottants que des radeaux compacts soutenus par des outres gonflées et manœuvrés par des grandes perches, lesquels transportent toutes sortes de marchandises et sont démontés au port de destination pour être vendus. Les textes des auteurs antiques n’évoquent pas le flottage à bûches perdues par un terme univoque pour le bassin méditerranéen ou la Mésopotamie. Il est également intéressant de noter que, dans les pays industrialisés, le flottage en trains a disparu avant le flottage à bûches perdues ou par flottes tractées. La concurrence des chemins de fer et du roulage lui a été fatal alors que le flottage en zones très accidentées ou très humides est encore pratiqué de nos jours tout comme les grandes flottes propulsées monumentales nord-américaines ou asiatiques[réf. souhaitée].

### Flottage à bûches perdues
La méthode la plus rudimentaire et donc la plus généralisée consiste à rassembler le bois sur la rive, à marquer chaque pièce du symbole choisi par son propriétaire et à laisser les bûches ou grumes descendre librement le cours d’eau au gré du courant, de préférence au moment des hautes eaux c’est-à-dire, pour les zones tempérées, au printemps et en automne. Contrairement aux idées reçues, les crues sont néfastes et défavorables pour ce type de flottage car elles rendent les choses incontrôlables et dispersent les bûches. Toutefois, certains cours d’eau qui étaient presque des petits ruisseaux insignifiants avaient un étiage insuffisant pendant toute l’année de sorte qu’il fallut leur apporter des eaux supplémentaires pour gonfler le flot au moment du passage des bûches. C’est là la caractéristique de ce type de flottage : simple en apparence, il a parfois nécessité davantage d’aménagements et d’entretien de la part des flotteurs pour rendre des petits ruisseaux flottables. Pour mieux visualiser les petits gestes et les étapes nécessaires avant de lâcher les bûches, les anciens flotteurs de la vallée de la Kinzig en Forêt-Noire en Allemagne ont réalisé un sentier pédagogique du flottage à bûches perdues, jalonné de panneaux informatifs à chaque station de la randonnée. Il fait autorité en Europe de l'Ouest puisque les techniques expliquées pour ce petit cours d’eau de montagne tributaire d’apports en eaux supplémentaires étaient peu ou prou similaires dans les autres massifs de moyenne altitude en Europe où l’ingéniosité des hommes a dû compenser le manque d’eau ou de débit des cours d’eau[pas clair]. Par ailleurs, il faut également écarter l’idée qu’un cours d’eau qui aurait assez d’eau ou assez de débit serait toujours flottable à bûches perdues. En réalité, certaines rivières n’ont jamais été flottables à cause de la morphologie du lit de la rivière, de bancs de sable ou de rochers présents à des endroits défavorables. Enfin, compte tenu de la faible valeur marchande du bois de feu, tous les seigneurs régionaux n’avaient pas forcément envie de pratiquer ce type de flottage sur une rivière qui leur apportait peut-être d’autres avantages ou d’autres activités plus rémunératrices ou nourricières (pêche, perles par exemple).
Les grumes ou bûches descendaient donc les cours d'eau de pertuis en pertuis ou s'accumulaient devant les barrages mobiles à aiguilles ou des écluses. On « démasquait » le pertuis, le vannage ou l'écluse et le bois continuait son cours entrainé par le courant. Arrivé à destination, il était arrêté par un barrage dressé au travers de la rivière, par des pieux fichés dans le lit ou par un câble tendu. Ce procédé se traduisait par des pertes significatives (échouages — bois canards —, vols, grumes coincées sous des ponts ou des rochers). Avec le temps, des aménagements successifs des cours d’eau permettront d’améliorer ce type de flottage comme l’élaboration d’une législation du flottage incluant tous les acteurs impactés par le passage des bûches, la formation d’une police ou d’un organisme de contrôle officiel suivant les États, les rectifications ou modifications des berges, les mises aux normes des écluses des moulins et des barrages d’usines ou les canaux de flottage spécialement conçus pour guider les bûches dans les endroits délicats ou pour les faire entrer dans les pertuis de manière plus contrôlée avec le principe de l’entonnoir comme le font les estacades qui guident les bateaux vers le sas de l’écluse sur les canaux aujourd’hui. Dans le canal de Saint-Quentin et ses deux parties souterraines, le flottage à bûches perdues est encore utilisé en 1918 à la fin de la Première Guerre mondiale ; soumis à taxation comme les péniches : « Les trains d'arbres flottés paieront pour chaque arbre, sans égard à la dimension, le droit fixe pour deux tonneaux, c'est-à-dire vingt centimes par arbre et par distance, 20 centimes » (au 1er janvier 1818, la taxe étant destinée dans ce cas au trésor public). Le flottage du bois dans les canaux deviendra incompatible avec la circulation des péniches quand elles seront équipées de moteurs à hélice. Le bois sera alors transporté par les chemins de fer, mais surtout en camion, avec plus de risque de se fendre en séchant trop vite.

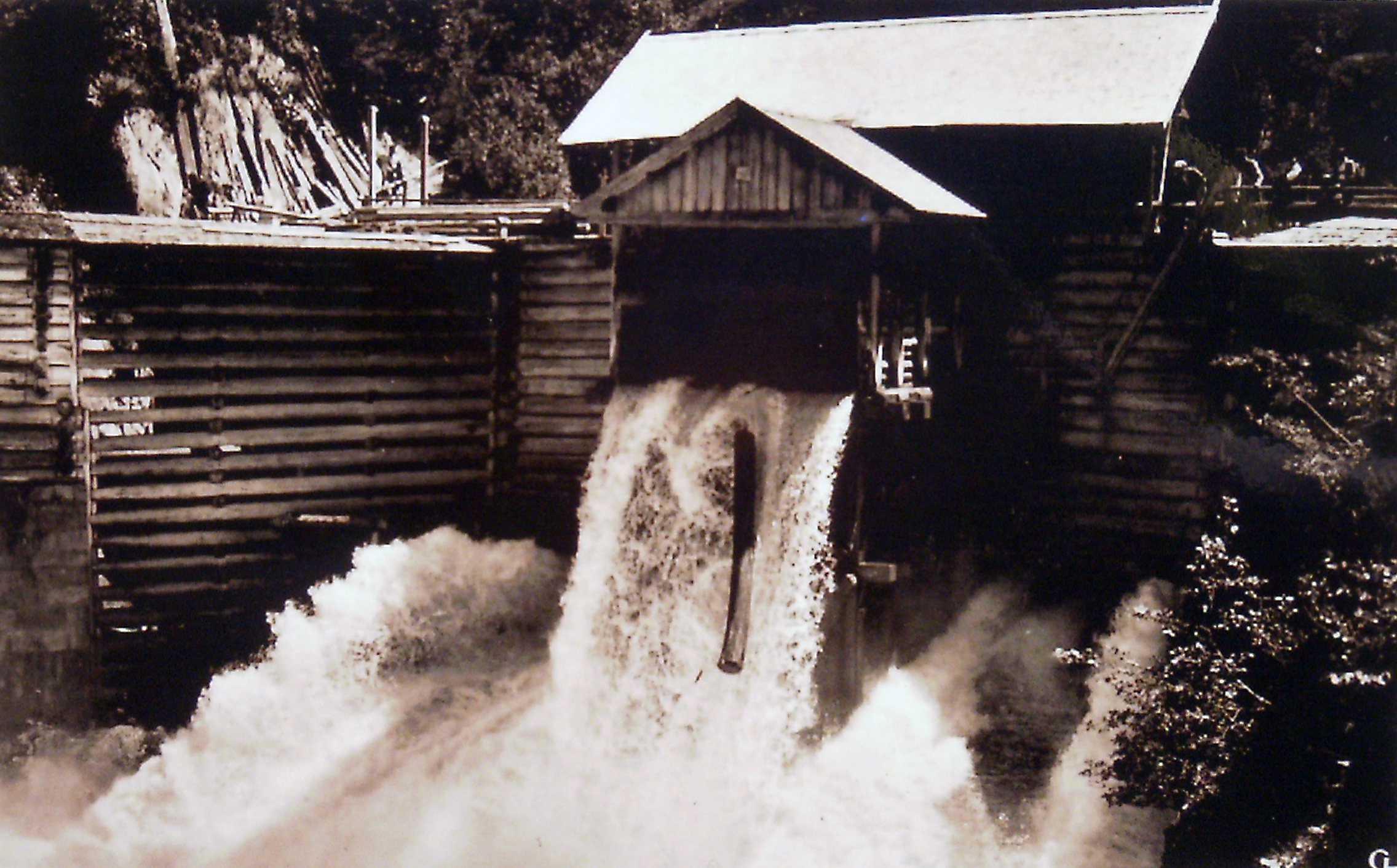
Écluse de flottage Erzherzog-Johann vue du bas, sur la Brandenberger Ache, Autriche.
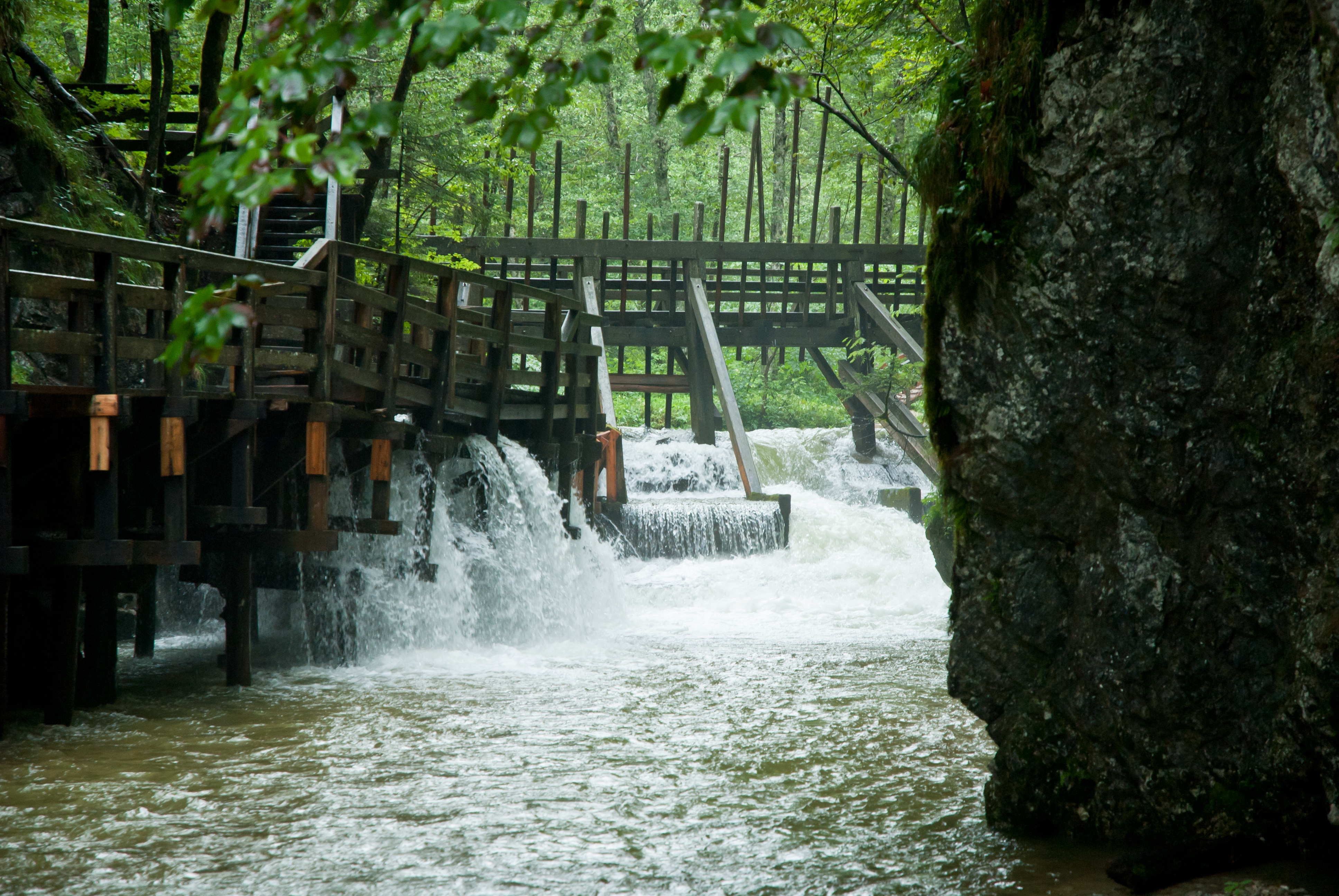
Grille d’arrêt pour les bûches perdues sur la Mendling, Göstling an der Ybbs.
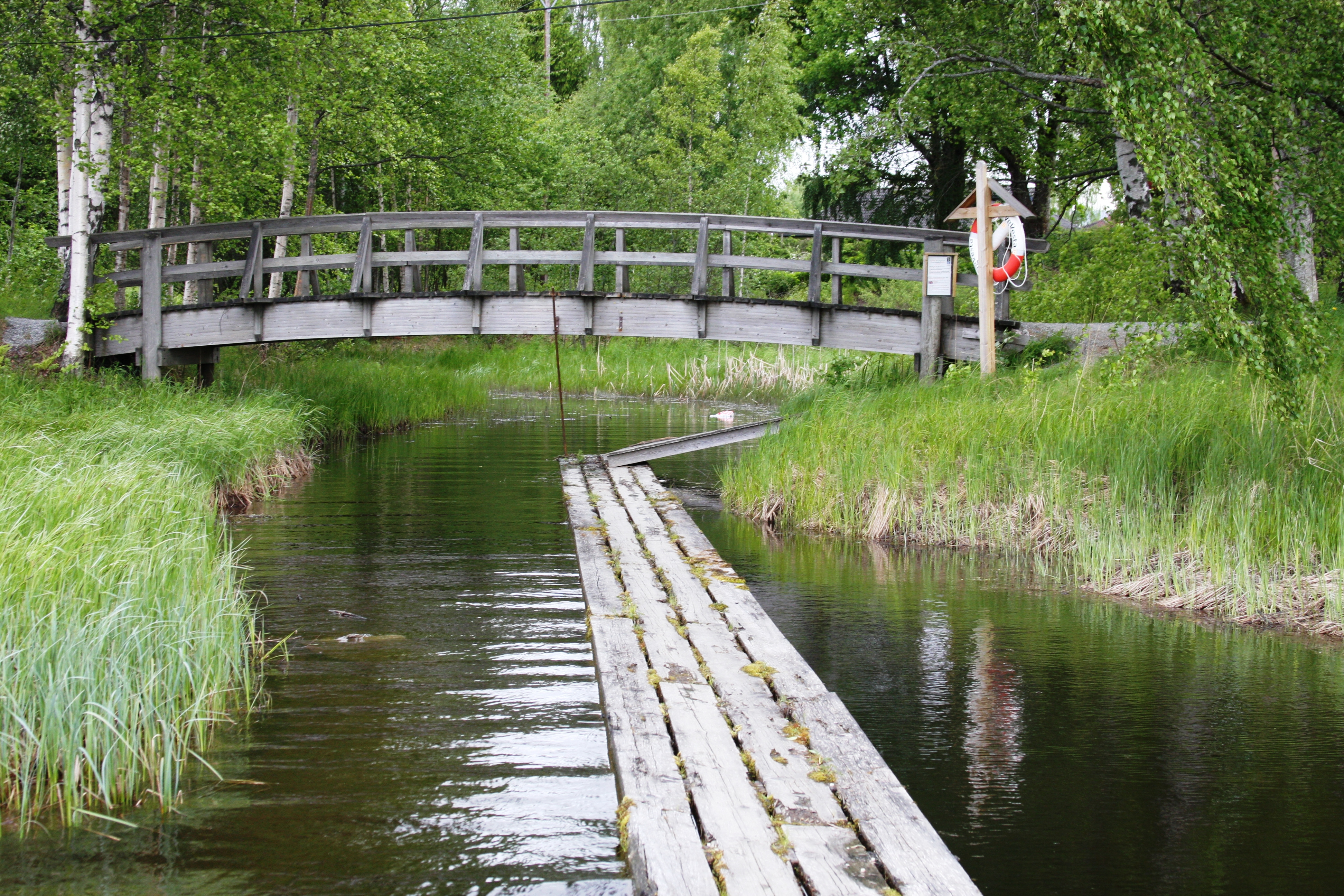
Passerelle facilitant le travail des flotteurs à bûches perdues à Fetsund, comté d'Akershus, Norvège.
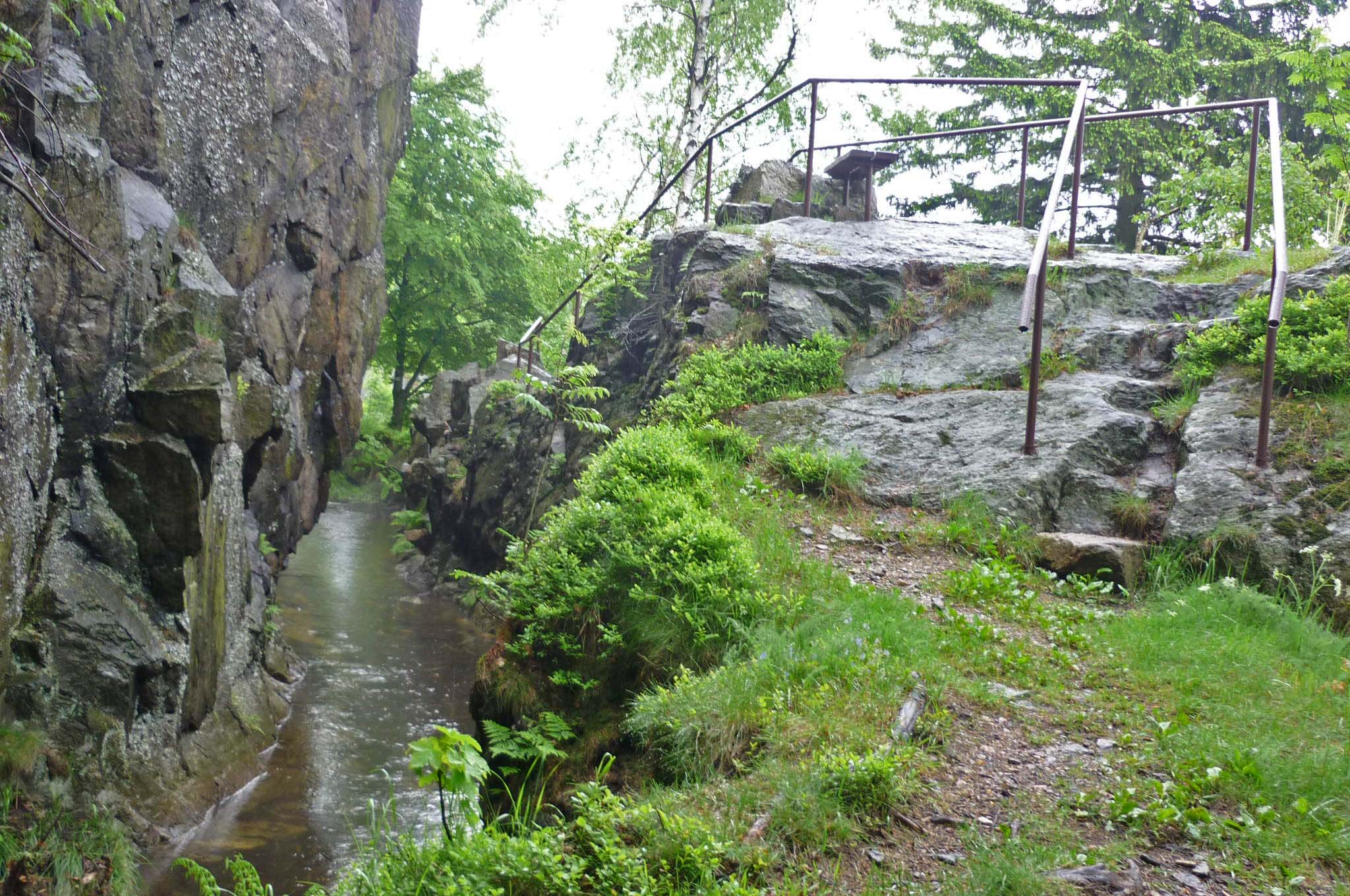
Bief de flottage qui traverse les rochers, République tchèque.
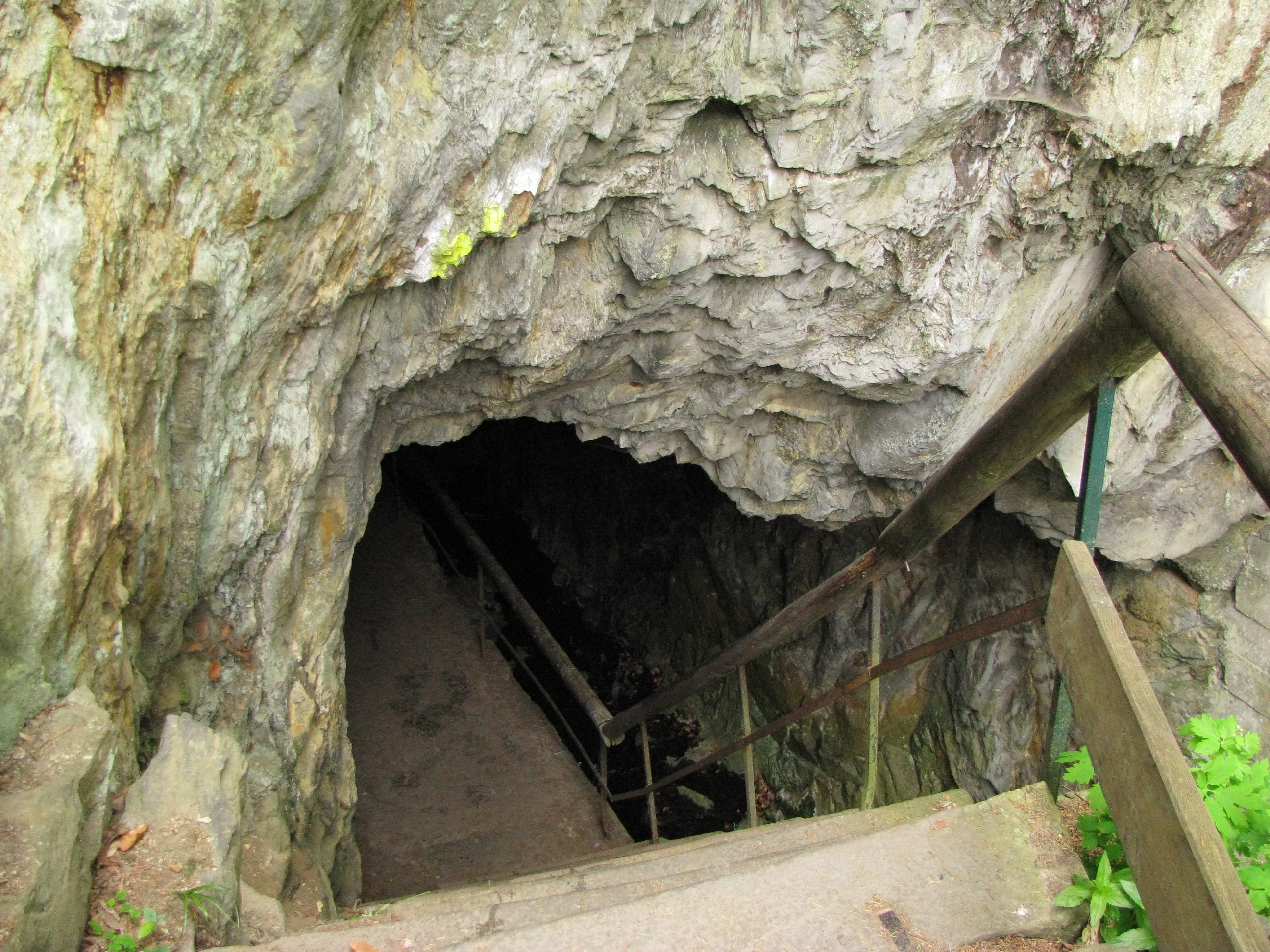
Canal de flottage souterrain sur l’Ilz en Forêt de Bavière, Allemagne.
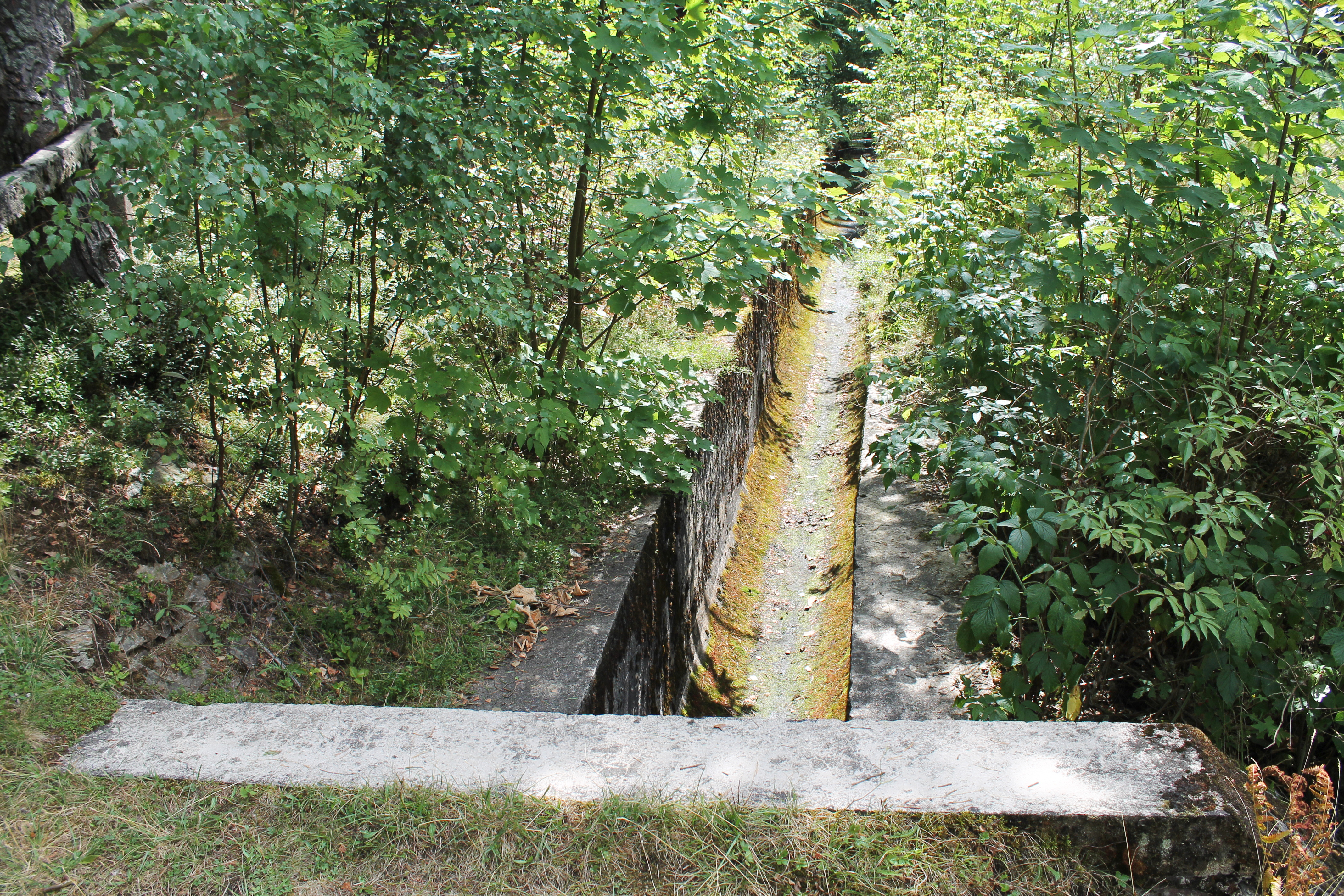
Canal de flottage, Srní, République tchèque.
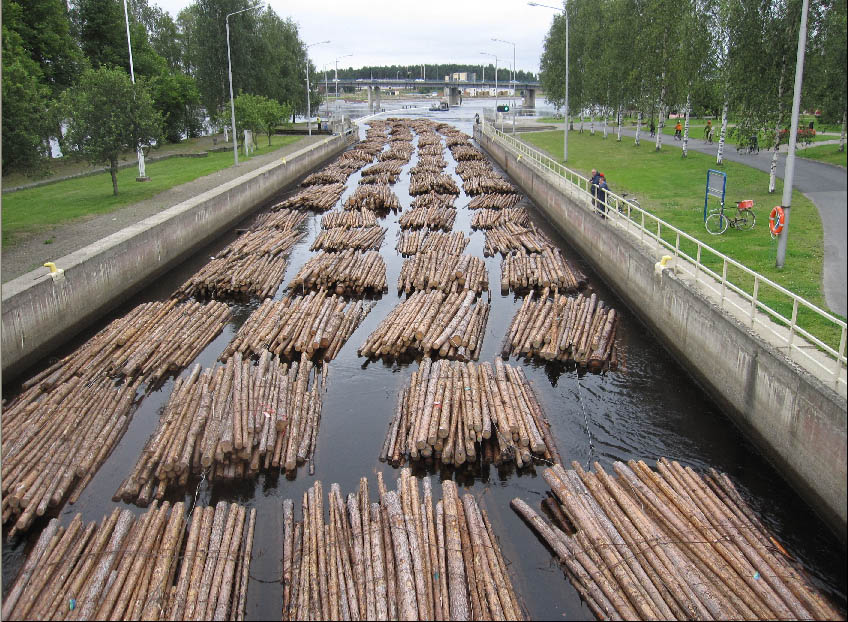
Canal de flottage, Joensuu, Finlande orientale.
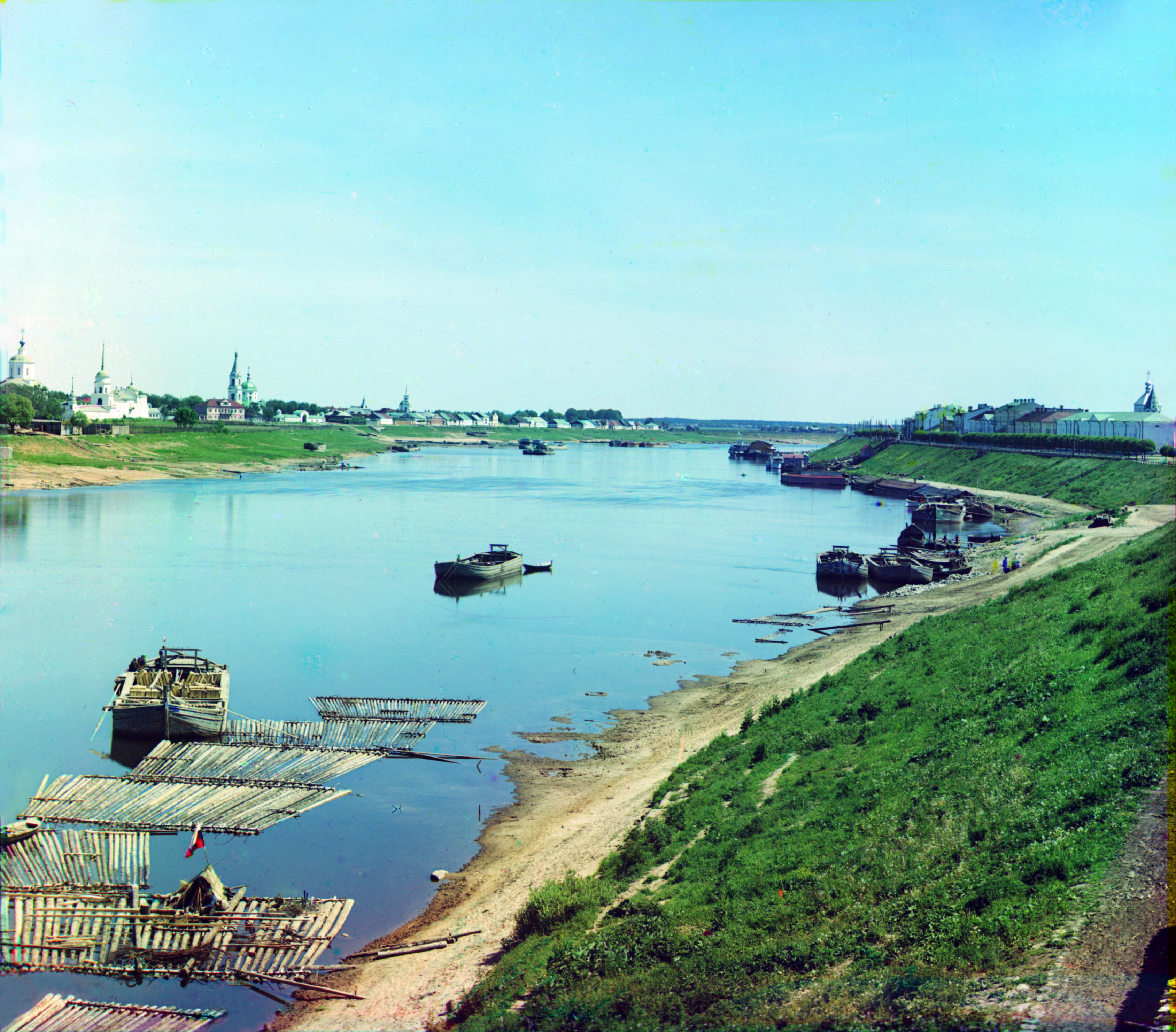
Flottage du bois en Russie.
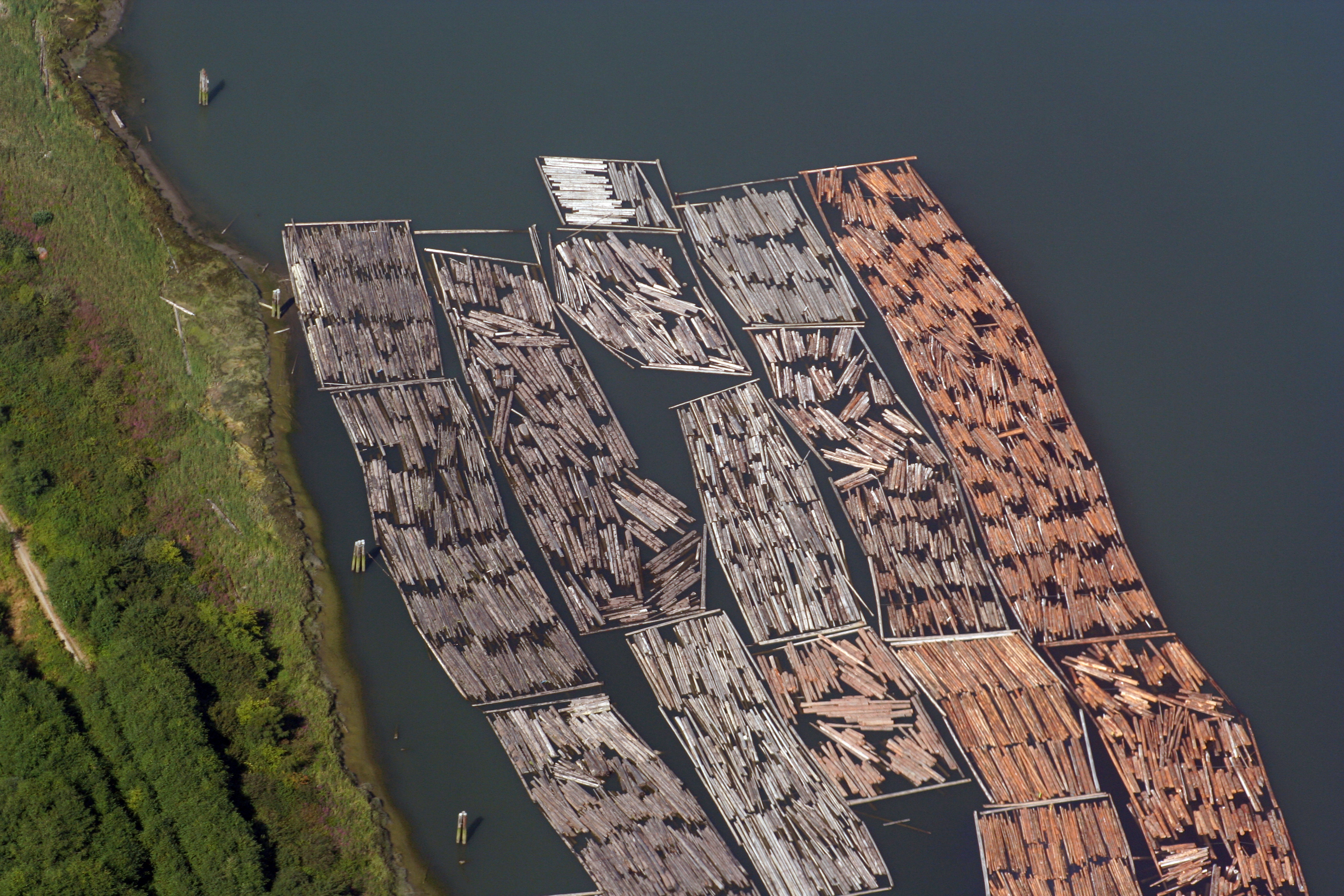
Au Canada en direction de Vancouver.

### Flottage en trains ou radelage
Du Moyen Âge jusqu’à la fin du XIXe siècle, en Europe et en Asie, le flottage fut le mode de transport le plus courant et le moins onéreux pour le bois, y compris en trains de radeaux, de madriers ou de planches. De ce fait, il continue d’être utilisé dans les forêts tropicales difficiles d’accès en Asie du Sud-Est ou en Afrique centrale même si les progrès monumentaux pour les engins forestiers ont engendré des déforestations spectaculaires pour créer des couloirs d’accès aux zones d’extraction du bois destinée à l’exportation. La technique du flottage en trains demandait plus d’organisation en amont, mais remédiait à une partie des inconvénients de la précédente, en tête desquels la dispersion et la perte. Elle demande que les troncs marqués ou les bois débités en planches le plus souvent soient reliés entre eux pour former une sorte de radeau gouvernable qui descend le courant. Suivant les régions du monde concernées, il existe de grandes disparités dans les modes d’assemblage des trains, dans leur dimension, dans le nombre de radeaux mis bout à bout et dans le nombre de personnes pour les conduire. C’est la taille du cours d’eau qui reste le facteur décisif ; on distingue trois flottes qui font un peu boule de neige : la première intègre la deuxième qui s’insère dans la troisième. L’erreur consiste à penser qu’un train de flottage démarre systématiquement à la source et arrive aux grands ports aux bois des grandes villes, des ports maritimes ou des grands ports de redistribution internationaux.
- la petite flotte (Dans les montagnes, sur les petits cours d’eau qu’on a souvent dû gonfler artificiellement, rarement pour les bois longs ou bois de marine) ;
- la moyenne flotte (Les petites flottes sont rassemblées en longueur et en largeur aux ports aux bois intermédiaires pour devenir des moyennes flottes capables de circuler sur des rivières au débit suffisant) ;
- la grande flotte (Sur les fleuves, les lacs, les grandes rivières avec une profondeur suffisante et presque toujours navigables de toute façon; elles peuvent atteindre des proportions gigantesques et côtoient les bateaux avec qui elles partagent l’espace non sans conflits). En Allemagne, l’indication du nom de la rivière ou du fleuve ajouté au mot « Floß » qui signifie « radeau » ou « flotte de bois », permet de savoir quelle est la taille de la flotte[N 3]. Ce sont des mots qui deviennent des noms communs dans le langage courant.

Le schéma en poupées russes n’est pas systématique. Tout dépend du lieu de départ et du lieu de livraison. En réalité, toutes les formes de flottage peuvent se combiner à un moment de la chaîne. De même, une rupture de charge s’avère inévitable ou bien il est nécessaire d’apporter les grumes aux lieux d’assemblage avec des animaux de trait comme les bœufs, les chevaux, les mules, les buffles ou encore les éléphants qui tirent les grumes ou des attelages. Plus tard, les grumiers et les engins-débardeurs remplaceront les bêtes dans la quasi plupart des régions du monde à quelques exceptions près avec les buffles et éléphants dans les zones inondées de l’Indonésie ou de la Birmanie. Chaque cas régional répond à une stratégie spécifique : amener les bois par flottage à bûches perdues jusqu’au port à bois qui en fait des trains, ou au contraire d’abord flotter les pièces de bois vers les ports où elles sont embarqués sur des barges ou entassés sur des grumiers entre autres cas de figure. Dans de rares cas avérés, les grandes flottes pouvaient être dotées d’un mât et d’une voile pour s'aider du vent dans les manœuvres ou progresser plus rapidement. Ce mode de transport n’est possible que sur des tronçons où le cours d’eau est suffisamment large et peu tumultueux. Hormis le bois dont elles étaient faites, ces embarcations pouvaient convoyer d'autres biens, parfois même du bétail ou selon les régions des passagers occasionnels ou réguliers.

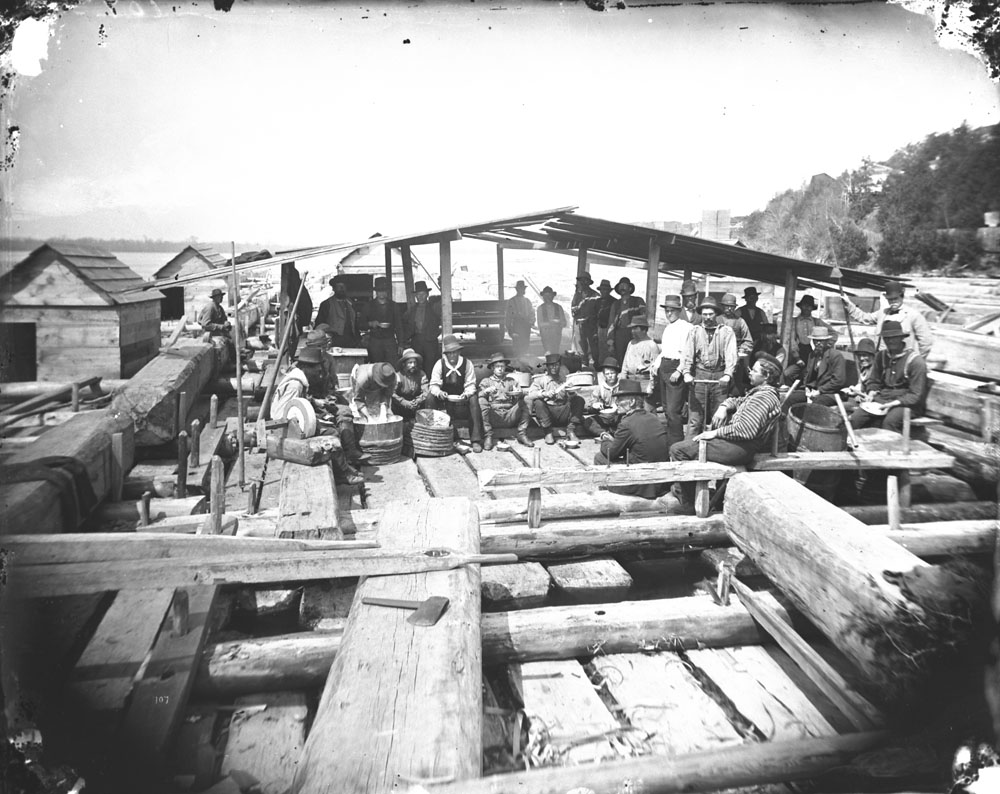
Repas et cuisine du train de bois du flotteur J.R. Booth sur la Rivière des Outaouais.
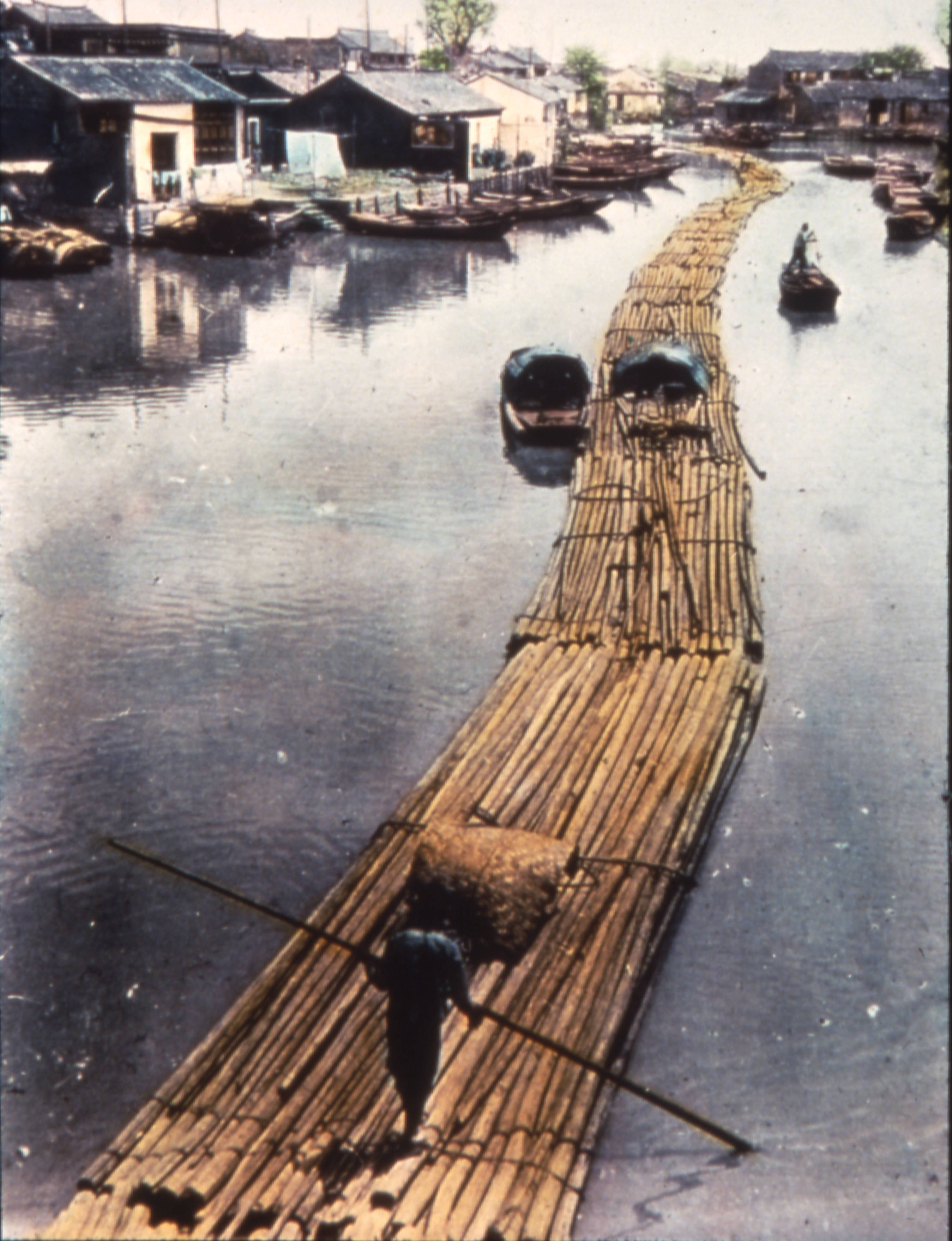
Long train de bambou, Suzhou, Jiangsu, Chine, début XXe s.
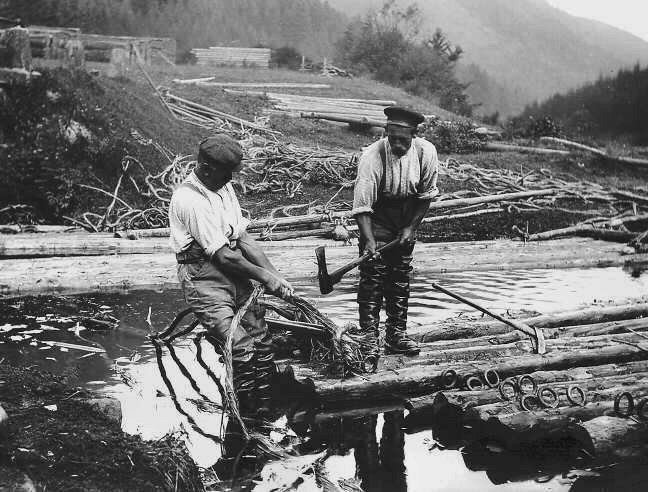
Flotteurs en train d’assembler les grumes, Allemagne.
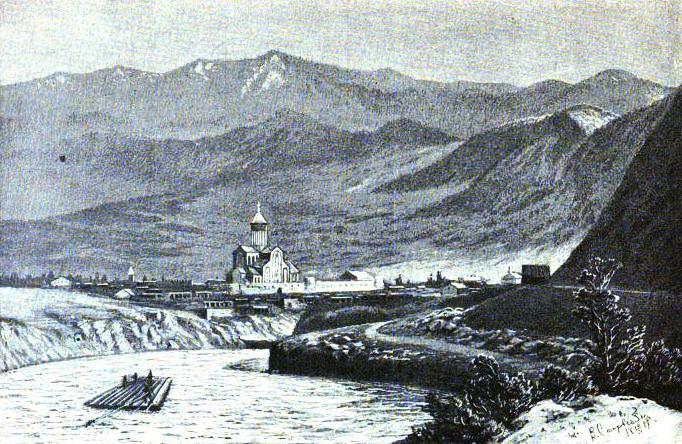
Train de bois sur la Koura à Mtskheta, Géorgie.
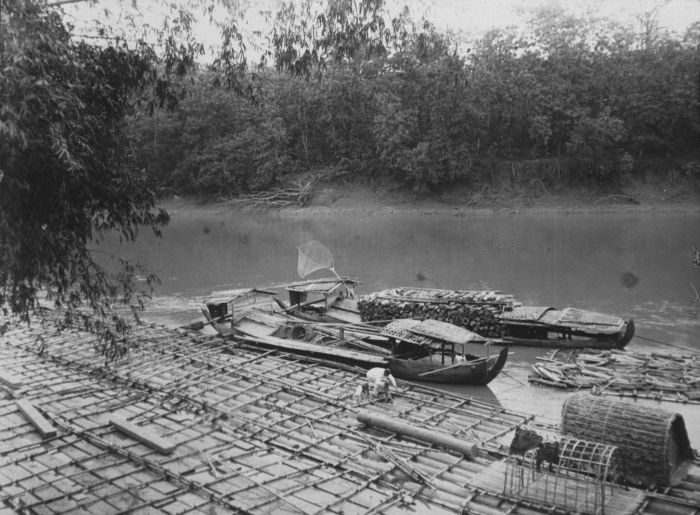
Train de bois sur la rivière Bengawan à Ngandong, Indes orientales néerlandaises.
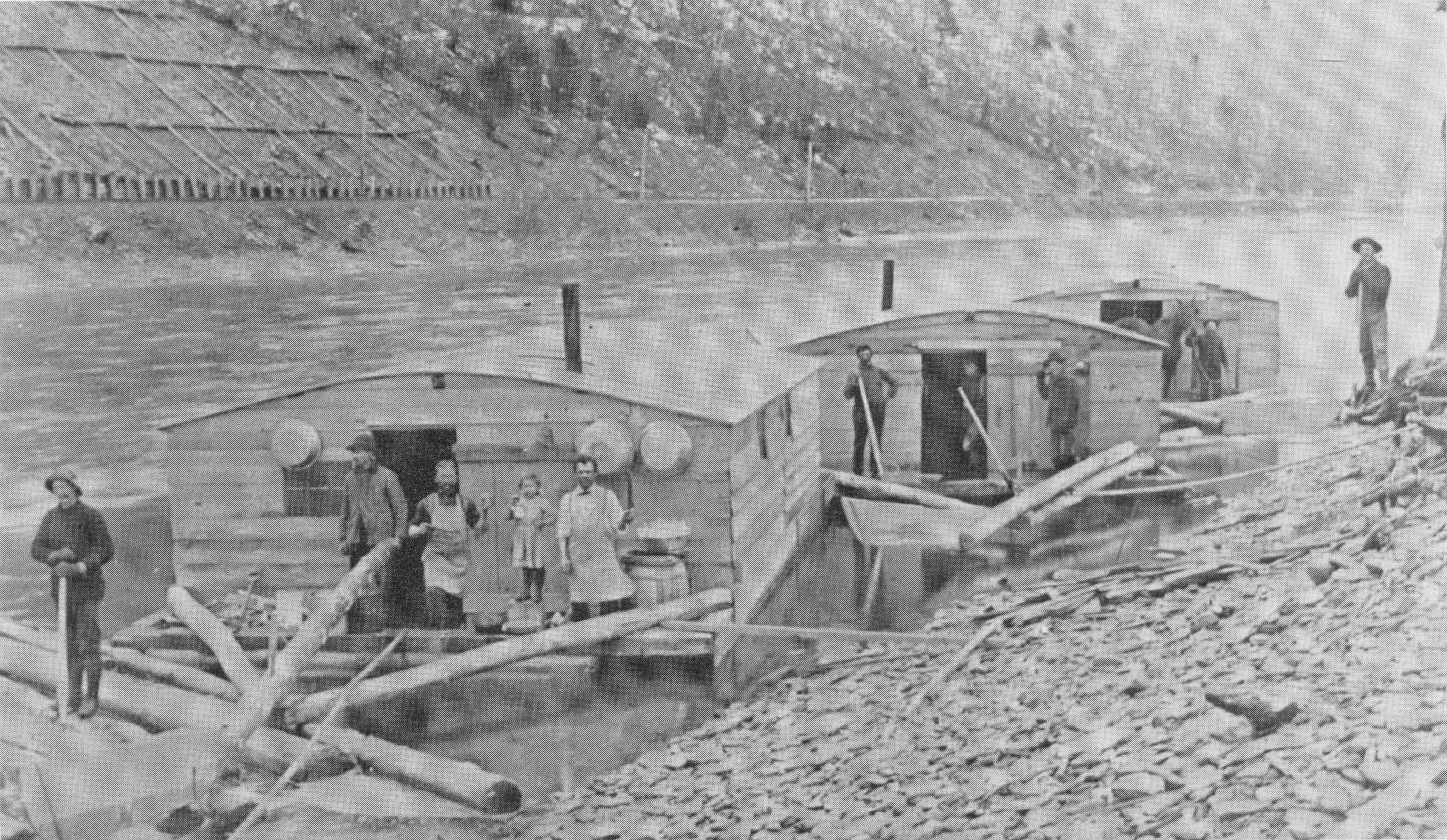
Flottage de bois sur la Pine Creek (comté de Lycoming ou de Tioga, Pennsylvanie, USA, peu avant 1905 ou peut-être en 1908). Le 1er radeau de gauche est la cuisine-réfectoire, le 2e est la chambre à coucher, et le 3e l'écurie flottante.

### Flottage par flotte tractée ou propulsée
À mi-chemin entre les deux premiers, ce type de flottage n’assemble pas les billes entre elles de manière serrée comme dans un radeau, mais les empêche juste de dériver comme en bûches perdues en utilisant deux méthodes différentes :
- à l’aide d’un câble qui passe dans un trou ou un crochet planté à l’extrémité des billes de bois, on obtient une structure plus lâche qui est tractée par un bateau. En Asie, par exemple, les flottes de bois en arêtes de poisson offrent de jolis clichés en vues aériennes. Cette méthode semble avoir été très représentée en Mésopotamie antique ;
- les billes sont attachées par des câbles, suivant les pays dans le sens parallèle ou perpendiculaire au courant, par blocs lâches dont les tailles peuvent varier sans problème car l’ensemble des blocs est entouré de bois de garde qui forment un cadre duquel ne peuvent s’échapper les billes. La flotte peut être propulsée ou tractée en s’aidant du courant.

Ce type de flottage est pratiqué en Afrique, en Asie, sur les grands plans d’eau de Finlande et en Amérique du Nord. La dimension gigantesque de ces flottes apparaît très bien dans les photographies aériennes.

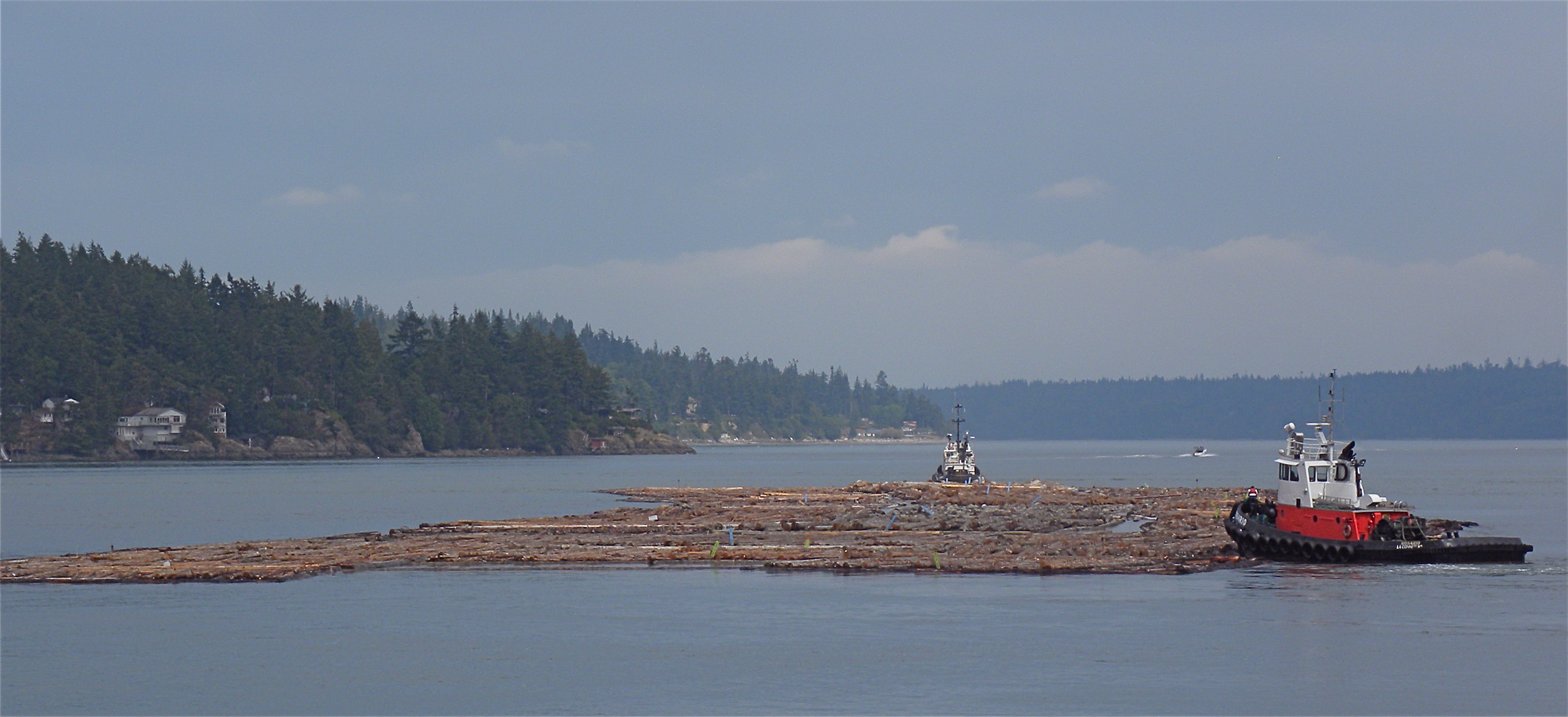
Log Boom, dans la baie de Skagit, Puget Sound, Oregon.
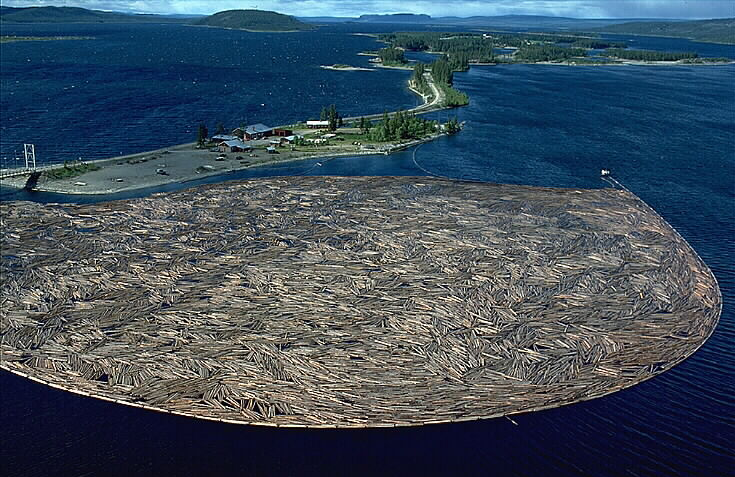
vue aérienne d’une gigantesque flotte à Storuman, Suède
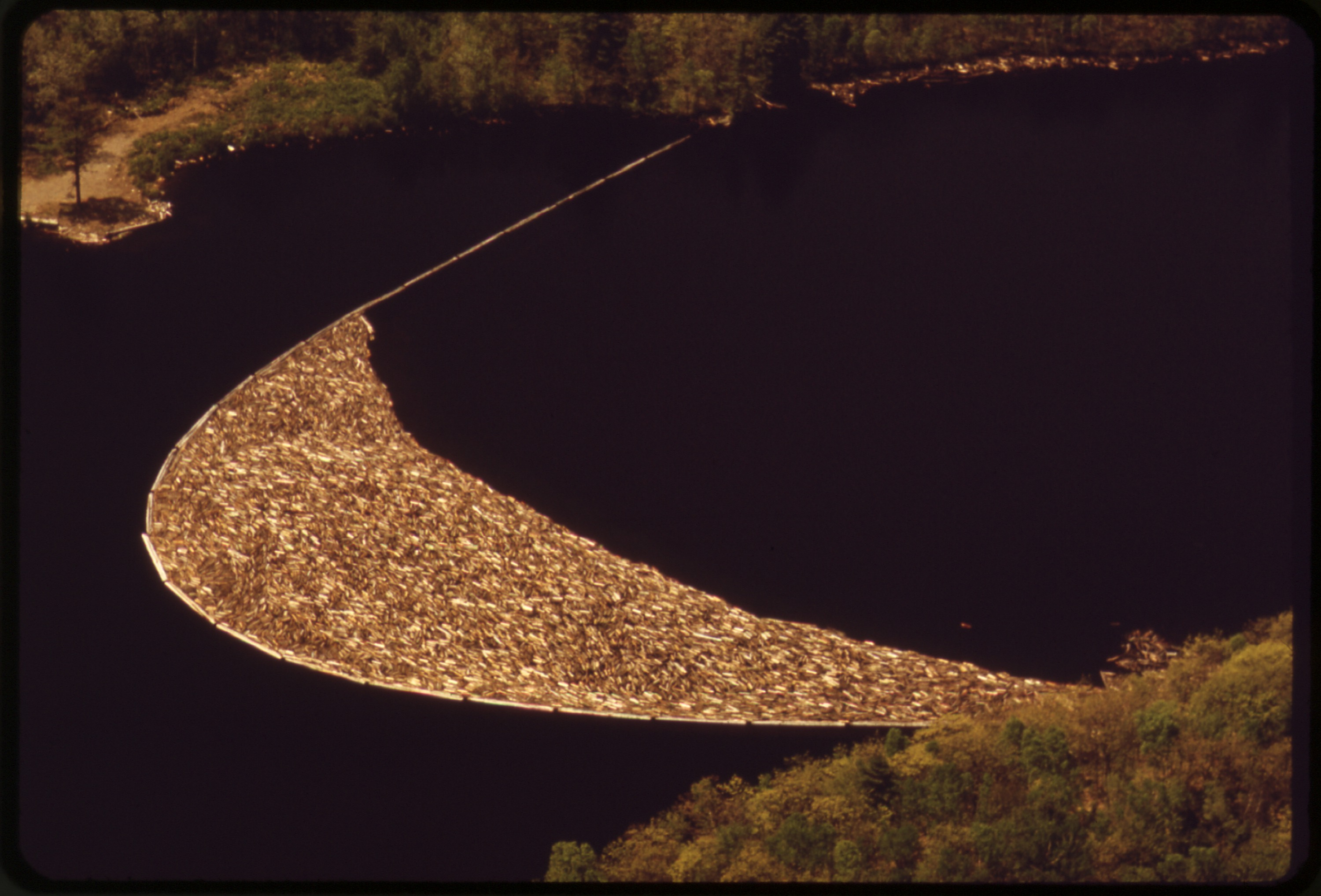
Vue aérienne d’une flotte avec estacade flottante sur le fleuve Sainte-Croix.
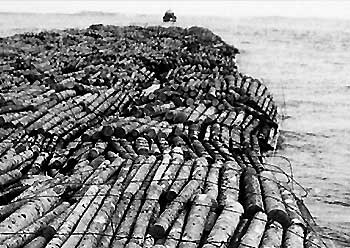
Flotte câblée tractée par bateau, Finlande, XIXe s.
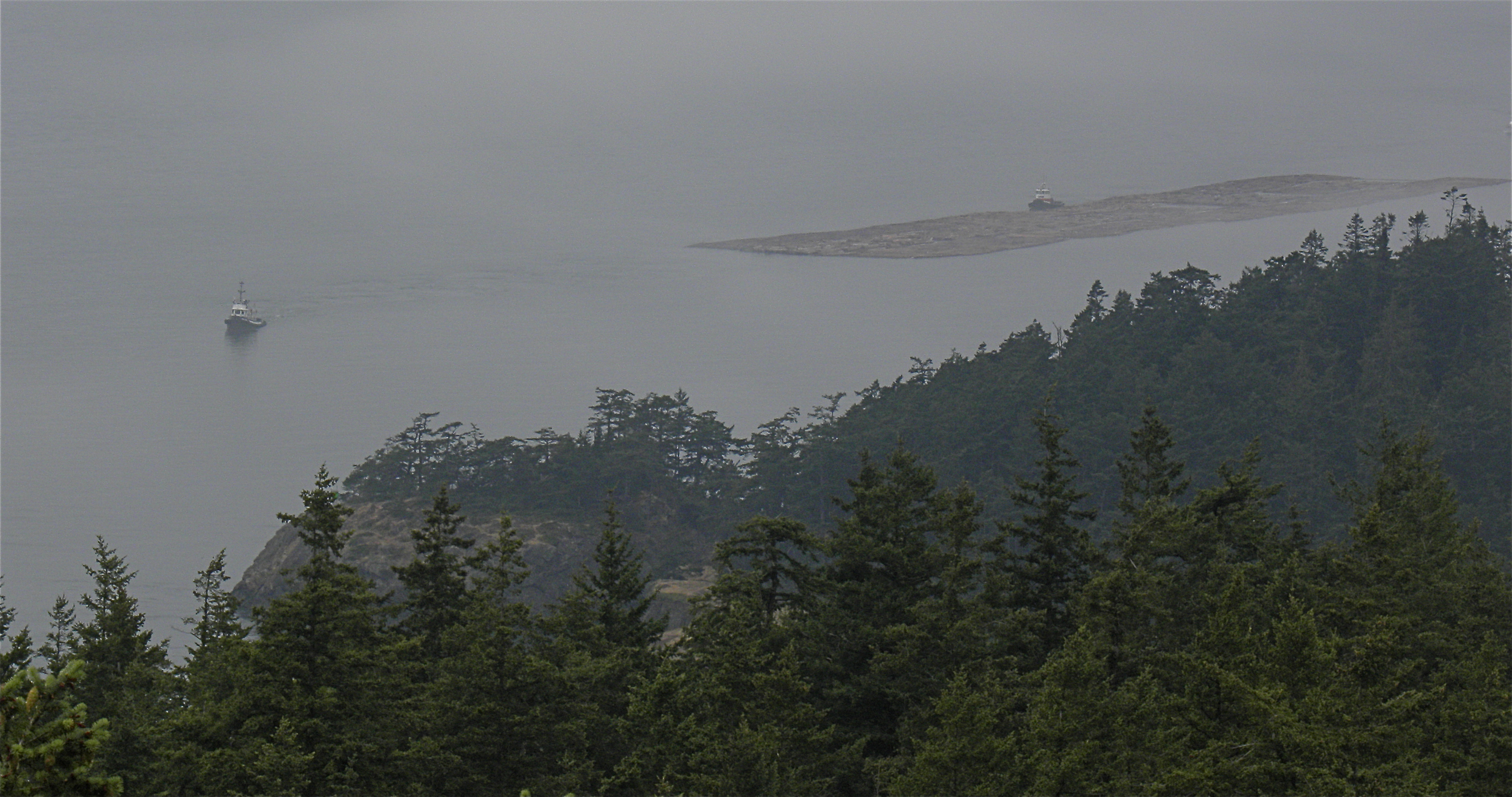
Flotte dans la baie de Skagit, Puget Sound, Oregon.
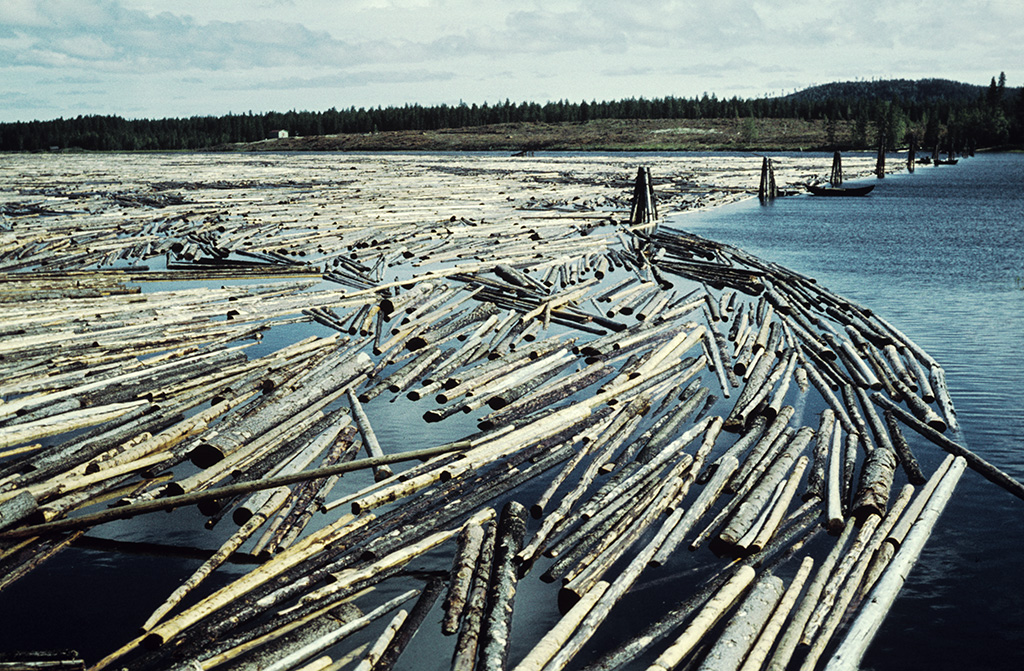
Grumes sur le Ångermanälven près de Hälla Laponie, Suède.
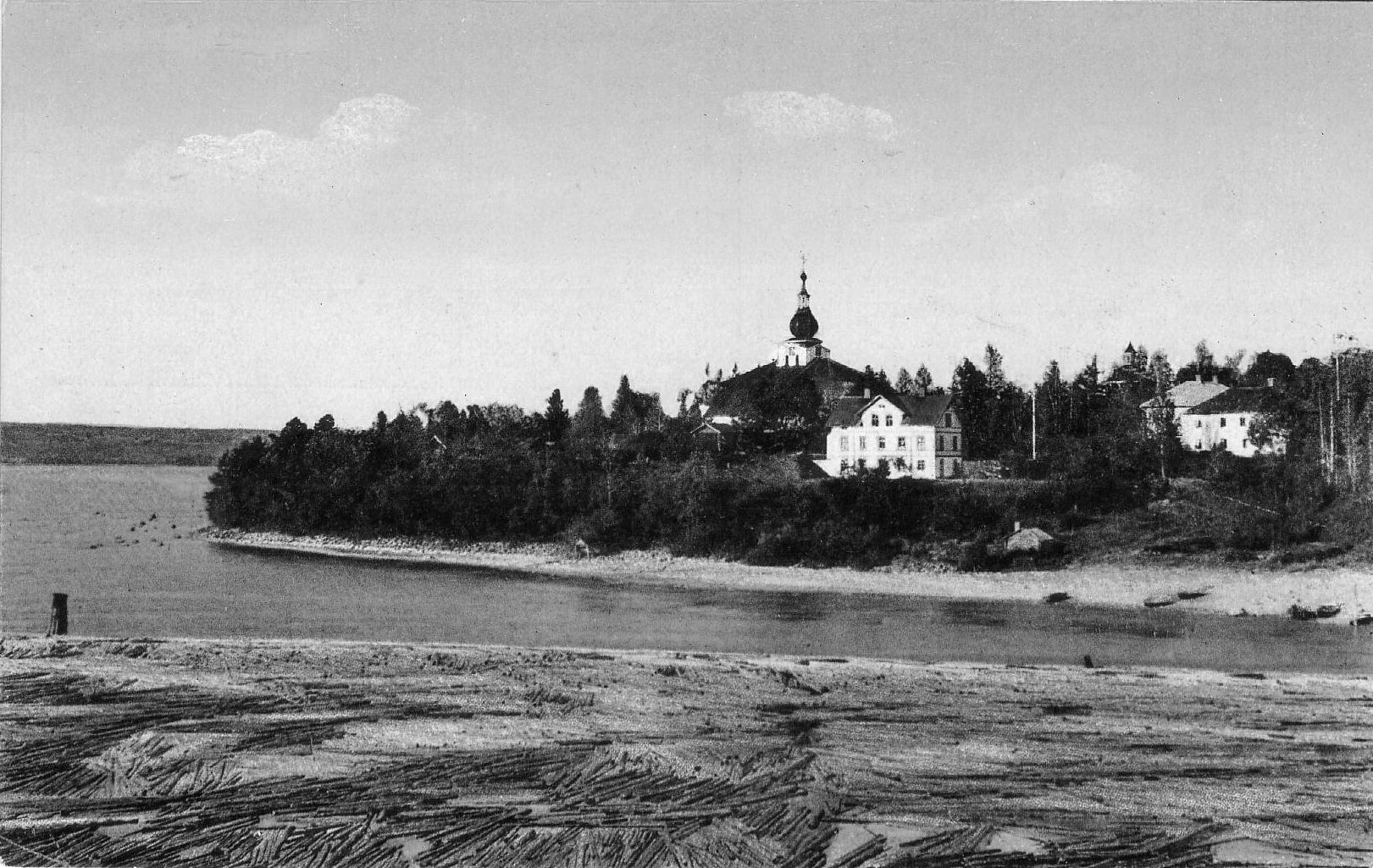
Flottage du bois en Dalécarlie sur la rivière Dalälven, Suède, début du XXe s.

### Le radeau océanique ou le radeau cigare des États-Unis

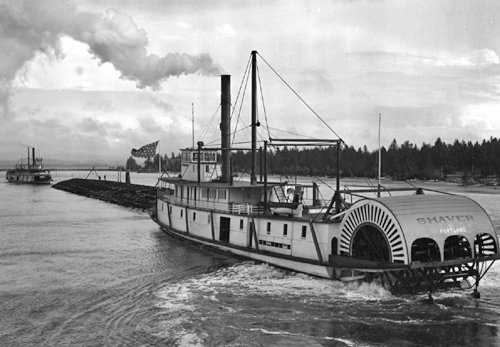
radeau Benson propulsé par un bateau à roue descendant le fleuve Columbia.

Très spécifique aux États-Unis, le flottage impressionnant en trains de bois dits de Benson ou encore « radeau cigare » (Benson cigar raft) est adapté à la navigation maritime. Cette méthode de transport fut utilisée pour la première fois sur la côte pacifique en 1906 par Simon Benson, un marchand de bois influent de Portland en Oregon. Ce n’était pas le premier train de ce type en réalité, il avait été expérimenté en 1883 sur la côte atlantique, puis abandonné à la suite d’un grave accident. La navigation était trop incertaine et dangereuse. Ces flottes de bois gigantesques étaient surnommées des « Leary » ou des « Joggins » sur la côte Est: ils passaient pour être les radeaux les plus grands jamais construits. Composés de 24 000 grumes provenant de la baie de Fundy, ils faisaient 55 pieds de large, 595 pieds de long et nécessitaient 45 miles de câbles et chaînes. Ils pesaient jusque 15 000 t. Ils ressemblaient à un iceberg de bois car les deux tiers du bois étaient immergés. Six hommes géraient le transport avec ce colosse tracté par des remorqueurs très puissants, le Underwriter et le Ocean King. À l’époque, ce fut une méthode radicalement nouvelle pour le transport des billes de bois car le radeau Joggins correspondaient à 45 goëlettes remplies de grumes à cette époque pour un prix modique.
Pour assembler les billes en un énorme cigare de bois, les flotteurs recouraient à un ber (craddle en anglais) dans lequel ils entassaient les pièces de bois. Un côté du ber se baissait pour faire glisser le radeau dans l’eau.

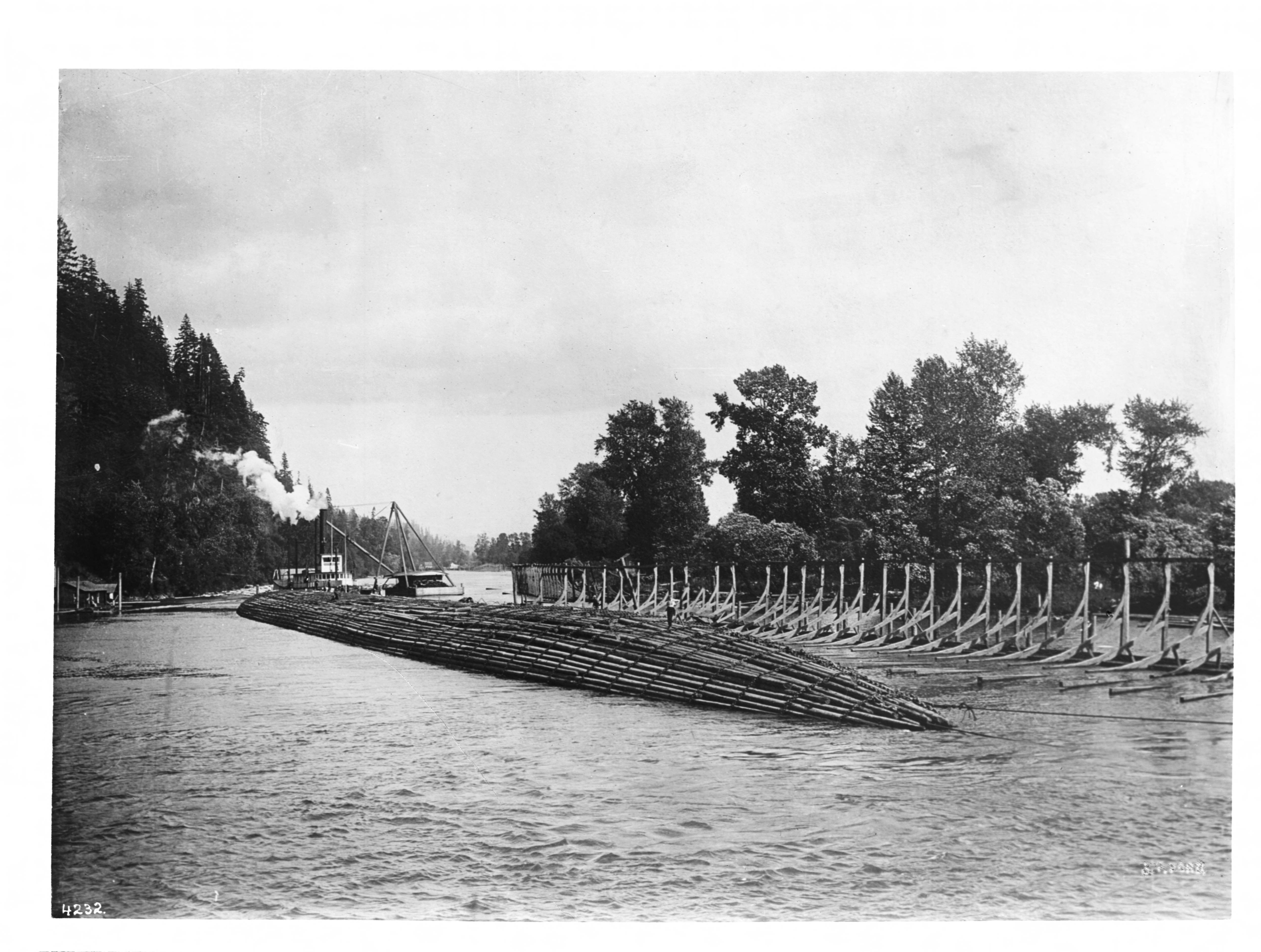
Train de bois Benson qui vient de sortir du ber, Californie, ca.1900.
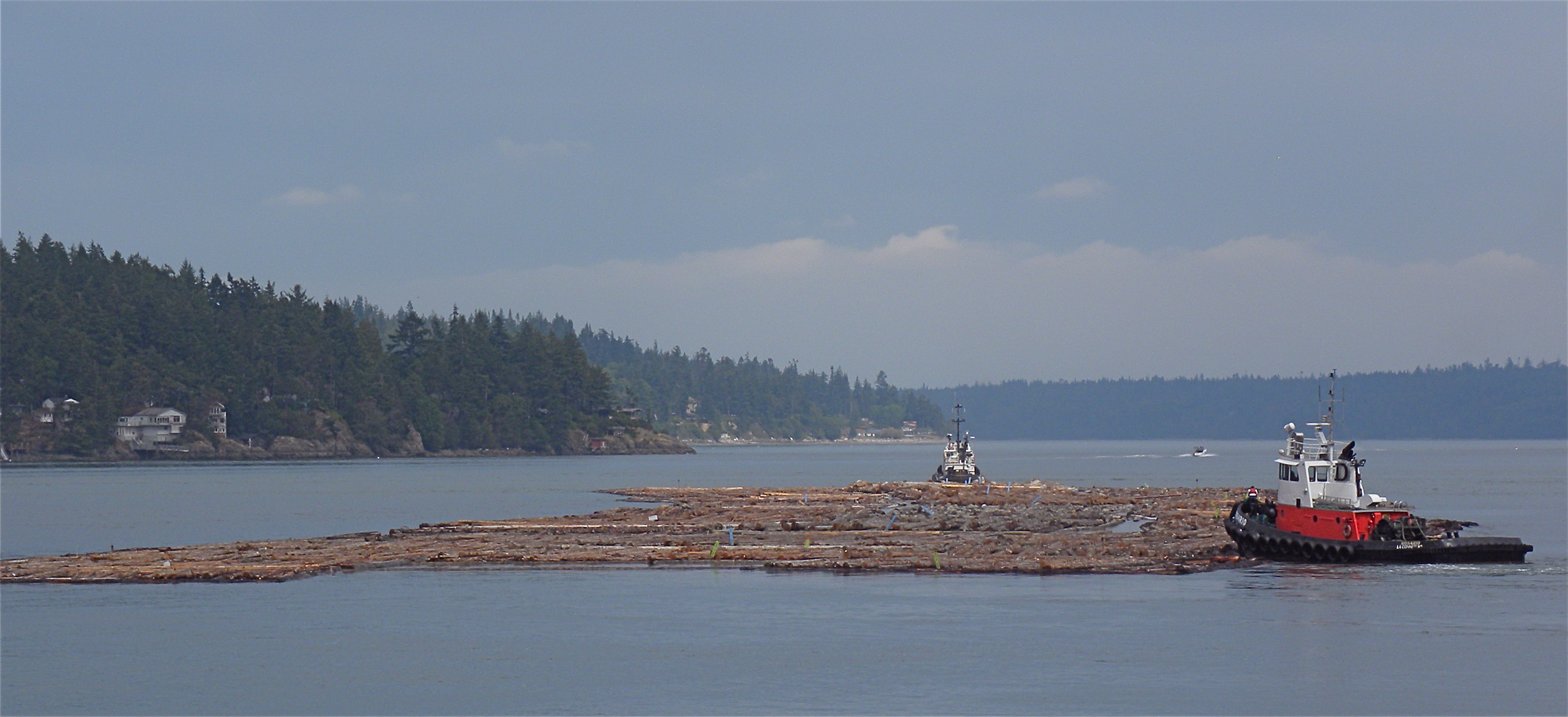
flotte tractée par deux remorqueurs, dans la baie de Skagit, Puget Sound, Oregon.
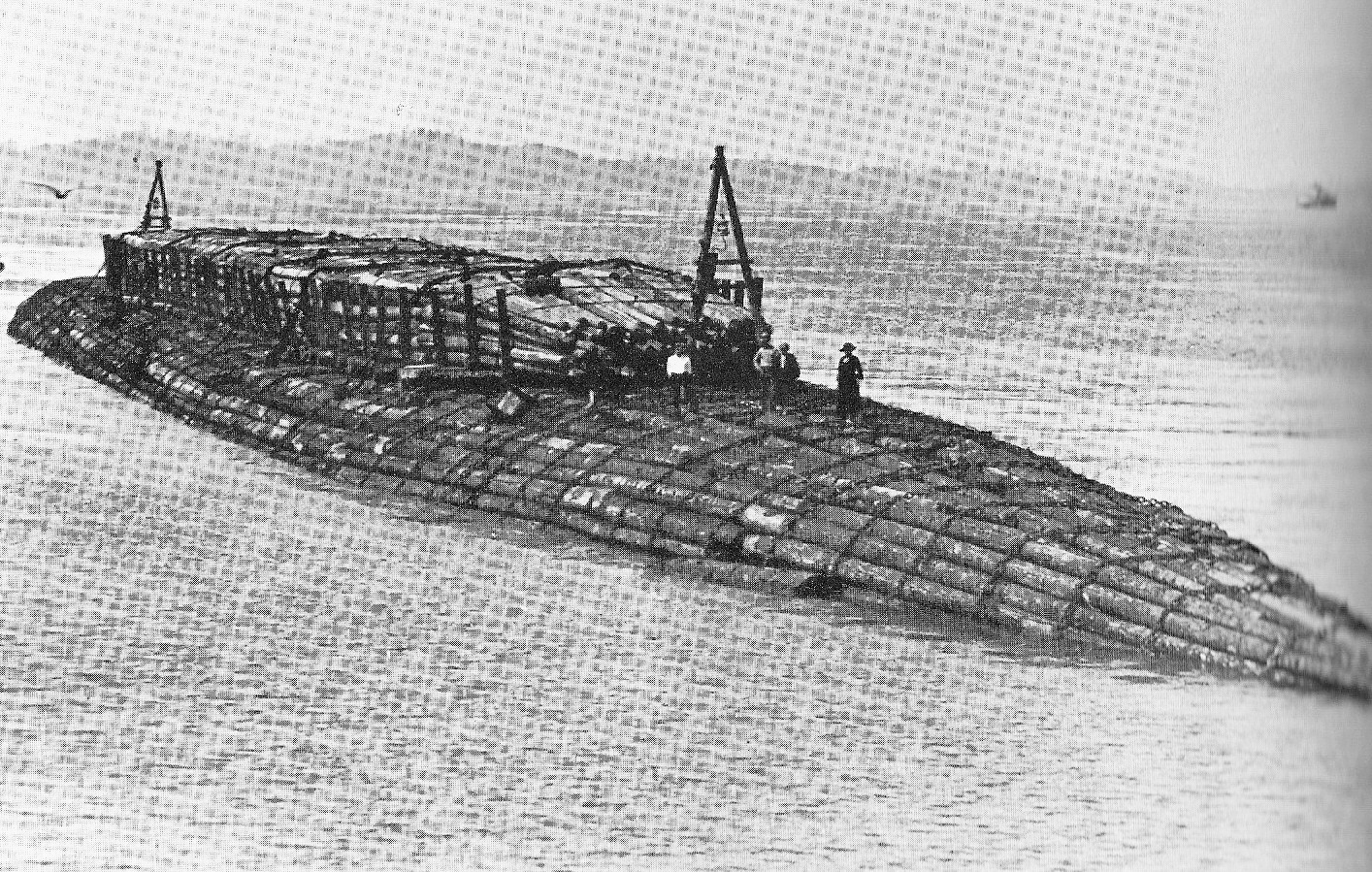
Train de bois Benson, Oregon.
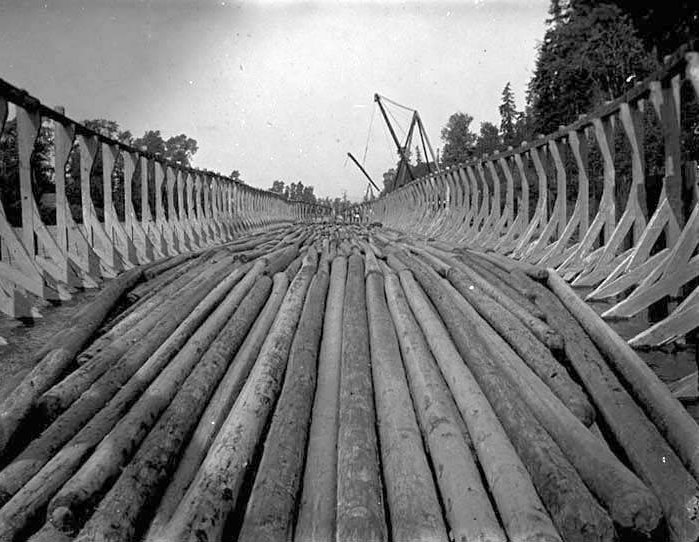
Ber en train d’être rempli de grumes, Oregon.
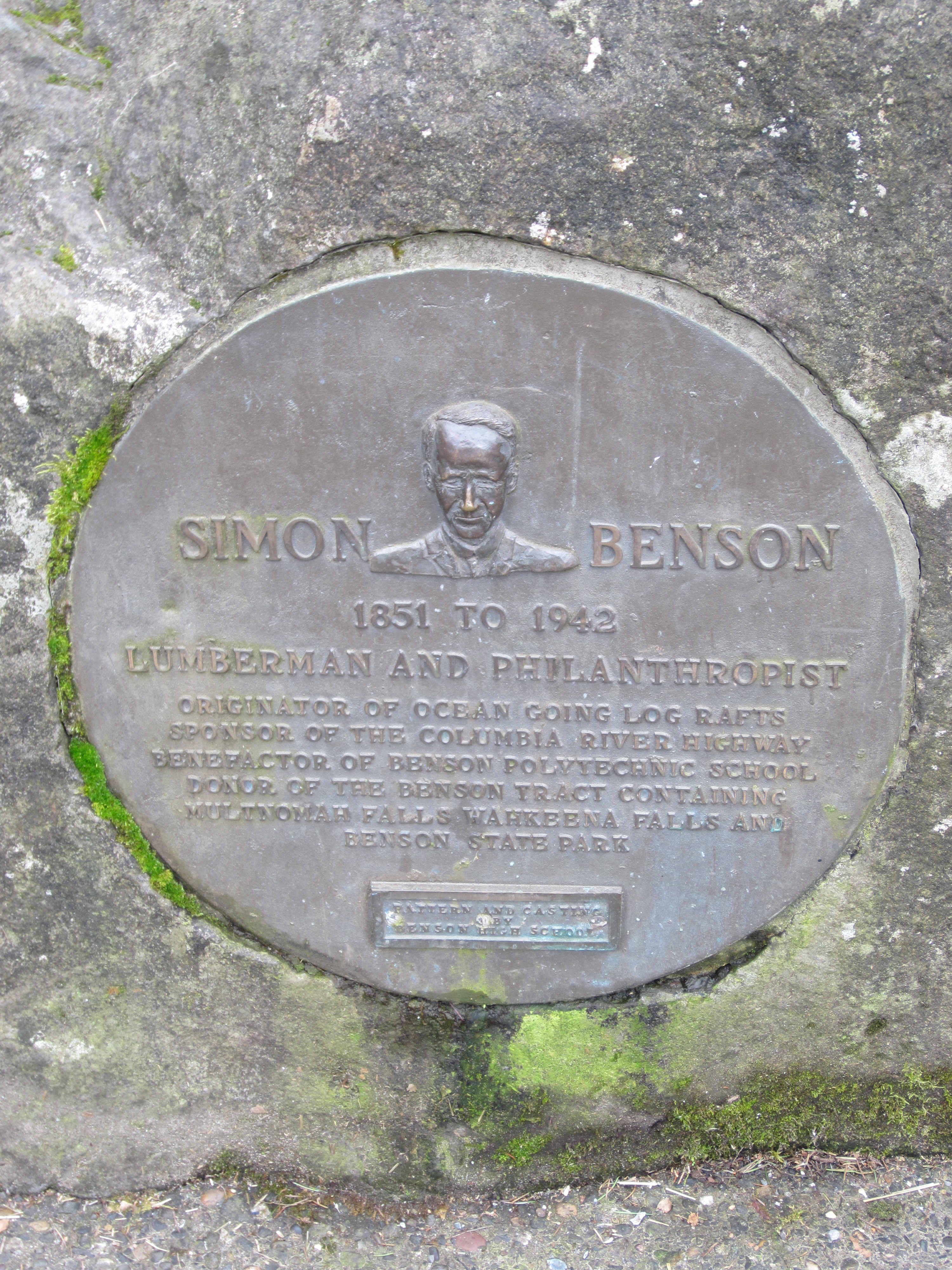
Simon Benson plaque at Multnomah Falls, Oregon.
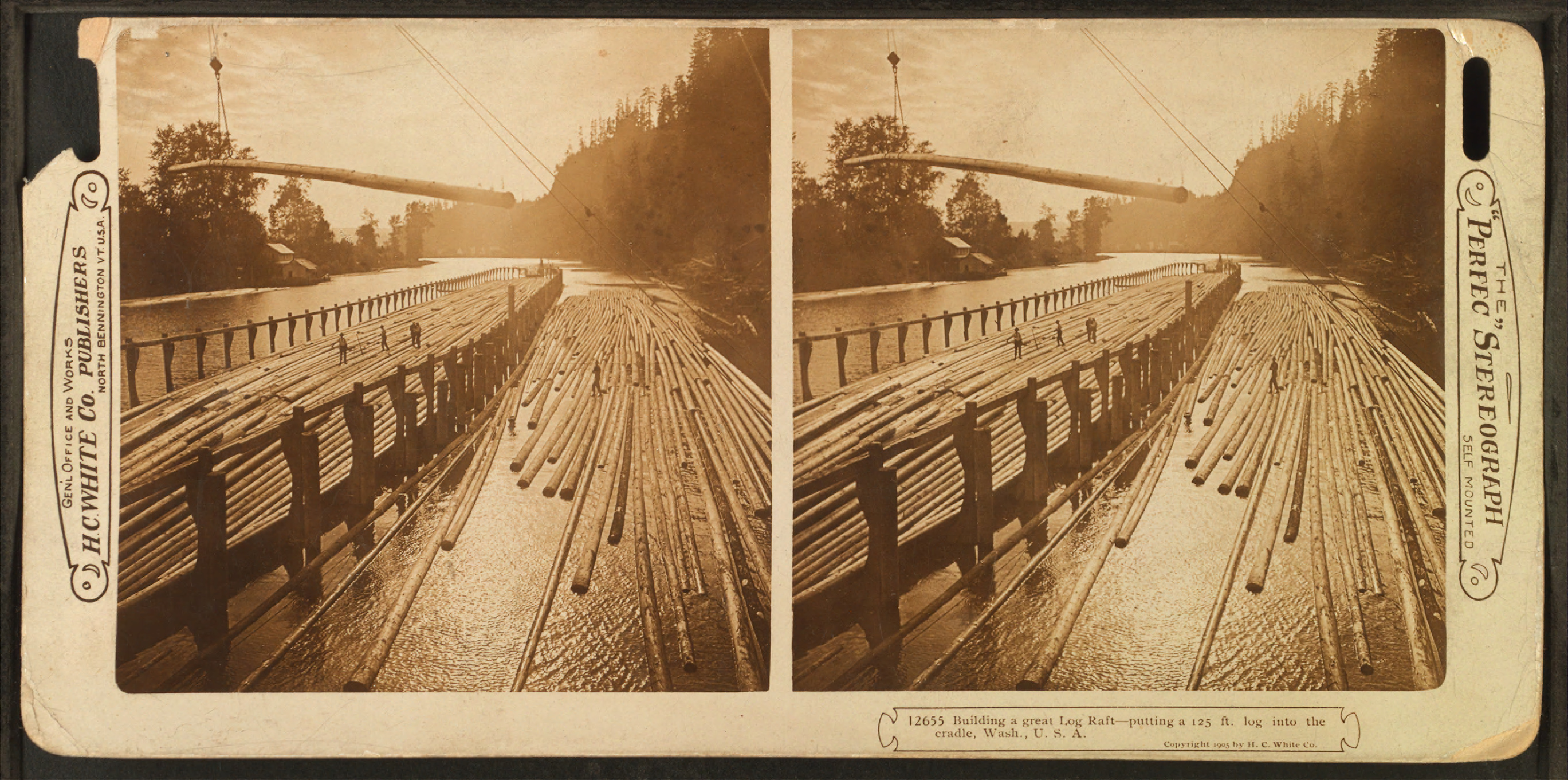
Remplissage d’un ber pour train de bois longs.

## Vocabulaire français du flottage en trains
L’activité du flottage du bois en France comme ailleurs dans le monde s’intègre totalement dans la culture régionale ; de ce fait, la terminologie du métier est très souvent liée à la langue locale, patoisante ou non, de la famille française ou pas pour les régions périphériques de France comme l’Alsace, la Lorraine, le pays niçois ou les Pyrénées catalanes, béarnaises et basques. À ces aires linguistiques, il faut ajouter le wallon de Belgique et de l’Ardenne française et le romand de Suisse très apparenté aux aires dialectales du Doubs et Jura français.
Parmi les mots les plus anciens, le terme « flotte » cohabite avec le terme « givée » dans certaines régions françaises. Au Moyen Âge, le terme givée semble avoir été le plus répandu dans l’Est de la France actuelle, particulièrement en Champagne, en Ardenne française et belge et en terre liégeoise. L’entrée « givée » existe aussi dans certains dictionnaires de la langue française médiévale sans préciser l’origine géographique exacte. Dans le dictionnaire du français des XIIe et XIIIe siècles de Célestin Hippeau, la givée est une flotte de bois. Cela implique que si le terme est déjà employé à cette époque, la pratique des flottes de bois remonte plus loin que les premières mentions écrites à notre disposition actuellement en France bien que celles-ci aient été rédigées au début du XIVe siècle. En revanche, pour l'aire d'extension du mot givée, la première mention écrite remonte au tout début du XIe dans un acte de l'abbaye de Waulsort à Dinant.
Par conséquent, le langage des flotteurs est d’abord celui de leur vie quotidienne dans des régions de France où la généralisation du français standard était loin de la norme avant les mesures plus coercitives de la France révolutionnaire, et même bien après. Si l’on prend le dictionnaire analogique de la langue française de Prudence Boissière du XIXe siècle, la définition du train est « un grand nombre de pièces de bois assemblées qu’on met à flot sur un canal ou une rivière ». Le Boissière complète cette définition par l’ajout de nombreux termes usités à cette époque par les flotteurs par trains. En les confrontant avec les termes en usage dans d’autres régions de flottage francophones qu’on découvre dans les ouvrages et articles qui lui sont consacrés, il apparaît clairement que ce sont les mots employés dans le Bassin parisien influencés par la langue des flotteurs sur l’Yonne, la Marne et la Seine.
Certains termes régionaux apparaissent encore dans les dictionnaires plus récents avec la mention « vieux » ou « régional » comme la hart employé par les flotteurs Vosgiens pour désigner un lien fait de branche flexible ou défibrée puis torsadée comme du cordage, donc la « rouette » du dictionnaire de Boissière qui est encore répertoriée dans le Petit Robert avec la même mention sur l’usage vieillissant du mot. Par ailleurs, de nombreux termes usités autrefois par les flotteurs de plusieurs régions francophones sont répertoriés sur les sites du Centre national de ressources textuelles et lexicales qui a élaboré le Trésor de la langue française grâce au projet Analyse et traitement informatique de la langue française du CNRS. Le CNRTL offre l’avantage de proposer plusieurs entrées possibles en indiquant les textes anciens et les sources dans lesquels les termes anciens apparaissent.
L’uniformité n’est par conséquent pas de mise pour le vocabulaire spécifique du flottage. Chaque région dispose de son jargon de flotteur, parfois même très spécifique à un topolecte d’une seule vallée où se pratique le flottage dans tout un massif.

### Sur les cours d'eau duQuébec, auCanada
Le bois était transporté par flottaison, en descendant le courant de la rivière, Batiscan, ce qui requiert le travail de cageux et de draveurs. Les premiers types d'arbres coupés furent les pins blancs, expédiés en Grande-Bretagne.
- Le cageux, cet Ulysse du fleuve Saint-Laurent, était chargé d’assembler les radeaux et de piloter l’immense train de bois en pin équarri — aussi  appelé cage — jusqu’à un port d’embarquement.
- Le draveur, hardi funambule des rivières, était chargé de contrôler la libre flottaison des troncs d’arbres coupés qui étaient jetés dans un cours d’eau afin d’atteindre une scierie ou une usine de pâtes et papiers[15].

## Archéologie et premières traces de flottage du bois au Néolithique et dans l’Antiquité

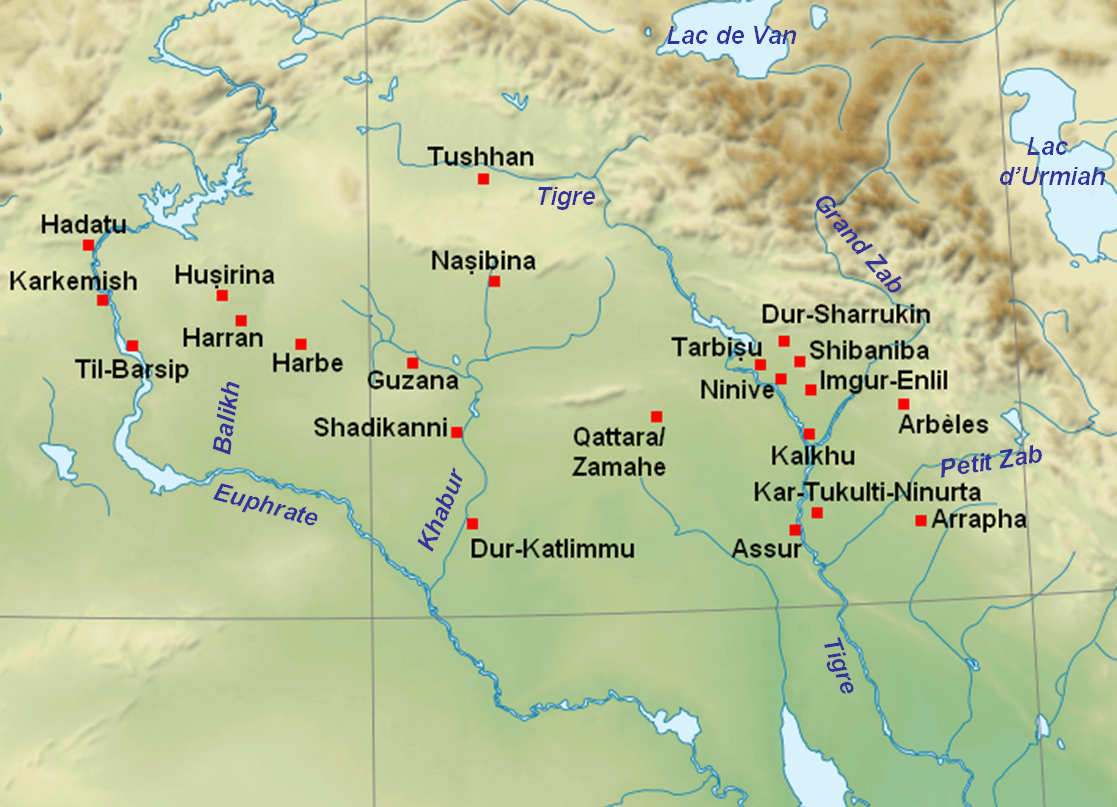
Villes assyriennes

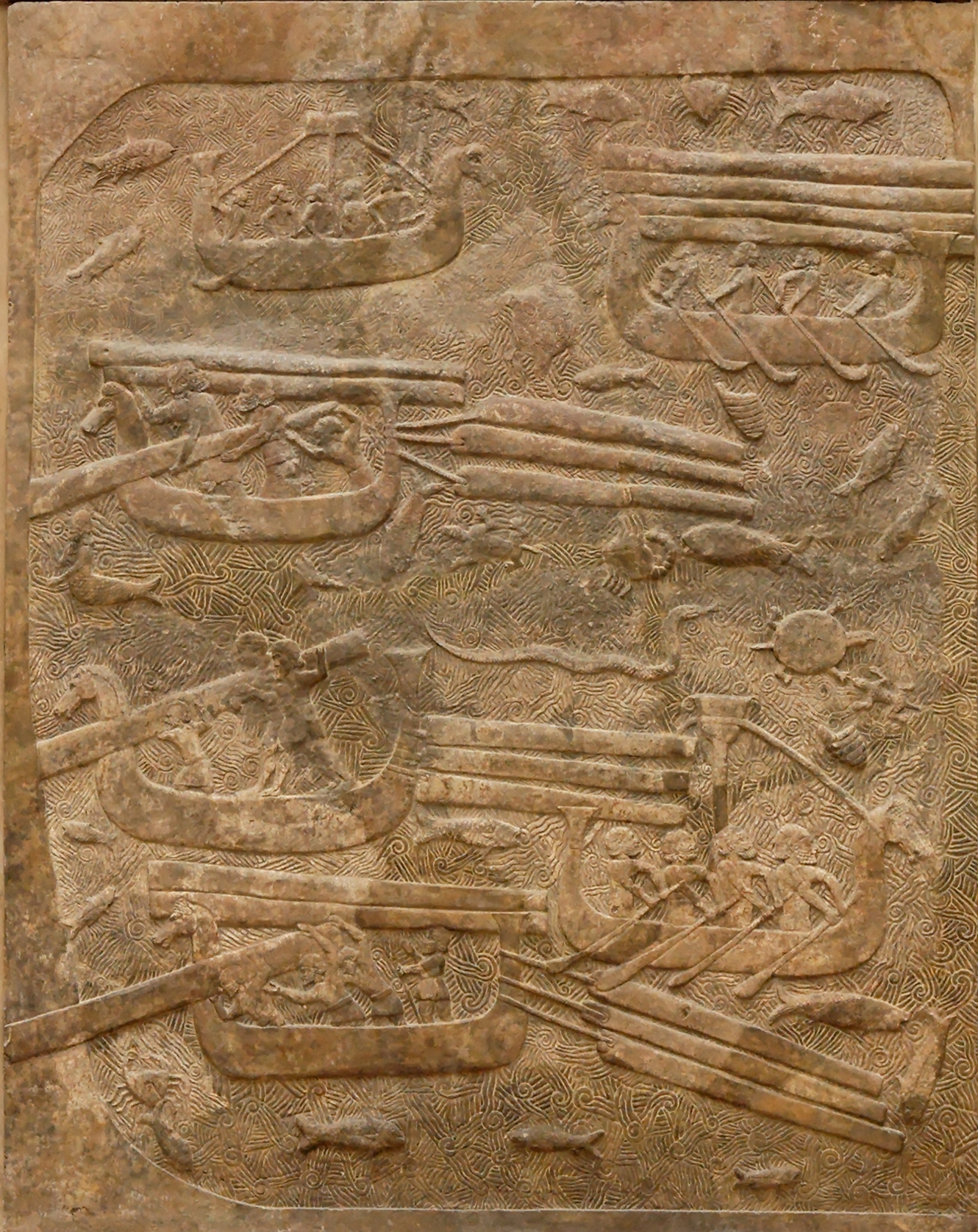
Flottage du bois de cèdre vers Dur-Sharrukin Louvre AO19890

Le transport de marchandises sur l’eau par radeaux, barques et bateaux est très ancien, mais aussi grâce à divers objets servant de flotteur, c'est-à-dire d'élément assurant la flottabilité. Cette très ancienne méthode de transport par des peaux d’animaux gonflées ou des gourdes de cuir (jāla en persan, taraṇḍ en ourdou) ou grâce à des jarres ou poteries inversées (les ćau-ghaṛā en ourdou et hindi classique, les āluḥ en sanskrit) en guise de bouées est déjà représentée sur des bas-reliefs assyriens du VIIe siècle av. J.-C. Aucune fouille archéologique n’a pu confirmer cette pratique jusqu’à ce jour. On retrouve néanmoins des pratiques similaires aujourd’hui en Chine, en Afghanistan ou au Pakistan. On utilise également des pièces de bois ou des jerricans d’essence.
Seuls cinq radeaux ont pu être excavés lors de fouilles archéologiques : deux à Strasbourg,, datant du IIe siècle apr. J.-C. et trois de la période viking dans les pays de la mer Baltique. Au XVIe siècle, les colonisateurs européens découvrent que le radeau est largement répandu en Inde, en Asie du Sud-Est, en Chine, en Océanie et en Amérique latine. Certains radeaux prennent dans ces pays des allures d’embarcation côtière avec une voilure.
La recherche archéologique révèle l’existence de radeaux en bottes de roseau ou de radeaux flottants :
- Les radeaux en roseaux ou papyrus ligaturés en bottes compactes[23] (bundle raft) sont réalisés par les techniques de la vannerie torsadée en faisant des bottes de roseau que l’on attache les unes aux autres. Ces radeaux sont connus par les représentations des cultures antiques égyptienne, mésopotamienne ou indienne[19],[23].
- Les radeaux flottants (float raft) consistent à fabriquer une structure de base avec des grumes dont la flottabilité est renforcée par des flotteurs à base de peaux gonflées ou des pots en terre cuite hermétiquement scellés[19]. Peu répandu, ce type de radeau est surtout pratiqué sur les rivières à l’intérieur des terres, à l’exception d’un radeau à flotteurs très particulier dans le Chili précolombien qui était même capable de naviguer en mer. Les gravures étrusques montrent des radeaux avec flotteurs en pot de terre cuite surmontés d’une voile et les radeaux avec flotteurs en peaux d’animaux gonflées sont attestés dans la péninsule arabique au Ier siècle apr. J.-C.[19]. La pratique ancestrale des peaux gonflées comme bouée a probablement existé avant le radeau car un bas-relief assyrien montre des guerriers qui traversent les rivières avec une peau de chèvre pour attaquer l'ennemi. Au Pendjab les hommes utilisent depuis des siècles des peaux de bœuf gonflées en guise de bouée pour traverser la rivière Beas. Ces bouées s’appellent des mussacks. Pas très loin en Asie, les Naxi du Yunnan en Chine pratiquent encore la nage avec peau de chèvre gonflée.

### Méditerranée orientale
De même, l’édification des palais et des temples dans les sites antiques de Mésopotamie sur l’Euphrate, comme à Mari et son temple d’Ishtar a non seulement nécessité de grandes quantités de pierres de construction dont la caractéristique montre qu’elles proviennent de la falaise de Doura Europos, mais aussi une quantité non négligeable de bois importés des montagnes de l’actuelle Syrie ou Turquie qui ne peuvent qu’avoir été acheminés par flottage sur l’Euphrate vu la distance à parcourir.
Un bas-relief du VIIIe siècle av. J.-C. qui ornait le mur Nord de la cour d’honneur du palais de Dur-Sharrukin, ancienne capitale de l’empire assyrien aujourd’hui Khorsabad dans le nord de l’Irak, représente une scène de flottage de billes de bois non assemblées, percées d’un trou à l’extrémité pour passer la corde et tirées par des barques remorqueurs manœuvrées par quatre rameurs. D’après la correspondance du roi Sargon II qui évoque cet événement, le bois de construction provenait de la région du haut Tigre ou des monts Nur. Pour construire son nouveau palais, le roi Sargon II avait besoin d’une quantité impressionnante de bois et surtout de pierres de construction. Le port aux bois principal se trouvait alors à Assur où les pièces de bois étaient entreposées en grandes quantités avant d’être expédiées à Dur-Sharrukin par bateau. Elles arrivaient à Assur ou à Ninive par flottaison. En observant le bas-relief, on reconnaît les cordes qui rattachent chaque pièce au bateau, mais pas entre elles. Il n’y a donc pas d’assemblage en radeaux ; cette technique rappelle davantage les flottes en Asie ou les flottes modernes avec le grand filin central auquel sont reliées les billes séparément.
Dans la partie orientale du bassin méditerranéen, le flottage a probablement démarré dès l’âge du bronze en Égypte antique ou en Mésopotamie parallèlement aux progrès réalisés dans la navigation qui à l’époque utilisait encore beaucoup les radeaux de bambous. L’Égypte du 3e millénaire av. J.-C. a besoin d’embarcations capables de porter des charges lourdes comme les pierres de construction. Les Égyptiens ont fait des voyages de prospection au sud des cataractes du Nil en direction de l’Afrique tropicale où ils découvriront deux essences d’arbres qui leur conviennent parfaitement par la taille et par la maniabilité dans le façonnage : l’acajou et l’okoumé. Les billes de ces arbres abattus ont été très probablement flottées avec ou sans remorquage sur une distance de 2 000 km jusqu’aux chantiers navals de l’empire.
Dans le premier livre des Rois, chapitre 5, versets 15 à 26, la correspondance entre le roi Hiram et le roi Salomon au sujet des préparatifs de la construction du nouveau Temple à Jérusalem nous confirme que le flottage du bois était pratiqué sur mer le long des côtes. Suivant les traductions, le bois est expédié par flottage sur la mer jusqu’à Jaffa ou descendu à la mer, assemblé et remorqué à l’endroit que l’on indiquera au roi de Tyr. La seconde version paraît plus précise car il est fort probable que les fûts de cèdre du Liban n’aient pas dérivé seuls sur la mer. On ne peut donc pas parler de radeau ou train de bois au sens strict. Suivant les sources, Salomon importe du cèdre et du genévrier, pour d’autres du cèdre, du santal et du cyprès. Dans tous les cas, ce passage de la Bible représente clairement la première transaction commerciale écrite entre un acheteur et un vendeur qui s’accordent sur les prix, la nature de la marchandise et surtout le moyen de transport par flottage (mer et cours d’eau).
Quelques écrits anciens font allusion à une forme de flottage en Grèce antique qui serait davantage du flottage sur mer, à proximité des côtes et sur les cours inférieurs proches des côtes. Il aurait été pratiqué dans le golfe de Nicomédie, sur le cours inférieur du Sakarya et le lac de Sapanca. Les flotteurs étaient désignés par le terme « schedionautês » (σχεδιοναὐτης) qui mot à mot signifie « conducteur de radeau ». Sinon quelques mentions sur le flottage sur rivière apparaissent dans les grandes œuvres de l’Antiquité : dans son ouvrage Les Histoires, Polybe évoque le flottage du bois sur l'Aôos et sur l'Achéloos. Le Geographica de Strabon évoque le flottage dans le territoire de Sinope et en Bithynie en Anatolie. Le géographe précise que le matériel est facile à transporter (« ulên eukatakomiston »). Polybe raconte aussi que Philippe V de Macédoine décide de fortifier Œniadæ en utilisant des matériaux pris à Paianion qu’il fit démolir jusqu’aux fondations ; « puis il démolit les maisons, assembla bois et tuiles sous forme de radeaux qu'il achemina sans attendre et avec beaucoup d'ardeur par le fleuve jusqu'à Oiniadai. ». Ici, le récit utilise le mot univoque de « schedías » qui signifie « radeau ».
L’historien grec du Ier siècle av. J.-C., Denys d'Halicarnasse décrit l’exploitation forestière de la forêt « Syla » des colonies grecques d’Italie, Rhêgion et Locres, en montrant le rôle crucial que jouent les voies d’eau dans cette activité. Si les bois sont proches de la mer ou d’un cours d’eau, ils sont abattus et acheminés vers les ports les plus proches sans être débités. Si, en revanche, les arbres sont éloignés de toute voie d’eau, ils sont immédiatement débités en sections pour en faire sur place des rames, du bois d’œuvre ou d’ébénisterie. Ce bois travaillé sur place est transporté par les hommes. Dans son texte, l’historien n’écrit toutefois pas le mot « flottage », mais juste « acheminer ». Vu que pour les bois à l’écart de tout cours d’eau, ce sont les hommes qui transportent le bois par voie terrestre, on peut en déduire que l’historien parle ici d’une forme de flottage dans le cas des grumes proches des cours d’eau. Denys d’Halicarnasse précise d’ailleurs que la quantité de bois abattue proche des voies d’eau sont telles qu’elles suffisent à fournir toute l’Italie en bois de marine et en bois de construction. Strabon tient le même langage quand il parle de l’exploitation des pièces de bois dans le Bruttium dans les secteurs qu’ils décrit comme « εὒυδρος », donc abondants en eaux. Les glissières pour faire rouler les grumes de cèdre du haut de la pente dans le mont Liban sont attestées à l’époque de Nabuchodonosor II, de même l’utilisation de bêtes de somme pour tirer les grumes et le bois de feu a été maintes fois évoquée dans les textes antiques. La question est de savoir si ces attelages de bœufs ou de mules tractaient leurs grumes jusqu’au port ou jusqu’à la rivière la plus proche. Des monnaies d’Apollonia d’Illyrie représentent en revanche une scène de halage d’un tronc ébranché par trois hommes avec une corde. La difficulté pour les chercheurs et historiens semble résider dans le manque de terme univoque des auteurs antiques pour décrire les scènes en question : c’est comme si le mot « flottage » ou « radelage » n’existait pas en latin ou grec ancien. Les analystes supposent, déduisent et remettent en contexte pour s’approcher de la réalité.

### Méditerranée occidentale
À l’inverse, dans la partie occidentale du bassin méditerranéen, le flottage de pièces de grandes dimensions fut très réduit et se limitait à quelques rares sites très localisés dans la péninsule ibérique ou italienne. Dans le livre II des Géorgiques de Virgile aux vers 451 et 452 et dans le De architectura de Vitruve, livre II au chapitre 9 consacré aux bois de construction, il est indiqué que le flottage se faisait sur le Pô. Avec le Geographica de Strabon, les références à une forme de flottage sont explicites sur le Tibre dans le livre V consacré à l’Italie.
En fait, le relief et le profil hydrographique y sont très défavorables. Ni le flottage, ni le roulage ne purent réellement se développer comparé à l’Europe de l'Ouest. C’est pourquoi le commerce du bois se tourna très rapidement vers le cabotage à partir de nombreux ports qui s’alimentaient dans les massifs forestiers très proches des côtes.
Vitruve explique que le transport de grosses pièces de mélèze poussant sur les rives du Pô jusque Rome n’est malheureusement pas possible bien que ses qualités y soient très recherchées dans la capitale : « Cujus materies si esset facultas adportationibus ad Urbem, maximae haberentur in aediflciis utilitates. ». Cela montre explicitement que la technique du flottage de bois longs n’est pas encore très maîtrisée dans la Rome antique ou, au moins, une habitude bien ancrée.
Le flottage sur mer ne permettait néanmoins que des parcours côtiers car les radeaux redoutaient le creux des vagues : le danger de dislocation de l’assemblage faisait peur aux convoyeurs. Ce point faible des premiers trains de bois mal assemblés explique notamment l’échec de le trop grande flotte de grumes partie de Corse (Κὐρνος) que raconta Théophraste. Après quelques recherches et vérifications linguistiques entre les premiers manuscrits et les textes publiés par après, le récit de l’événement se résume comme suit : Les Romains partirent avec 25 navires pour créer une ville-chantier sur la côte corse afin de faire une nouvelle flotte de bateaux. Ils eurent du mal à pénétrer dans les golfes et les rades d’une île encore très inhospitalière. Ils trouvèrent la forêt impénétrable et dense avec des arbres de très grandes tailles. Les Romains renoncèrent à créer un site et coupèrent une grande quantité de bois qu’ils assemblèrent en un gigantesque (τηλικαὐτος) radeau. Ayant amené des voiles, des cordages devenus inutiles pour leurs bateaux à construire, ils les utilisèrent pour pousser le radeau vers les côtes romaines. Mais le radeau se disloqua en haute mer.
La recherche historique n’exclut donc pas que le flottage ait été expérimenté dans l’Antiquité jusqu’au Moyen Âge.

## Évolution du flottage du bois en Europe

### Au Moyen Âge
Les premières mentions attestant d’un flottage précoce en Suisse sur le Rhône ou en Belgique sur la Meuse montrent que l’activité était certes déjà pratiquée, mais pas forcément de manière généralisée sur l’ensemble du continent européen au haut Moyen Âge. Les différents chercheurs qui se sont penchés respectivement sur les régions à forte tradition de flottage en Europe s’accordent pour dire que ce mode de transport fluvial s’est étendu à pratiquement tous les pays européens autour des massifs montagneux entre le XVe et le XVIIIe siècle en développant au fil des siècles des associations et des confréries dotées de règlement intérieur et reconnues par les seigneurs locaux pour leur activité économique. Dès le XIIIe siècle, des manuscrits anglais nommés « rôles de la Pipe » évoquent le commerce du bois par voie maritime par les navires de la Ligue hanséatique en provenance de Scandinavie et des pays baltes vers la Grande-Bretagne et les Pays-Bas.Si l’on écarte la Scandinavie dont le flottage n’est pas si ancien qu’on pourrait le croire, à cause notamment d’un relief et d’un réseau hydrographique défavorables, les régions qui ont eu recours au flottage du bois, quelle que soit sa forme, se situent essentiellement le long d’une ligne allant des Pyrénées au Caucase en passant par le massif alpin et les Carpates. Dans certains pays, les grandes montagnes situées sur cette ligne trouvent un prolongement dans de nombreux massifs de moyenne altitude dont tout le « Mittelgebirge » en Allemagne et les nombreux massifs anciens en France, en Pologne, Slovaquie et République tchèque. Parfois, ce sont davantage ces montagnes de moyenne, voire de petite altitude, qui feront naître une réelle tradition de flotteurs restée dans les mémoires jusqu’à nos jours (Morvan, Vosges, Ardennes, Forêt-Noire, Monts des Géants, Rhön entre autres).
De nombreuses petites rivières européennes ont été flottables pendant très longtemps, mais seules quelques-unes ont réussi à maintenir cette activité jusqu’au XXe siècle. L’avènement de la machine à vapeur, le développement des chemins de fer et l’amélioration des routes au XIXe siècle ont sonné le glas du flottage du bois dans l’Europe occidentale avec quelques rares exceptions localisées. L’Europe du Nord et de l’Est ont poursuivi le flottage du bois un peu plus longtemps jusque dans les années 1960, mais il faut reconnaître que le flottage d’après-guerre a profité des nouvelles technologies pour tracter ou propulser les gigantesques flottes de grumes sur les lacs ou grands cours d’eau qui s’y prêtent (Suède, Finlande, Russie).
Dans l’Europe du Moyen Âge central, le flottage du bois représentait un nouvel enjeu économique majeur car il approvisionnait les villes naissantes en bois d’œuvre et de feu. Au début, cette ressource était abondante à proximité des villes. Mais très vite, la population croissante et les activités artisanales et industrielles commencèrent par être très consommatrices de bois. Il fallut aller chercher cette ressource plus loin alors que les moyens de transport étaient rudimentaires et le réseau routier dans les zones forestières isolées inexistant. Il ne faut pas non plus perdre de vue que la valeur marchande du bois était faible à ce moment-là et ne justifiait donc pas une dépense excessive en transport excédant la valeur du produit lui-même. Le flottage sur les cours d’eau ou le transport par voie maritime s’avèrent longtemps être le seul moyen rentable pour amener le bois vers les marchés consommateurs. Dans les pays appartenant à l’ancien et vaste Saint-Empire romain germanique,le plus gros ensemble étatique du Moyen Âge central, le flottage du bois a été très précoce, particulièrement dans les régions montagneuses peu peuplées en périphérie de centres urbains naissants le long du Rhin. Le flottage à bûches perdues se faisait logiquement en tête des bassins hydrographiques respectifs. De nombreuses régions allemandes, la Suisse, la Belgique, le Luxembourg ou le Grand Est de la France ont démarré le flottage entre le XIe et le XIVe, donc avant l’intensification plus généralisée du flottage au XVIe dans la plupart des régions françaises ou devenues françaises, notamment pour alimenter la ville de Paris à partir du Morvan qui démarre dès 1543.

### Début de l’époque moderne
Les techniques se perfectionnent au début des Temps Modernes en Europe occidentale, y compris dans les régions non montagneuses comme l’Artois ou le couloir rhodanien. Le flottage est en fait d’abord à bûches perdues dans un secteur géographiquement très restreint sur les tronçons de rivières flottables. C’est au début du XVIe siècle que le métier s’organise en un système plus rodé et plus structuré. Dans le royaume de France, cela concerne essentiellement les cours d’eau du Bassin parisien (essentiellement l'Yonne, dans une moindre mesure le Serein, l'Armançon, puis la Seine, l'Aube, la Marne, l'Oise, l'Aisne) qui, via le flottage ou la navigation par la batellerie, alimentent la capitale en bois d'œuvre (charpente, meubles, construction navale) et en bois de chauffe (fours d'artisans et d'usines, cheminées domestiques). Si l’on rajoute les régions périphériques qui seront en France plus tard, le flottage se développe à la même époque en Lorraine, en Alsace, en Franche-Comté, dans les Alpes et les Pyrénées.
Sous l'Ancien Régime, le flottage reprend un nouveau souffle car les arsenaux maritimes de Brest, Rochefort, Bayonne et Toulon entre autres ont du mal à se faire livrer des bois de longueur ou de mâture aux XVIIe et XVIIIe, non pas parce qu’il en manque, mais parce que les forêts qui pourraient les livrer sont dans des régions peu accessibles, mal situées par rapport aux rivières flottables capables de charrier des mâts ou des radeaux de mâts. En liaison avec l’histoire de la Marine française aux XVIIe et XVIIIe siècles, une institution envieuse du statut de quasi-monopole des flottes commerciales hollandaises ou des flottes militaires anglaises les ingénieurs forestiers et autres sont chargés par l’administration de la Marine royale française sous l’impulsion réformatrice de Colbert de réfléchir à des projets audacieux pour parvenir aux riches forêts françaises plutôt que de dépendre de l’importation de bois en provenance de pays avec lesquels la France est parfois en guerre ou en froid. Forestiers et ingénieurs prospectent de nombreuses forêts dans les Vosges, le Haut-Forez, le Béarn, l’Auvergne, la Savoie dans les vallées les plus reculées.

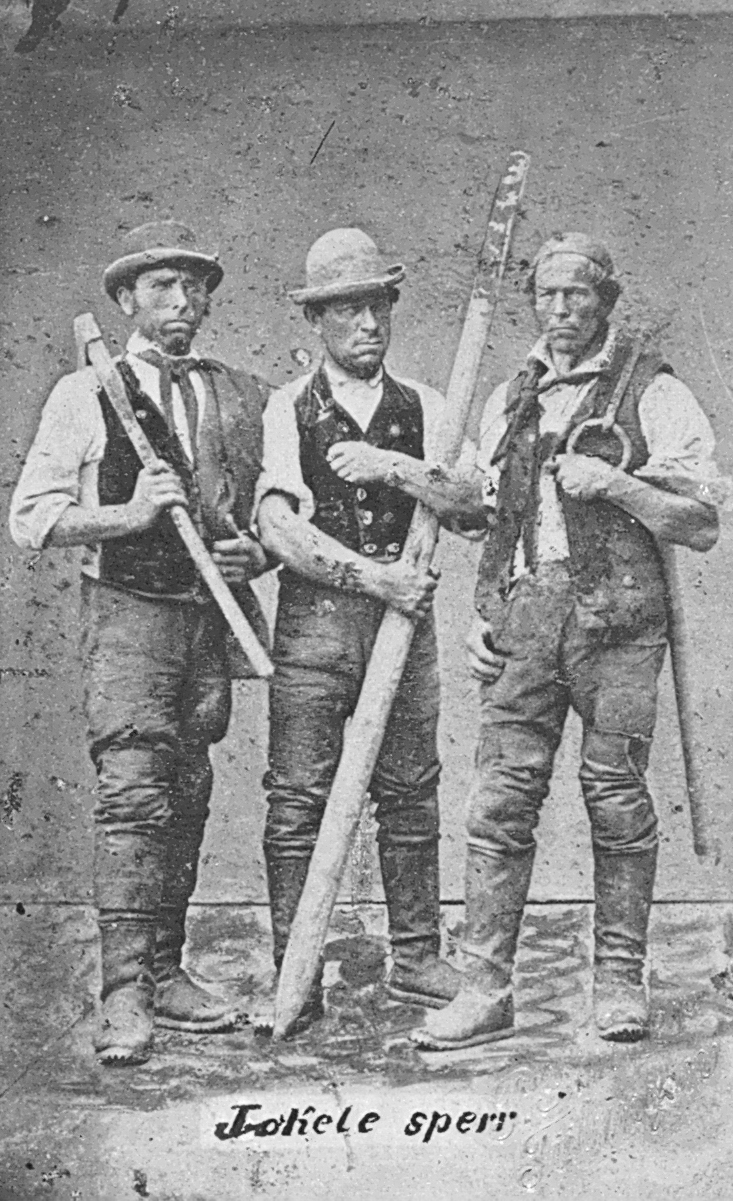
Flotteurs allemands de Souabe au XIXe siècle.

## Le métier de flotteur
Il est particulièrement dangereux : les ouvriers travaillent en équilibre sur des troncs dont la trajectoire peut être chaotique dans une rivière en crue. Au Canada, ceux-ci sont appelés draveurs.

## Terminologie du flottage en usage dans les régions où il est pratiqué
Désignations du flottage et des flotteurs dans de nombreux pays du monde
| Français :                                 | Flottage :                                    | Flotteur :                                       | Radeau :                                                                          | A bûches perdues :                     |
| ------------------------------------------ | --------------------------------------------- | ------------------------------------------------ | --------------------------------------------------------------------------------- | -------------------------------------- |
| Français régional Vosgien                  | Walage Wolage Voilage                         | Oualou Walou Wolou Voileur                       | Wale Wole Voile                                                                   | Bolovage bollée bolloyement Boloyage   |
| Wallon                                     | Flotâdje                                      | Flotteu Bosselier Borchelier                     | Givée, djivéye Pouri-talon                                                        | Bollée Bois flottants                  |
| Romanche                                   | Flottaziun                                    | Flottader                                        | Puntera Flöz, floz Radé, radhi                                                    | ?                                      |
| Anglais                                    | Timber floating                               | Raftsman                                         | Timber raft, log raft                                                             | Log driving                            |
| Allemand                                   | Flößerei                                      | Flößer                                           | Floß                                                                              | Wildflößerei Trift                     |
| Allemand dialectal Alémanique1             | Flözerei Fleezerei Flaizerei Flözete Schwemme | Flözer Fleezer Flaizer, Fläizer Flürzer, Flörzer | Floz Flotz Florz, Flurz, Flürz Flaoz, Floez                                       | Wildflözerei Wildfleezerei Trift       |
| Famille francique moyen-allemand 2         | Flözerei Fleezerei Flouzerei                  | Fleezer Flözer Flouzer, Flozer, Flotzer          | Floß Floz, Flouz, Fluz Flotz, Flutz, Flétz Flöz, Flüz, Fleez, Fliz                | Trift, Wildfleezerei                   |
| Allemand dialectal Bas-allemand prussien3  | Flößerei Fliss                                | Flissake Flisse Flüsse                           | Floß                                                                              | Trift                                  |
| Néerlandais                                | Houtvlotterij                                 | Houtvlotter                                      | Houtvlot                                                                          | ?                                      |
| Norvégien                                  | Tømmerfløting                                 | Tømmerfløter                                     | Tømmerflot                                                                        | Løsfløting                             |
| Suédois                                    | Timmerflottning                               | Timmerflottare                                   | Timmerflott                                                                       | Lösflottning                           |
| Danois                                     | Tømmerfløding Flådning                        | Fløder Flåder                                    | Flod Flåd                                                                         | Løsfløding                             |
| Finnois                                    | Uitto                                         | Tukinuitaja Tukkijätkä                           | Tukkilautta                                                                       | Tukinuitto                             |
| Italien                                    | Fluitazione                                   | Zattiere                                         | Zattera                                                                           | ?                                      |
| Espagnol                                   | Maderada                                      | Ganchero                                         | Almadía                                                                           | por troncos sueltos por piezas sueltas |
| Espagnol régional Navarre-Aragon-Catalogne | Maderada                                      | Ganxer Nabatero Raier Almaderio                  | Almadía Navata Rai                                                                | por troncs solts por peças soltas      |
| Polonais                                   | Flis flisactwo                                | Flisak                                           | Spław                                                                             | ?                                      |
| Russe                                      | Splav leça leçosplav                          | ?                                                | Splav                                                                             | ?                                      |
| Serbe                                      | Plaviti drva                                  | ?                                                | Splav plav                                                                        | ?                                      |
| Slovène                                    | Flosarski                                     | Flosar                                           | Splav                                                                             | ?                                      |
| Ukrainien                                  | ?                                             | Plotohon plotár plotovód                         | Splav                                                                             | ?                                      |
| Chinois                                    | 浮运木材 (pinyin : fúyùn mùcái)               | 放排工 (pinyin : fàngpái gōng)                   | 木排 (pinyin : Mù pái)                                                            | 木材流送 (pinyin : Mùcái liú sòng)     |
| Japonais                                   | いかだ乗り (ikadanori - 筏乘)                 | いかだ乗り いかだし (ikadashi - 筏師)            | いかだ (筏)(ikada) いかだうけ (ikadauke) うきいかだ (uki-ikada) てっぱい (teppai) | もくづ (藻屑) (mokuzu)                 |
| Arabe                                      | تعويم الأخشاب                                 | معوِّم الأخشاب                                     | طوف كلك عامة عوّامة رمث                                                            | الأخشاب الـمُنْساقة مع التيَّار            |
| Sanskrit,                                  | साप sāpa                                       | तरिक tarikḥ प्ओतवाह potavāha पोतप्लव potaplava        | आडू āḍūḥ आतु ātuḥ आलु āluḥ उडु uḍuḥ कातर kātara तरण taraṇḥ                             | दारुप्लावित dāruplāvita                     |
| Ourdou Hindi classique,                    | ?                                             | तरिक ترك Tarik                                    | बेड़ा بيڙا Beṛā तरण्ड ترنڐ taraṇḍ चौ چو ćau                                            |                                        |
| Persan,                                    | جسم                                           | کلك ران                                          | جاله ژال طفو                                                                      | چوب سابح                               |

(1) La famille alémanique concerne ici les dialectes suisses, alsaciens, badois et souabes.
(2) La famille moyen-allemande concerne la Lorraine germanophone, l'extrême nord de l'Alsace, le Palatinat, la Rhénanie et la Hesse.
(3) Les dialectes bas-allemands orientaux sont ceux qu'on parlait dans les anciens territoires allemands avant la Seconde Guerre mondiale: la Prusse orientale, la Poméranie. Ce sont les dialectes allemands au contact du polonais et du russe.

## Flottage du bois en Europe de l’Ouest

### France

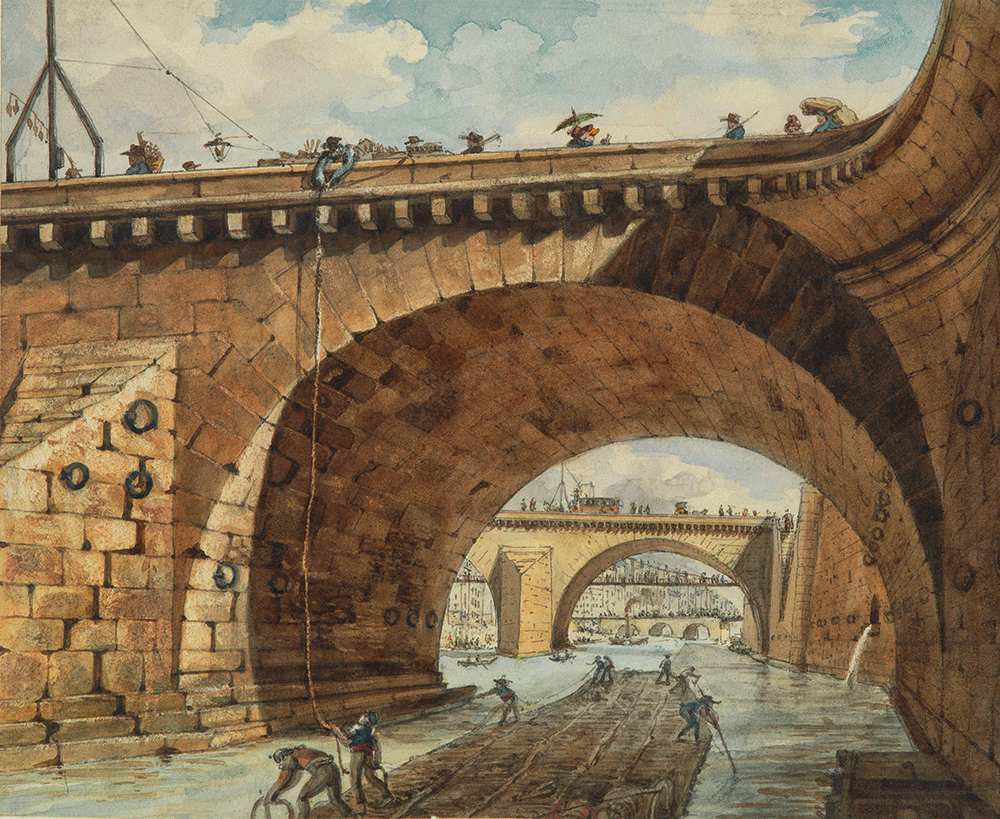
Vue d'un train de bois sous une arcade du pont au Change au XVIIIe siècle.

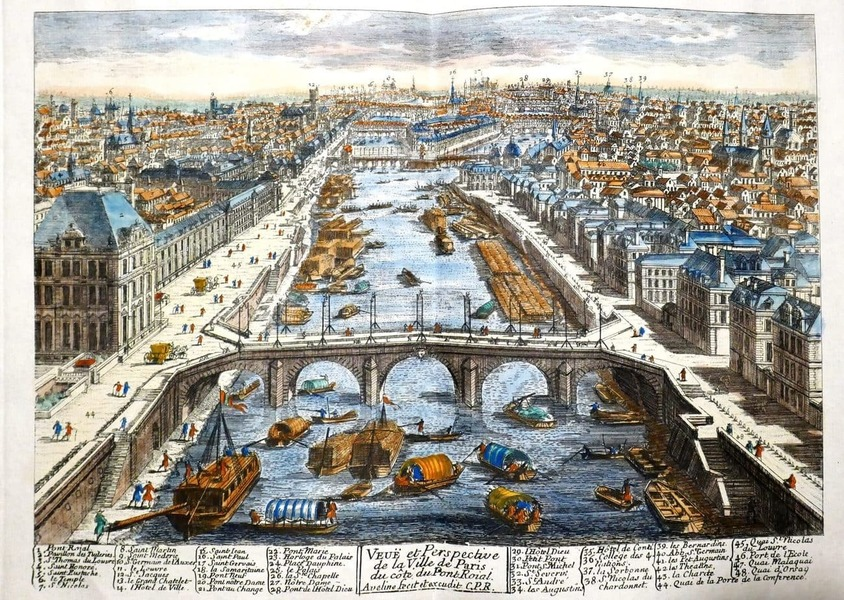
Trains de bois accostés aux quais de Paris (vue du pont Royal) au XVIIIe siècle.

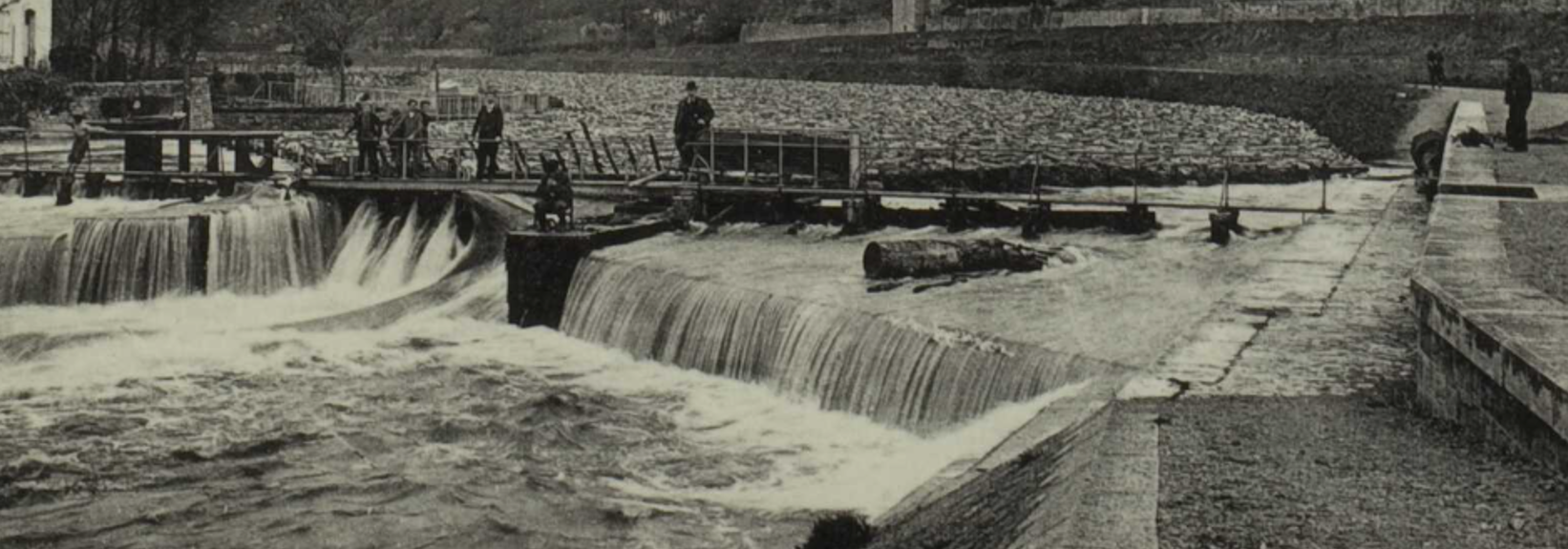
Le flottage à bûches perdues lors du passage du pertuis en 1903 : une véritable mer de bûches, recouvrant tout le miroir d'eau du village d'Armes à celui de Pousseaux, arrive à Clamecy (« capitale du flottage » dans le Morvan).

Le flottage du bois en France est logiquement lié aux massifs forestiers, montagneux ou pas. De ce fait, vu le fort taux de boisement de la France médiévale, sa pratique s'est étalée sur la plupart du territoire avec un accent particulier sur les zones hautement boisées et peu peuplées comme les moyennes montagnes du Morvan (fournissant les trois quarts du bois de chauffage des Parisiens jusqu'au début du XXe siècle), des Vosges, du Jura, du Massif central et les hautes montagnes des Pyrénées et des Alpes. Justifiant leur appellation par Pascal de « chemin qui marche », les rivières et fleuves flottables ou navigables favorisent le désenclavement de ces régions, notamment par les volumes de bois flottés (bûches, billots, troncs entiers) qui, tels des tapis roulants, cheminent en train de flottage sur de grandes distances, avec le coût de transport le plus bas. Mais ce n’est pas exclusif aux régions montagneuses car il ne faut pas omettre le flottage à bûches perdues qui a été probablement pratiqué à plus petite échelle sur des plus petites distances autour des cités médiévales naissantes ou grandissantes qui disposaient encore jadis de forêts suffisantes dans leur périphérie pour s’alimenter en bois d’affouage et en bois d’œuvre.
En Normandie, par exemple, le flottage à bûches perdues remonte déjà au Moyen Âge : par une ordonnance de 1415 du roi Charles VI, il est établi que du bois de menuiserie normand parvenait à Paris par flottes. Dans le pays de Caux, la forêt de Lyons traversée par la Lieure, un affluent de l’Andelle qui se jette dans la Seine fournit du bois à la capitale du royaume au XVe siècle grâce à des trains de bois qu’il fallait tirer à la remonte puisque cette forêt est très loin en aval de Paris.
Plus les villes s’accroissaient et plus les forêts environnantes n’étaient plus en mesure de fournir le bois de chauffage. Il fallait aller chercher plus loin dans des secteurs qui étaient encore à l’époque des déserts forestiers percés de quelques rares parcelles défrichées ou essarts. L’exploitation de la forêt, alors peu rationalisée, mettait moins en péril les ressources locales et pénalisait moins la très faible population de ces régions. Donc les zones montagneuses du territoire commençaient à devenir intéressantes pour les grandes agglomérations ; le flottage du bois en trains ou à bûches perdues s’intensifia en France à partir du XVIe siècle et connaîtra son apogée aux XVIIIe et XIXe siècles. En consultant les différents rapports des ingénieurs chargés par les autorités nationales de faire l’inventaire des cours d’eau flottables et navigables au XIXe siècle, il apparaît que de nombreux cours d'eau furent déclarés flottables, au moins à bûches perdues, sans que pour autant le bois y ait été transporté de cette manière. Plusieurs facteurs se combinaient pour faire naître une activité de flottage : le plus souvent, il s’agissait des agglomérations importantes dont la demande en bois de chauffage était exponentielle ou des usines et manufactures dans les secteurs de la fonderie, la verrerie ou l’industrie salinière pour lesquelles le bois de feu était un préalable à leur fonctionnement. Dans un deuxième temps, lorsque les monarques français décidèrent d’ériger une flotte de guerre capable de faire concurrence aux flottes espagnole et surtout anglaise, la France dépendait à cette époque de l’approvisionnement en bois de marine provenant des pays de la mer Baltique. Pour s’en affranchir, tout fut mis en œuvre pour dénicher les meilleurs sapins, chênes et hêtres dans des régions alors isolées voire vierges de toute présence humaine. Les ingénieurs royaux partent sur le terrain dans les montagnes et les hautes vallées pour voir comment utiliser les rivières pour faire descendre du bois long et du beau bois de mâture et ainsi réduire au maximum les frais de transport par rapport à un produit dont la valeur marchande était à l’époque quasi nulle dans les esprits. Il fallut aménager les rivières, faire preuve d’ingéniosité pour « gonfler les eaux » et arriver à descendre des bois longs tant la demande en bois de mât était importante quand, pour des raisons géopolitiques, la France rompit avec les circuits traditionnels du commerce de bois de marine balte.
En France, comme dans d’autres pays européens, le flottage du bois prend des formes différentes suivant le cours d’eau sur lequel on transporte les pièces de bois, assemblées en train ou non. Il ne faut pas confondre le flottage dans les hautes vallées des montagnes et les parties en plaine. En Allemagne, c’est assurément encore plus flagrant qu’en France car la taille des radeaux entre la petite flotte des Vosges en France ou de la haute vallée de la Kinzig en Forêt-Noire et les monstrueuses flottes qui arrivent à la plaque tournante du bois flotté à Dordrecht en Hollande met en lumière les conditions de travail très difficiles et défavorables des flotteurs en altitude sur des cours d’eau souvent non propices à cette activité. Vivant dans des zones montagneuses et forestières, les habitants n’avaient pas d’autres choix que de travailler dans la sylviculture car ils étaient le plus souvent des fermiers-forestiers ou des bûcherons-flotteurs occupant l’une ou l’autre fonction pendant la mauvaise saison. Le flottage du bois fut clairement une aubaine pour de nombreux montagnards en France et en Europe centrale : le phénomène est supranational et les mécanismes économiques se ressemblent beaucoup d’un pays à l’autre. D’ailleurs, en empruntant des fleuves et rivières internationales, les flotteurs des régions frontalières de la France actuelle ont soit travaillé dans des régions autrefois non françaises, soit traversé plusieurs frontières avec les péages et douanes que cela impliquait à cette époque. Le flotteur s’apparente à maints égards aux métiers des colporteurs, des marchands itinérants et bien entendu les bateliers. En outre, le flottage du bois est intimement lié à d’autres activités de l’exploitation forestière comme les schlitteurs, les bûcherons et surtout les scieries qui s’accumulaient sur les cours d’eau en aval des secteurs de flottage.
Pour dégager les régions de France où le flottage du bois s’est pratiqué sur des siècles en développant toute une organisation encadrée par une législation et des pratiques culturelles fortes, il n’est pas possible de compter les microrégions où du bois a été flotté à bûches perdues sur à peine quelques kilomètres pour alimenter uniquement une saline ou une fonderie. En restant sur des volumes plus important, les principales zones de flottage en altitude et en milieu a priori défavorable ont été les Vosges, le Jura, l’Ardenne, les Alpes, le Morvan, le Massif central, les Pyrénées et les coteaux du Comminges. Les secteurs de flottage en plaine sur des cours d’eau plus larges et plus profonds (ce qui ne signifie pas qu’il n’y a pas eu d’aménagements successifs, ni aucune complication locale) furent le Bassin parisien côtés bourguignon, champenois et lorrain, la plaine rhénane, l’Aquitaine méridionale et le couloir rhodanien. Les cours d’eau qui reviennent le plus souvent dans les récits et les travaux consacrés à cette activité artisanale sont pour la façade orientale du pays qui partage une histoire du flottage commune avec les pays voisins sont le Rhône, le Doubs, le Rhin avec ses affluents et sous-affluents (Moselle, Meurthe, Sarre, Bruche), pour le Bassin parisien la Seine avec ses affluents et sous-affluents (Marne, Yonne, Cure), pour l’Aquitaine l’Adour, la haute Garonne et les gaves pyrénéens. Dans l’arc méditerranéen, la tradition du flottage est attestée sur le Var en provenance des forêts du Boréon

### Belgique et Luxembourg

#### Historique

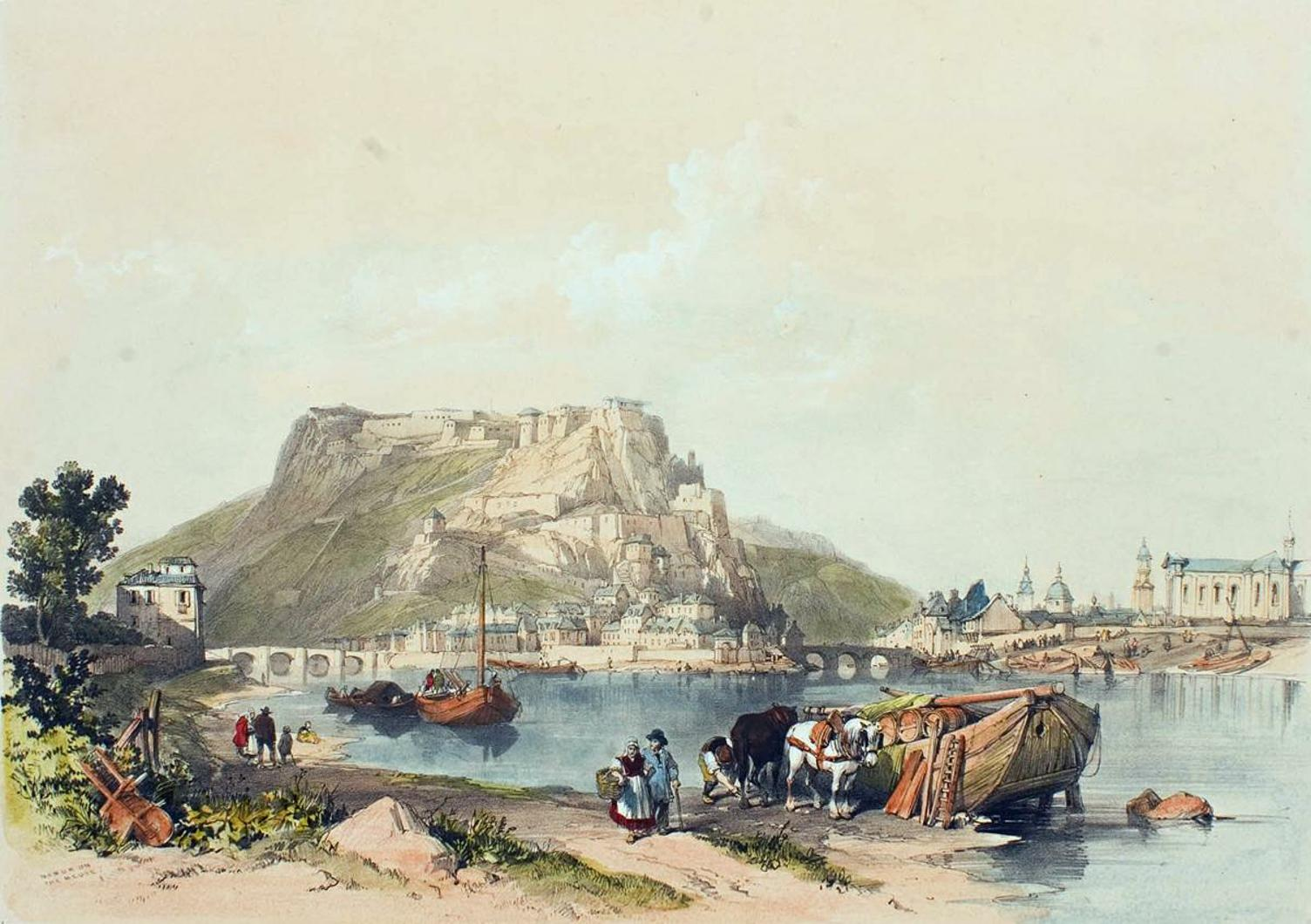
Namur, confluence de la Meuse avec la Sambre.

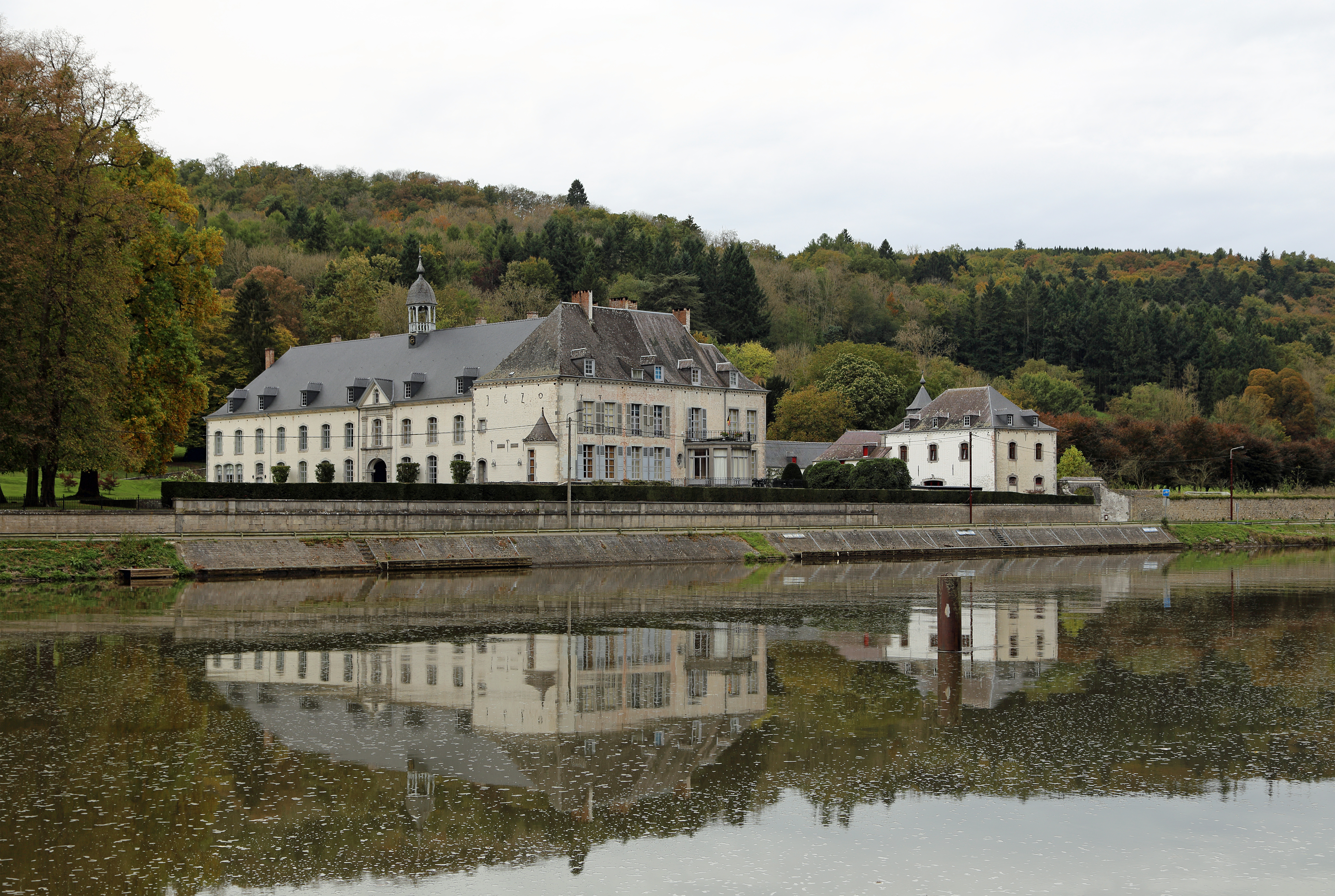
Abbaye de Waulsort,une de ses chartes de 1056 atteste le flottage à Dinant.

La Belgique mosane a en Europe une très longue tradition de flottage par trains et à bûches perdues qui remonte au moins au XIe siècle pour les premières mentions à Liège comme à Bruges, la dernière appréciant la qualité du bois ardennais pour ses activités portuaires. La première mention du flottage du bois sur la Meuse date de 1056 à Dinant dans une charte de l’abbaye de Waulsort. De même, en 1070, un registre des droits du comte de Namur mentionne le flottage du bois à Dinant sur la Meuse. Néanmoins, Dinant fut moins importante en termes de volume et d’écoulement des bois que Liège, Namur et Maastricht. Le bois flotté parvenait dans ces centres d’assemblage et de tri grâce aux affluents de la Meuse des provinces de Namur et de Luxembourg : la Lesse, la Semois, la Sambre et l’Ourthe. Les « mairniers », commerçants de merrains, avaient leurs ateliers sur berge dans les points de vente des grumes et poutres le long du fleuve, en tête desquels la ville évêchoise de Liège. La cohabitation avec les bateliers et plus tard les haleurs ne se fit pas sans heurts. Il y avait également une foire aux bois à Maastricht au XIIIe siècle.
Jusqu’à la fin du XVIIIe siècle, la couverture forestière de la Belgique se concentre à plus de 80 % dans le bassin mosan et donc en première ligne les bois des forêts ardennaises françaises et belges en Région wallonne, mais aussi les régions boisées de Namur, le Luxembourg belge et l’Hertogenwald dans le Limbourg proche des Hautes Fagnes. Les rivières affluents de la Meuse permettaient l’acheminement du bois à bûches perdues ; ce sont la Semois, la Lesse, l’Ourthe- Amblève et la Marlagne. Pour le Namurois, il faut citer le Condroz. Si l’on prend l’exemple de la Semois (ou Semoy) qui prend sa source au Luxembourg et se jette dans la Meuse à la Val-Dieu près d’Aubel, le flottage en trains de radeaux se fait sur les derniers 17 km avant la confluence. Le bois est destiné à l’approvisionnement de la verrerie de Monthermé et des villes de Mézières ou Charleville.

#### Les givées ou pouris-talons de Belgique et Ardennes françaises
Traditionnellement, il faut distinguer les merrains qui, dans cette région, ont le sens de bois d'œuvre des « leingnes » qui désignent le bois de chauffage. Les bois de chauffage, les charbons de bois et les bois travaillés étaient transportés par bateau. Les fûts et les bois de construction comme les poutres sont flottés, d’abord à bûches perdues sur les cours d’eau affluents de la Meuse, puis par « givées » ou dans sa prononciation wallonne « djivéyes » (prononcé : [dƷivej]), c’est-à-dire des trains de radeaux sur la Meuse. Dans certains secteurs wallons, on nommait les trains de radeaux plutôt des « pouris-talons » ; ce sont les nombreux barrages construits sur la Meuse qui mirent fin au flottage par pouris-talons.
Une givée, est en réalité au terme ancien, y compris en France, désignant une série, une ligne composée de plusieurs éléments; par exemple, ceux qui construisaient les digues parlaient d'une « givée de fascinages » pour décrire les talus de terre qu'ils édifiaient devant et derrière les fascinages comme petite digue naturelle avant la construction de la digue à proprement parler. Dans les textes anciens, les termes de « bosséye » ou « bosléye » apparaissaient comme synonymes de givée car le terme de « borsê » ou « bourseau » désigne en wallon un élément ou un radeau du train de bois, parfois seulement le premier radeau pendant que les autres prennent le nom de « naselle ». Dans les textes en latin du XIIIe siècle, le radeau à l'avant de la givée était nommé « borsellis », puis en langue vulgaire borsea, puis bourseau, borseau du XVe au XVIIIe siècle. Le diminutif « bosselet » ou « bosset » apparaissent au XVIIe, le dernier terme étant étrangement le même terme que le « bosset » des Vosgiens pour désigner chaque partie du train de bois ou de planches qui descend la Meurthe ou la Sarre. Le terme « borsia » puis « borsulé » désignant un ancien français un faisceau, une trochée, une brassée ou une flopée d'objets (de clefs, noisettes, herbe, brindilles…), chacun déduira que le train de bois ou « bosséye » est effectivement un chapelet de plusieurs radeaux ou une givée une succession de radeaux en ligne droite qui flotte sur l'eau.
Un bourseau est formé de 12 à 15 pièces de bois rangées en longueur et comprennent en moyenne 30 à 45 pièces. Sous les troncs, on fixe des tonneaux vides qui améliorent la flottabilité. En ajoutant les radeaux les uns aux autres, on obtient une givée composée de 10 à 12 radeaux conduits par un « flotteu » ou « bosselier » à l’avant et à l’arrière de la givée. Une givée faisait en gros entre 150 et 200 m de longueur, entre 6 et 7,5 m de largeur et jusque 1,5 m de profondeur. Cela représentait environ de 300 à 540 grumes. Une givée transportait en même temps d’autres marchandises. Cette taille importante obligeait parfois les conducteurs de givée à détacher certains éléments du train pour franchir les méandres très serrés. Cela bloque la navigation et prend du temps supplémentaire pour ré-assembler la givée. Il fallait au minimum deux jours pour atteindre Liège en partant de Namur et trois jours pour parvenir à Maastricht. Comparable à d’autres rivières versatiles, la Meuse est flottable par trains au printemps et au début de l’été.
Le passage est lucratif car les seigneurs locaux prélèvent un tonlieu sur chaque train de bois qui traverse leur territoire ou une taxe pour chaque propriétaire des bois dont l’identité est connue au moment du tricage quand on observe les marquages. Le comte de Namur prélève par exemple deux deniers sur chaque charge de bois de construction passant à Dinant, mais seulement deux bûches quand il s’agit de bois de chauffage.
Comme les « naiveurs » de Dinant jouaient un rôle économique capital pour la cité dinantaise tournée vers le commerce, les conflits avec les « bolleurs » n’étaient pas rares. Comme en Lorraine romane, on désigne par « bollée » une fournée de bois flottée à bûches perdues. Normalement, quand une bollée a lieu, la rivière est complètement envahie et les bateaux ne peuvent pas circuler. S’ils persistent à le faire, ils peuvent endommager ou rompre les « serras », ces barrages flottants faits de cordages qui retiennent les bûches. Cette cohabitation difficile fut fréquente sur la Lesse à Anseremme. Il faut en effet prendre compte que, sur la Meuse, tout le bois n’est pas flotté mais aussi chargé sur des barques marchandes ; c’est le cas des planches par exemple plus faciles à entasser sur un bateau qu’en train de planches comme sont obligés de le faire les voileurs de Raon-l'Étape dans les Vosges.
Les ports aux bois de Liège et de Maastricht servaient de plaques tournantes pour l’approvisionnement régional, mais aussi pour l’exportation en aval vers la Gueldre et la Hollande, concurrents en quelque sorte des régions de flottage qu’étaient l’Alsace, le Bade et les pays rhénans en Allemagne qui desservaient également le grand marché hollandais à Dordrecht. Dans les traités médiévaux conservés dans les archives, l’attrait des bois des Ardennes dans les régions flamandes et hollandaises se manifeste par des exemptions de tonlieu x pour les givées qui leur apportent le bois si précieux pour leurs activités côtières. Le bois « dit liégeois » à Dordrecht concurrence le bois balte et rhénan. Les Brugeois s’approvisionnent au XIVe siècle en bois du bassin mosan à hauteur de 30 à 79 % des livraisons suivant les années, parmi celles-ci plus de 700 givées passent en deux ans à Hastière près de Dinant. Il n’y a rien de surprenant à ce commerce du bois entre Bruges et Dinant puisque les deux cités entretiennent également des relations économiques très étroites pour les marchandises réputés des batteurs dinantais, donc de la dinanderie en cuivre et laiton écoulée par bateau dans le bassin de la mer du Nord grâce à son appartenance au kontor de Londres où Dinant disposait de ses propres « Dinanter halls » sans être officiellement membre de la Hanse ni parler la langue allemande, ni être une ville portuaire maritime. Au XVe siècle, les comptes de péage de cités flamandes permettent de savoir que 4170 givées sont passées au péage de Vireux-Wallerand près de Givet. Des givées partent également de Fumay vers Ruremonde. Vireux semble avoir été le lieu d’assemblage de la plupart des givées mosanes en partance pour Liège, Maastricht, Dordrecht. Le flottage par givées aurait donné son nom à l’agglomération de Givet en raison de la forte activité de flottage dans cette ville où on assemblait les givées. En réalité, vu les siècles concernés, il faut davantage parler de l’histoire du flottage dans le duché de Luxembourg auquel ont appartenu les cités de Fumay, Givet et Vireux avant de passer à la France au XVIIIe siècle.

### Flottage du bois dans les Provinces-Unies, les Pays-Bas, la Hollande

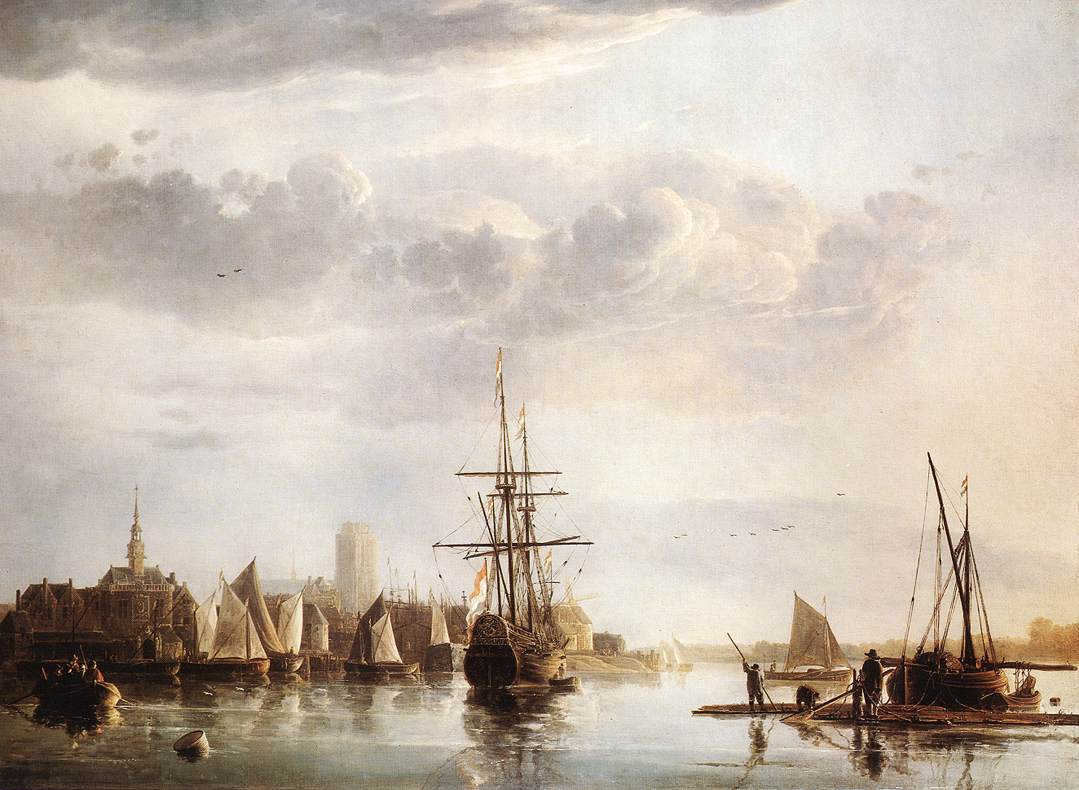
Peinture d'Aelbert Cuyp, vue de Dordrecht en 1655.

Les Pays-Bas occupent une place à part dans l’histoire du flottage. Pays extrêmement pauvre en forêts, il est pourtant la destination recherchée par des milliers de flotteurs en Europe centrale et occidentale. À l’image de son port aux bois international de Dordrecht, les Pays-Bas ont réceptionné les flottes européennes, redistribué ou utilisé eux-mêmes les bois de construction et de marine à l’époque où les Provinces-Unies ont connu leur Siècle d’or.
Aidés par la banque d'Amsterdam, installés dans toutes les places de commerce à l'instar des Hanséates dont ils avaient pris la place à partir de la première moitié du XVIe siècle, les Hollandais exercent au XVIIe siècle sur le marché de la Baltique un véritable monopole. Ils tirent par ailleurs de la Baltique tout ce qui est nécessaire à leur prospérité et à leur subsistance : denrées et matériaux de construction navale. Au XVIIIe siècle, elle est supplantée par l'Angleterre. La Hollande importait les grumes de sapin de la mer Baltique; par ailleurs, le teck et les autres essences proviennent de ses colonies (Java essentiellement). Les grumes qui descendent le Rhin représentent la partie la plus coûteuse de son commerce du bois.
Les gigantesques trains de bois allemands qui descendent le Rhin jusqu’au plus grand port à bois d’Europe à Dordrecht, de même que ceux plus petits qui poursuivent jusque Amsterdam ou d’autres parties de la Hollande font sensation quand ils passent. Ils évoquent encore à cette époque un périple, une aventure de plusieurs semaines. Les énormes radeaux sont des lieux de vie avec une structure interne. Les familles suivent les maris et pères flotteurs.
Le vice-consul du Royaume-Uni à Rotterdam, Sir James Turing, écrit dans son journal le 23 septembre 1842 la description suivante : « Les trains de flottage du Rhin sont dans leur mode de construction similaires à ceux que j’ai vu descendre le Saint-Laurent. De fait, les bois flottés en grande quantité sur les rivières américaines ont d’abord été expérimentés et introduits par les premiers colons néerlandais et allemands sur l’Hudson et le Saint-Laurent. Toutefois, les radeaux sur le Saint-Laurent et l’Ottawa sont assemblés de manière plus solide que ceux du Rhin car ces rivières ont des rapides très importants. En revanche, j’ai l’impression que largeur des radeaux est identique sur les rivières américaines et sur le Rhin : environ 60  à   70 ft de large, 600  à   800 ft de long, avec des cabanes en planches pour loger les flotteurs. Ils sont également dirigés par des ancres et des immenses avirons. Les bateaux peuvent accompagner les radeaux ».
Au fur et à mesure que les bois flottés progressent sur les torrents, les ruisseaux, les rivières d’Allemagne ou de France, les radeaux prennent de plus en plus d’ampleur. Les grumes qui descendent par flottes légères le Main, le Neckar, la Murg, la Kinzig, la Sarre et la Moselle sont ensuite assemblés ou réunis à des endroits particuliers et descendent le Rhin en une masse compacte de bois jusqu’en Hollande.
La valeur marchande d’un de ces gigantesques trains de bois a été évaluée au XIXe à 350 000 florins ou 30 000 £. De l’abattage à la vente aux négociants ou aux scieries, on estime qu’environ 800 à 900 personnes ont été impliquées. Les grandes flottes du Rhin drainent des quantités impressionnantes de nourriture, de matériel ; ils touchent de nombreux corps de métiers, traversent de nombreux pays et font travailler de nombreuses personnes de toutes les nationalités.
Les hommes qui se rencontrent au port à bois de Dordrecht créent un environnement multiculturel et plurilingue.
De 1839-1841, la quantité de bois importée en Hollande par le Rhin s’éleva en moyenne à 110 500 000 kg, consistant pour l’essentiel en bois de marine, de construction et de lambrissage, chevrons et mâtereaux, douves et bois de feu. L’essentiel est consommé en Hollande, une infime part continue vers les colonies. Quelques années plus tôt, le bois flotté du Rhin poursuivait sa route vers le Royaume-Uni ou la France par la mer et après une rupture de charge. Mais les relations politiques et la concurrence croissantes entre les Pays-Bas et les autres nations coloniales européennes aboutissent à un plus grand protectionnisme. De toute façon, la demande est particulièrement forte en Hollande, non seulement pour les chantiers navals, mais aussi pour l’agrandissement des villes d’Amsterdam ou de Rotterdam.

### Présentation générale du flottage, Flözerei ou flottaziun en Suisse
Le flottage du bois et la navigation pour le transport du bois entre autres remontent à l’époque romaine sur le lac Léman autour de Genève. Le flottage dépendaient des bateliers dont il existait deux collèges : les ratiarii superiores (les radeliers supérieurs) et les nautae lacus lemani (les nautes du lac Léman). la proximité entre bateliers et flotteurs ou radeleurs se retrouve dans la terminologie allemande pour tout le bassin germanophone en Europe : les flotteurs de bois sont désignés également par le terme Schiffer qui signifie « batelier ». Avec l’accroissement du commerce lacustre au Moyen Âge, les bateliers-radeliers ont conclu des « droits de navage » avec les seigneurs locaux, en particulier pour être exemptés des préages et tonlieux. Chantiers navals et ports aux bois se développent et entraînent l’essor économique des cités riveraines car le commerce dépasse les frontières régionales, surtout grâce au transport par les barques à voiles romaines ou « barques du Léman ».
Les rivières suisses où le flottage fut le plus pratiqué jusqu’à la seconde moitié du XIXe siècle furent les cours d’eau qui descendaient des Alpes, des différentes Préalpes, du Jura ou du Napf dans le Plateau suisse. Les principaux bassin de flottage étaient ceux de l'Aar, du Rhin, du Tessin, du Rhône et de l'Inn. Comme partout en Europe médiane, le flottage à bûches perdues servaient d’abord à alimenter en bois d’œuvre ou de chauffage les plus grandes agglomérations du Plateau suisse ou des grandes vallées alpines. Parallèlement au développement des mines et à l’accroissement des villes, le flottage s'étendit à toutes les rivières flottables du pays. Comme partout en Europe, le saint patron des flotteurs suisses alémaniques, romands ou romanches est saint Nicolas.
Dévalant les pentes par des couloirs aménagés, les troncs descendaient ensuite dans les ruisseaux de montagne avec ou sans l’aide d’écluses pour augmenter les prises d’eau, comme dans d’autres pays voisins. Les flottes légères étaient réalisées dans les zones situées en altitude et descendaient les rivières de moyenne montagne pendant les hautes eaux entre le printemps et l’automne. Sur les lacs et les rivières plus profondes, les flottes s’agrandissent et sont guidées ou propulsées par une rame. Les dimensions des flottes étaient prescrites selon la largeur et la nature de la rivière : les radeaux du Rhin faisaient 12 m de long et 2,4 m de large au XVe siècle. Au XIXe, les dimensions des radeaux de l'Aar s’agrandissent considérablement (à 15 × 4,5 m puis à 21 × 7,5 m). Les trains ne pouvaient dépasser 30 à 42 m de longueur.
Le commerce et la transformation du bois à plus grande échelle se concentraient surtout dans les ports de transit ou de stockage sur les fleuves comme Brégence, Constance, Schaffhouse, Bâle pour le Rhin, Genève pour le Rhône et Bellinzone, Locarno pour le Tessin. On peut également citer le port aux bois de Marzili à Berne ou celui de la Holzschanz à Zurich. La Suisse profita dès le Moyen Âge de sa position centrale en Europe puisqu’elle pouvait approvisionner en bois de d’œuvre et de marine vers le nord (Axe rhénan vers la Hollande), vers l’ouest et le sud-ouest par le couloir rhodanien en direction de la Méditerranée et enfin vers le sud par la plaine du Pô. La partie sud-orientale de la Suisse est plus verrouillée par les hautes montagnes qui font la frontière avec l’Autriche et l’Italie. Néanmoins, le flottage, plutôt modeste, sur l’Inn supérieur en Engadine permettait de rejoindre Innsbruck et les salines de Hall, puis le Danube jusqu'à Vienne. On notera que chaque aire géographique correspond astucieusement aux trois grandes aires linguistiques de la Confédération suisse qui facilitent le contact commercial avec les pays visités.
Comme dans les autres pays alpins, les flotteurs transportaient d’autres marchandises pour rentabiliser leurs courses. En augmentant la cargaison, il fallait également payer des droits de douane ou autres octrois aux ponts et tonlieux divers. Le maître flotteur devait s’acquitter du droit de passage pour les propriétaires de toute la cargaison mais aussi du radeau qui est lui-même une marchandise. La cargaison supplémentaire peut se composer de produits périssables et consommables comme des produits manufacturés. Parfois, le radeau transporte aussi des personnes.
La particularité du flottage en Suisse réside dans le fait qu’il n’appartenait pas au champ des droits régaliens ; il était donc libre. Dans la plupart des grandes zones de flottage européennes, les corporations de flotteurs et les marchands de bois agissaient, en effet, sous l’autorité de souverains nationaux ou locaux qui accordaient des lettres patentes transférant des droits aux professionnels intervenant dans des forêts dont les seigneurs entendaient souvent contrôler l’exploitation ou les abus. En Suisse, les flotteurs profitent d’un statut de transporteurs indépendants qui disposent de leur cargaison comme ils l’entendent en fonction des accords commerciaux qu’ils ont conclus avec les différents acteurs intéressés par leur bois et leur cargaison. Le parcours et la destination ne sont pas imposés, ni prédéfinis. Mais, sur le terrain, des flotteurs pouvaient s’associer en corporations afin de contrôler de facto tel ou tel tronçon de la rivière. Les corporations rassemblaient des flotteurs, des radeliers, des pêcheurs ou des bateliers. Ces corporations disposaient à ce moment-là d’un privilège à l’instar de celle de Stilli ayant un contrôle quasi-monopole du trajet entre Brugg, très proche des confluences de la Reuss et de la Limmat avec l’Aar, jusque Laufenburg.
Les monopoles suivaient parfois une certaine logique sécuritaire : les corporations imposaient leur pilote local pour passer des rapides ou des endroits dangereux qu’ils connaissaient particulièrement bien à l’instar des pilotes dans les ports. De même, de manière comparable à d’autres régions de flottage, quelques familles finissent par contrôler l’activité du flottage dans une vallée particulière, même si ce n’était pas forcément leur visée initiale.
Le flottage connut le même déclin que dans les pays européens voisins ; avec l’industrialisation et certaines industries dévoreuses de bois, il y eut encore un essor important au XIXe siècle, puis les chemins de fer et le transport sur route ont provoqué le déclin progressif de cette activité séculaire.

#### Le flottage sur la Sarine et l’Aar
Affluent gauche de l'Aar, la Sarine prend sa source dans le massif des Diablerets dans le canton du Valais et va se jeter dans l'Aar à Wileroltigen. Elle était navigable dès le Moyen Âge à partir de Fribourg pour le transport de draps de cuirs pour les foires locales.
Les mentions écrites dans les comptes de trésorerie de Fribourg sur le flottage sur la Sarine remonte au XVe siècle. La production et la consommation sont locales : chauffage, construction, aménagement intérieur, objets du quotidien. Mais c’est au XIXe siècle qu’elle prend son essor parallèlement à l’industrisalisation de la région. Les sapins du pays de Gruyère sont transformés en charbon et flottés sur la Sarine et l'Aar pour approvionner les fonderies Von Roll dans le canton de Soleure. Une moyenne annuelle de 13 000 billes sont flottées sur la Sarine et ses affluents et le flottage se poursuivra jusqu'à la Première Guerre mondiale. Le bois du canton de Fribourg était aussi très apprécié dans la construction navale et notamment pour les ports français qui représentait le deuxième débouché le plus important après les usines locales. Il ne faut pas oublier la construction des chalets d'alpage composés pour l’essentiel de bois.Le flottage du bois s’arrêta autour de 1900

#### Flottage et radé sur le lac Léman
On « radale » sur le lac Léman quand on transporte le bois par radeau nommé localement « radé » ou « radhi ».
Le Rhône est couvert de tronçons à l’époque du flottage du bois, notamment à hauteur de Saint-Maurice jusqu’à l’embouchure. Comme l’écrit Rodolphe Töpffer, « c’est là, pour des gens qui flânent, un spectacle merveilleusement récréatif. ». Pour couvrir ses besoins énergétiques, la ville de Genève devait importer le bois avant la construction du barrage hydroélectrique de Verbois. Le bois flotté ou transporté par bateau provient du canton du Valais et dans une moindre mesure des contreforts du lac Léman. Si le bois de chauffage était transporté par barque, le bois de construction était assemblé en trains de « radé » et remorqué. D’abord réservé à un marché local (Ports de la Fusterie, du Molard et de Longemalle), les radés rhodaniens poursuivirent leur chemin vers la France, en particulier Lyon, Avignon et Marseille. Le bois de marine des montagnes valaisannes arrivaient en grandes quantités jusqu’à Toulon pour la flotte française. La concurrence du rail et de la route a mis fin au transport du bois sur l’eau par barques à voiles latines typiques du lac Léman et construites au chantier naval de Saint-Gingolph sur la rive sud du lac Léman à la frontière franco-suisse.

#### Les punteras et flöz du canton des Grisons - les bûches perdues de l’Engadine
Dans le canton des Grisons de langue romanche, le flottage s’est fait suivant les zones à bûches perdues ou par trains de radeaux. En Basse Engadine où le fond de vallée de l’Inn est très étroit et accidenté, les bois de chauffage et de construction abattus dans les hautes montagnes des Alpes lépontines étaient flottés depuis le XIVe siècle à bûches perdues et quasi exclusivement destinés à alimenter la saline de Hall dans le Tyrol voisin plus en aval sur l’Inn. Le bois de Haute et Basse Engadine fut également flotté à bûches perdues vers la Lombardie et le Tessin par le Val Poschiavo, le Val Bregaglia ou la la vallée de la Moesa.
Les flotteurs exerçant entre Thusis ((rm) Tusáun) et Felsberg ((rm) Favugn) étaient organisés entre « societads da flottaziun » (Société de flottage) dont celle de Rhäzüns ((rm) Razén) est déjà attestée en 1490. Les flotteurs de Coire appartenaient à la confrérie des forgerons (Mastergnanza dals ferrers) dont le premier règlement intérieur pour le flottage remonte à 1586. Au XVIIIe siècle, 10 000  à   12 000 fûts (mutagls) étaient flottés par an entre le mois d’avril et le mois d’octobre.
Entre La Punt Chamues-ch au pied du Piz Üertsch (3 333 m) et Lantsch/Lenz en contrebas du Lenzerhorn (2 906 m), les billes de bois flottées sur l’Albula sont assemblées en trains nommés « punteras » en romanche. Comme on parle également le suisse alémanique dans le canton des Grisons, les formes « flöz » ou « floz » pour désigner les trains de radeaux sont aussi employés par les locuteurs romanches suivant les secteurs,.
Une puntera qui descendait le Rhin était composée de 12 à 18 blocs d’une longueur approximative de 6 m chacun. Elle servait également à transporter des passagers et d’autres marchandises comme le riz, le vin, l’huile ou les fruits entre autres. Le plus grand centre de transbordement des bois d’Engadine transitant par le Rhin était Trübbach dans le canton de Saint-Gall et Rheineck dans le même canton était le port principal pour la vente et l’écoulement des bois dans le périmètre du lac de Constance.
Comme dans les autres régions de flottage en montagne, une course en puntera n’était pas dénuée de dangers, y compris pour les passagers extérieurs à la flotte. Ce n’était pas forcément les plus fortunés qui profitaient des descentes de radeaux. Le transport de passagers par puntera est entré dans les mœurs au XIXe siècle puisqu'un radeau pour passagers partait de Coire, la capitale du canton des Grisons, tous les mardis et tous les jeudis. Dans le meilleur des cas, le voyage en puntera jusque Rheineck durait deux jours avec une nuitée à Trübbach. À partir de 1851 et jusqu’en 1919, le flottage fut organisé et contrôlé par une « commission de flottage » qui était en quelque sorte la police des flotteurs suisses. D’abord il y eut les trois commissions de flottage du Rhin, de l’Inn et de la Mosea. À partir de 1920, les trois commissions fusionnèrent en une seule commission de flottage pour l’ensemble du canton.
Les mêmes causes ont produit les mêmes effets sur le flottage en Suisse du sud-est comme dans les autres régions européennes. Seule la région du Schanfigg ((rm) Scanvetg) parcouru par la Plessur a poursuivi le flottage à bûches perdues jusqu’en 1968 jusqu’au grand port aux bois de Coire, ancienne plaque tournante du bois flotté dans la région étant donné que d’autres bois arrivaient également du Rhin antérieur et du Rhin postérieur. La Plessur prend sa source dans la commune d’Arosa dans les Alpes pléontines au lieu-dit Älpli à 2 600 m d’altitude. Elle se jette dans le Rhin à Coire (560 m). Cette rivière forme de nombreux méandres et présentent plusieurs passages délicats en contrebas de Tschiertschen-Praden dont la population vivait essentiellement des activités agro-sylvo-pastorales au-dessus de la forêt de l’étage submontagnard dont les bois sont flottés à bûches perdues dans la vallée.

### Allemagne et Autriche

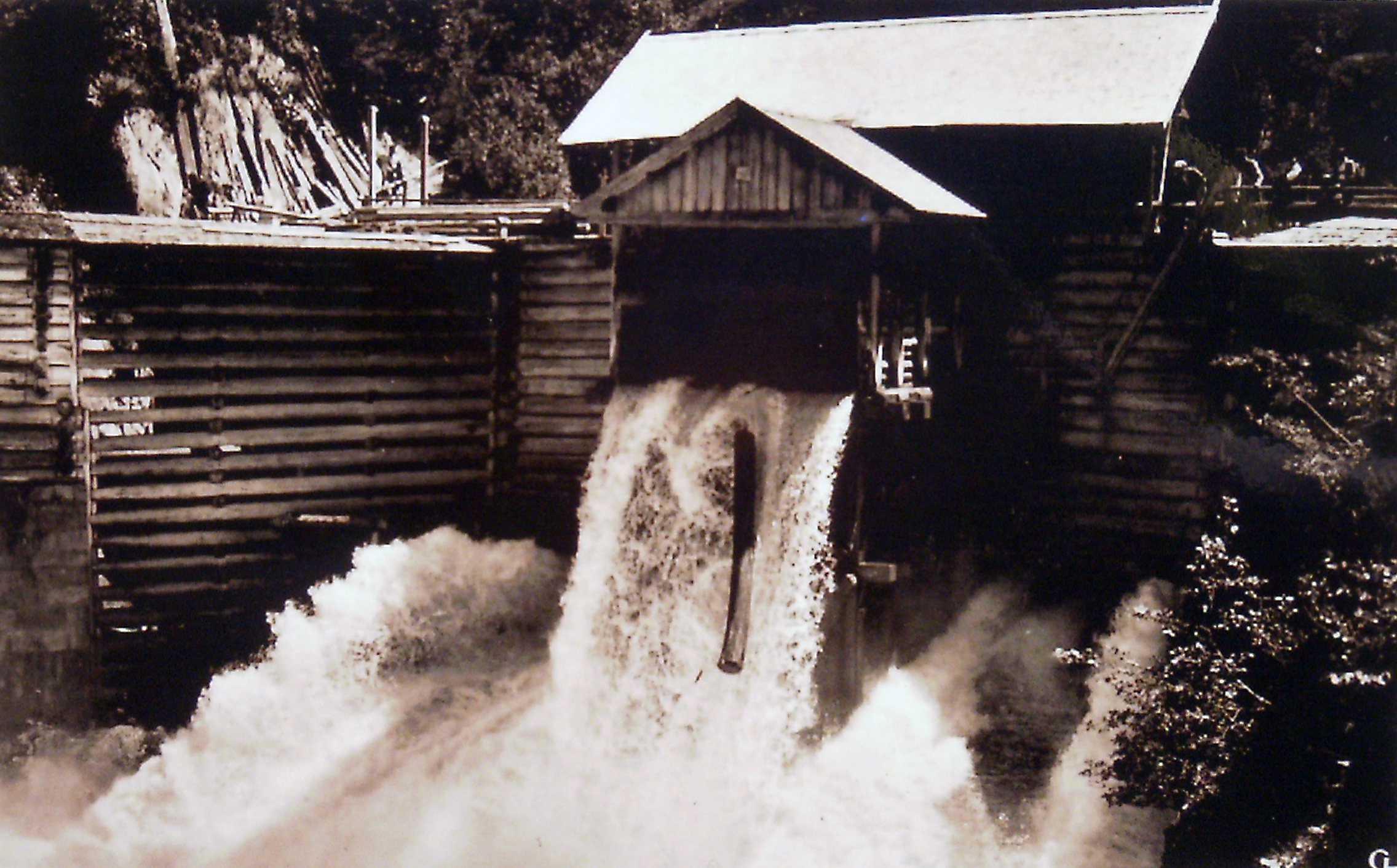
Écluse de flottage Erzherzog-Johann vue du bas, sur la Brandenberger Ache, Autriche.

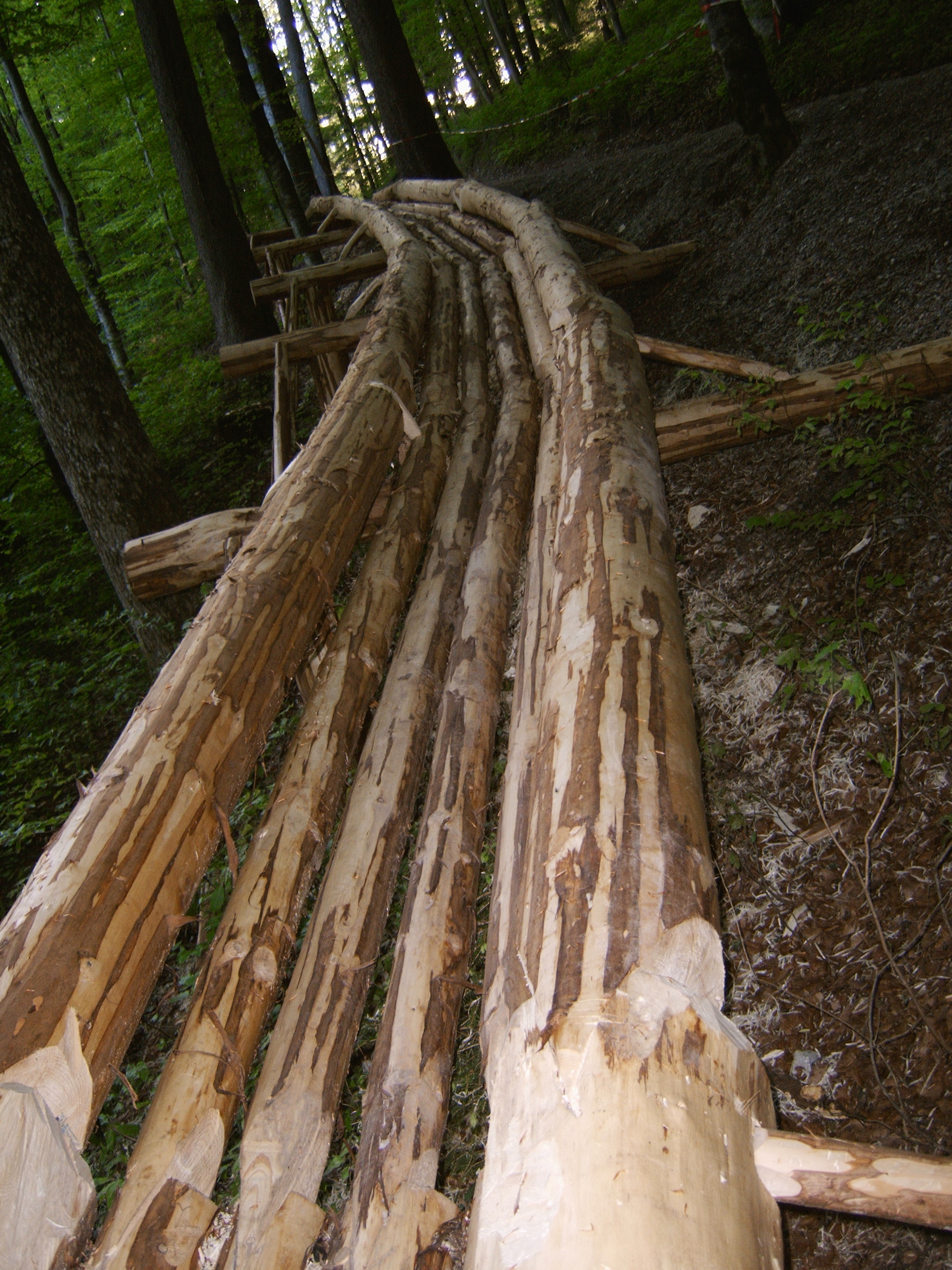
Glissière à bois en Autriche.

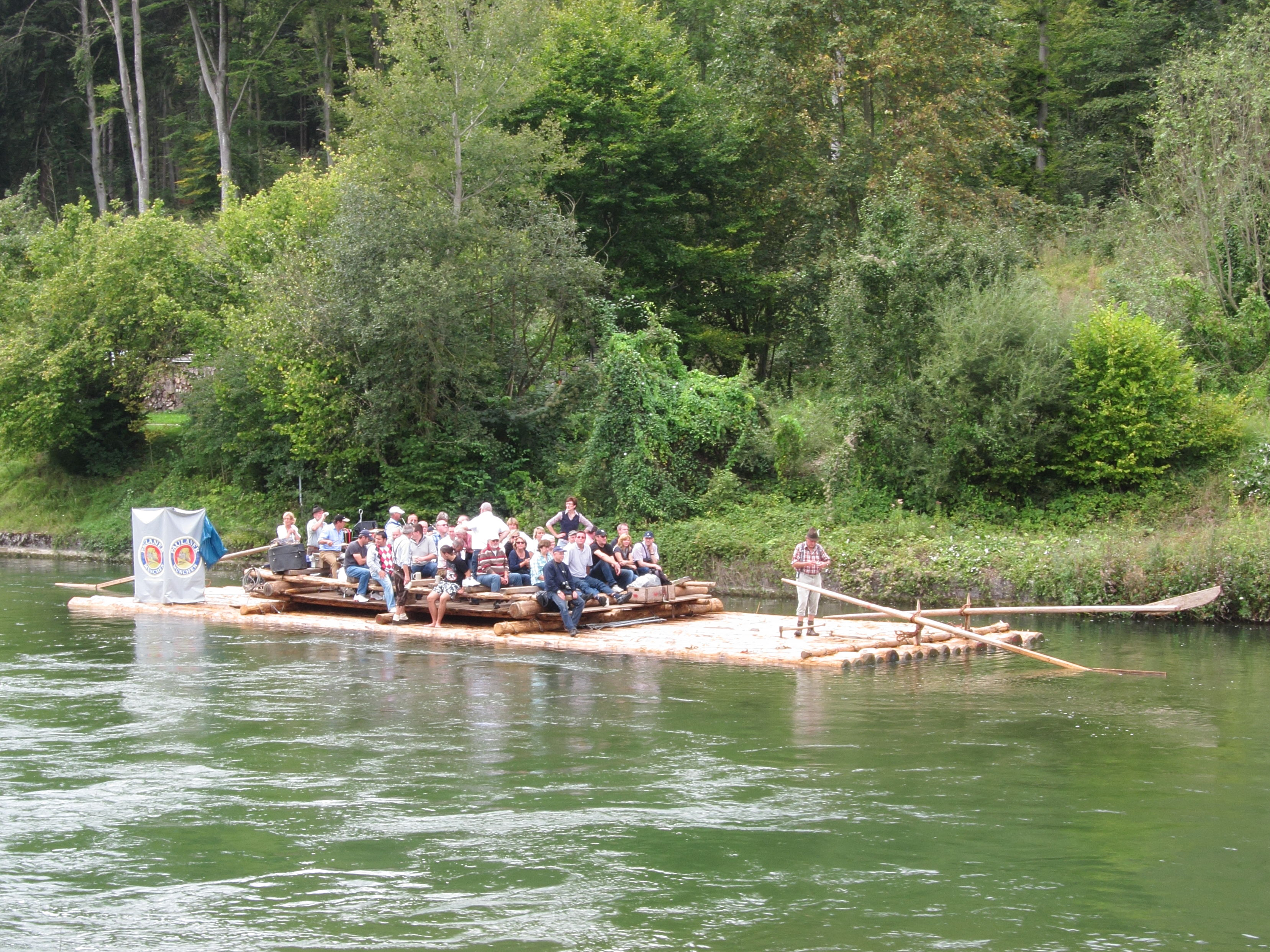
Reconversion d'un radeau sur l'Isar, Bavière, pour les touristes.

Pour des raisons historiques et géopolitiques, les deux pays germanophones que sont l’Allemagne et l’Autriche, parties intégrantes et influentes de la sphère interculturelle résumée par le concept de « Mitteleuropa », appartiennent à une très grande zone de flottage du bois européenne qui va de la plaine rhénane aux monts des Géants et aux confins de la Prusse-Orientale pour le nord, du Tyrol du Sud aux Carpates pour la façade méridionale. Ces deux pays ont, en effet, connu une longue période de leur histoire où leur territoire respectif s’étalait sur de nombreux pays européens actuels aux confins de la mer Noire ou de la Baltique. Or, tous ces pays de l’Est ont connu une forte activité de flottage du bois dans la mesure où la couverture forestière de l’Europe centrale est fortement corrélée au paysage presque exclusivement composé de moyennes et hautes montagnes très boisées et traversées par des fleuves qui servent de grands axes de circulation vers plusieurs mers : la mer Baltique, la mer Noire et la mer du Nord.
L’Europe centrale forme sans conteste le pôle majeur du flottage du bois en Europe tant sur la durée de l’activité que sur les volumes transportés et les distances parcourues par les trains de bois dont la taille pouvaient atteindre des proportions gigantesques par rapport à ce qui se pratiquait en France ou Espagne par exemple. L’Allemagne profite des deux bassins versants internationaux du Rhin et du Danube, sans oublier la Vistule et l’Oder pour les périodes de l’Empire allemand. L’Autriche fut entièrement tournée vers le Danube et tous ses affluents gauches et droits, ce qui la relie à tous ses voisins.
En restant sur les régions situées aujourd’hui en Allemagne, l’aire rhénane fut de loin la plus représentative du flottage allemand. Il n’est pas possible de dissocier le flottage du bois en Allemagne de l’Ouest des Pays-Bas. Autrefois, les Provinces-Unies, qui connurent un âge d’or économique et culturel, faisaient incontestablement partie des nations maritimes coloniales avec un savoir-faire en construction navale et en assèchement des terres inondables ou marécageuses que leur enviaient les pays voisins. Dépourvus de forêts, les Provinces-Unies s’alimentaient en bois de marine dans les pays voisins : Belgique (Pays-Bas espagnols), France (Lorraine, Alsace, Ardenne) et surtout l’Allemagne qui livrait du bois en provenance de régions fort lointaines comme les forêts de Thuringe et de Franconie aux frontières de la Bohême (République tchèque).
Deux ports aux bois, véritables plaques tournantes du flottage européen, ont marqué l’histoire de cette activité sur le Rhin :
- le port de Namedy, aujourd’hui quartier d’Andernach dans l'arrondissement de Mayen-Coblence au nord de Coblence, c’est-à-dire à la confluence entre le Rhin et la Moselle, fut le site intermédiaire où les petites et moyennes flottes provenant des massifs allemands, français et belges étaient stockées et assemblées pour faire des grandes flottes dites rhénanes (Rheinfloß).
- le port de Dordrecht en Hollande-Méridionale où toutes les flottes étaient disloquées, triées et écoulées. Ce fut le plus grand port aux bois en Europe de l'Ouest pour le bois flotté en trains[94].

La pratique du flottage en Autriche a causé de nombreux aménagements et des ouvrages parfois impressionnants en raison du caractère alpin prononcé de ce pays. Les écluses de flottage (nommées Klause) pouvaient prendre des formes gigantesques, parfois une maison était construite à côté pour le flotteur qui y travaillait à demeure à l’instar des maisons d’éclusier connues sur les grands canaux français. Il a fallu également construire des passerelles dans les gorges et les défilés étroits pour débloquer les embâcles à des endroits forcément dangereux. Les pentes des montagnes alpines et les ruisseaux torrentiels n’étaient pas toujours favorables pour l’acheminement des fûts vers les cours d’eau flottables. C’est pourquoi une forte tradition de glissières, de biefs et de toboggans fabriqués avec des troncs d’arbres s’est développée dans ce pays et dans les régions alpines voisines. Les retenues collinaires se sont multipliées en Autriche et en Bohême dont les traces se voient encore aujourd’hui puisque les lacs de retenue continuent à exister ou sont reconvertis en points d’eau touristiques.
Les secteurs majeurs du flottage en Allemagne furent tous les massifs de moyenne montagne au centre et au sud du pays, les Préalpes et les Alpes bavaroises. Les grandes confréries et compagnies de flotteurs se rencontrent en Bavière et dans le Bade.
Une enquête menée en Autriche récemment a apporté une démonstration inverse de ce que l’on déplore souvent à propos du flottage : dégâts sur les berges ou sur les ouvrages publics, et conflits avec les riverains. Il a été remarqué que tant que les mines de sel du Salzkammergut avaient un énorme besoin de bois qui était transporté par flottage depuis l’Engadine, les rives ont été entretenues et aménagées à partir du XIVe siècle avec des ouvrages en bois afin de protéger les populations riveraines des inondations et des coulées de boue. Ces ouvrages destinés au flottage du bois se détériorèrent à partir du XIXe quand les salines ont utilisé le charbon au lieu du bois. En 1884, un département du génie des torrents et des avalanches fut créé pour protéger les cours d’eau des montagnes en Autriche. L’arrêt du flottage et la construction des routes forestières qui ont souvent entraîné des corrections des lits de torrent ont aggravé les effets des inondations et des crues importantes car il n’y avait plus d’ouvrages de flottage.

### La maderada en Espagne

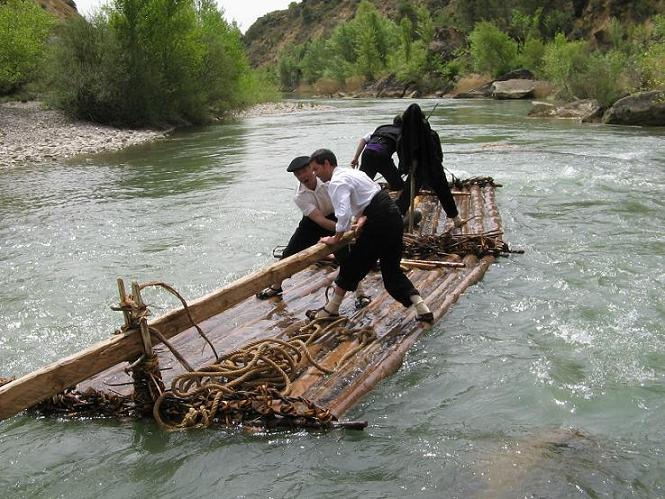
Un train de bois ou navata sur la rivière Gállego.

Le flottage du bois se dit en espagnol castillan maderada qu’on voit parfois francisé en madérade.Il se pratique sur les rivières Èbre, Tage, Júcar, Turia et la Segura, et dans une moindre mesure sur le Guadalquivir. En Espagne, le flottage de bois est donc caractéristique des Pyrénées. Les flotteurs sont des gancheros pour le castillan, tandis que le terme catalán raiers rappelle le mot régional français radeliers. On pratiquait le flottage à bûches perdues et le flottage par trains de bois; néanmoins, en raison des conditions locales, le flottage par trains de bois n’a été pratiqué que sur l’Èbre. Les autres rivières ont été utilisées pour le flottage à bûches perdues.
Les destinations principales des flotteurs pour la livraison du bois pyrénéen de toutes natures furent Saragosse, Cuenca et Valence. Aranjuez fut également un port à bois essentiel pour l’arrivage des bois d’œuvre pour la construction du Palais royal d'Aranjuez et tous les travaux du Paysage culturel d'Aranjuez inscrit au Patrimoine mondial de l’Humanité.
La terminologie diverge suivant les régions. Les radeaux et trains de bois en Navarre s’appellent des almadías, un mot emprunté à l’arabe maˁadiya désignant un bac, un ferry ou un transport de quelque chose d’un point à un autre; en Aragon, la flotte prend le nom de nabata (ou navata, navade, navas, donc clairement associé au latin navis) et en Catalogne, le nom local est rai (également d’origine latine et proche du mot radeau) où il a également le sens de radeau, ferry ou bac. Les radeaux répondent aux mêmes principes de construction que dans la plupart des pays européens : ce sont des assemblages de plusieurs tronçons qui forment des plateformes reliées et articulées entre elles que l’on manœuvre grâce des avirons avant et arrière.
Les premiers documents attestant du trafic du bois par flottage remontent en Aragon au XIVe siècle. À cette époque, les textes parlent de flottage du bois provenant de Sobrarbe par le Cinca. Du Moyen Âge au XVIIIe siècle, il se poursuit sur le Cinca et se développe comme on peut le lire dans les travaux de l’érudit Ignacio Jordán Claudio de Asso y del Río. Juan de Goyeneche établit l'approvisionnement de la marine espagnole en bois de marine et en bois de mâture depuis les Pyrénées, via l'Èbre jusqu'à Tortosa. Trois fabriques sont implantées au cœur des Pyrénées: dans les monts de Laspuña acheminés jusqu'aux rive du Cinca jusqu'à l'Èbre; dans le Valle de Echo et dans la Forêt de Oza, acheminés jusqu'à l'Aragon puis à l'Èbre; et dans la vallée de Roncal et Valle de Belagua aussi via l'Aragon. De Tortosa les bois sont acheminés vers les arsenaux du Royaume,. C’est également au XVIIIe siècle que la communauté Cheso originaire du Val d’Echo du bassin de l’Aragon Subordan a monopolisé le flottage sur l’Aragon en Aragon. Le flottage aragonais disparait dans les années 1930 ; il reprend pour 4  à   5 ans après la Guerre civile espagnole et s’éteint définitivement dans les années 1940 (On parle alors des nouveaux nabateros de l’association des Nabateros du Sobrarbe) puisque, comme ailleurs en Europe, les routes et chemins forestiers ont remonté les vallées et réunit les forêts pyrénéennes avec les vallées majeures comme celle de l’Èbre. En Navarre, le flottage arrête dans les années 1940 comme dans la province voisine et en Catalogne, les raiers cessent leur activité encore plus tôt dans les années 1920 sans la reprendre pendant et après la Guerre civile.
Dans un livre de comptes, le dernier flotteur Mariano Pallaruelo à Puyarruego inscrit la dernière de ses livraisons de 65 m3 à Tortosa le 31 juillet 1949 par flottage.
Les flotteurs espagnols pyrénéens de Laspuña et Puyarruego se montrent actifs et impliqués dans les différents projets de mise en valeur de ce patrimoine culturel en organisant des descentes de radeaux sur le plan local, national ou international. En 1987, les flotteurs de Navarre, Aragon et Catalogne organisent une rencontre interrégionale et, en 1988, les trois régions participent à la première rencontre internationale au Pobla de Segur (Lérida) et un an plus tard, ils sont présents à la rencontre européenne « Europa in Zattera » à Belluno en Italie. Tous ces projets et toutes ces rencontres à l’échelle européenne poursuivent le même objectif : se souvenir d’un vieux métier qui a marqué des générations et des siècles, créer des liens d’amitié entre les associations qui partagent cette passion et promouvoir des activités dans le cadre du tourisme de montagne.
La madérade (flottage) est conduite par une équipe (cuadrilla) de gancheros dirigée par le « maître de rivière » assisté de ses contremaîtres. Suivant les madérades, une centaine à un millier de gancheros sont employés à la bonne conduite des radeaux reliés. Le terme de ganchero provient du mot gancho qui signifie « crochet » ou « gaffe » (synonyme de bichero dans d’autres régions) et fait donc référence à l’un des outils indispensables des flotteurs partout dans le monde pour manœuvrer les grumes.
Trois équipes ou compagnies distinctes se partagent les tâches: l’équipe dite de devant (La delantera,) se charge d’aménager la rivière, de préparer le terrain pour éliminer tous les obstacles, notamment dans les parties proches de la source. L’équipe du centre (la de en medio, ou centro) est celle qui comporte le plus de gancheros ; elle doit veiller à ce que les grumes flottent correctement, ne s’enchevêtrent pas et ne provoquent aucun barrage. Le troisième groupe dit de derrière (Zaga,) est de démonter les constructions réalisées par l’équipe de devant.
L’équipe de devant réalise les chenaux de flottage (encauzamientos) soit pour resserrer le lit du ruisseau, soit pour adapter le dénivelé ou pour éviter les méandres du cours d’eau. Elle construit également les pertuis (tabladas en espagnol régional) pour passer les barrages et les obstacles plus importants sur une rivière. Il s’agit d’un ouvrage de plus grande ampleur et nécessite pour pouvoir franchir sans dommages les barrages des moulins et les canaux d’irrigation si fréquents sur les rivières Turia, Júcar et Segura. Il se compose de 8 à 10 bûches (pièces de bois, madriers) qui forment une surface plane perpendiculaire au mur du barrage. Il s’agit d’un lit de rivière surélevé par des madriers ou des planches vers lequel conduit un canal qui dirige les eaux vers ce passage surélevé. Les hommes de devant construisaient également l’âne (asnao), un ouvrage qui retient le bois flotté aux endroits et aux moments voulus.

### Flottage en Italie: la fluitazione

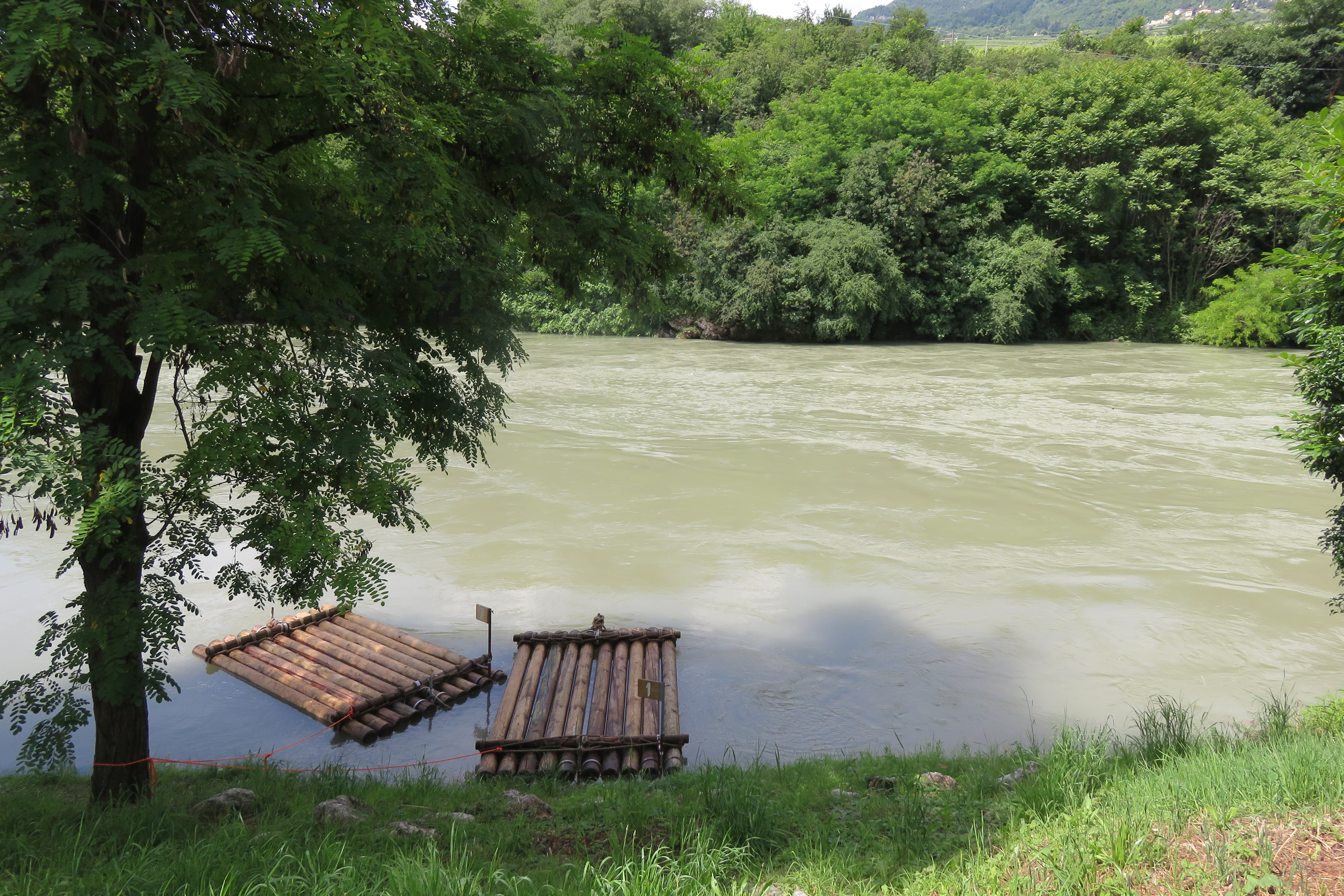
Radeau d’une équipe participant à la 10e course des radeleurs (Palio delle zattere), Valstagna, Vénétie, Italie.

Le flottage comme activité professionnelle a disparu en Italie au XXe siècle. Il ne reste plus que les balades en radeaux pour les touristes dans certaines villes. Toutes les formes de flottage ont été pratiquées dans le nord de l’Italie, donc le Trentin-Haut-Adige et la Vénétie: le flot à bûche perdues, les flottes légères et les trains de bois de moyenne et grande taille. Il n’existe plus de radeaux construits avec des troncs car ils ont été remplacés d’abord par barges motorisées, mais aussi parce que le transport par route ou par chemin de fer s’est avéré plus rentable pour toutes les marchandises, y compris le bois. La voie navigable Padoue-Venise ou le tronçon navigable du Pô n’ont pas de volumes de trafic de marchandises comparables aux grandes artères fluviales comme le Rhin ou le Danube par exemple.
Le flottage du bois s’est concentré sur le Piave et l’Adige, et en général dans les Dolomites italiennes, patrimoine mondial de l’UNESCO.
Les flotteurs sont nommés les « zattieri », terme qui provient du mot « zattere », le radeau. Donc la forme est comparable aux langues régionales françaises qui parlent de « radeliers » en pensant au mot « radeau » (En Franche-Comté par exemple). Les zattieri s’associèrent en corporations qui elles-mêmes étaient souvent monopolisées par quelques familles se spécialisant dans le transport du bois par voie d’eau en provenance des Alpes ou des régions très boisées. L’évolution et le développement du flottage dans les hautes vallées alpines italiennes se rapprochent clairement des autres zones alpines au nord et à l’ouest.
Contrairement à aujourd’hui, le réseau routier dans les siècles précédents était très rudimentaire, voire inexistant. Le commerce du bois de construction sur terre était laborieux, pénible et dangereux sur une distance somme toute très longue entre les hautes vallées alpines et la mer Adriatique. Les cours d’eau et leur vallée respective jouaient, comme ailleurs en Europe, un rôle primordial non seulement pour le transport de marchandises, mais aussi pour se déplacer et s’orienter en suivant les rivières jusqu’aux centres urbains de l’époque. En Vénétie historique, tout convergeait vers Venise car la république de Venise et surtout la cité des Doges elle-même eurent un énorme besoin en bois de construction, d’œuvre et de chauffage. Les fondations des palais et maisons, les gros ouvrages et les chantiers navals vénitiens consommèrent le bois provenant des Dolomites. Les sites historiques célèbres pour le flottage par trains de bois sont Borgo Sacco ou Rovereto dans le Trentin, Perarolo di Cadore et Codissago dans la province de Belluno en Vénétie.
Les radeaux des flotteurs haut-vénitiens étaient réalisés avec des troncs assemblés et attachés traditionnellement par des joncs confectionnés à base de branches de noisetier vrillées, dénommées sache (prononcé : [sake]), dans d’autres régions avec des cordages de chanvre. Un radelier se tient à l’aviron avant, deux autres aux avirons latéraux et d’autres encore manipulent les longs pieux qui servent à sonder le fond de la rivière durant les passages difficiles à proximité de rochers ou de bas-fonds. Outre son propre poids, le radeau portait également une cargaison qui prenait différentes formes : piquets, planches, bûches, sciages en tous genres et parfois d’autres marchandises qui n’ont rien à voir avec le bois.

### Pays nordiques

#### Norvège

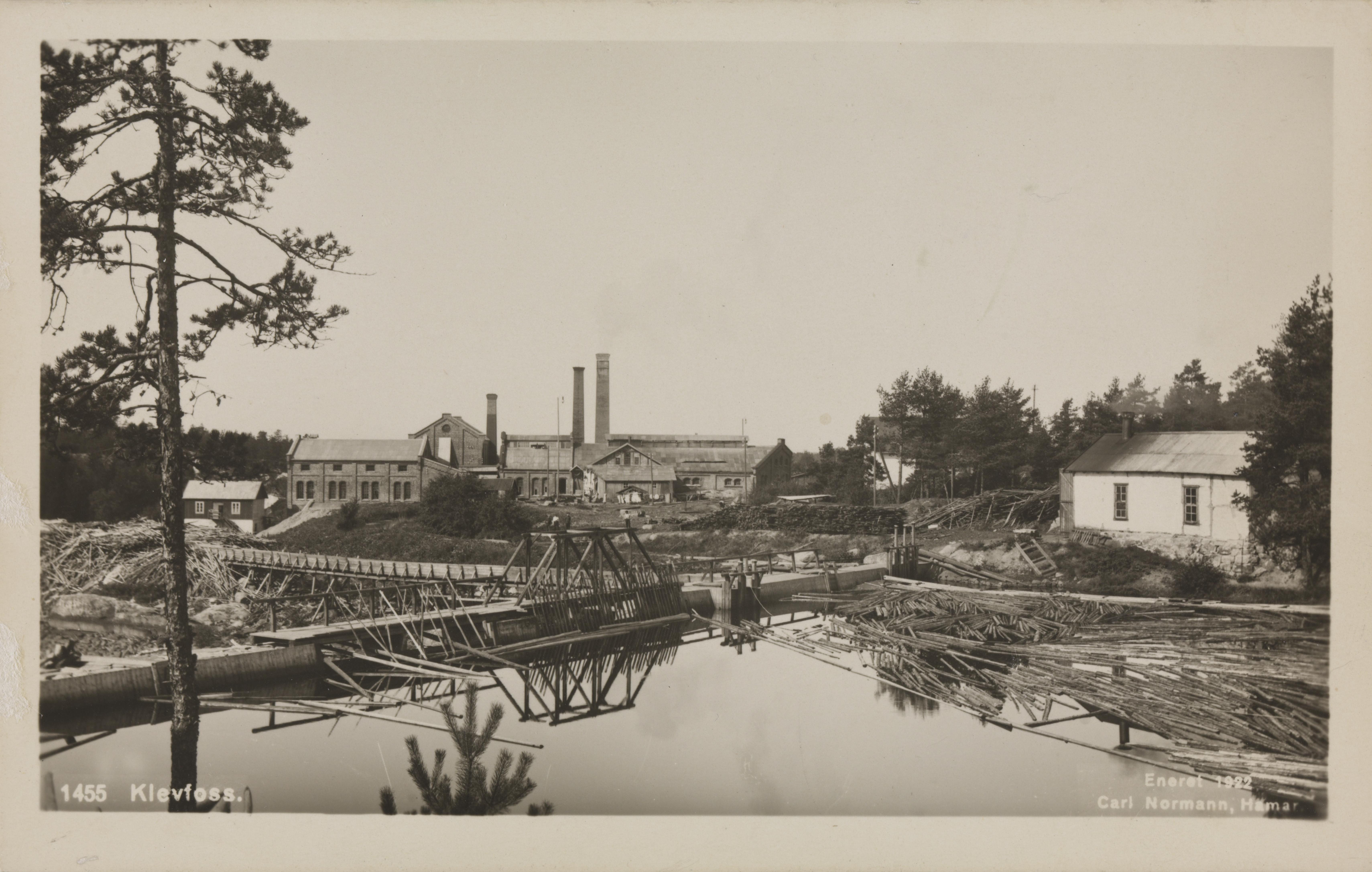
Flottage à Klevfoss, Løten, comté de Hedmark, Norvège.

En Norvège, le flottage de grumes (tømmerfløting) a duré jusqu’en 1991 dans la vallée du Trysilelva et même jusqu’en 2006 sur les tronçons inférieurs du canal du Telemark avec la fermeture définitive de la Norske Skog Union à Skien.
L’essentiel du bois flotté en Norvège provient du flottage à bûches perdues. Comme partout ailleurs en Europe, les bûches étaient flottées ou éclusées pendant les hautes eaux entre le printemps et l’automne. Des barrages ou retenues étaient construits en amont pour augmenter le volume d’eau des ruisseaux à faible débit. Les trains de bois, en revanche, ne circulaient que sur les cours d’eau canalisés ou les lacs, et ils ne représentent qu’une petite partie du flottage global dans ce pays.
Les anciens barrages des flotteurs à bûches perdues étaient construits en pierre ou bien avec une structure faite de caissons de troncs remplis de pierres dans lesquels on prévoyait un passage pour les flottes. Pour empêcher que les bûches s’enlisent ou glissent sur la berge, un parapet de pierres ou de bois était aménagé aux endroits qui l’exigeaient (barrage latéral). Les grumes pouvaient être attachées ensemble avec des traverses et des harts ; aux lieux de tirage, un barrage de type râtelier retient les bûches qui sont retirées de l’eau. Quand un train de bois était confectionné, les grumes étaient écorcées et séchées avant la confection du train tandis que d’autres marchands de bois recherchaient davantage des grumes à l’état brut non écorcées.
Les principaux cours d’eau en Norvège terminent par « vassdraget » qui signifie « bassin fluvial » ou « elva » qui signifie « rivière ». Le flottage, essentiellement à bûches perdues, a été pratiqué sur le Haldenvassdraget, le Trysilvassdraget, le Glommavassdraget, le Drammensvassdraget, le Numedalslågen, le Skiensvassdraget, le Kragerøvassdraget, l’Arendalsvassdraget, le Tovdalsvassdraget, l’Otra, l’Orkla, la Nea, la Stjørdalselva, la Verdalselva, la Steinkjerelva, le Namsen, la Vefsna et la Rana. Le plus ancien flottage attesté serait sur le Drammensvassdraget au début du XIVe siècle.
Les port aux bois où on procédait au triage après avoir arrêté les grumes aux barrages se sont répandus sur tous les cours d’eau du pays largement montagneux vers le XVIe siècle. À l’origine, chaque marchand et transporteurs de bois flottait son propre bois avec son propre personnel. Comme plusieurs marchands de bois cohabitaient dans la même vallée sur le même cours d’eau, ils ont fini par s’associer pour assembler les radeaux de bois. Sur la Glomma, par exemple, la Christiania Tømmerdirektion, une association de société de flottage, a dirigé cette activité jusqu’au début du XXe siècle.

### Suède

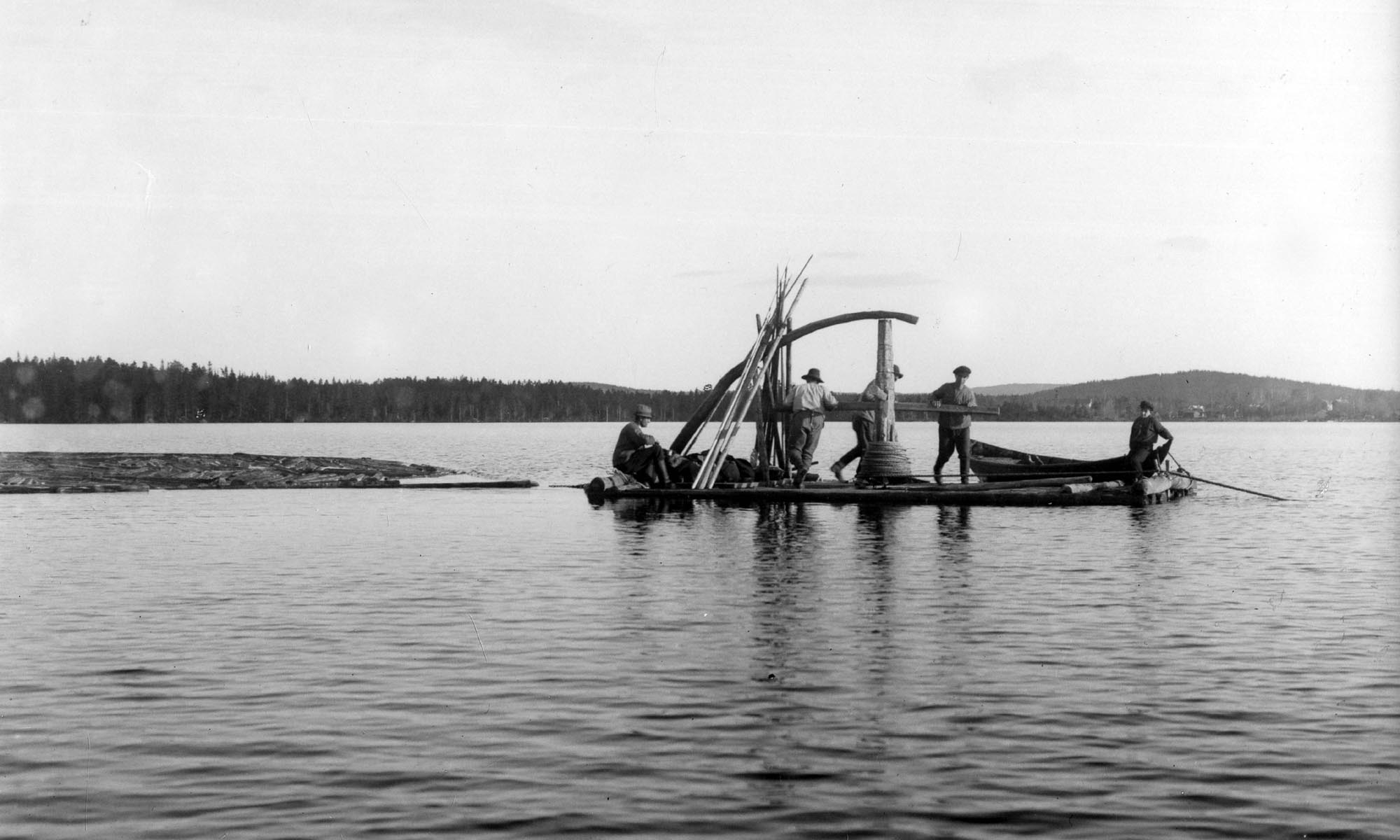
Train de bois, Suède.

Le flottage du bois en Suède (timmerflottning) n'est pas très ancien car le relief et la configuration hydrographique n'était pas très favorable à une pratique généralisée et rentable; du coup, le flottage était ciblé sur certaines régions dotées d'une industrie très consommatrice de bois. Les régions les plus concernées furent la Dalécarlie et la Laponie. Les Suédois ont privilégié le transport par bateau et multiplié les petits ports côtiers aux embouchures pour servir de ports-étapes au trafic du bois sur toute la mer Baltique, une des mers les plus concernées par le transport du bois de marine pendant des siècles qui s'exportaient jusqu'en Europe du Sud pour l'édification des flottes civiles puis militaires. En revanche, avec les progrès technologiques introduisant des câbles, des crochets et des bateaux tracteurs ou propulseurs, le flottage du bois a duré en Suède plus longtemps en Europe que dans d'autres pays où il était une tradition depuis le Moyen Âge car les flotteurs suédois, comme leurs voisins finlandais, ont mis à profit les lacs et les grands cours d'eau toujours orientés vers la mer.
Aux XVIIe et XVIIIe siècles en, les arbres abattus dans les forêts de Suède septentrionale étaient flottés sur les rivières pour descendre jusqu’aux mines de la Suède centrale pour servir de combustible dans les fonderies. Le flottage a contribué fortement à l’industrialisation de la Suède car le pays a surtout développé une industrie forestière tournée vers l’exportation, basée sur les scieries et les moulins de défibrage pour la pâte à papier. La Suède a pu répondre à la demande croissante de bois scié et de billes équarries des économies développées de l’Europe de l’Ouest grâce à ses forêts du nord du pays. L’exploitation forestière à grande échelle était rendue possible par l’orientation nord-sud de la plupart des rivières et un réseau d’affluents dense. Le flottage se faisait sur des très longues distances jusqu’aux scieries et usines de transformation sur la côte de la mer Baltique. Les hautes eaux provoquées par la fonte des neiges ont considérablement facilité le flottage. En valeur, le sciage, le défibrage et le papier représentaient à eux seuls la moitié des exportations. Ce n’est que dans les années 1980 que le flottage dut céder le pas au transport par voie terrestre.

### Finlande

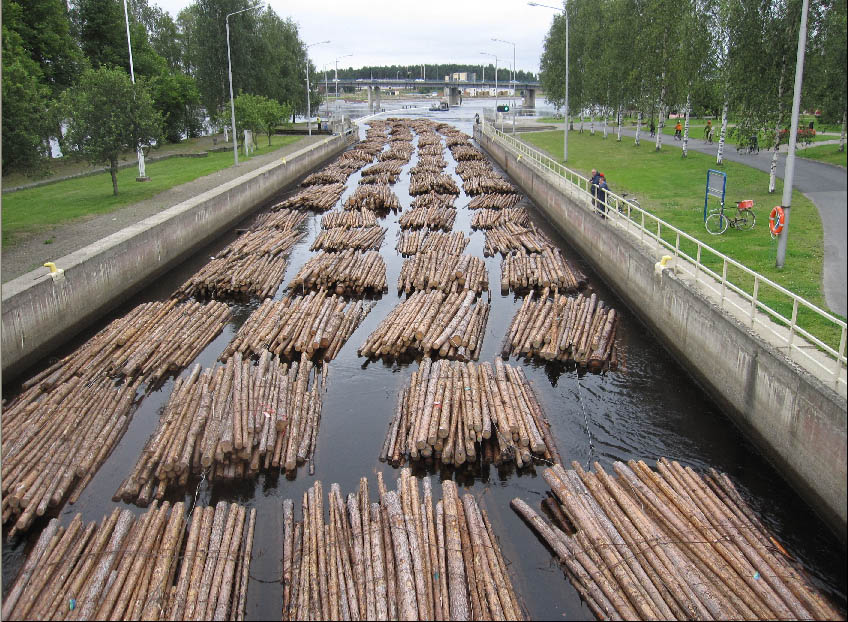
Canal de flottage, Joensuu, Finlande orientale.

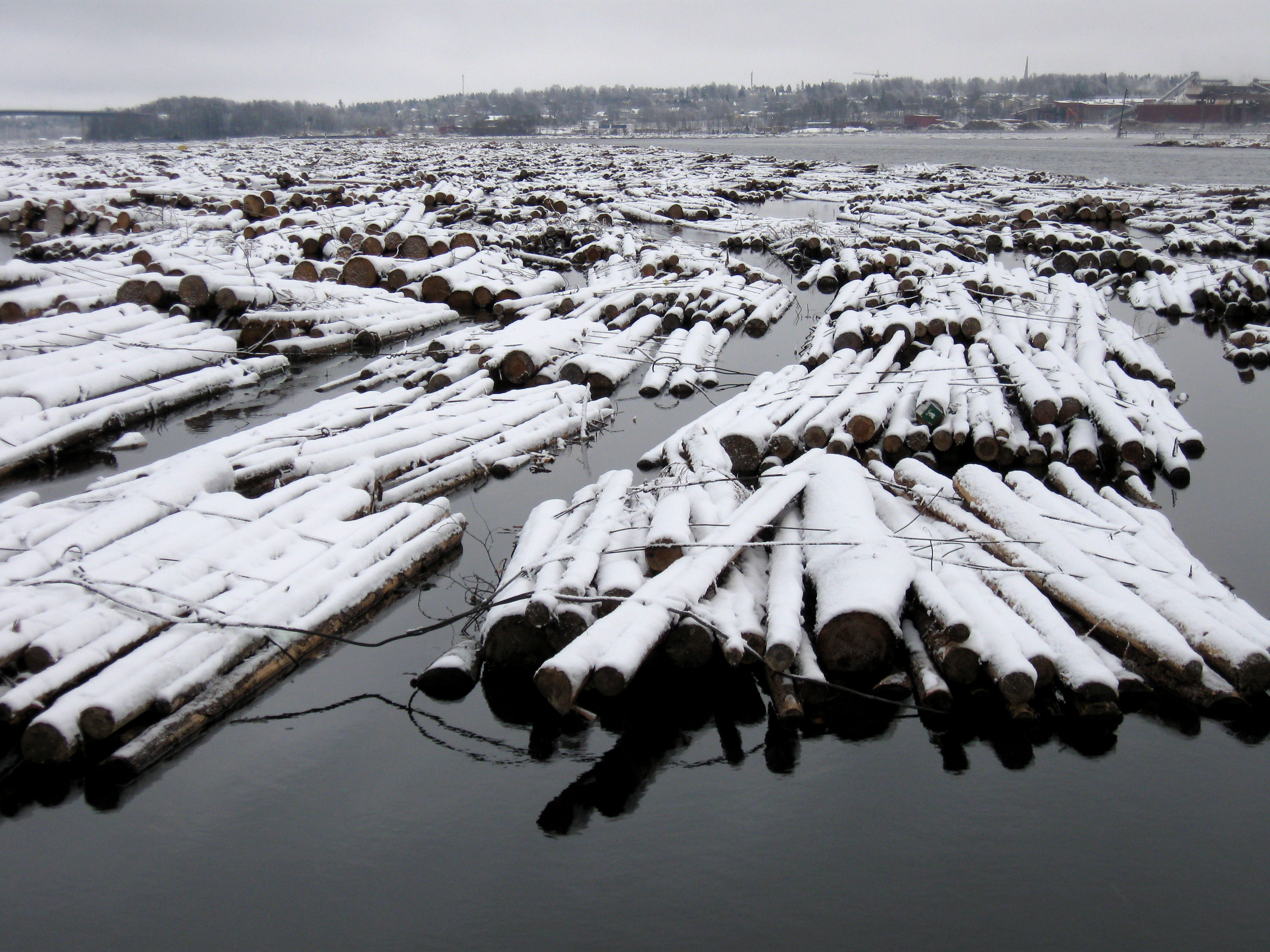
Flottage du bois en hiver avant le tractage, Finlande.

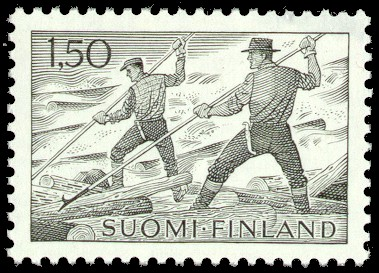
Flotteurs à bûches perdues en Finlande sur timbre postal en 1963.

Contrairement aux pays européens de l’ouest, la Finlande continue de pratiquer le flottage de grumes (Lauttaus) même s’il n’y a plus de communes mesures avec le siècle précédent en termes de rendement et de volume. Le flottage s’est adapté et cohabite avec le transport par grumiers tandis que les trains de grumes ne sont plus assemblés avec des joncs naturels, mais par des câbles d’acier. On ne construit plus forcément de gigantesques radeaux, la priorité est donnée au flottage libre sur les grands cours d’eau avec une estacade d’arrêt ou une flotte de troncs non liés entourés par des grumes enserrant le bois de flottage.
Le flottage à bûches perdues prit de l’ampleur en Finlande à partir de la fin de XIXe siècle parallèlement à l’essor de l’industrie forestière. L’âge d’or du flottage de billes dura jusque dans les années 1960 (environ 40 % de la consommation industrielle du bois domestique, soit 14 mill. m3 chaque année.). Le flottage en Finlande était autrefois d’une importance vitale pour obtenir du bois provenant des forêts très éloignées des moulins. Presque tous les lacs et rivières en Finlande ont transporté du bois à un moment donné. Les volumes transportés par flottage étaient les plus élevées au début des années 1960, puis ils ont baissé progressivement. En effet, le déclin s’est d’abord amorcé pour le flottage de grumes sur les petits cours d’eau qui demandait beaucoup de travail éreintant pour peu de rendement. Puis il s’est généralisé à toutes les formes de flottage sur les petits cours d’eau, rivières et lacs. L’autre facteur aggravant fut le développement du réseau routier pour les grumiers. Il reste encore un peu de flottage sur les très grands lacs comme le lac Saimaa relié au Golfe de Finlande et à d’autres petits lacs voisins favorables au flottage.
Pour prendre un exemple de région marquée par le flottage en Finlande, la province de Pirkanmaa avec son Parc national de Seitseminen est très représentative. L’histoire de la région se confond avec l’histoire de l’exploitation forestière en Finlande. Très isolée et marquée par une densité de population extrêmement faible, elle n’est peuplée qu’au XIXe siècle grâce à des fermiers qui s’installèrent dans des maisons qui étaient données à ferme. Donc les fermes sylvo-agricoles sont propriétés de l’État, mais gérées par des particuliers. Elles existent encore aujourd’hui, certaines sont visitables dans le cadre des activités proposées par le parc national. À Seitseminen, l’exploitation forestière et le flottage du bois font partie du quotidien. Le volume de flottage le plus important réalisé dans cette région a été atteint dans les années 1920. Le nom de cette contrée forestière est également associé aux sapins qui ont poussé sur l’esker de Seitsemisharju qui ont été abattus pour servir de mâts de navire en guise de réparations de guerre à l’Union soviétique dans les années 1940-50.
Les eaux dans la région de Seitseminen étaient propriété de l’association des flotteurs Kokemäki. Le bois de construction était flotté pour l’essentiel sur les rivières Liesijoki et Seitsemisjoki en direction du lac Kyrösjärvi. Le flottage du bois avait lieu au printemps pendant la fonte des neiges car c’était la période des hautes eaux qui facilitaient le flottage, y compris sur les petits cours d’eau étroits. De plus, les flotteurs nettoyaient les lits de rivières étroites. Un chenal de flottage de 5  à   7 m de large a été construit entre le lac Liesilampi et le lac Kettulampi.
Le dernier flottage à bûches perdues eut lieu sur la rivière Kemi fin 1992 lorsque l’activité a été remplacée par une navette ferroviaire. Depuis lors, seul le flottage par trains est encore d’actualité, et principalement sur les grands lacs au centre et à l’est de la Finlande. Les trains de bois étaient remorqués grâce à un bateau muni de treuil. Une ancre au bout d’un très long câble était jeté à l’eau ou sur la rive et on attachait le bateau à la flèche du radeau en rembobinant le câble de l’ancre.
Ces dernières années, environ 1,3 mill. m3 ou 2,6 % des volumes de bois ont été transportés vers les usines par flottage. La distance moyenne est environ de 240 km car, en général, le flottage est le meilleur mode de transport pour des distances supérieures à 100 km.
Les grumes arrivent sur camions sur les berges inclinées où elles vont être jetées à l’eau. Les grumes sont déjà assemblées en bottes ou paquets sur le grumier grâce à des câbles d’acier. Dans l’eau, les câbles servent à lier les paquets de grumes pour former un radeau. Quand c’est en hiver, l’opération d’assemblage se fait sur la glace qui est assez épaisse pour supporter le poids du bois. Chaque paquet de grumes est clairement étiqueté et le radeau est formé de manière à faciliter une séparation de chaque élément au fur et à mesure que le radeau descend en aval. Chaque paquet de grumes contient environ 17 m3 de bois. Chaque radeau est souvent composé de 10 rangées de paquets de 100-120, ce qui correspond à la charge de camion britannique donnant des volumes de radeau de 17 000  à   20 000 m3. Un remorqueur de 300  à   400 kW tire le radeau, tandis que les petits remorqueurs sont utilisés pour la direction et l’orientation. Pendant la saison le flottage - de mi-mai à mi-novembre - le remorqueur tracteur fonctionne 24 heures par jour, sept jours par semaine.
En aval, les faisceaux de grumes sont décrochés de la structure générale, collectés et chargés directement sur un camion ou un tracteur à semi-remorque où on enlève les câbles en acier. Ce trajet rive-usine est pris en charge par la société.
Le flottage en Finlande a été organisé en grande partie comme « flottage collectif ou associatif ». Certaines entreprises de l’industrie du bois réussissent également à faire du « flottage privé ». Ces dernières années, des activités de flottage privées ont été transférées en grande partie aux associations. Les associations de flottage ont également fusionné : à ce jour, il ne reste plus que la « Floating Association of Lake Finland » (Järvi-Suomen Uittoyhdistys). Un autre développement consiste à externaliser des activités de remorquage des entreprises ou associations à des sous-traitants privés.
Le flottage a dû s’adapter, notamment pour les livraisons justes-à-temps. Autrefois, le flottage était lent et basé sur la constitution d’un stock important pendant la période hivernale. Cependant, beaucoup a été fait pour améliorer la compétitivité de la flotte. Les opérations ont été accélérées et il y a des horaires stricts pour les activités. Le bois de sciage est livré vers certaines scieries selon une planification rigoureuse. Malgré cette meilleure planification, le flottage demeure toujours majoritairement saisonnier. L’hiver finlandais est long et peut être glacial et les eaux sont gelées.
D’un point de vue écologique, la Finlande a souhaité maintenir le flottage car c’est une bonne alternative de transport du bois pour ce qui concerne les émissions de dioxyde de carbone et la consommation de carburant. Se référant aux calculs effectués par l’Association de flottage finlandaise, la consommation de carburant pour les flottages pour le bateau tracteur est seulement 0,003 3 lm 3km.
Les exigences d’une chaîne d’approvisionnement du bois moderne causées par le calendrier, la vitesse de livraison et la qualité parlent souvent en défaveur du flottage. Mais les critères ont changé : les Finlandais pensent que les résultats des améliorations techniques successives sont prometteurs. Le flottage restera un mode de transport important à l’avenir. Certaines personnes voudraient même que le volume augmente encore plus considérablement en mettant en avant les avantages environnementaux.

## Flottage dans l’Europe de l’Est

### Flottage du bois transrégional dans les Carpates

#### En Ruthénie subcarpathique: Pologne, Ukraine et Roumanie

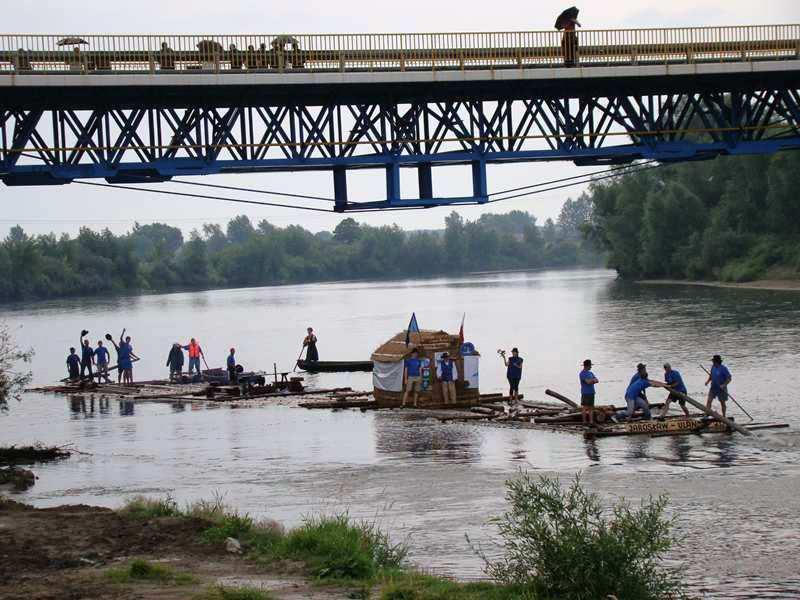
Flottage en Ukraine.

En Ruthénie subcarpathique, aujourd’hui en Ukraine mais culturellement à cheval sur la Roumanie, la Pologne, la Russie et l’Ukraine avec de nombreuses ethnies différentes, les Gorals et les Houtsoules se sont spécialisés dans le flottage et le transport par bateau sur les grands cours d’eau et les rivières de montagne alors que les Ruthènes monopolisaient le transport de marchandises par voie terrestre. Traditionnellement, les Allemands écoulaient quant à eux les produits d’art et d’artisanat provenant de la Silésie et de l’Autriche jusqu’en Russie et en Turquie alors que les Juifs s’étaient spécialisés dans le transports de personnes sur route.

#### Dans le massif frontalier des Piénines: Pologne et Slovaquie

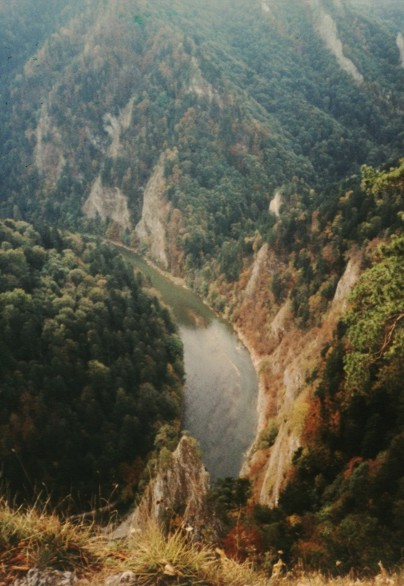
Gorges du Dunajec dans les Piénines.

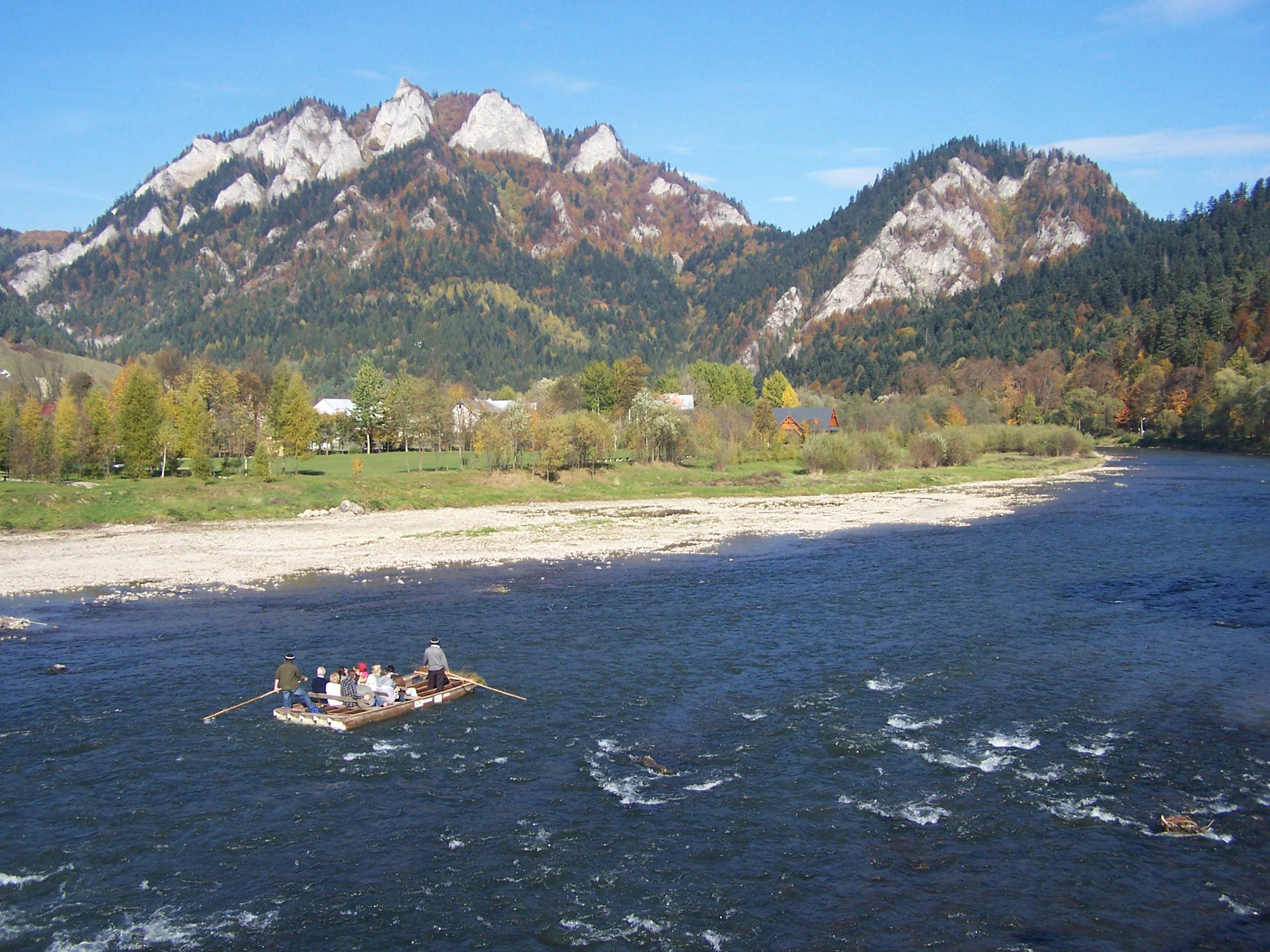
Attraction prisée des Piénines : Descente du Dunajec en radeau de flottage.

Dans le plus petit parc national de Pologne créé en 1932 se trouve la chaîne de montagne Pieniny Czorsztyńskie, le massif de Trzy Korony et le massif des Pieninki. Ces montagnes faites de roches sédimentaires sont considérablement boisées et riches en cours d’eau dont le Dunajec. Ancienne terre de flottage du bois, elle a fait le choix de valoriser ce patrimoine immatériel en en faisant une attraction touristique pour locaux et étrangers : la descente du Dunajec sur des radeaux de flotteurs afin de montrer les anciens usages de la région.
Le Dunajec et le massif des Małe Pieniny forment la frontière naturelle entre la Pologne et la Slovaquie. Deux parcs naturels enserrent la rivière le Pieninský národný park côté slovaque et le Pieniński Park Narodowy en Pologne dans le massif des Pieniny Środkowe. Les deux massifs frontaliers appartiennent à la chaîne des Carpates. Comme pour les Alpes ou le massif des Vosges, le flottage du bois dépassait les frontières et les langues.

### Bassin de la Bitrisţa dans les Carpates orientales roumaines
Le pays de Hangu est une micro-région spécifique du Județ de Neamț au sein de la vallée de la Bistrița dans les Carpates Orientales roumaines qui se caractérise par une économie montagneuse complexe. À l’image de la Forêt-Noire ou des Vosges, cette région de moyenne montagne a essentiellement vécu dans le passé des activités agro-pastorales et de l’exploitation du bois dont le flottage. Cette économie a permis l’ouverture vers l’espace extracarpatique ou vers les plaines intra-carpatiques à des fins commerciales. Les produits de la montagne comme entre autres le bois étaient recherchés d’un côté comme de l’autre. En effet, ce județ constitué presque pour moitié de moyennes montagnes (< 2 000 m) est traversé par le Siret, la Moldova et surtout cette rivière Bicaz dont les gorges profondes forment la trouée de passage entre les régions historiques de Transylvanie et de Moldavie.

### République tchèque et Slovaquie

#### Flottage sur l’Úpa dans les monts des Géants
Jusqu’au XVIIe siècle de manière continue, puis jusqu’en 1856 de manière sporadique, le flottage à bûches perdues a été pratiqué sur l’Úpa dans la République tchèque dans les monts des Géants. À partir de Jaroměř, le flottage se poursuivait sur l’Elbe. Ce fois servait essentiellement à alimenter la mine d’argent de Kutná Hora qui consommait jusqu’à 20 000 Klafter de bois par an. Le bois arrivait sous forme de rondins de 2  à   4 m de longueur.
La population locale ne suffisait pas pour assurer le bucheronnage et le flottage; des immigrés vinrent s’installer avec leurs familles dans la région pour trouver un emploi d’ouvrier forestier, mais aussi pour les travaux d’aménagement du cours de la rivière à hauteur de Trutnov. Parmi eux, les Tyroliens et notamment les habitants de Schwaz, constituaient une large part des nouveaux colons. Ils furent affectés aux travaux d’entretien du lit de la rivière, des bassins de retenue, des canaux de flottage et des pertuis, tous étant mis à mal par les chocs et les embâcles provoqués par le flottage à bûches perdues. Les arbres abattus dévalaient les pentes jusqu’à l’Úpa grâce à des glissières réalisées en bois. Les grands barrages en amont de Kutná Hora qu’on appelait « Klause » servaient à augmenter le volume des eaux, à mettre à l’eau les grumes tout en les comptant et à provoquer une augmentation du flux pour faire partir les grumes. Les ouvriers forestiers tyroliens ouvraient les canaux de flottage qui facilitaient le passage des pertuis et les rondins descendaient de pertuis en pertuis.
Des grumes disparaissaient parfois en route. L’empereur fit décréter que le vol de bûches perdues serait puni de mort en 1589, ce qui laisse penser que cette ressource du mont des Géants avait encore une grande valeur amrcahnde à cette époque. Par les sermons des pasteurs comme par les affiches placardées par le garde forestier impérial, l’interdiction de voler du bois flotté était rappelé régulièrement à la population locale.
Ce n’est que lorsque les forêts furent en danger de non-renouvellement que le flottage cessa dans la vallée de l’Úpa presque totalement. Les habitants durent s’adapter et se consacrer à d’autres activités pour assurer leur subsistance comme le tissage à domicile, l’élevage. D’autres quittèrent la vallée et cherchèrent un emploi dans le Adlergebirge. Il y eut encore quelques rares séances de flottage jusqu’au XIXe siècle.
Le flottage des grumes qui commence sur la Váh se poursuit sur le Danube jusqu’au port aux bois de Hrádok dans la région de Trenčín dans les Carpates transfrontalières avec la Hongrie. Le bûcheron abattait les arbres en hiver, les stockait sur les berges de la rivière et les jetait à l’eau à la fonte des glaces et neiges. Il assemblait les grumes en radeaux vers de l’écorce flexible ou des branches fines torsées et descendait la rivière avec le courant. Un barrage fermait la rivière à Hrádok. C’est là que les radeaux franchissaient les chutes du pertuis. À Hrádokles, les grumes sont marquées, triées et stockées pour être vendues

### Slovénie

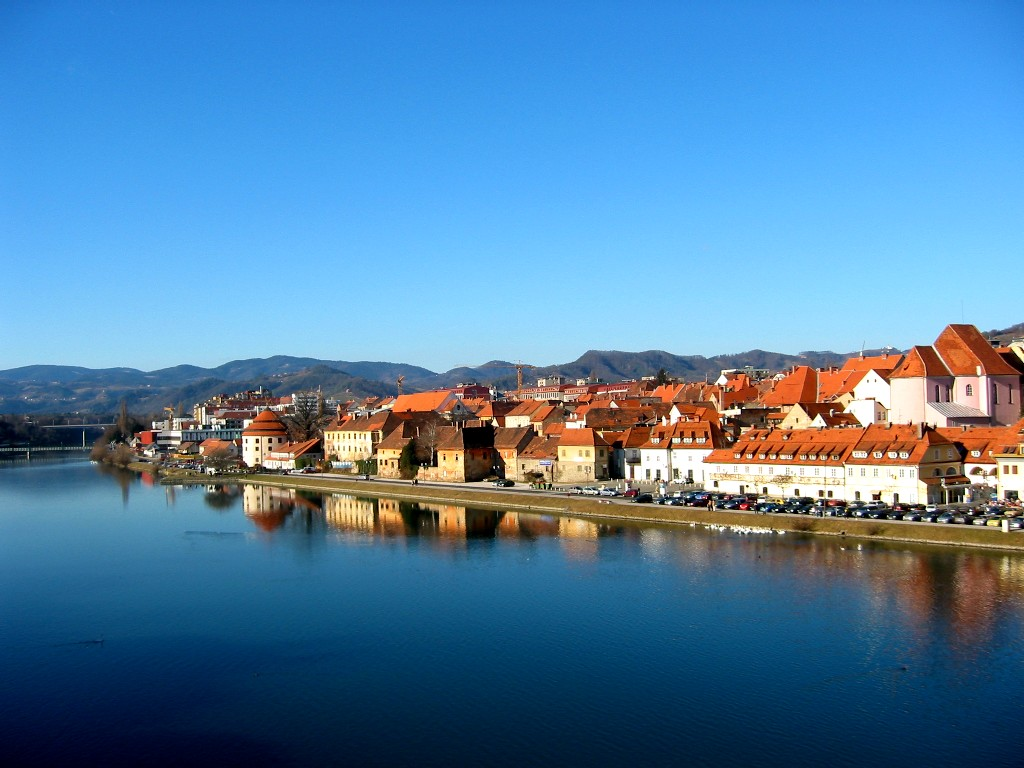
La Drave à Maribor, grand port aux bois en Carinthie slovène.

Le transport par flottage est attesté en Basse-Styrie à Maribor depuis 1280, d’abord pour des besoins militaires, puis pour le bois d’ouvrage et de chauffage classique en provenance des montagnes de Pohorje. Les flottes pouvaient atteindre jusque 120 m3 de volume de bois. Plus de mille trains de bois passaient chaque année au port aux bois de Maribor avant la Seconde Guerre mondiale. Le port aux bois, nommé Lände, a donné son nom au quartier de la ville : Lent. Le nom slovène Pristan signifie la même chose mais il a du mal à s’imposer dans les usages locaux. Le quartier Lent à Maribor sur les rives de la Drave était pauvre et malfamé.
Le transport du bois par radeaux et trains remonte au début du Moyen Âge sur la Drave car il n’y avait pas de chemins carrossables adaptés à ce type de transport. Le bois était à la fois la seule source de revenus pour les propriétaires de forêts et la matière première la plus utilisée pour l’habitat et les gros ouvrages. Au XVIIIe, le métier de flotteur était très prisé par les jeunes garçons qui voulaient intégrer cette corporation malgré les risques connus de cette profession. Mais, toutes proportions gardées, le travail était bien payé quand il était bien fait, mais surtout il permettait de voyager, de sortir de chez soi et de découvrir d’autres cultures. L’intercompréhension entre les terres germanophones et slavophones était rendue possible par le fait que la Basse-Styrie est biculturelle puisque cette région aujourd’hui slovène a longtemps appartenu au duché de Styrie sous l’égide des empereurs habsbourgeois. Ensuite, la Drave est un affluent droit du Danube qui met en contact avec la Hongrie, la Croatie et les pays de la Mer Noire.
Les flotteurs faisaient des trajets en radeaux :Floßfahrten ou Flosarska rajša. Ils duraient de deux semaines à un mois. Le point le plus haut en amont était Dravograd en Carinthie slovène et le plus loin an aval était en Roumanie sur les côtes de la Mer Noire. Les trajets plus courts faisaient Dravograd – Belgrade.
Le radeau basique était chargé de 100 à 130 m3 de bois, surtout du bois d’œuvre et de construction. À l’occasion, les radeaux transportaient aussi d’autres marchandises hors bois. Le déménagement que l’évêque Anton Martin Slomšek a dû payer de sa poche de son ancien diocèse de Sankt Andrä, aujourd’hui en Autriche, vers son nouveau siège Maribor en Slovénie, a été assuré par les flotteurs de la Drave.

### Flottage en Serbie
Une des régions très boisées où s’est pratiqué le flottage (плављење дрва) en Serbie est le bassin de la Tara. Le belvédère de Banjska stena est l’un des sites les plus visités du parc national des Monts Tara par les touristes. Il se situe à proximité de Mitrovac dans les Alpes dinariques à l’ouest de la Serbie centrale. Les forêts dominantes sont composées de sapins, épicéas et hêtres. La caractéristique de ce lieu est que les bûcherons ont utilisé une pente d’éboulis naturelle d’une longueur de 1 300 m pour faire descendre les grumes jusqu’à la rivière Drina où elles sont mises à l’eau (plaviti drva) pour le flottage. Les grumes y ont été assemblées en trains de flottage (splav, plav) pour être livrer aux scieries en aval. Comme cette activité a cessé aujourd’hui, la végétation typique des haldes de déblais a de nouveau envahi la pente pierreuse ou le glissoir naturel de Banjska stena.
La Tara est une rivière très agitée qui passe dans des canyons très escarpés. Les radeaux confectionnés dans cette région sont assemblés avec une traverse qui passe dans des crochets métalliques en lieu et place des harts de jadis. Il y a un aviron avant et un aviron arrière. L’aviron avant est directionnel puisque le courant de la Tara est assez fort. Le manche de l’aviron est percé et enfoncé sur un pieu puis calé avec une mince branche de bois flexible. La pelle de l’aviron est plutôt épaisse et de taille importante. Le rameur se tient debout à l’aviron. L’aviron arrière peut ou non être manipulé ; il peut à l’occasion servir d’aviron propulsif pour godiller par exemple.

### Flottage en Russie

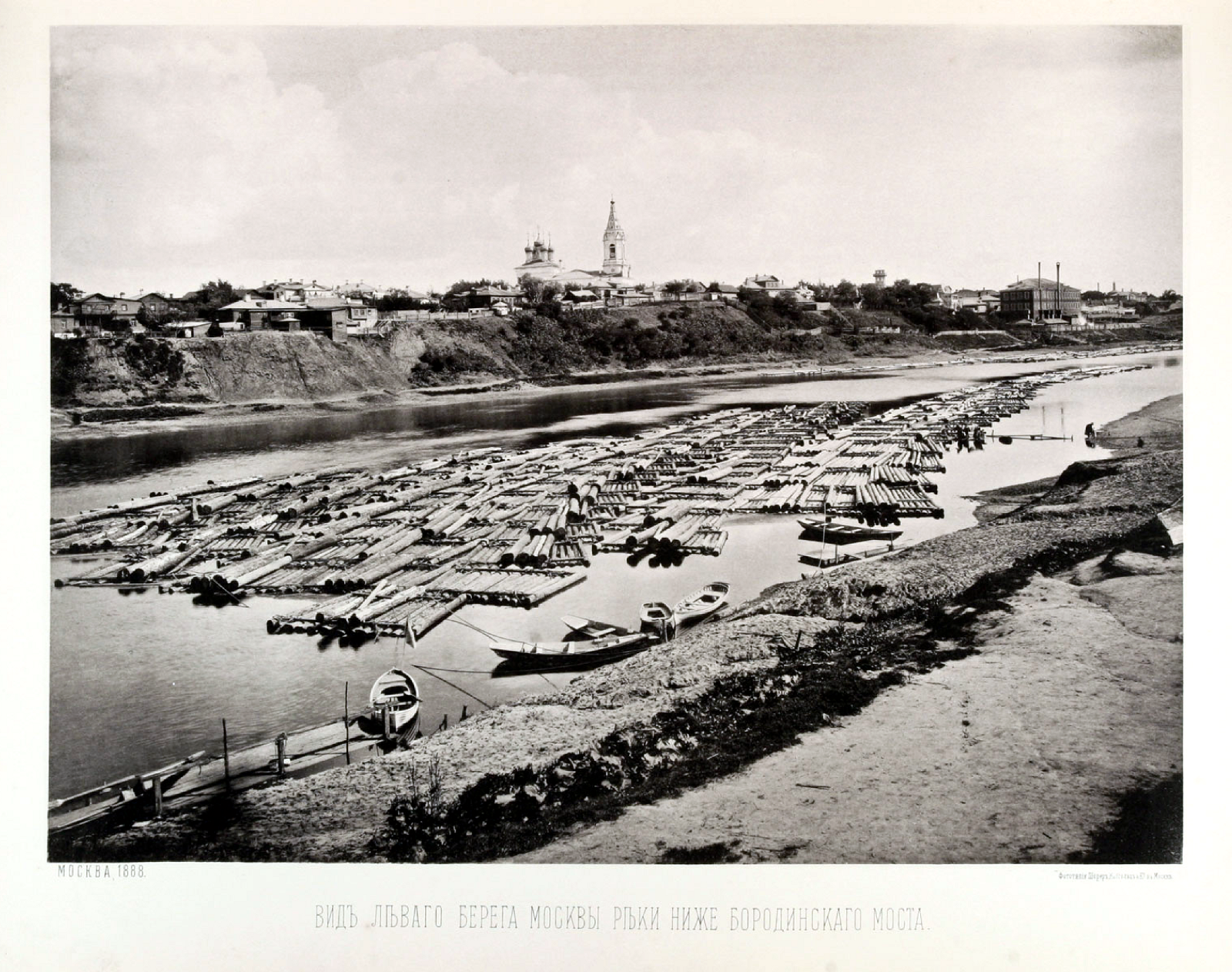
Vue du quartier Khamovniki à Moscou par N.A.Naidenov (1891).

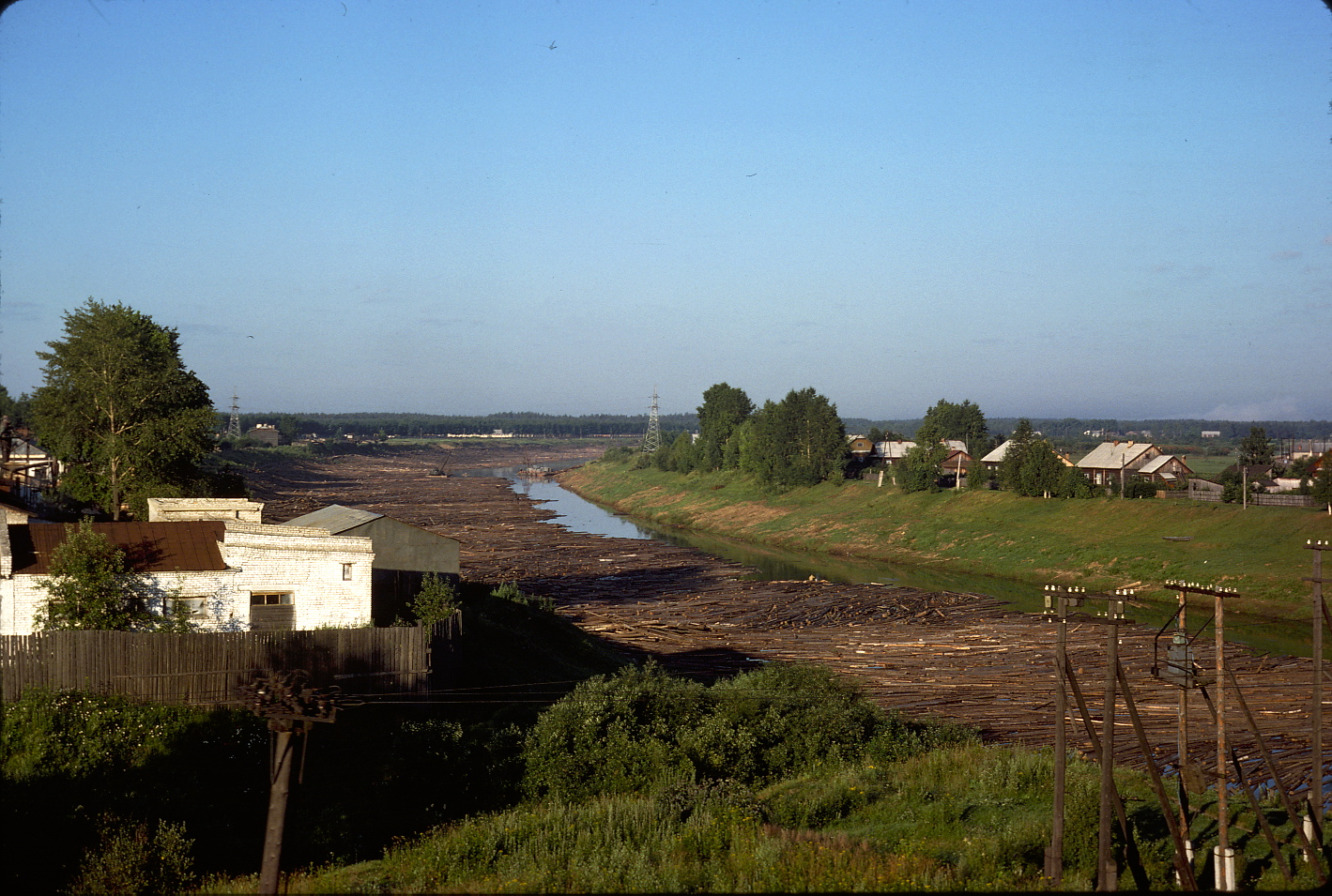
Flottage du bois à Bouï dans le Kostroma sur la Kostroma, Russie.

Le flottage en russe se dit Leçosplav (лесосплав) ou splav leça (сплав лесa),. Il est toujours pratiqué dans ce vaste pays. Comme en Amérique du Nord ou sur le Rhin, les flottes russes atteignaient des proportions gigantesques avec une vie animée de dizaines de personnes dont certaines étaient logées dans des cabanes de bois sur le train de grumes.
De fait, les flotteurs en Russie septentrionale sont en réalité d’abord des fermiers qui deviennent des manouvriers ou saisonniers. Des recruteurs ou entrepreneurs de manutention à la manière des aconiers dans les ports. Le recruteur donne au fermier une avance pour qu’il puisse payer ses impôts et nourrir sa famille pendant tout le printemps en échange de quoi il signe un contrat qui l’oblige à le suivre pour le flottage dans les régions de Olonets, Saint-Pétersbourg, Novgorord, Pskov, Perm et autres provinces. Donc, en gros, il se rend partout où on a du travail. Au moment du dégel au printemps, les fermiers quittent leur famille et foyer pour parcourir une centaine de kilomètres au point de rendez-vous qu’on lui a fixé, comme une rivière où des grumes ont été stockées sur la rive. Le recruteur a conclu ce type de contrat avec une centaine de fermiers ; il transmet les contrats à des marchands de grumes ou autres employeurs auxquels les fermiers doivent obéir complètement.

#### Exemple de trafic de trains de radeaux en Russie en 1830
Si l’on prend l’année 1830 comme référence du trafic de radeaux de flotteurs et d’embarcations en tout genre pour la livraison des marchandises dans la partie européenne de la Russie impériale, et que l’on ne récense que les radeaux avec ou sans cargaison supplémentaire :
- 6 088 trains de bois sont arrivés à Saint-Pétersbourg par le réseau de canaux du Ladoga (Ne pas confondre avec le lac du Ladoga où le transport se fait par bateau) sans cargaison autre que les grumes à écouler[132] ;
- sur le Don, 173 radeaux ont descendu vers l’aval et les villes importantes comme Voronej ou Rostov[132] ;
- le commerce du bois est particulièrement actif sur la Dvina occidentale et surtout son affluent gauche, la Oulla: 183 radeaux avec cargaison, 427 radeaux sans cargaison et 3 815 pièces de bois non assemblées en radeaux ont descendu la Oulla contre seulement 31 barges et autres bateaux. Des rives de la Dvina sont parties 1 594 radeaux sans cargaison ; cela fait un total de 2 021 radeaux sans cargaison pour le bassin de la Dvina[132] ;
- 568 radeaux sans cargaison supplémentaires ont descendu la Narva[132] ;
- la rivière Niémen est la plus utilisée pour le transport du bois avec 281 506 pièces de bois et 34 842 trains de bois et 1 500 Faden Holz en provenance de Jurburg, dont 8 radeaux, 59 880 pièces et 13 773 trains de bois ont transité par le canal eginstique[132] ;
- Sur la rivière Bug de Brest à la Vistule 20 407 pièces de bois, 16 015 trains de bois et 1 155 faden holz[132] ;
- Sur les rivières Dniepr, Soj et Desna 1 994 radeaux[132] ;
- Par la Dwina méridionale en direction de Astrakhan, 1 264 radeaux[132].

Ce qui fait un total en 1830 pour les rivières européennes de Russie 183 radeaux avec cargaison, 12 246 radeaux sans cargaison, 305 727 pièces de bois flottées, 50 857 tranis de bois et 2 705 Faden Holz.
Les bassins versants du Ienisseï en Russie orientale et en Mongolie, du Tobol, de la Toura et de l’Irtych en Sibérie sont également concernés par le flottage du bois par trains ou à bûches perdues. Dans ces régions, le gel des rivières dure plus longtemps et l’activité de flottage est suspendue

#### La dérive des bûches perdues échappées en Union soviétique

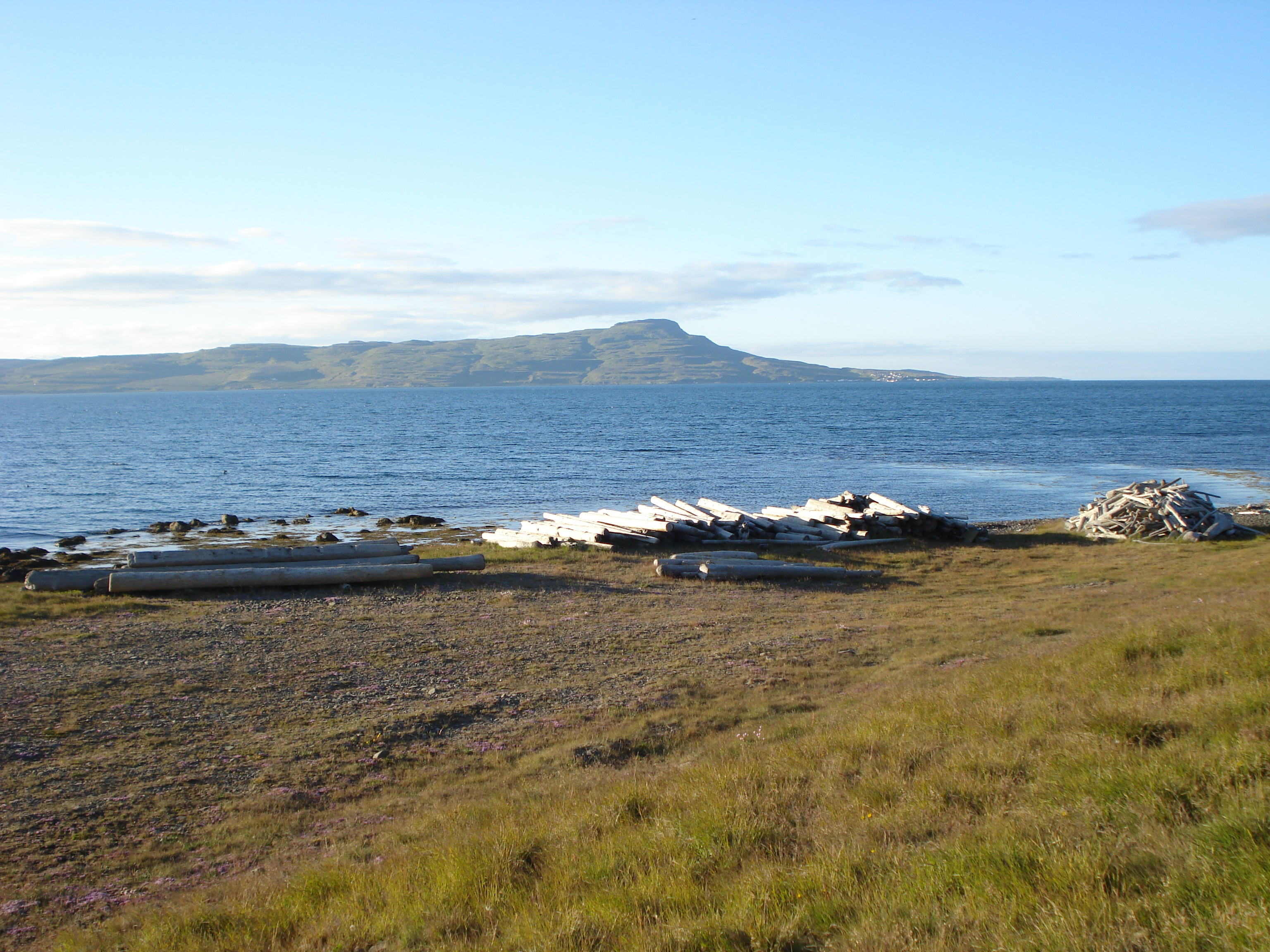
Bois flotté échappé sur les côtes islandaises.

Les bandes côtières des îles de l’Arctique sont jonchées de bois flottants échappés alors que ces régions ne sont quasi pas boisées. Les dernières études suggèrent qu’il provient en réalité du flottage pratiqué en Sibérie centrale pendant l’Union soviétique. Ce bois échappé est récupéré par les riverains qui s’en servent comme bois de chauffage et parfois de construction ; en Islande septentrionale où ne pousse aucun arbre, il existe même une scierie spécialement construite pour exploiter le bois échoué sur ses côtes. Il possède également un intérêt scientifique pour les dendrochronologues qui peuvent en tirer des informations intéressantes. Certains troncs sont déjà enfouis sous des couches de sédiments. Cela intéresse les climatologues qui peuvent en retirer des informations sur le réchauffement climatique planétaire car les cernes larges des conifères de forêts boréales renvoient à des conditions météorologiques chaudes, et vice-versa.
Pendant des siècles, le bois flotté issu des forêts boréales d'Amérique du Nord, d'Europe et d'Asie a été entraîné par la glace de mer, voyageant ainsi avec le courant de la dérive transpolaire à travers l'océan Arctique jusqu'à ce qu'il parvienne sur les rives du Groenland, de l'Islande, de Svalbard ou des Îles Féroé. Lorsque la glace fond en été, des dépôts massifs de bois flotté s’entassent. Bien que des études antérieures aient suggéré que la majorité du bois dans ces dépôts ait des milliers d'années, la nouvelle recherche penche pour un scénario différent. S'appuyant sur des travaux antérieurs qui ont montré qu'une grande partie du bois provient du centre de la Sibérie, une équipe de chercheurs a maintenant daté une grande partie des 2 556 échantillons de bois flotté qu'ils ont collectés dans les rivages de l'Arctique.
Grâce à l’étude dendrochronologique effectuée par des chercheurs de l’Institut fédéral de recherches sur la forêt, la neige et le paysage en Suisse, il a été découvert que l’arbre le plus représenté sur tous les sites d’échouage était en fait le pin sylvestre, et en comparant avec des échantillons de bois flottant avec une bibliothèque de cernes déjà existante, les chercheurs ont pu expliqué dans la revue scientifique Arctic, Antarctic, and Alpine Research que 75 % des pins ont été abattus entre 1920 et 1975 dans les bassins fluviaux de Russie septentrionale avec un pic d’activité autour de 1960. L’exploitation forestière s’est développée entre les années 1920 et 1930. Elle atteint son plus haut niveau après la Seconde Guerre mondiale. Avant 1975, les pertes de bois flottés sur le Yenisei et les autres rivières sibériennes furent très importantes. Les nouvelles technologies développées à la fin du XXe siècle ont fait baisser significativement le nombre de bûches échappées.

#### Cas rare de flotteurs juifs
Dès que la politique d’expulsion et de discrimination morale ou physique a commencé en Russie au XVIIIe siècle et dès que la quasi totalilté des juifs résidant en Russie ont été contraints de vivre dans la Zone de Résidence, les juifs se sont retrouvés dans une situation socioéconomique dramatique qui a fait d’eux un lumpenprolétariat à la merci des employeurs chrétiens. Dans la mesure où il était interdit aux juifs de s’installer à la campagne et dans les plaines agricoles, ils se sont entassés dans les villes où ils ne trouvèrent pas de travail. Dans la partie polonaise de la Zone de Résidence, de 11 à 17 % de la population totale était de confession juive et de culture ashkénaze. Mais dans certaines villes, la moitié voire deux tiers de cette population juive n’avait pas d’emploi salarié.
Non seulement la misère s’intalla au sein de cette communauté disséminée sur les zones frontalières des pays de l’Europe de l’Est, mais en plus le désespoir poussa hommes, femmes et enfants à accepter toutes les tâches journalières qui pouvaient rapporter quelques roubles ou kopecks. Comme tout le monde savait sur place que ces populations soumises aux vexations et à la mendicité récurrentes étaient prêtes à accepter toutes les basses besognes comme journaliers ou manouvriers, on retrouvait les juifs dans des corps de métiers, des branches de l’artisanat impensables dans les pays de l’Europe occidentale où de nombreux métiers contrôlés par des corporations leur étaient interdits. Par le truchement des confréries qui choisissaient un saint patron (Pour les flotteurs saint Nicolas ou saint Népomuk), les juifs étaient écartés de facto de nombreuses activités artisanales.
C’est ainsi que des hommes juifs se sont retrouvés dans la situation, inhabituelle en tout cas pour la juiverie occidentale, de travailler pour la majorité d’entre eux à tous les postes du flottage du bois où on ne les attend objectivement pas du tout. Or, le flottage était malfamé et peu considéré en Russie au XIXe siècle puisque c’est clairement un travail de force dangereux. Contrairement à d’autres pays européens où les jeunes homems pouvaient être fiers d’intégrer la corporation des flotteurs, les hommes russes des régions moins isolées évitaient ce travail. Le salaire hebdomadaire d’un flotteur juif s’élevait dans le meilleur des cas à 2 ou 3 roubles. Les hommes et même les vieillards restaient dans l’eau plus de 13 heures par jour pour faire flotter les bûches. Le contexte sociopolitique confère donc au flottage du bois dans la Zone de Résidence une connotation avilissante de misère ou de décadence.

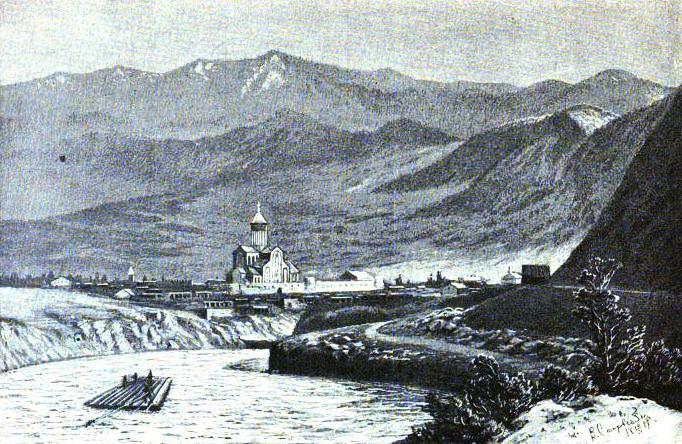
Train de bois sur la Koura à Mtskheta, Géorgie.

### Flottage en Géorgie
La Qwirila, affluent gauche du Rioni, qui prend sa source dans le Ratcha dans la chaîne du Grand Caucase en Ossétie-du-Sud a connu une période de flottage à bûches perdues.
Dans le Grand Caucase, la Bolchaya Laba, affluent du fleuve Kouban avec lequel elle conflue à Oust-Labinsk a également acheminé des bûches perdues quand elle est libérée des glaces qui l’encombrent de décembre à mars. Aujourd’hui, elle a apprécié des amateurs de rafting.

## Flottage en Asie

### Flottage séculaire et actuel en Chine

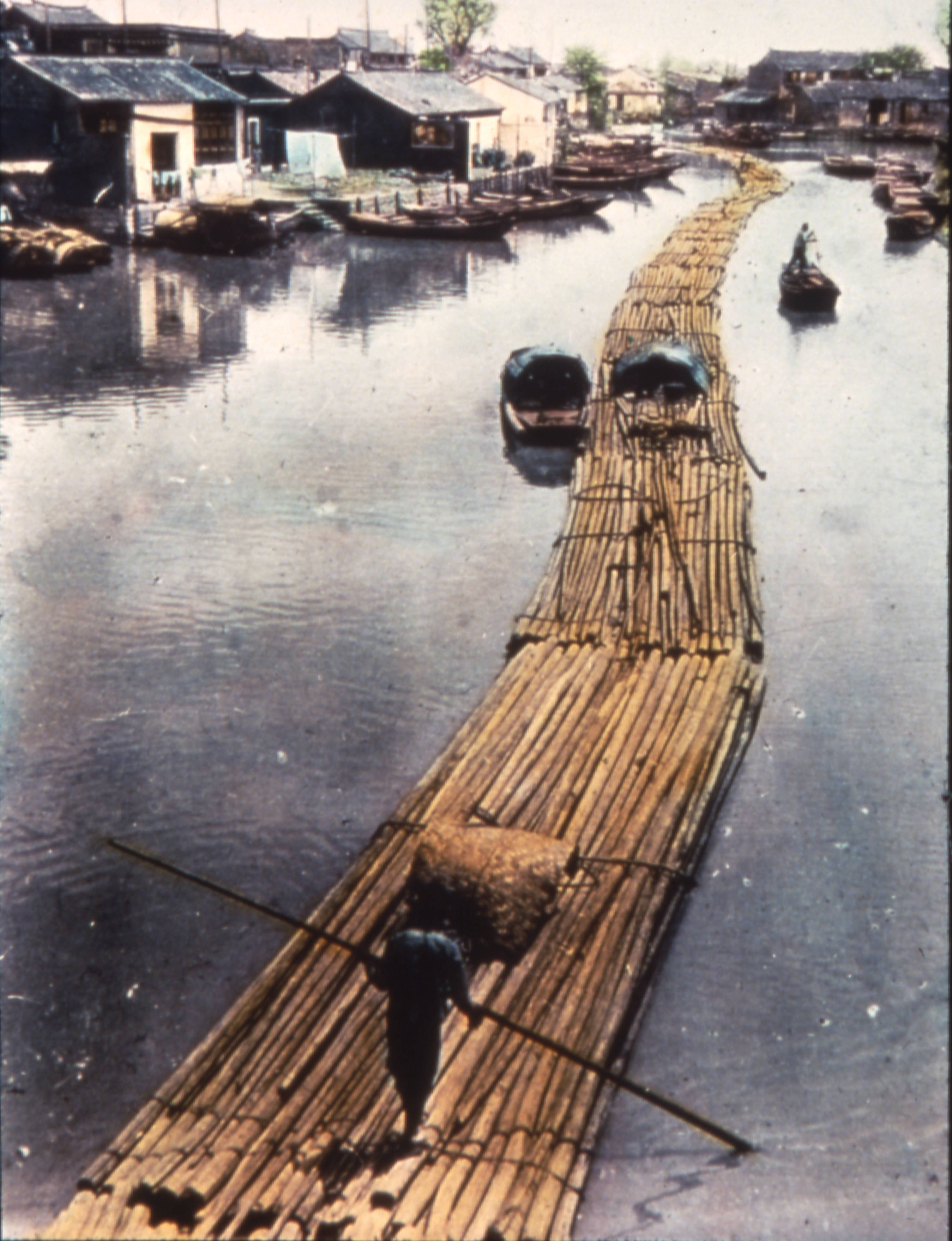
Long train de bambou, Suzhou, Jiangsu, Chine, début XXe siècle s.

Les Chinois ayant été pionniers dans la fabrication de gros bateaux pour la navigation maritime et intercontinentale au XVe siècle sous la dynastie Ming ont eu besoin très tôt de bois de marine pour construire leur bateau-trésor ou bǎochuán. Les grumes furent flottées depuis les terres intérieures aux forêts impénétrables sur le Min et le Yangzi Jiang jusqu’aux chantiers navals en aval L’histoire de cette période est retracée dans les récits de et sur le grand amiral et explorateur Zheng He.
Une très ancienne aquarelle du vieux Ganzhou dépeint la vie quotidienne de la ville et l’on voit non seulement des barques et bateaux sur la rivière Gan, affluent du fleuve bleu, mais aussi de grands trains de bois qui descendent. Le flottage en trains de bois remonte très loin en Chine. Jiangxi est la province qui est réputée pour une très forte production de bois, avec 300 000 m3 de bois par an, flottés sur le Gan. Depuis peu, les chants de travailleurs de la province ont été nommés patrimoine culturel immatériel par l’UNESCO et parmi ce cycle de chants nécessitant une sauvegarde urgente, il y a la chanson des flotteurs Nanchang Chao Yang Zhou. Les hommes capables de la chanter sont devenus très rares en raison de leur âge avancé.
Un carnet de voyage des membres de l’ambassade britannique en Chine de 1792 à 1794 nous révèle qu’en décembre 1793 ils ont observé des trains de flotteurs sur la rivière à hauteur de Ty-ang-Koa en ces termes : « Nous vîmes à cet endroit des très longs radeaux de bois flottant et descendant la rivière, avec plusieurs huttes de bambou dessus, avec les familles qui y habitent. Un nombre considérable de gens étaient aussi employés à apporter les grumes sur les rives, soit sur leurs épaules, soit dans des wagonnets ; pendant ce temps, d’autres étaient occupés à assembler des radeaux ». Ils poursuivent leur voyage vers Tya-waung et Shaw-choo.
Un autre ouvrage du XIXe consacré aux manières, coutumes, mentalités et costumes des gens de l’empire chinois ajoutent des éléments très spécifiques sur les pratiques de flottage : « Les radeaux de flottage qui descendent les rivières chinoises présentent un aspect vraiment singulier aux yeux des visiteurs étrangers. Les flottes consistent en de nombreux petits radeaux liés entre eux par des branches d’osier vrillées de telle sorte qu’ils bougent de manière autonome comme dans une chaîne. Ils sont guidés par des hommes avec des gaffes et des rames, et ils recouverts par les abris des convoyeurs avec leurs familles. Ces maisonnettes sont vendues en même temps aux endroits où ils écoulent leurs grumes. Les enfants sont attachés aux radeaux par de longues cordes de façon à faire tout ce qu’ils ont à faire sans prendre le risque de tomber par-dessus bord. Leurs mères leur attachent parfois une calebasse creuse à la nuque pour que, s’ils devaient tomber à l’eau, leur tête flotte au-dessus de l’eau le temps qu’on vienne les chercher. ».
La carte du flottage en Chine évolue de manière régionale depuis le siècle précédent. Le flottage est toujours pratiqué en Chine au XXe siècle même si les mêmes phénomènes qu’en Europe commencent à faire péricliter cette activité dans certaines régions du pays. C’est surtout le cas au nord-est de la Chine où les autorités ont choisi de changer les modes de développement des ressources locales comme le bois entre autres. Des routes ont été construites et des gigantesques grumiers scandinaves et japonais ont été importés pour les convois de transport dans le nord-est du pays.
À l’inverse, dans le sud et le sud-ouest de la Chine, le flottage à bûches perdues ou par train est encore pratiqué mais les pertes et les dégâts sont importants. Ce n’est qu’en 1986 que le système de la responsabilité contractuelle fut introduit pour le flottage. En effet, jusqu’à cette date, les corporations de flotteurs n’étaient pas tenues pour responsables de l’acheminement et des livraisons. Les analystes du marché du flottage locaux et internationaux pensent que les rendements et la qualité du flottage augmenteraient significativement si les flotteurs n’étaient pas payés pour les frais de production ou d’acheminement mais bien si on mettait en place une valeur pondérée de la qualité du produit livré.
Enfin, en Chine centrale et méridionale, le flottage du bambou est encore très commun, y compris maintenant pour le tourisme avec des radeaux de bambou sur lesquels ont été fixées des chaises en bambou, par exemple dans la ville très touristique Hangzhou.
C’est par exemple le cas dans le Xian de Chun'an aux montagnes riches en bambou et en bois qui furent flottés vers la mer par les rivières sinueuses avec des radeaux très longs. La population locale et les touristes peuvent encore observer ces anciens trains de bois le jour de la Fête des bateaux-dragons qui a lieu traditionnellement le 5e jour du 5e mois lunaire. Dans le Xian de Suichang et la région de Lishui, on pratique encore dans le petit village de Kowloon une tradition millénaire de flotteurs de trains de bois qui consiste à descendre la rivière en radeaux en chantant à tue-tête et avec une voix de tête aigüe un cycle de chants de radeliers. La tradition est aujourd’hui intégrée aux festivités nationales plus solennelles des bateaux-dragons au printemps, devenues patrimoine culturel immatériel en 2009. Il s’agit ici de radeaux de flottage : le radeau-dragon de tête avec ses fanions rouges est composé de 9 sections et il est suivi de 9 autres « dragons ».
Plus au centre dans la province de Hunan, l’activité forestière et de flottage a été très importante jusqu’au XXe siècle ; le parc d’entrepôt et d’assemblage des grosses flottes de Yuanjiang sur la très longue rivière Yuan Jiang, affluent du fleuve bleu, le Yangzi Jiang,.

### Japon

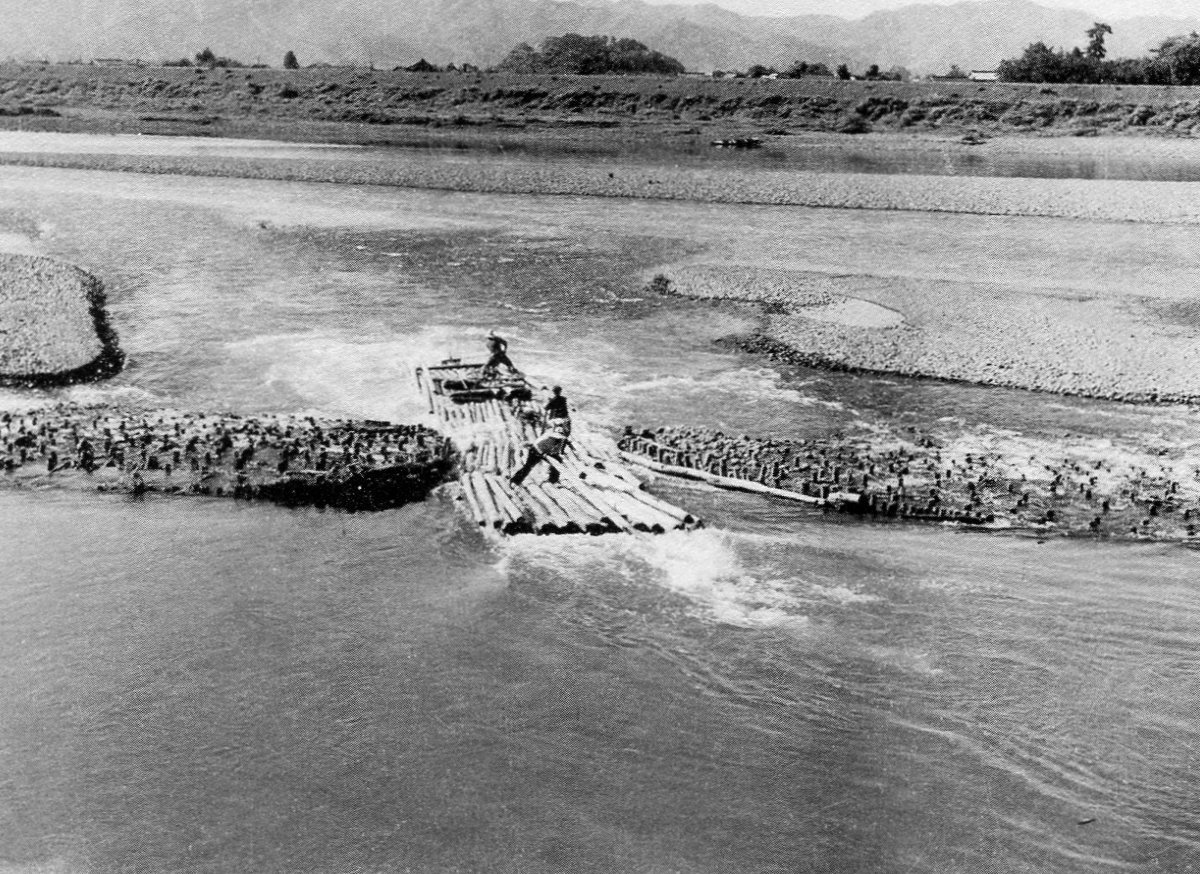
Radeau Oi Tezaki à Taishō-ku, Japon.

Au Japon, le flottage à bûches perdues remonte déjà avant à l’époque d'Edo. Une gravure sur bois de cette époque représente déjà trois hommes du hameau Kamihira dépendant du village historique Ageo-shuku qui guident les billes descendant la rivière Sho. Leur gaffe est exagérément longue car ils se sont placés sur une proéminence rocheuse qui surplombe une cascade emportant les billes. Le bois provenant des massifs boisés du mont Yaotome ou du Mont Takashozu qui était flotté jusque dans la plaine de Tonami dans la préfecture de Toyama était surtout abattu dans les Alpes japonaises. Une autre gravure datée de l’époque d’Édo montre l’arrivée de billes en masse en bas de la rivière Sho, en amont du point de contrôle du Shogounat des monts Hida, dits aussi Alpes du Nord japonaises. Les billes arrivent à la mer Ariisoumi et sont ensuite transportées vers Osaka et Edo. La rivière Sho traverse le village, Shirakawa-gō, classé au Patrimoine mondial de l’Humanité ; l’architecture et les ouvrages publics y sont totalement en bois, ce qui laisse à penser que le flottage du bois sur cette rivière a été une activité vitale.
Comme, en Europe, les bois flottés à bûches perdues sont stoppés par des barrages types rateliers avec des pieux entrecroisés en travers de la rivière aux endroits de contrôles ou de stockage pour être assemblés. Dans les parcs à bois, les flottes sont liées en radeaux.
De nos jours, le Japon est encore plutôt bien boisé. Après la Seconde Guerre mondiale, des dizaines de milliers de scieries des millions de m3 de sciages ; des centaines d’usines fabriquaient des contre-plaqués ou de la pâte à papier. « Le potentiel de production de toutes les scieries d’après 1947 est encore insuffisant pour faire face aux besoins en bois créés par les effets de la guerre. Il y a également pénurie de traverses de chemin de fer, de bois de mine et de bois de pâte… Les principaux problèmes qui se posent aux industries du bois au Japon comprennent le rétablissement des moyens de transport et l'approvisionnement en certaines matières premières, telles que la colle pour l'industrie du contre-plaqué, et le charbon et les produits chimiques pour celles de la pâte et du papier. ». Le flottage n’est plus pratiqué et le Japon dispose de véhicules spécialisés dans l’exploistation forestière qui sont exportés dans toute l’Asie en concurrence des engins de Scandinavie ou d’Amérique.

### Flottage toujours en activité en Inde

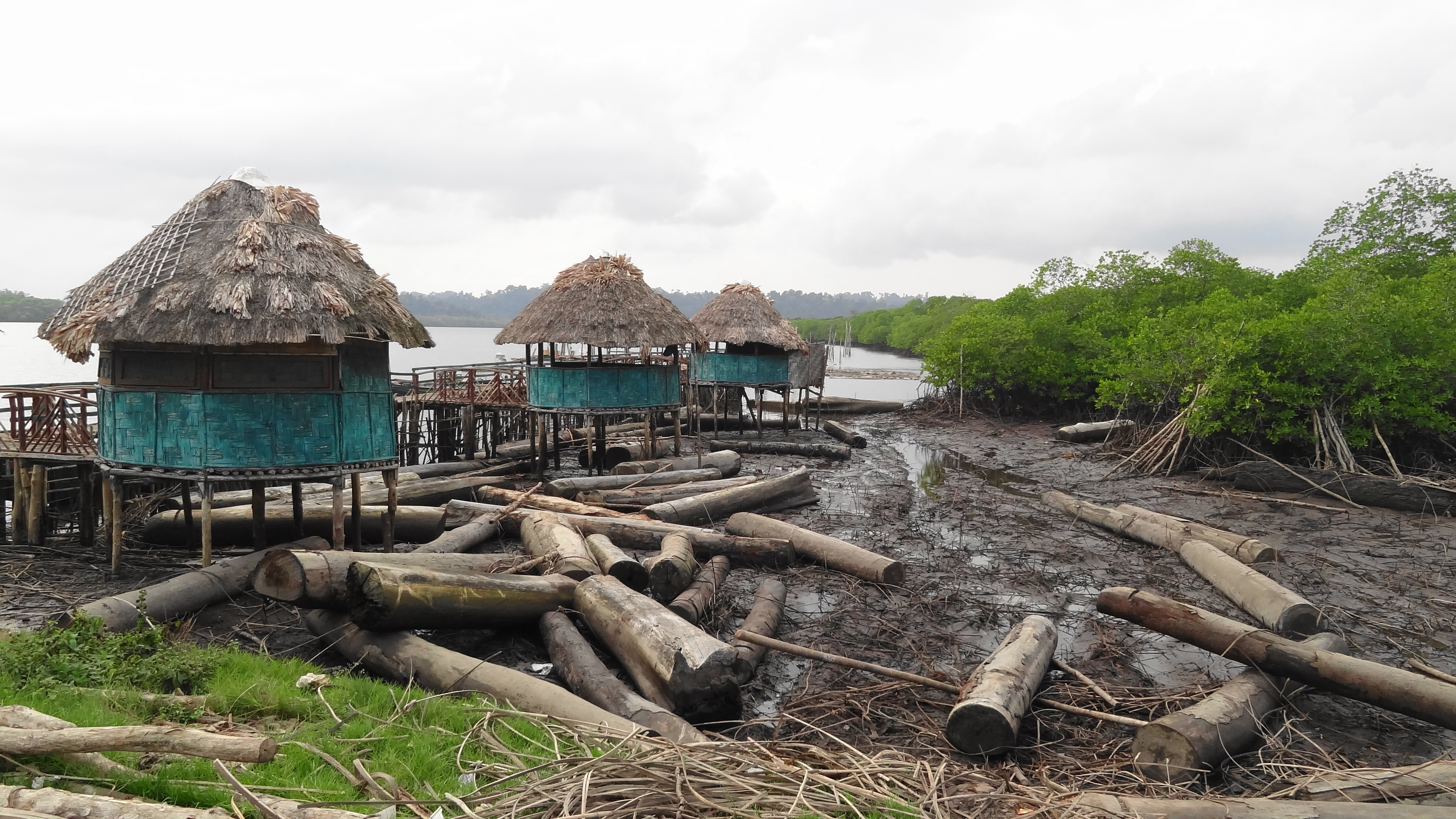
Bûches au sol en Inde.

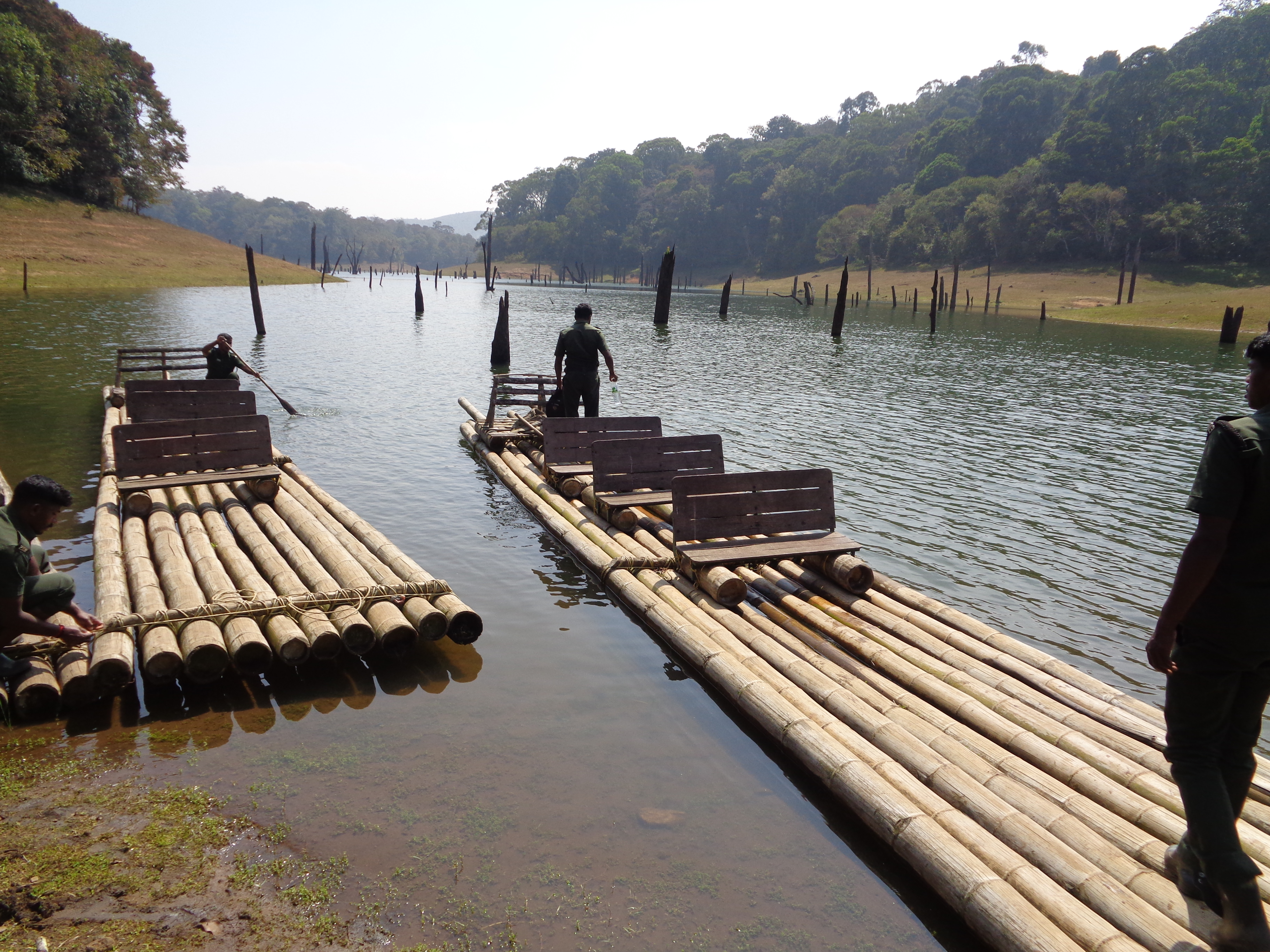
Radeau de bambou sur le lac Periyar, traversée et tourisme, Inde, 2016.

L’exploitation forestière est assurée en Inde par des entreprises indépendantes auxquelles le gouvernement vend des parts de forêts sur pied par enchères publiques. Des lots sont mis sur le marché, chaque lot comportant environ 300 arbres. Les prix varient évidemment des dimensions, des espèces, de la qualité, de la nature du transport, des routes et des distances à parcourir.
Le programme de développement qui a été lancé en 2017 sous l’égide de Organisation des Nations unies pour l'alimentation et l'agriculture ou FAO dans l’état de Maharashtra en Inde centrale montre que, dans quelques rares régions indiennes, c’est le gouvernement qui gère directement l’exploitation forestière lui-même. Dans certaines situations, le gouvernement externalise seulement certaines tâches comme l’acheminement du bois vers les dépôts de bois gouvernementaux où c’est lui qui assurera la vente des bois par enchères publiques. Un système de coopérative des entreprises chargées de couper le bois a été introduit dans certains états indiens.
La FAO a lancé un projet de formation pour tous les acteurs de l’exploitation forestière, notamment les instructeurs et formateurs locaux qui transmettront le savoir, mais aussi le personnel qui travaillera sur le terrain comme les cadres et les agents forestiers. FAO et PNUD sont chargés de mettre en place des centres de formation pour l’exploitation forestière dont le premier but est de rendre l’activité plus rentable, plus rationnelle en évitant les pertes et en maximisant les différentes étapes de l’abattage à la vente. Depuis le milieu du XXe siècle, les haches ont été remplacées par des tronçonneuses pour l’abattage et pour la transformation sur place. C’est surtout le cas dans l’Himalaya où la transformation du bois doit se faire sur place pour éviter les dommages causés aux bois pendant le transport. Dans les régions reculées et inaccessibles, une bonne partie du travail forestier, comme l’ébranchage ou l’écimage, se fait encore à la hache (une hache locale), certains types de scie n’ont pas encore eu accès à ces régions comme la scie à archets ou la scie à tronçonner. La scie de long reste la plus utilisée.
Afin d’améliorer le flottage des grumes, le projet de la FAO et du PNUD inclut l’aménagement des lits des cours d’eau de l’Himalaya en prévoyant également des opérations de dynamitage. De même, il est prévu de construire des dévaloirs, glissoirs ou glissières de diverses natures (chenal fait de tronces en bois, les devaloirs à sec, etc), des dévaloirs pour faire descendre les arbres abattus sur les hauteurs ou bien encore des chemins de schlittage afin de faire parvenir plus facilement aux rives des cours d’eau ou aux sites de chargement. Parallèlement, d’autres travaux d’aménagement très importants touchent surtout le transport par voie terrestre. Le transport sur petites distances est encore majoritairement non motorisé. Ainsi, les exploitants utilisent ici les éléphants, les buffles ou les bœufs. Depuis 1912, un agent forestier, C.H. Donald développe un système de transport avec câbles aériens (« Donald’s gravity ropeway ») pour extraire les billes des régions inaccessibles de l’Himalaya sur des pentes de 17  à   45 °. Routes, chemins de fer et traction animale contribuent à réduire de plus en plus la part de transport par flottage.
Le transport des grumes par les cours d’eau est, de fait, la méthode la plus ancienne de l’Inde parce que ce fut la moins chère. Comme en Europe, le passage aux chemins de fer et aux grumiers sur route a permis de limiter les pertes et les dégâts occasionnés tout le long du parcours de flottage. Le transport terrestre est considéré plus rapide et les camions répondent à la demande très rapidement en termes de fréquence par exemple. Par voie de conséquence, le flottage du bois a quasi disparu en Inde à l’exception de l’Himalaya, les régions montagneuses et quelques rares zones côtières. Par exemple, les forêts, et particulièrement les forêts de conifères du Nord et Nord-Est, sont probablement le seul atout naturel le plus important de Sikkim. Aucune mesure d’exploitation n’avait été prise jusqu’à ce que le flottage fut démarré il y a un an. Le gouvernement indien a envoyé un expert qui a déclaré que le flottage offrirait des perspectives considérables. Le flottage devrait donc y prendre une place plus importantte. Les experts locaux et internationaux estiment que 18 lakh3 de grumes de sapin pourraient être abattus par an au Nord du pays où les forêts sont inaccessibles et toujours inexploitées. La première chose à faire est de préparer un projet de travail solide.
Le bois long n’est pas forcément assemblé en trains comme en Europe, notamment sur les lacs où il y a beaucoup de place comme le lac de Munnar dans le Kerala.
Le flottage à bûches perdues se pratique dans les zones plus élevées et sur les cours supérieurs des rivières trop étroits, peu profonds et parsemés de rochers. Dans l’Himalaya, pour débloquer les embâcles de buches sur les rivières, les « skinmen » se servent de peaux de buffles gonflées comme de bouée et ainsi se protéger au maximum pendant son travail. Le flottage en trains de bois est réalisé dans les plaines, sur les lacs et les rivières à haut débit.
Le flottage côtier pratique dans les îles Andaman se caractérise par des radeaux remorqués le long des criques par des power launches. En pleine mer, les radeaux sont démantelés et les billes sont transportées par des petites embarcations à moteur.

### Pakistan et Afghanistan

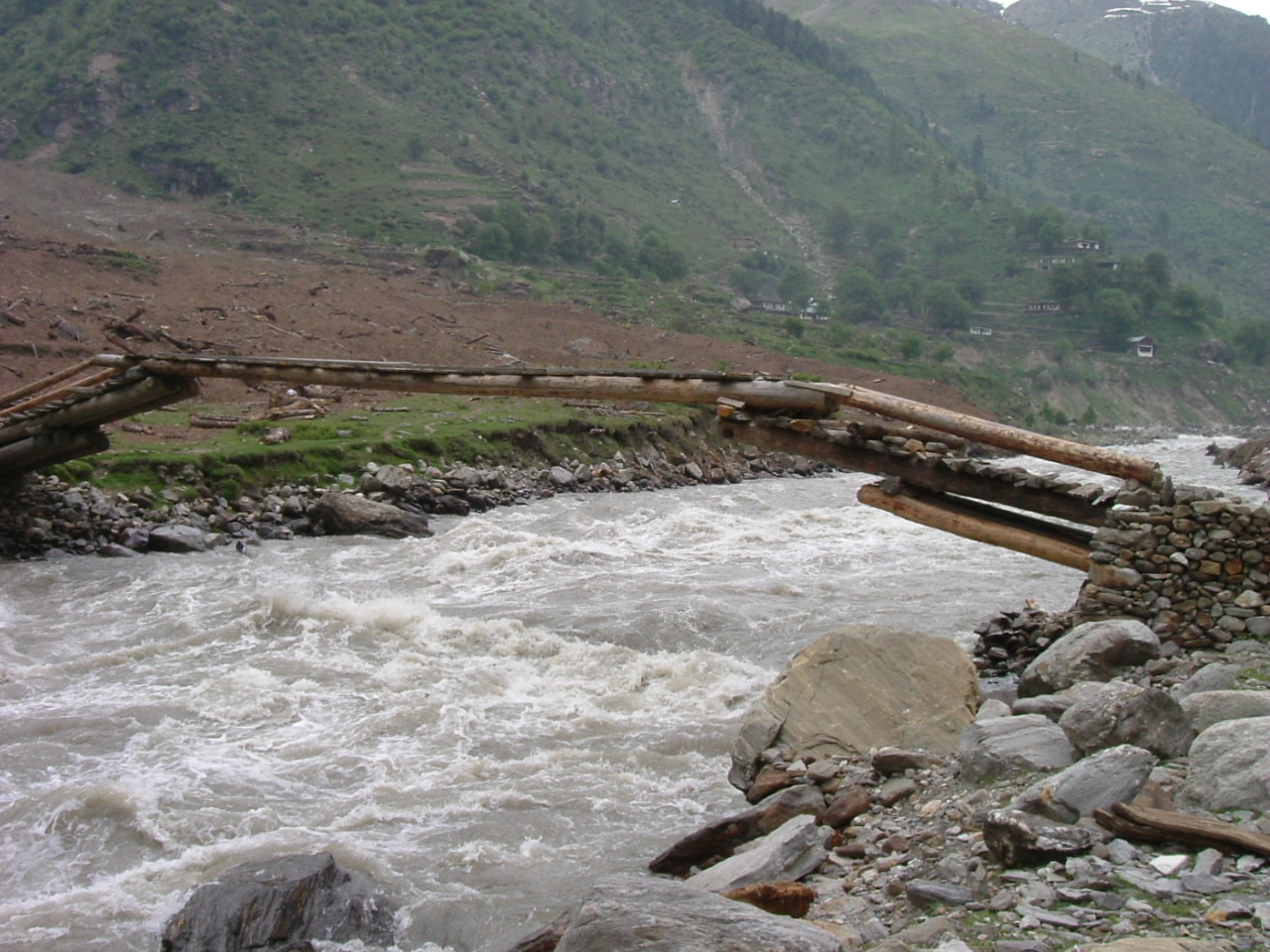
Passerelle sommaire au-dessus de la rivière Kunar.

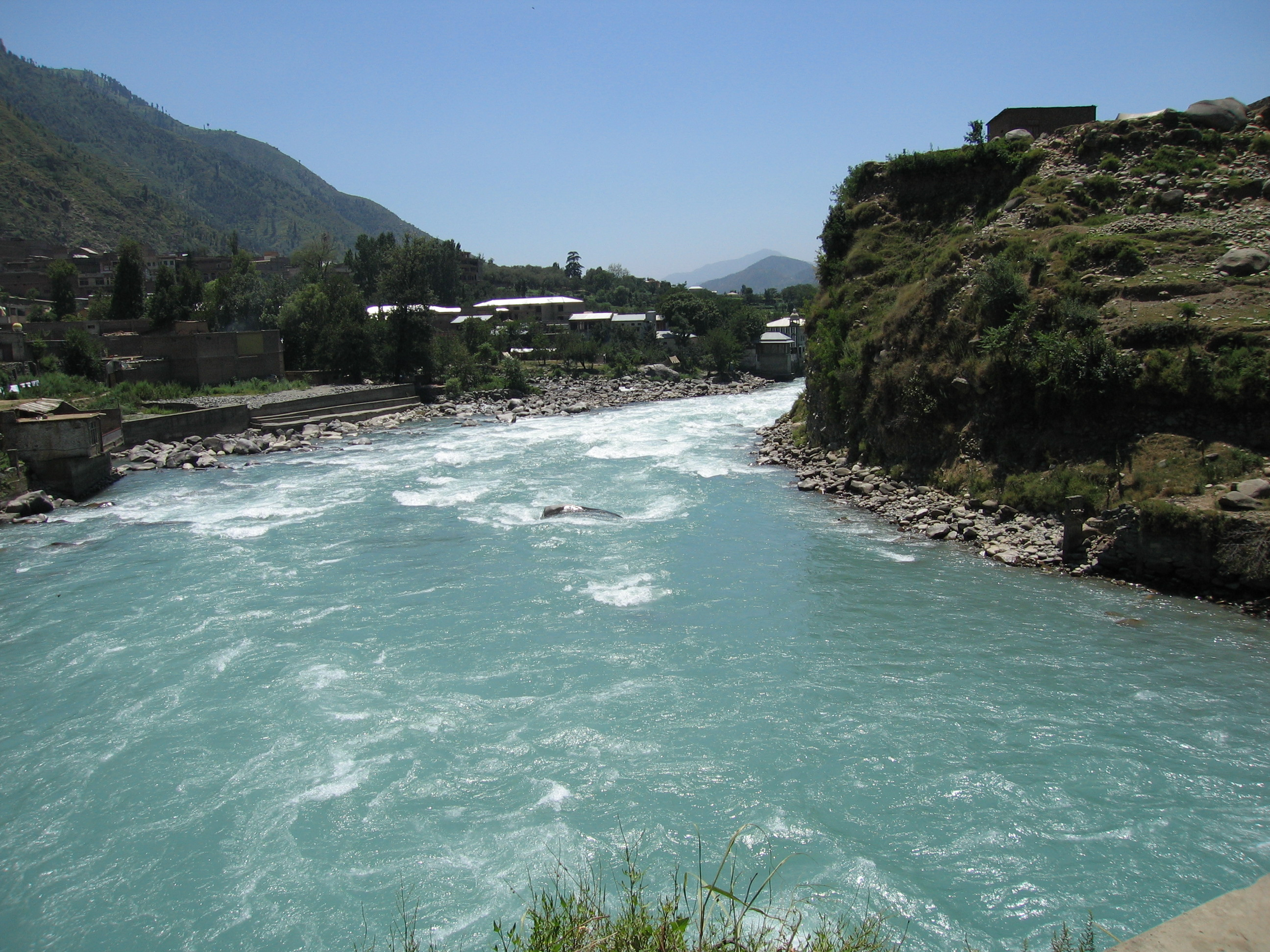
Rivière Swat, Pakistan.

#### Pratique du flottage très ancienne
La pratique du flottage à bûches perdues ou par radeaux flottants est très ancienne en Afghanistan. Elle est toujours actuelle dans ce pays. Néanmoins, le flottage du bois n’est pas épargné par les années de conflits meurtriers, ni par le voisinage compliqué avec le Pakistan qui partage des massifs montagneux et une rivière avec l’Afghanistan. De chaque côté des crêtes des montagnes, ce sont des zones tribales qui rendent la pratique du flottage légale très compliquée.
Les règlements qui statuent sur le flottage en zone frontalière existaient déjà dans les années coloniales au début du XXe siècle ; par exemple, au paragraphe 2 du traité de Kaboul du 3 février 1934 qui définit les modalités des relations britannico-afghanes dans les comtés de Arnawai et Dokalim, la délégation britannique confirme que le gouvernement de sa majesté et le gouvernement de l’Inde approuvent et confirment que les populations du Dokalim sont autorisées à utiliser l’eau de la rivière Arnawai Khwar et la population de l’Arnawai est autorisée à pratiquer le flottage du bois pour usages locaux, y compris sur la portion de la rivière Arnawai Khwar qui sert de frontière internationale entre les deux nations.
Le chapitre 5 du régime juridique des ressources en eau internationales de l’Organisation des Nations unies pour l’alimentation et l’agriculture décrit aux articles XXI-XXV les bases juridiques du flottage sur les cours d’eau servant de frontière commune entre plusieurs États « sauf dans les cas où la flottage de grumes est régi par des règles de navigation relevant du droit applicable ou d’une coutume ayant force obligatoire dans les pays riverains ».
Article XXII : Il appartient aux États riverains d’un cours d’eau international utilisé pour la navigation de décider d’un commun accord si la flottage de grumes peut avoir lieu sur ce cours d’eau ainsi que les conditions de ce flottage. Article XXIII (1) : Il est recommandé que chacun des États riverains d’un cours d’eau non utilisé pour la navigation consente, compte tenu des autres utilisations de ce cours d’eau, à ce que les autres États riverains utilisent ledit cours d’eau et ses berges dans le territoire de chaque État riverain aux fins du flottage de grumes. (2) Ce consentement devrait s’étendre à toutes les activités nécessairement exercées par les équipes de flottage la long des berges et à l’implantation de toute installation requise pour la flottage de grumes. Article XXIV : Si un État riverain a besoin d’installations permanentes pour assurer le flottage de grumes dans le territoire d’un autre État riverain, ou s’il est nécessaire d’assurer la régulation du débit du cours d’eau, tous problèmes relatifs à ces installations et mesures devraient être résolus par accord entre les États intéressés. Article XXV : Les États riverains d’un cours d’eau qui est ou doit être utilisé pour la flottage de grumes devraient négocier en vue d’un accord sur le régime administratif du flottage et, le cas échéant, de la création d’une institution ou commission mixte destinée à faciliter la règlementation du flottage de grumes sous tous ses aspects.

#### Contrebande et interception de bois flotté
En dehors des attaques inopinées, le premier danger pour les populations afghanes du Nord-Est sont les violents orages causant des inondations dévastatrices. En juillet 2012 par exemple, les eaux gonflées du Kunar et les arbres ou les grumes ont été emportés par la rivière vers l’aval. Les scieries trop proches de la rive ont été totalement inondées et les grumes de contrebande stochées ont flotté en aval. Pendant ces inondations, la population locale n’hésite pas à entrer dans l’eau tumultueuse jusqu’aux épaules pour intercepter des bûches et autres pièces de bois.
La contrebande de bois par voie terrestre comme par voie fluviale est certes combattue par les autorités locales et notamment aux frontières comme aux points de contrôle situés à la sortie du Swat. Mais la police déclare son impuissance à contrôler et à arrêter ce qui se passe sur les cours d’eau. La vente de grumes provenant du Swat est toujours lucrative au XXIe siècle. La contrebande et l’interception de grumes flottées depuis le Haut-Swat se fait la nuit. Le bois flotté est ligaturé en paquets de 20 pieds de hauteur. À la surface du paquet, 4 chambres à air de tracteur gonflées avec un conducteur muni de son gilet de sauvetage. Les accidetns et les noyades ne sont pas rares.
La contrebande et le commerce illégal de bois menace les forêts des montagnes frontalières avec le Pakistan, environ 200 km de frontière commune. La couverture forestière diminue dangereusement côté afghan à un tel point que les autorités locales et nationales commencent à s’inquiéter sans pour autant mettre en place des mesures drastiques et coercitives pour enrayer le phénomène. Le bois passe illégalement au Pakistan par les cols frontaliers et proviennent de la province montagneuse du Kunar. Les bois les plus exploités sont le cèdre de l'Himalaya, le pin de l'Himalaya et le pin pleureur de l’Himalaya. Bien sûr, il ne faut pas oublier les destructions importantantes qu’a provoquées la guerre d’Afghanistan pendant des années, mais une partie des forêts a survécu aux conflits. En réalité, l’autorité de l’état n’est plus assurée dans cette région de l’Afghanistan partiellement aux mains des Talibans et partiellement aux mains de chefs tribaux locaux bien implantés dans les régions montagneuses de l’Est, mais aussi de l’autre côté de la frontière, dans la zone tribale du Pakistan. Les grumes et billes de bois sont entassées le long de la rivière Kunar pour être chargées sur des camions ou ils descendent la rivière en aval en plein jour sans prendre grandes précautions. Le groupe écologiste Save the environment Afghanistan fait remarquer que des années de non-droit et d’impunité pour les fraudeurs ont creusé des trous béants dans les forêts du Kunar. La presse d’investigation qui enquête sur place a également mis au jour des exportations vers les pays du Moyen-Orient. Descendus par flottage, chargés sur des grumiers, les bois ne restent pas souvent en Afghanistan.

### Flottage au Moyen-Orient

#### En Iran

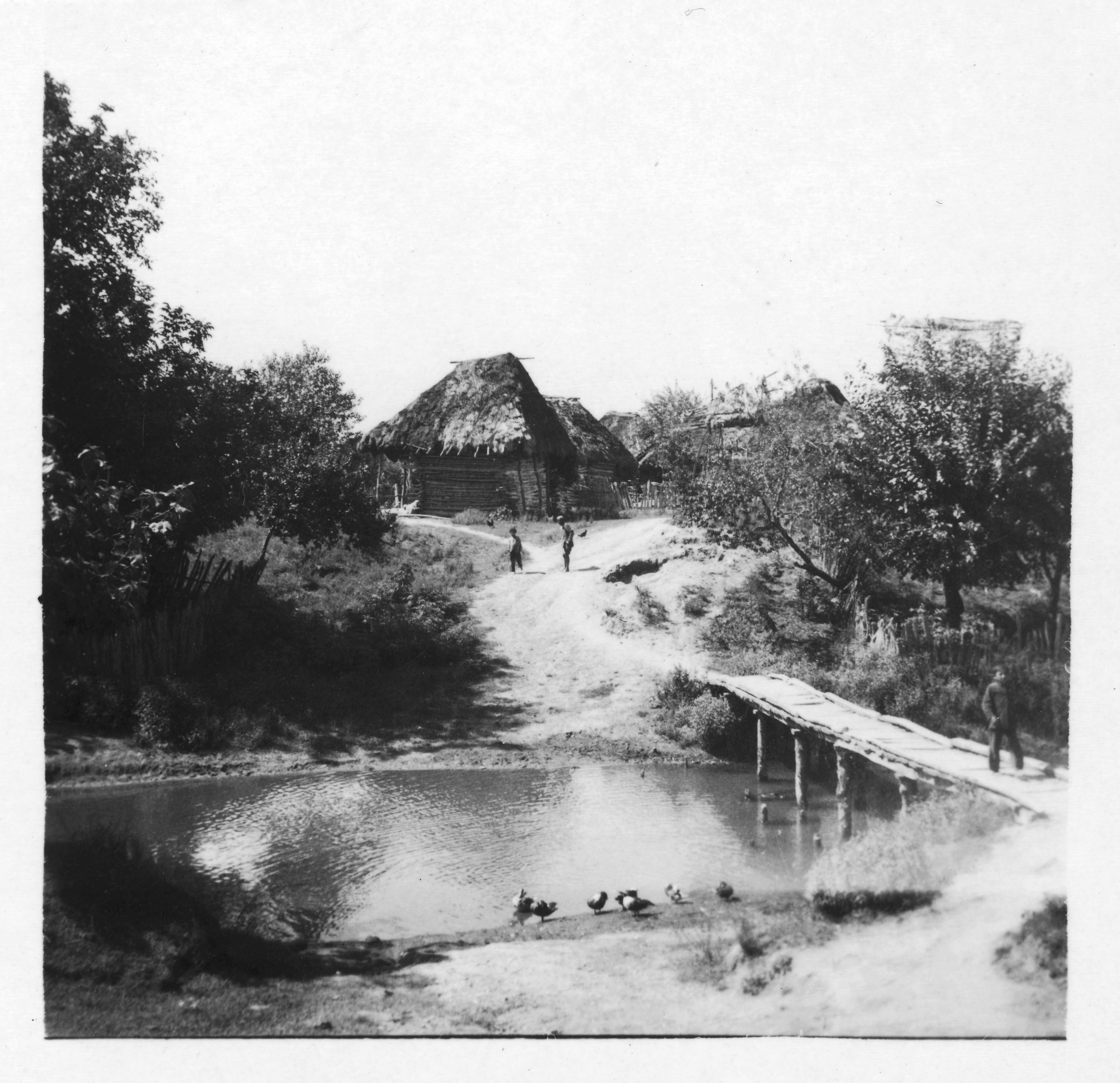
Village du Mazandéran, Perse, photo d'Annemarie Schwarzenbach, 1935.

En Iran, la seule région où l’on peut rentabiliser une exploitation forestière est sur les pentes nord de l’Elbourz avec leurs hêtraies-chêneraies. Elle ne peut en aucun cas approvisionner le pays et encore moins le Moyen-Orient. Le bois iranien est importé d’Europe, d’Amérique et des forêts tropicales d’Afrique, Malaisie et Inde. Le gouvernement iranien pratique depuis des années une politique de protection de ses forêts menacées. Il doit lutter contre la contrebande. En 2017, une saisie importante de deux tonnes de grumes d’aulnes abattus illégalement dans la province de Mazandéran dans le secteur d’Amol a été effectuée par les services d’ordre en collaboration avec l’office régional des eaux et forêts. Les aulnes, poussent également dans le Golestan et le Gilan et dans les villes de Taleqan, Lahijan, Astara et Talesh. Mais ils ne sont plus flottés.
En janvier 2017, le gouvernement iranien a décrété une interdiction totale d’exploitation des Forêts mixtes hyrcaniennes de la Caspienne pour dix ans. Aucune licence d’exploitation ne sera renouvelée. L’Iran importe ses bois de Russie et d’Ukraine.
Le souvenir du flottage remonte donc à des temps reculés.

#### En Irak
Il y a un siècle encore, des bûcherons de Bagdad montaient dans les montagnes de As-Sulaymaniya au Kurdistan irakien pour abattre des arbres. Ils descendaient les grumes par flottage sur les cours d’eau gonflées des eaux du printemps dans le bassin versant du Tigre avec des hommes postés tous les 1,6 km pour empêcher le vol. Ils sortaient les grumes ou bûches de l’eau à Bagdad. Aujourd’hui, il serait difficile de trouver un arbre de ce type dans tout le Sulaymaniya Liwa.

## Flottage en Asie du Sud-Est

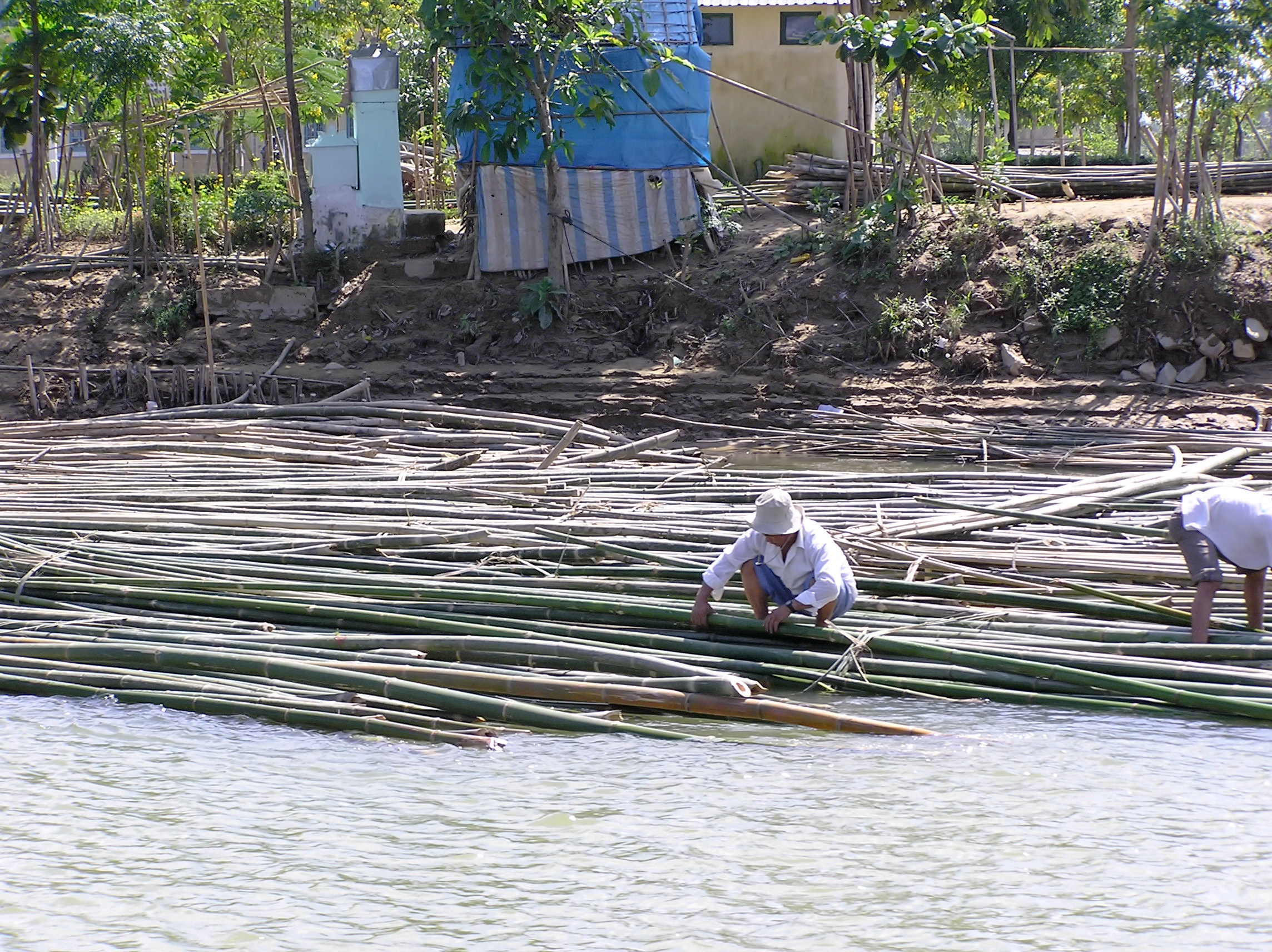
Flottage du bambou sur Rivière des Parfums, Hué, Viêt Nam,2005.

Avant la guerre du Viêt Nam, l'exploitation forestière était presque exclusivement aux mains des Chinois et des Malais. Au Cambodge, le transport du lieu de coupe jusqu'à la route ou à la rivière se faisait par chariots de bois traînés par des bœufs et parfois à l'aide de tracteurs on d'éléphants. Les grumes étaient alors transportées par camions, jetées à bûches perdues ou remorquées sur les rivières jusqu'aux scieries et aux parcs à bois. Le Mékong fut et reste la principale voie de flottage des grumes dans cette région du monde : il transporte un grand nombre de grumes de teck qui sont envoyées du Siam aux scieries de Saïgon où elles sont travaillées.

### Myanmar

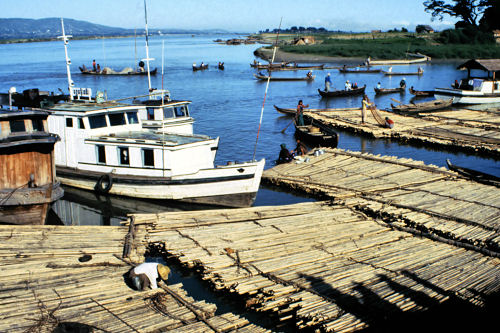
Teck flotté sur Irrawaddy.

La Birmanie est boisée à 58 %. Transport de moindre coût, le flottage est encore pratiqué sur l'Irrawaddy, le Salouen et leurs affluents. Le bois le plus flotté est le teck ; il est très demandé à l’échelle mondiale depuis les années 1930 car il est indiqué pour les ponts et les passerelles, les lambris et les garnitures, la construction navale, la construction de wagons et les traverses de chemin de fer, et enfin dans le bâtiment extérieur ou intérieur; tout descend vers Rangoon et Moulmein où se concentrent les centres de sciages et d'exportation. Comme le Service du bois d'œuvre du Service forestier national prend en charge l'extraction du teck, les grumes de teck en cours de flottage sont contrôlées à des points précis pour vérifier la présence du cachet qui atteste que la redevance gouvernementale a été acquittée. Les ventes aux enchères ont généralement lieu en aval à Rangoun et à Moulmein. Avant la guerre, la Birmanie produisait environ 710 000 m3 de teck annuellement.
Le rapport dans la revue Unasylva de la FAO présente les types forestiers de la Birmanie ainsi :
- dans les forêts envahies par la marée, de nombreuses variétés de palétuviers (bois de combustion et de tanin) ;
- sur les lais étroits, non submergés à marée haute, forêts de dunes et forêts côtières de Casuarina, d'Hibiscus et de Pongamia, dont on tire du bois de combustion, des fibres pour cordage et des produits de tournerie ;
- sur les sites ombragés, les essences tropicales à feuilles persistantes (Dendrocalamus et bambous pour la construction de huttes et la vannerie), les diptérocarpes (Hopea, Parashorea et Lagerstroemia) comme bois de construction;
- en forêts mixtes peu arrosées, le peuplement le plus dominant en Birmanie, les essences qui dominent sont de nombreuses variétés de bambous, de teck tectona grandis, et le pyinkado (XyIia xylocarpa), le Terminalia, le padauk (Pterocarpus) et le Shorea.

L’exploitation forestière birmane inspirée du schéma indien, y compris le flottage, était indissociable de l'éléphant. On le retrouvait partout : en pleine forêt, dans les scieries et les ports à bois. Il tractait et déplaçait ce qu’on lui demande.
Même si d'importants travaux de construction de routes ou pistes forestières ont introduit le transport motorisé en lieu et place des éléphants, le flottage est maintenu en Birmanie et bénéficie également d’aménagements importants des cours d’eau pour réduire au maximum les dépôts de vase qui encombrent les principales voies de flottage des grumes. Des chenaux de flottage ont été construits depuis l’époque coloniale britannique.
La production de teck est aujourd'hui inférieure à celle du début du XXe siècle. La guerre a désorganisé le pays et le programme de nationalisation de la plupart des secteurs économiques fait naître de grosses incertitudes. La Birmanie exporte surtout des plots, des carrelets et des sciages non débités à 75 % vers l’Inde à l'Inde (75 pour cent), 20 % vers l'Europe et 5 % vers les autres pays.
Le débardage et le transport est mixte : flottage à bûches perdues, grumiers et bateaux. Peut-être trouve-t-on encore çà et là un éléphant.

### Indonésie, Malaisie

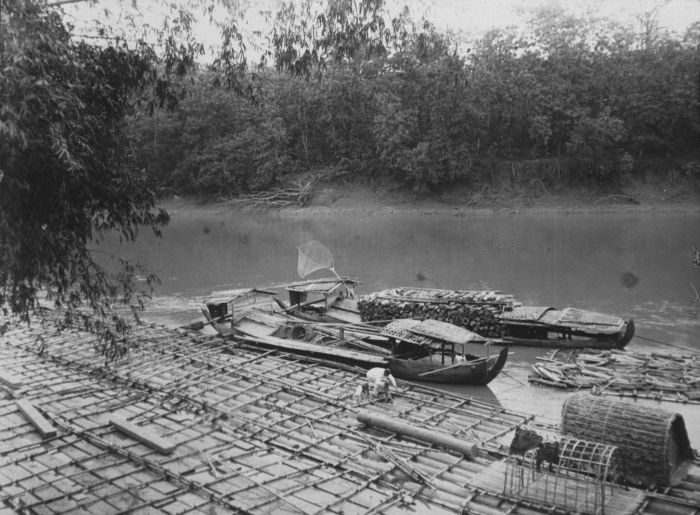
Train de bois sur la rivière Bengawan à Ngandong, Indes orientales néerlandaises.

Pour cette région du monde, il est question des forêts décidues humides tropicales et subtropicales avec leurs essences endémiques et sauvages mélangées les unes aux autres. De plus, l’accès à la forêt pluviale est particulièrement ardu, voire dangereux. Avant la Seconde Guerre mondiale, deux méthodes traditionnelles étaient employées en Malaisie pour débarder et transporter les bois à l’instar des Vosgiens avec le schlittage et le flottage :
- le mengasang est le flottage à bûches perdues des arbres abattus en bordure de rives. Ils sont poussés dans l’eau de la rivière qui subit les effets de la marée. Les arbres étaient entraînés par la marée jusqu’à l’embouchure du cours d’eau. L’assemblage en radeau se fait donc sur la côte et le flottage devient marin côtier[166]. Les billes sont ensuite exportées dans le monde entier soit entières soit débitées, avec une préférence pour la seconde méthode d’année en année[167]. Le marché intérieur européen est un des premiers clients de la Malaisie : dans les années 1970, la France importe environ 100 000 m3 de bois de ce pays et elle réexpédie contre 50 000 m3 pour l’Allemagne et la Belgique respectivement. Le deuxième fournisseur en bois exotiques est la Côte d'Ivoire avec 50 000 m3 par an[167].
- le kuda-kuda est le débardage par une technique de traîne qui rappelle le chemin de raftons des schlitteurs vosgiens même si un aspect les oppose totalement : la pente. En effet, on utilise le kuda-kuda que sur terrain plat ou légèrement ondulés. Les grumes étaient réalisées sur place après l’abattage et placées de suite sur un traîneau sommaire qui est halé à force d’homme sur un chemin composé de rails et traverses en bois de brousse graissées[166]. Cette technique fut appliquée jusque dans les années 1950. Au bout de la piste de kuda-kuda, des voies ferrées permettaient de transporter les grumes vers la rivière flottable la plus proche. En conséquence, les parcelles de forêts sur terrains pentus ou trop éloignés des rives restèrent intactes jusqu’à la seconde moitié du XXe siècle. La distance de débardage ne dépassait pas les 800 m avant 1945. Elle s’est même réduite après la guerre[166].

Le radeau peut être confectionné avec toutes les grumes et billes qui arrivent des forêts par kuda-kuda. D’abord, les ouvriers assemblaient 4 à 5 grumes reliées par des harts en rotin pour faire une rame. Les rames étaient ensuite reliées entre elles pour former un radeau de 20 à 60 rames, soit 100 à 600 pièces. Le radeau est remorqué par un bateau sur une distance de 80  à   160 km. Les essences d’arbres qui flottent très bien compensent celles dont le degré de flottabilité est médiocre.
Pour les régions marécageuses et humides, il fallait utiliser les buffles pour sortir les pièces de bois pré-sciées sur place. Cela concernait surtout les essences Ramin et Jongkong. Des tentatives de câbles aériens type « highlead » ont été faites par les Britanniques pour extraire davantage de bois des forêts marécageuses, mais elles n’ont pas été concluantes.
Après la forte mécanisation (débardeurs-chargeurs, grumiers, etc.) le flottage du bois par radeau ne fut pas abandonné pour autant : 90 % du bois abattu sont acheminés par grumiers vers les ports aux bois en bordure de rivières. Les bois sont ensuite flottés jusqu’aux 16 parcs centraux d’exportation de grumes disséminés sur la côte de Sabah. Là, ils sont chargés sur les navires. Aux ports aux bois, les grumes sont triées selon le degré de flottabilité : celles qui flottent bien continuent sur l’eau, les autres sont chargées sur des barges.
Deux flottes sont possibles en Malaisie au XXe siècle :
- la plus appréciée est le radeau en « arête de poisson » ; les billes de bois ne sont attachées qu’à une extrémité à un énorme câble qui serait la grande arête centrale. Ainsi, un seul bateau suffit pour tirer ce radeau dont la forme provoquée par le déplacement rappelle clairement les arêtes de poisson.
- l’autre méthode est celle qu’on connaît en Russie par exemple. Des éléments rectangulaires de 10 à 15 m de large et de 120 à 150 m de long sont reliés entre eux, mais avec les billes placées perpendiculairement au sens du courant. Les billes sont attachées à chaque extrémité par un filin soit dans un trou soit par un anneau enfoncé dans l’arbre. Pour ce type de radeau, il faut un bateau remorqueur avant et un autre arrière[166].

### Flottage, sylviculture et combat contre la déforestation au Sarawak

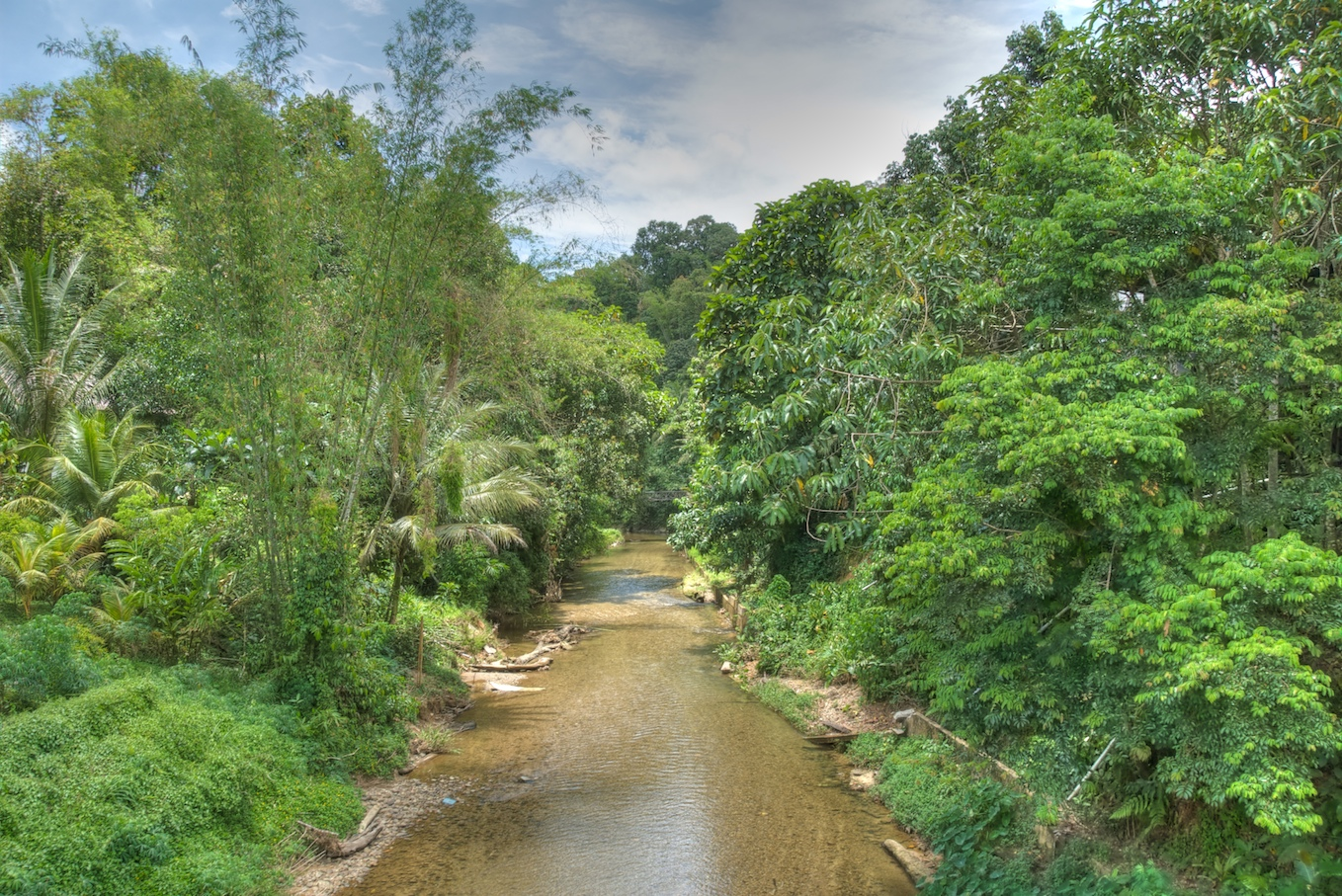
Ana Rais, Sarawak, Malaisie.

En Malaisie, le territoire du Sarawak sur l'île de Bornéo, ancienne colonie anglaise, est recouvert de forêts à 89 %. On y trouve une part importante de diptérocarpes et, en moindre quantité, des forêts de palétuviers de grande valeur.
La sylviculture de cette région a pour objets principaux la production du jelutong pour la fabrication de la gomme à mâcher, et la plantation de Shorea et de Casuarina. Au milieu du XXe siècle, la production atteignait 14 millionsm ·3 de grumes de sciage, en plus du bois de combustion et du charbon de bois. La forêt du Sarawak présente les mêmes difficultés de pénétration que les autres forêts humides tropicales. Aussi le flottage des grumes a longtemps été le seul moyen de transport des grandes billes de bois exotiques. À partir de la fin du XXe siècle, la mécanisation et l’intervention des engins débardeurs-chargeurs ont commencé à dévaster la forêt sans prévoir de renouvellement puisqu’à la place de la forêt tropicale, les autorités ont encouragé les plantations de palmiers à huile beaucoup plus rentables à l’exportation.
Le Sarawak a également fait la chronique sur le plan international à cause des scandales liés à l’industrie forestière dans les forêts pluviales où vivent des tribus autochtones condamnées à abandonner leur mode de vie ancestrale par la destruction de leur habitat naturel sans concertation avec leurs représentants. Le militant écologiste suisse Bruno Manser a servi de porte-parole en occident au Punan pour défendre ces écosystèmes fragiles et les cultures locales. Son compagnon malaisien est parti en exil au Canada et Manser est porté disparu.

## Flottage en Océanie

### Flottage en Australie: le timber floating

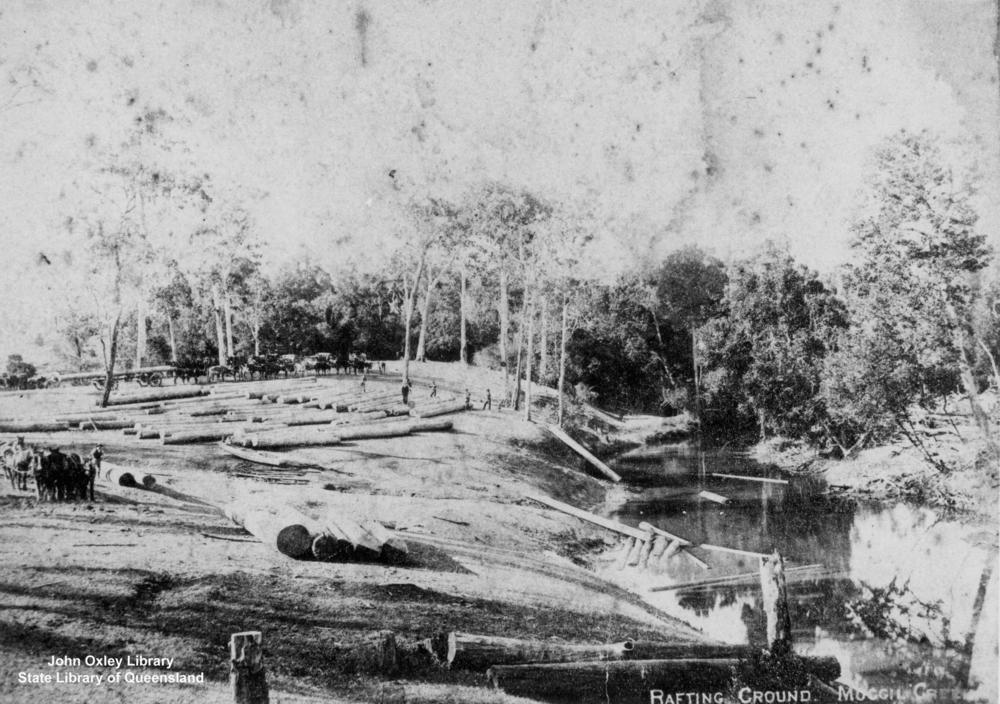
Des bûcherons préparent les billes pour le flottage en trains, Moggill Creek, Brisbane

La pratique du flottage est attestée en Australie sur la Clarence River. Elle est associée au colon allemand, Wilhelm Kirchner originaire de Francfort-sur-le-Main, qui émigra en Australie en 1832. Il fut d’abord commerçant à Sydney, puis il décida de créer à Grafton une manufacture de savon et de bougies qui nécessita la construction d’une scierie attenante (Factory sawmill). Cette scierie transforma les bois flottés sur la Clarence non seulement pour la manufacture, mais aussi pour construire les nouvelles maisons des nouveaux arrivants et les édifices publics de Grafton. Le bois provient des forêts de feuillus de Clarenza, pour l’essentiel il s’agit d’eucalyptus moucheté. Il était transporté jusqu’à un quai et ensuite flotté grâce à des tonneaux pour traverser la rivière jusqu’à la scierie. Le cèdre arrivait par radeaux qui descendaient la rivière en profitant des marées; les flotteurs avaient une tente sur le radeau. Le bois de cèdre était ensuite chargé sur des bateaux à voile depuis l’usine. Kirchner devint un agent recruteur pour l’immigration allemande en partance du port de Hambourg. C’est notamment grâce à son partenariat avec Johann Caesar Godeffroy, un armateur hambourgeois, qu’il peut faire venir des milliers de colons allemands. Les premières vagues d’émigration touchèrent surtout les régions du sud-ouest de l’Allemagne, donc des terres essentiellement agricoles, forestières et montagneuses.
Kirchner est arrivé en Australie avec quelques-uns de ses compatriotes et leurs familles. Mais les années suivantes, les migrants allemands continuent d’arriver : le navire Caesar Godeffroy, parti de Hambourg, est arrivé dans le Queensland en mars 1855 avec 182 immigrants allemands Kirchner a embauché de nombreux Allemands dans la scierie et la manufacture de savon. La plupart des colons venaient des villes allemandes et étaient employés dans l’artisanat. Une fois le service dû à Kirchner terminé, ils se sont mis à leur compte. Mais il y avait aussi des fermiers-forestiers qui ont également défriché les campagnes aux alentours et ont introduit les vignes et la culture du vin dans cette région australienne. Bien qu’ils se soient approprié l’anglais, ces colons ont continué à parler allemand entre eux et ont introduit des pratiques culturelles et culinaires allemandes dans le district de Grafton. Le flottage du bois en fait partie.

## Flottage en Amérique

### Canada
Dans l'Outaouais (Québec), première moitié du XIXe siècle, le bois équarri représente la plus grande partie des exportations vers la Grande-Bretagne. L'équarri prend le nom de plançon, il est flotté sur les cours d'eau, assemblé par trois en « brelle », puis en « cage », d'où le métier de cageur. Les cages sont assemblées en trains de bois.

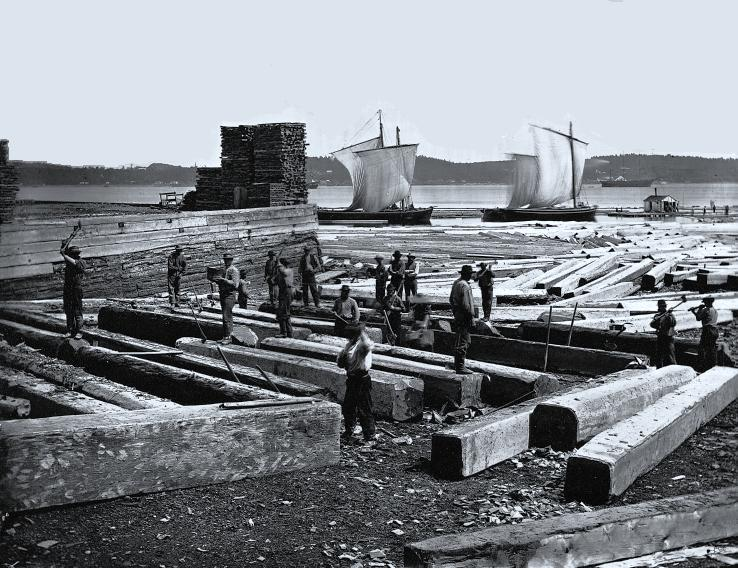
Photographie, Butting square timber, les extrémités des plançons sont taillées en pointe, ce qui les protège des rochers pendant le flottage. Québec, QC, 1872, William Notman (1826-1891), Plaque de verre au collodion humide, 20 x 25 cm
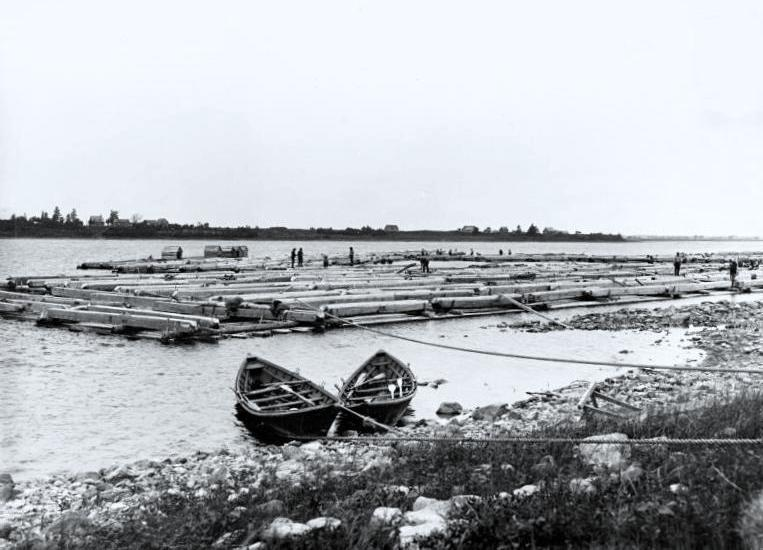
Train de bois, rivière des Outaouais, Ont.-QC, vers 1890, Wm. Notman & Son, Plaque sèche à la gélatine, 20 x 25 cm
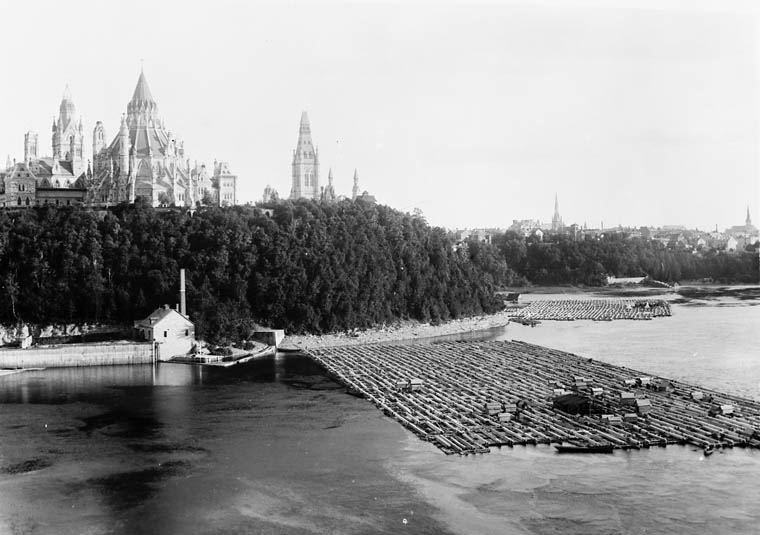
William James Topley. Train de bois photographié près de la colline du Parlement à Ottawa vers 1882.
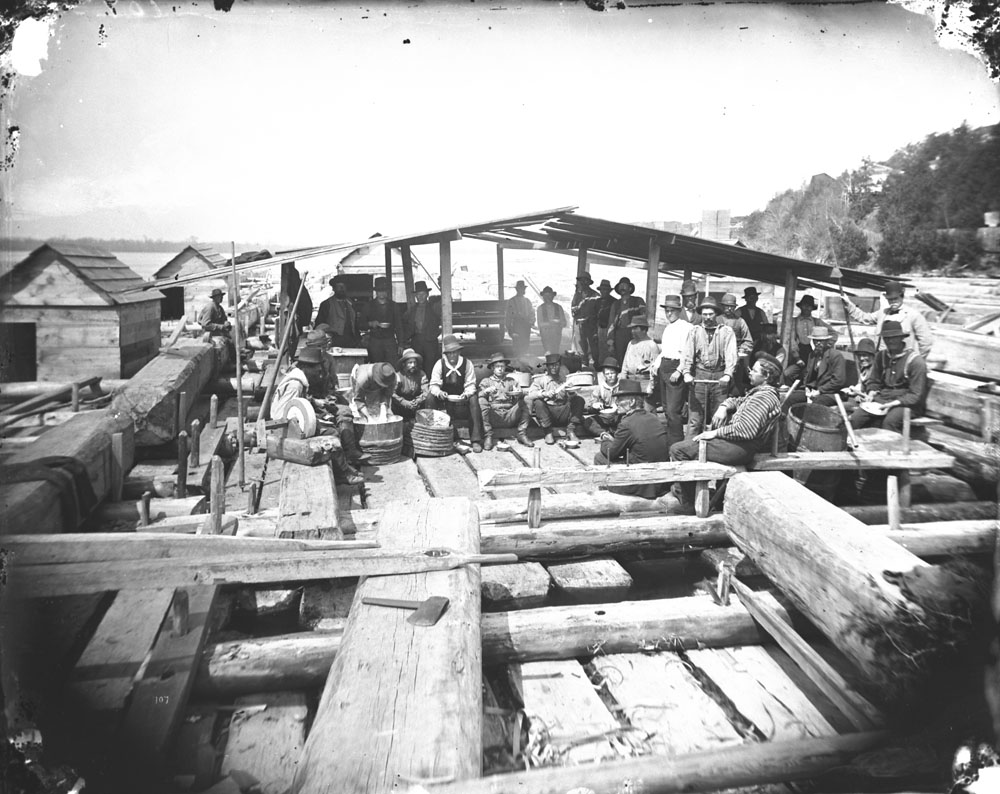
William James Topley. Repas et cuisine du train de bois du flotteur J.R. Booth sur la Rivière des Outaouais vers 1880.

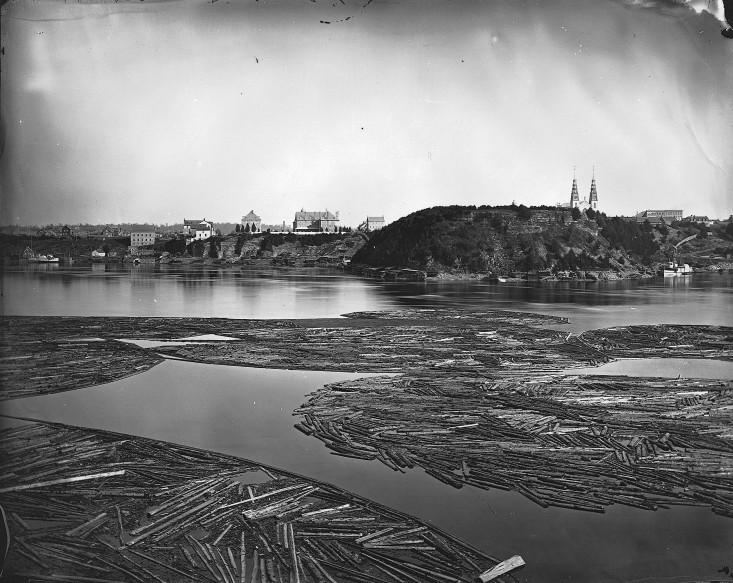
Grumes sur la Rivière des Outaouais.
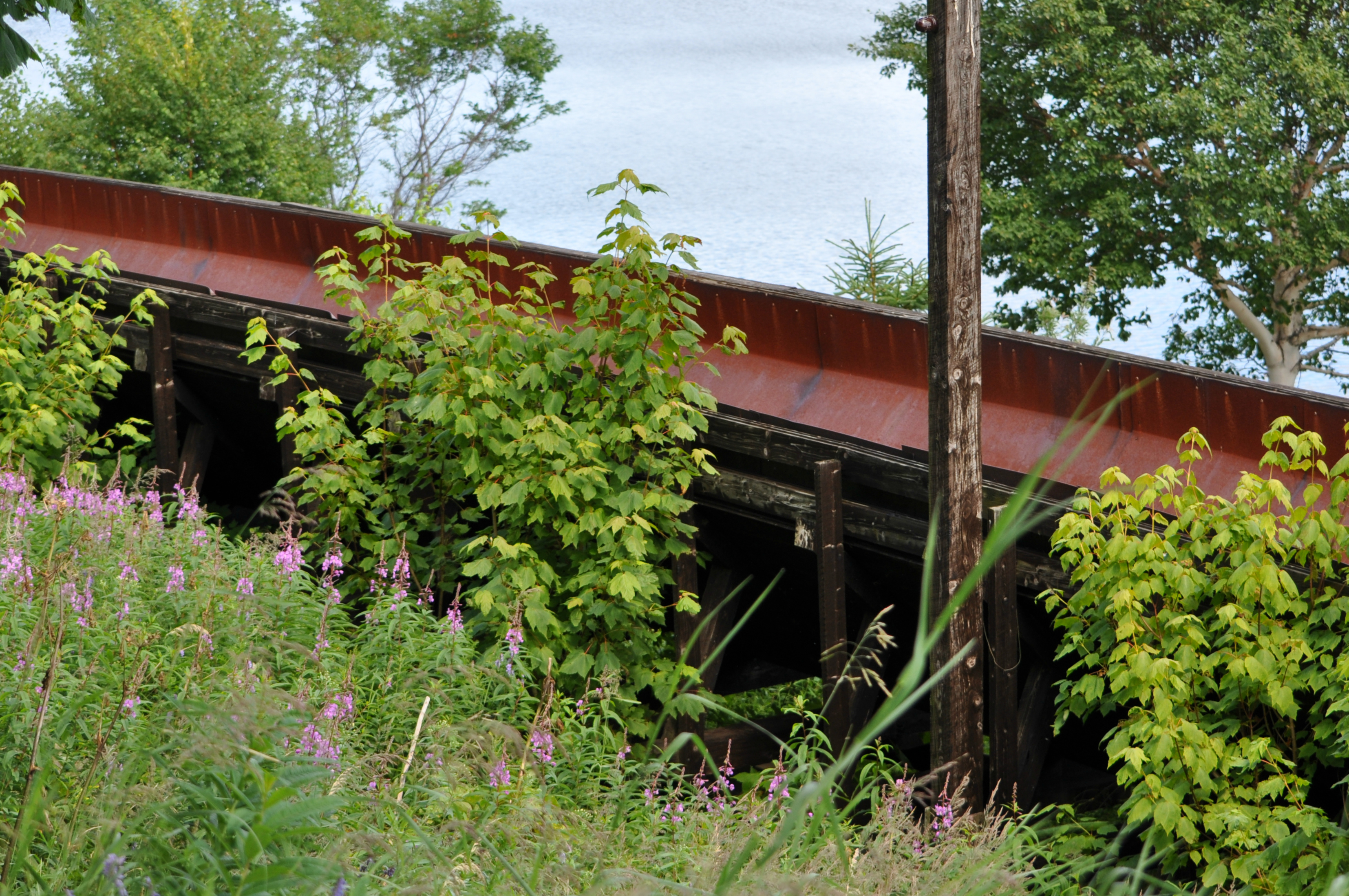
Intérieur de l'arboriduc de Forestville.

### États-Unis

Rupture de charge au port d’Everett, chargement du bois flotté sur navires.
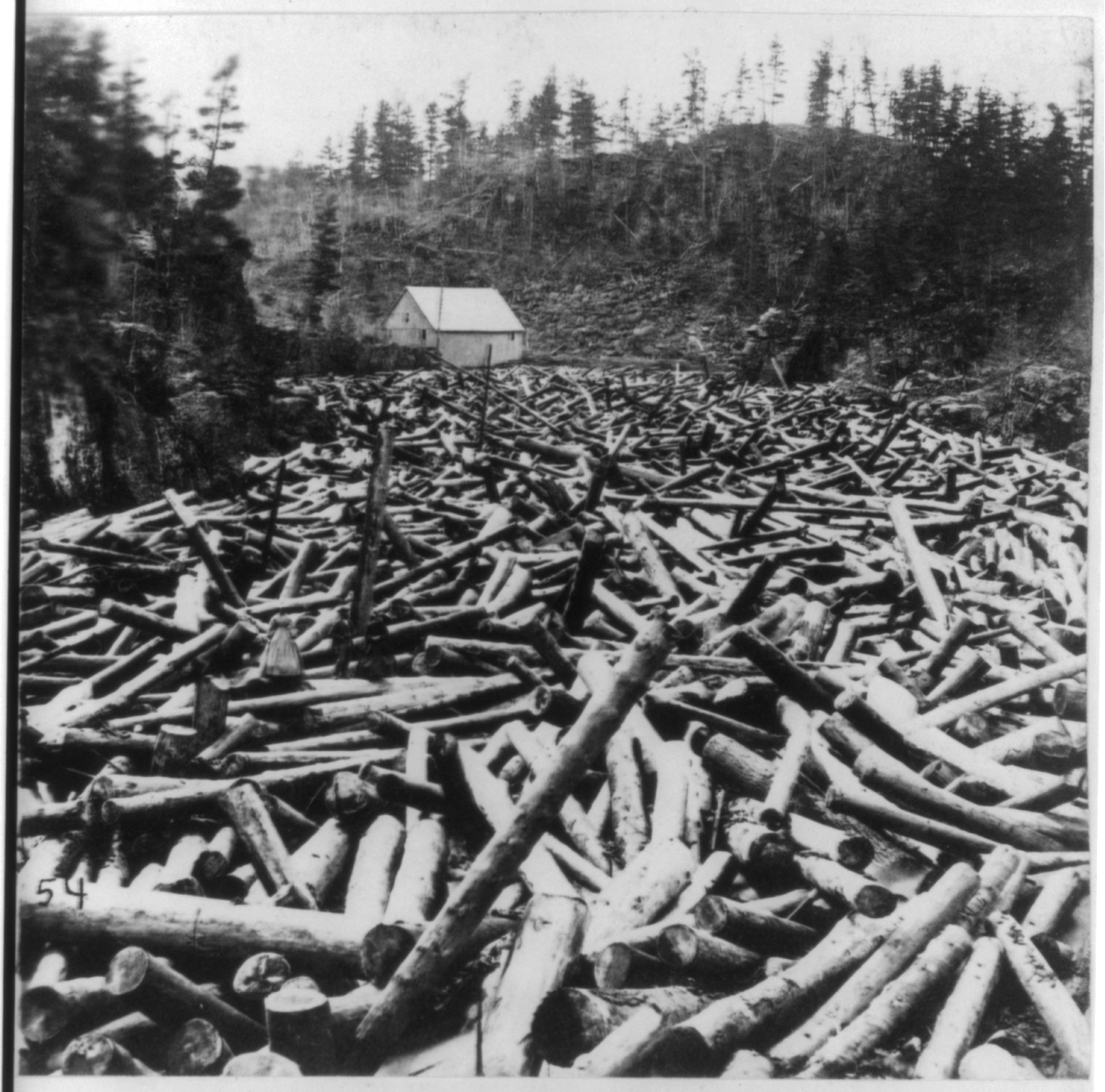
Bûches perdues enchevêtrées, Minnesota, années 1800.
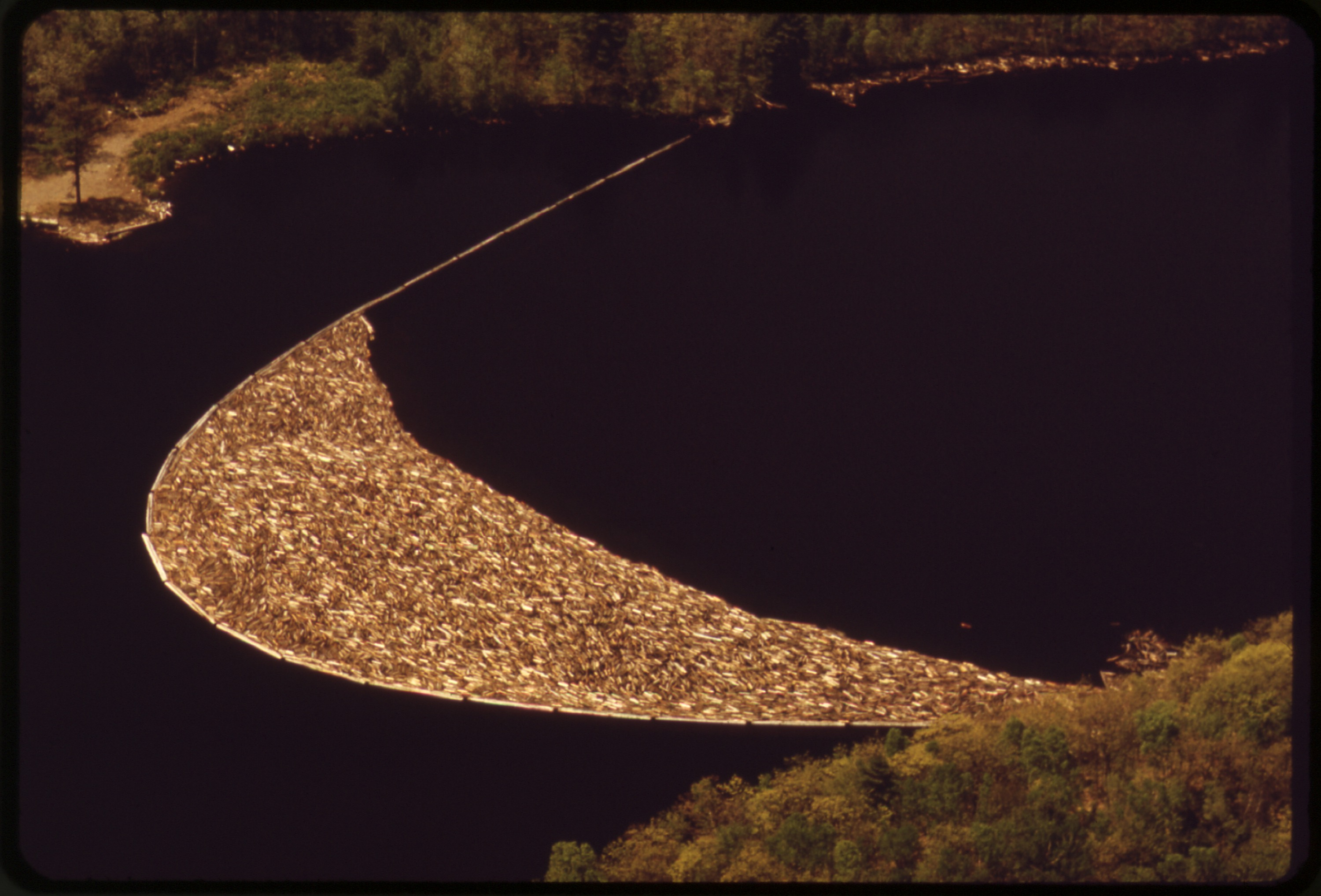
Vue aérienne d’une flotte avec estacade flottante sur le fleuve Sainte-Croix.
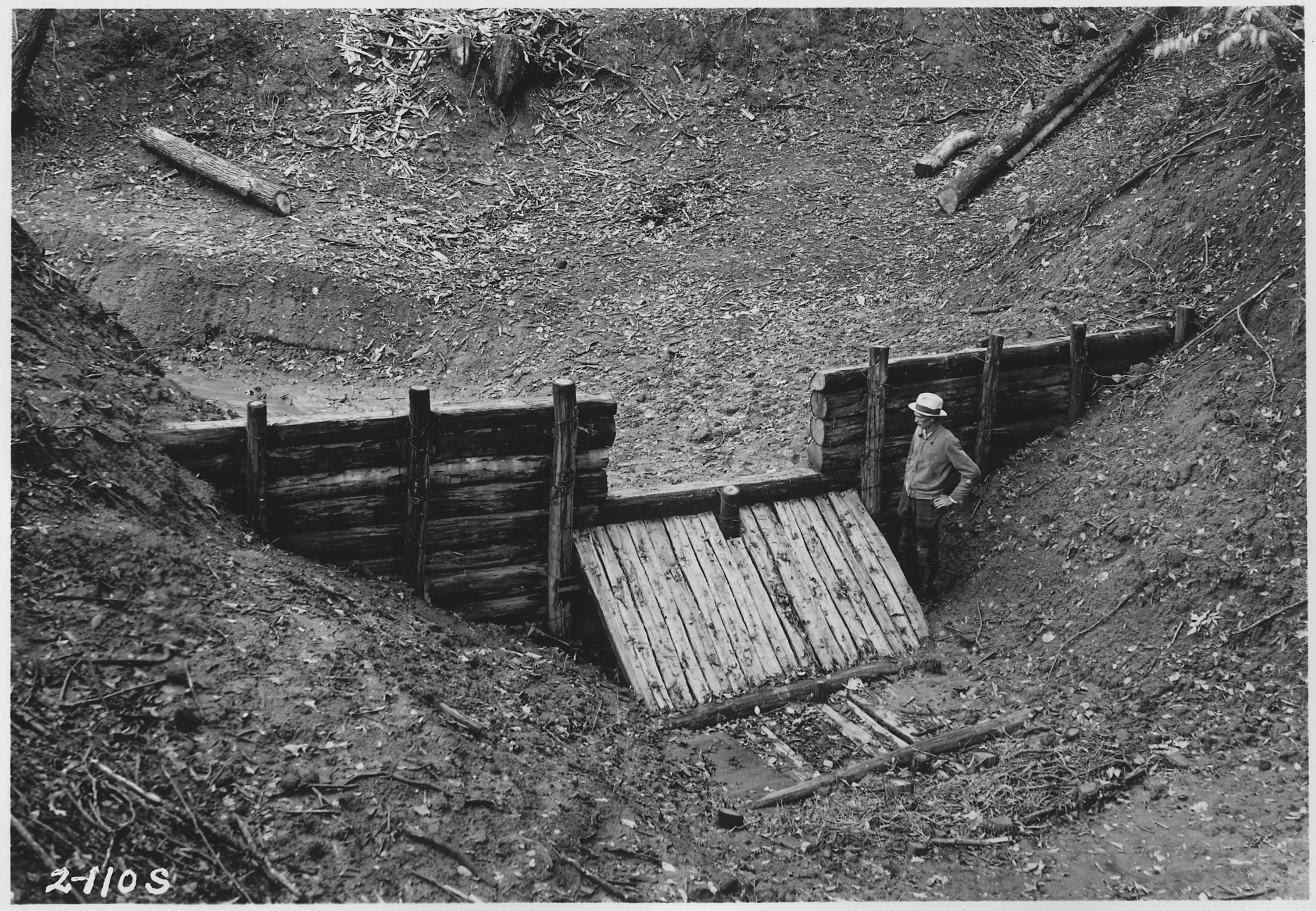
Log dam in a gully.

### Guyane
Bien que la Guyane soit très riche en ressources forestières, leur exploitation s’avère très compliquée et peu rentable comme dans la plupart des pays tropicaux de l’Amérique latine. Il faut penser par exemple aux conditions sanitaires au fond des forêts tropicales où les épidémies sont dévastatrices. Un autre aspect typique de la Guyane est la dispersion des essences sur un vaste territoire avec le défaut supplémentaire des multiples rivières jalonnées de rapides peu franchissables pour les trains de bois. Les spécialistes considèrent de plus que les essences locales sont trop denses pour un flottage adapté. Avant même de parler de flottage, c’est en fait l’exploitation forestière dans son ensemble qui reste très limitée en Guyane.

### Flottage à bûches perdues au Pérou

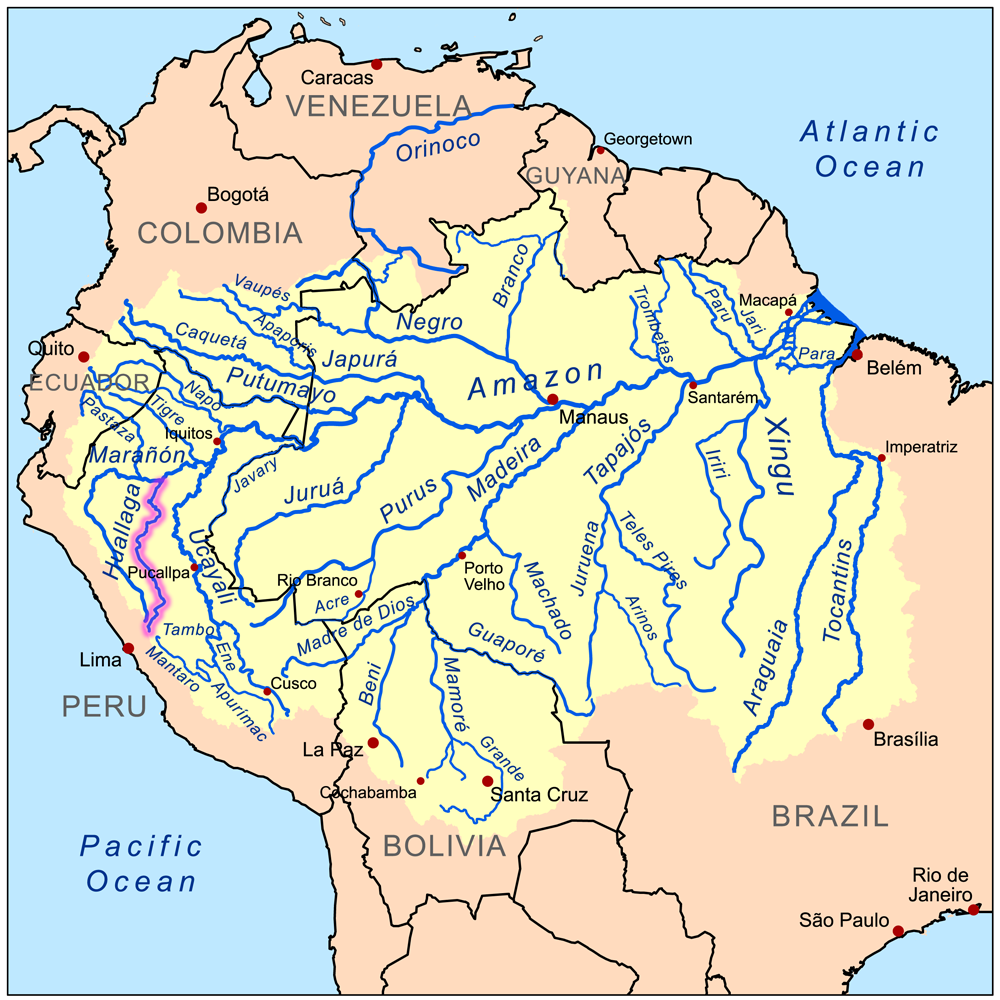
Bassin versant de l’Amazone, rivière de flottage Huallaga au Pérou.

Peu d’activités de flottage du bois sont attestées au Pérou et en général en Amérique latine, ce qui ne prouve en rien que le flottage à bûches perdues n’y ait pas eu lieu de manière spontanée.
Les carnets de voyages par W. Smyth et F. Lowe apportent un témoignage intéressant pour la rivière Río Huallaga dont ils disent qu’elle est dangereuse par son débits, ses rapides, ses berges instables et parce qu’elle est recouverte de bois flottant à bûches perdues (« drift timber floating »). Le bois arrive au port de « Mayro » dans la province de Pachitea. Le Huallaga est un affluent droit du Marañón, branche mère de l’Amazone. Donc si commerce par flottage il y a, il est orienté vers le Brésil.

## Flottage en Afrique

### Flottage transrégional sur le Congo

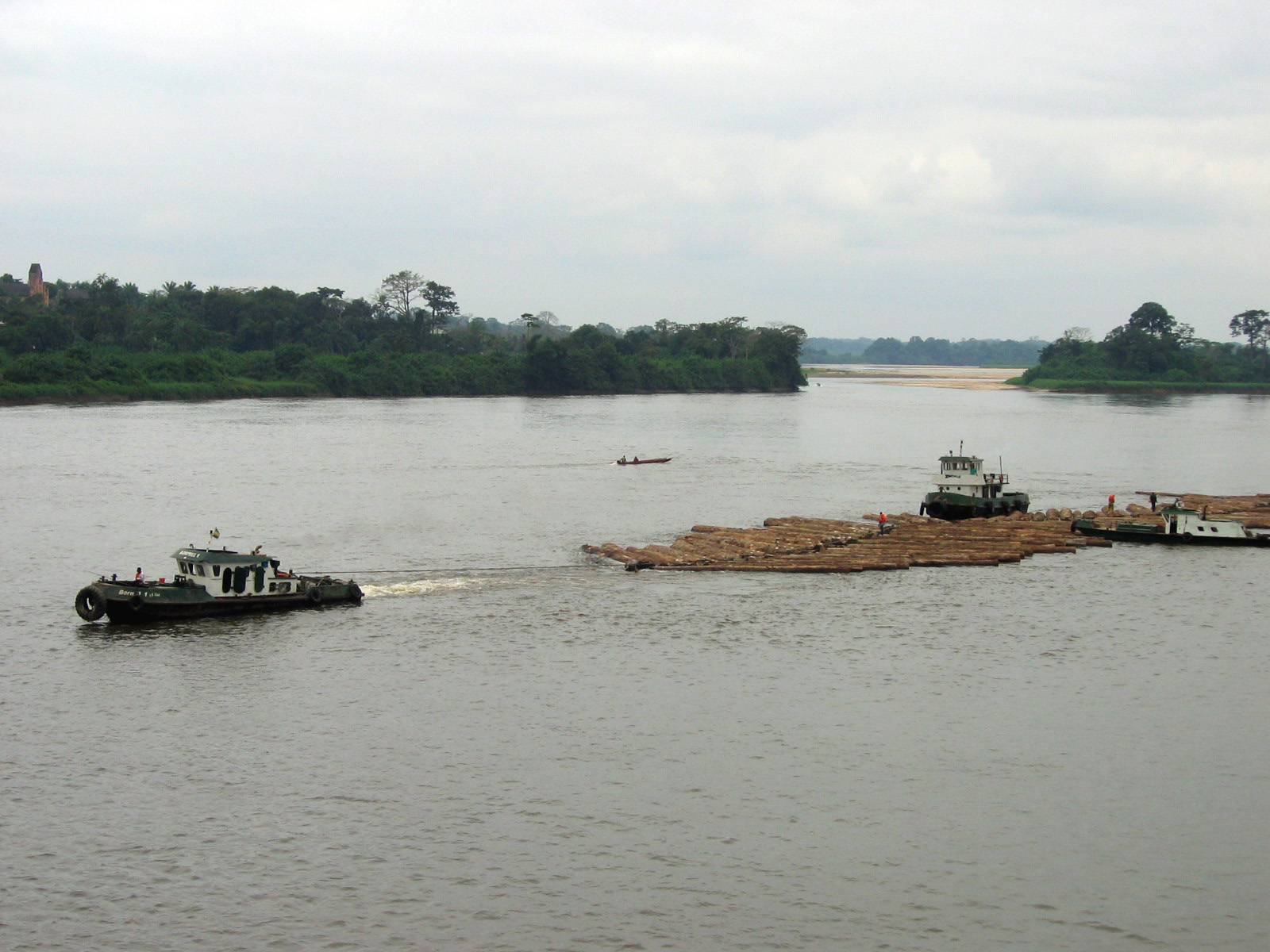
Lambaréné, flotte tractée, Gabon, 2006.

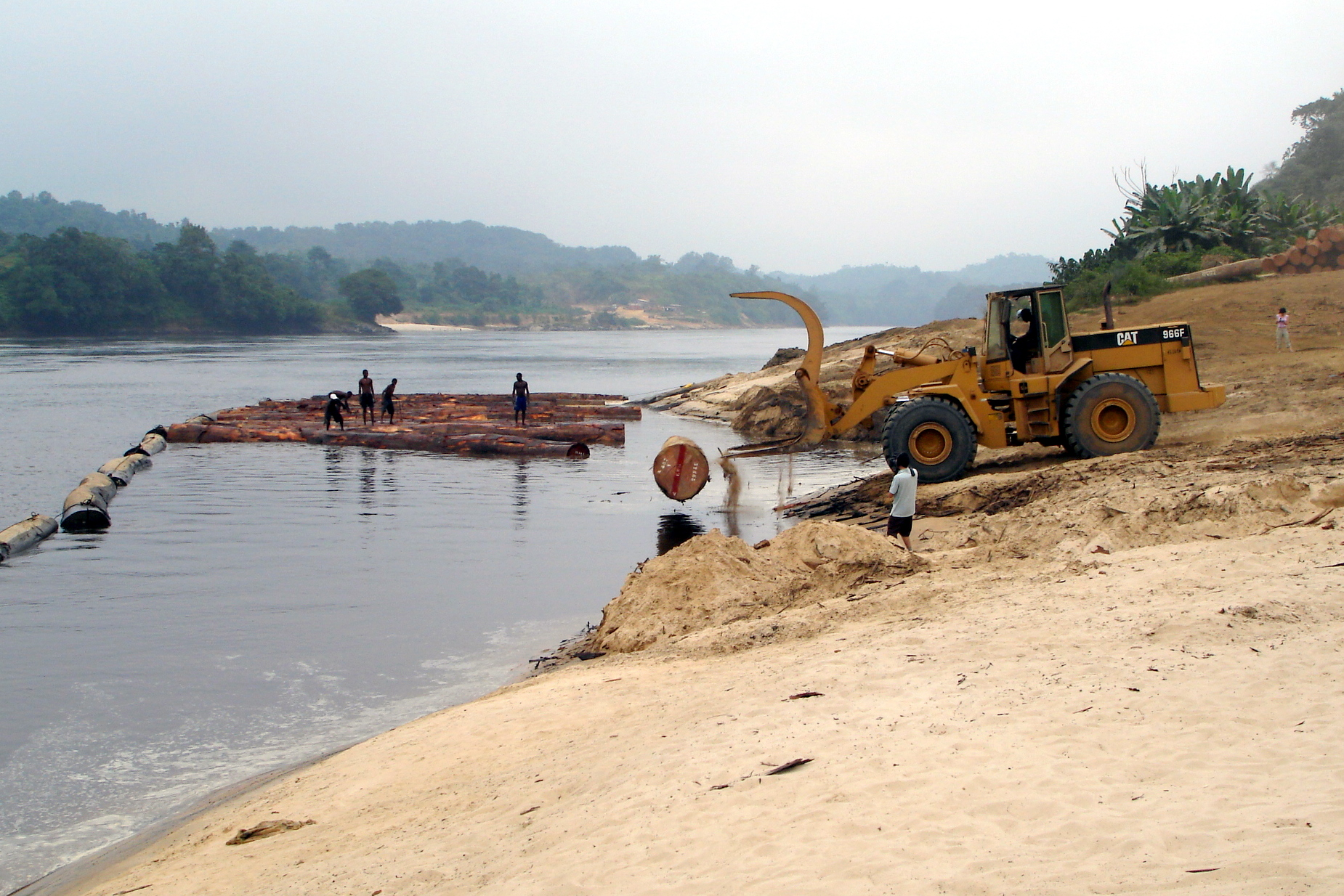
Constitution d'une rame de grumes.

L’évacuation du bois se faisait auparavant par flottage jusqu’à Brazzaville. La voie ferrée jusqu’au port de Pointe-Noire a pris le relais. Une jonction avec le réseau routier et le chemin de fer du Cameroun permet d’acheminer les produits jusqu’au port de Douala.
L’encombrement des parcs à bois avant l’exportation des grumes et billons de bois exotique pousse les chercheurs à expérimenter différentes techniques de stockage. Par exemple, une équipe a fait flotter pendant deux mois deux billes de limba Terminalia superba en eau de mer pour vérifier si cela altérait la qualité du bois. La conclusion est qu’une différence n’a pas être constaté. En conséquence, le flottage plus long du limba au port pourrait diminuerl’encombrement des quais à l’exportation. L’okoumé supporte également cette méthode de stockage par flottage prolongé. Ce serait clairement une alternative au tout routier ou au tout rail en revenant à la pratique du flottage, mais cette fois à des fins de conservation et de dépôt.
Les autorités compétences dans la gestion du commerce de bois sont en même temps confrontées aux problèmes des maladies qui se développent sur les billes et diminuent la qualité du produit et finalement son prix de vente. Il s’agit de lutter contre les piqûres d’insectes et les échauffures de champignons. L’écorce protège naturellement nuisances. Mais, au moment du débardage, l’écorce des billes est maltraitée et endommagée. Les insectes profitent des fentes qui se sont formées et les champignons attaquent les parties du tronc où l’écorce a été arrachée. Le problème s’aggrave logiquement quand les billes ont été écorcées. C’est pourquoi les programmes d’exploitation des forêts tropicales à l’échelle internationale recommandent de procéder à un traitement de surface des billes par temps sec, dès le tronçonnage, avec un pulvérisateur en fonction des essences été des saisons. Pour les espèces d’arbres très sensibles qu’on écorce rapidement pour être rapidement jetées à l’eau pour un tranpsort par flottage, les exploitants utilisent des traitements avant la mise à l’eau qui ne se délavent pas au contact de l’eau et donc amoindrissent la valeur marchande du bois. La FAO demande que ces traitements soient également écoresponsables. Ces traitements chimiques montrent que le stockage sur parc portuaire ou d’usine est probablement trop long.
Le transport par voie d'eau demeure le moins onéreux au Gabon et en Afrique centrale, mais comme il n’est plus pratiqué seul, mais cohabite avec le rail et le réseau routier car on ne peut utiliser certains cours en étiage ; ce sont les ruptures de charge qui coûtent cher aux exploitants : d’abord cela prend du temps, puis les délais d’acheminement sont rallongés. En réalité, le schéma est inversé par rapport aux traditions européennes il y a deux siècles ou plus : le flottage par radeaux ou à bûches perdues ne se fait pas en amont sur le lieu d’abattage. D’abord les billes sont transportées par la route sur des gros grumiers. La destination des grumiers est le débarcadère le plus proche qui permet de mettre les billes à l’eau grâce à une rampe sur rive (Rondins perpendiculaires à la rive recouverts de planches) ou de monter les bois sur des barges, notamment pour les essences qui flottent pas ou peu. Certaines essences d'arbre africaines tropicales peuvent, en effet, flotter juste après l’abattage, d’autres doivent être sorties de la forêt et traitées avant d’être flottées. Pour ne donner qu’un seul exemple, le Entandrophragma utile est flottable dès la coupe, donc encore frais tandis que l’Abachi (Triplochiton scleroxylon) doit être rapidement sorti de la forêt et traité avant le flottage.
Le lieu du débarcadère est choisi en aval à l’endroit où le tirant d’eau est satisfaisant toute l’année. Le débarcadère constitue le point de rupture entre transport routier et transport par voie d’eau. C’est le diamètre des plus grosses billes et le tirant d’eau des remorqueurs qui sont déterminants (Diamètre autour de 1,8 m et −0,8  à   1,5 m). Une fois mises à l’eau, les billes qui s’accumulent sont arrêtées par une estacade composée de grumes reliées par un câble. C’est à cet endroit que les radeaux sont constitués de manières différentes en fonction des besoins et des régions :
- Le premier type de radeau en usage au Congo ressemble à ceux d’Europe par le fait qu’il est constitué par des billes alignées parallèlement au sens du courant et reliées par des traverses de 15  à   20 cm de diamètre. Ce ne sont plus des joncs ou du rotin, mais des câbles et des crampons qui fixent les traverses grâce à des anneaux enfoncées dans les billes. À chaque extrémité du radeau, on fixe une bille transversale de sorte que la rame de billes est entourée par un cadre rectangulaire, à la manière des « sapins de garde » dans les Vosges. Les rames sont assemblées les unes aux autres pour former un train de bois plutôt long et robuste qui sera poussé par un tracteur arrière[177].
- Le second type de radeau plutôt répandu au Gabon consiste à placer les billes perpendiculairement à la direction du courant. Elles sont fixées entre elles par un filin qui passe à travers des crampons enfoncés dans les billes. Il faut intercaler les bois légers et les bois lourds voire fondriers afin de transporter par flottage toutes les essences d’arbres indépendamment de leur degré de flottabilité. Le radeau est élaboré avec des rames ou sections de 60 à 80 billes et il est tracté par un remorqueur avant. Les bois de densité voisine de 1, ne flottant pas, peuvent cependant être transportés par flottage, à condition de les intercaler avec des bois flottants, plus légers[177].

Quand les bois ne sont pas flottés, ils sont chargés sur des barges ou chalands au moyen d'un engin de levage.
Ce type de flottage exige le respect de quelques règles réglementaires :
- Il faut nettoyer le débarcadère et enlever les morceaux d’écorce, les anneaux, les crampons, les morceaux de câble et tout ce qui peut traîner par-terre.
- Les mangroves ne doivent pas être utilisées pour le stockage du bois.
- Comme le remorquage ne se fait jamais à contre-courant, les radeaux ne remontent jamais les rivières. On attend la marée favorable quand il y en a ou sinon c’est le courant de la rivière qui met le radeau en mouvement. Le câble du remorqueur est long, il doit rester dans l’eau et ne pas se tendre brusquement. En réalité le remorqueur ou le pousseur contrôlent la vitesse et la direction du train de bois[177].

## Rencontres internationales des flotteurs
Le International Timber Raftsmen Meeting, fondée à l'initiative des associations espagnoles en 1989, a d'abord eu lieu tous les ans jusqu'en 1998 à Embrun dans les Hautes-Alpes. Il fonctionne dorénavant en biennale depuis 2000. Il ne faut pas le confondre avec la réunion annuelle de l'association internationale des flotteurs qui, comme n'importe quelle association à but non lucratif, fait le bilan annuel des comptes et des actions menées, débat sur les activités à mettre en place, éventuellement sur l'adhésion de nouveaux membres. Aujourd'hui l'association internationale compte 53 associations de flotteurs.
Les rencontres tous les deux ans ont lieu dans des sites où une association de flotteurs se montre particulièrement active et engagée, met en valeur le patrimoine locale et présente aux visiteurs des autres pays leur pratique du flottage. Ceci permet à chaque pays membre de se rendre compte des points communs et des divergences entre le métier de flotteur dans un pays méditerranéen et dans un pays nordique. Un flotteur français n'associe pas forcément la Finlande ou la Lettonie au flottage du bois. L'intérêt de ces rencontres consiste également à briser les idées préconçues et à découvrir d'autres cultures et milieux naturels.

## Saints patrons des flotteurs en Europe

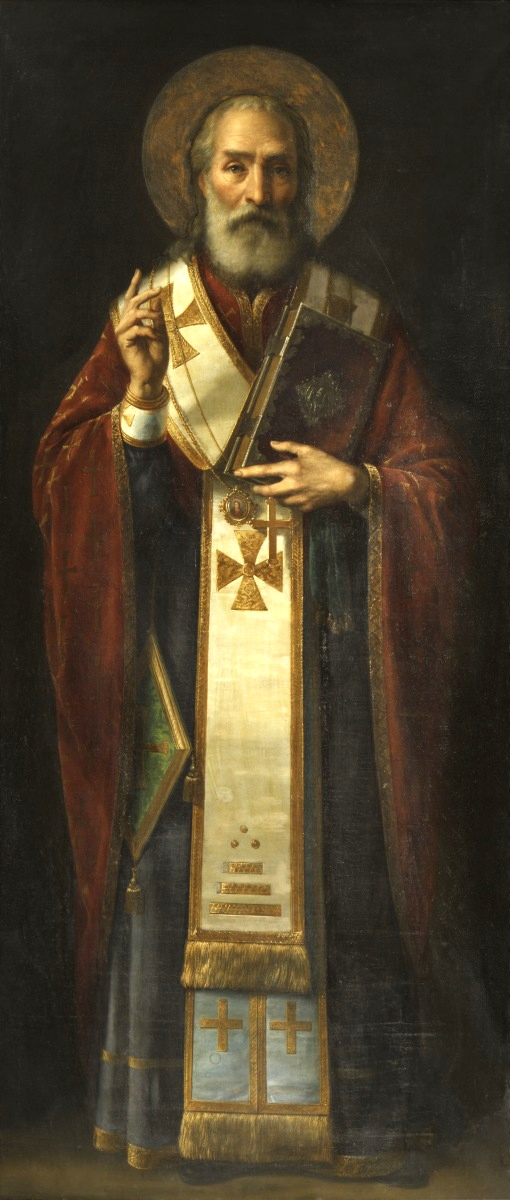
Saint Nicolas, par Jaroslav Čermák, Art Gallery Prague.

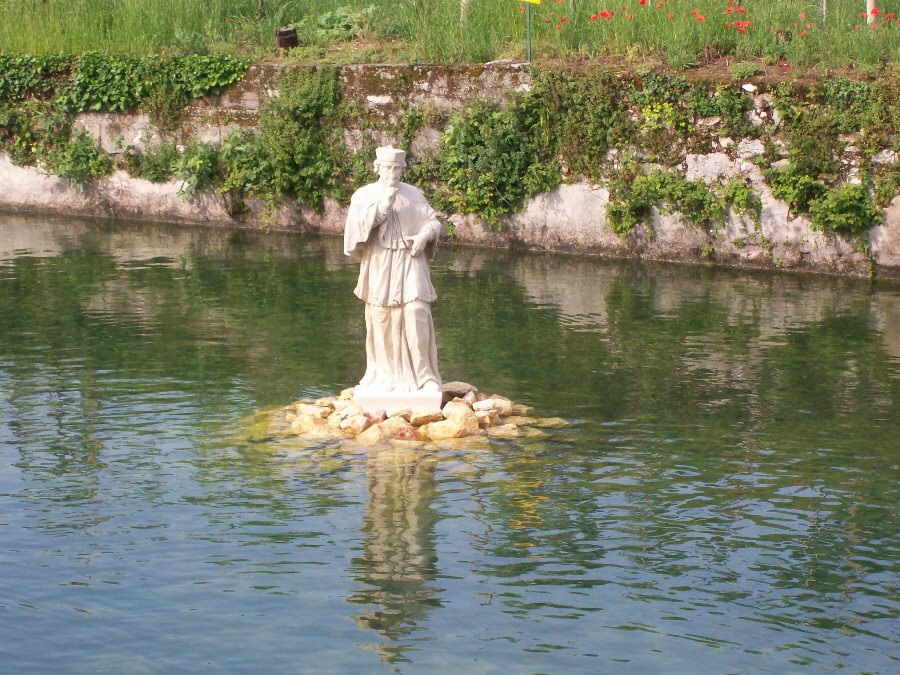
Saint Népomucène surgissant du Tramigna, cours d'eau du Cazzano di Tramigna, Italie.

Le saint patron des flotteurs est Nicolas de Myre dans la plupart des pays européens catholiques. Mais il existe aussi saint Népomucène.
Saint Nicolas est bien le patron des flotteurs en Forêt-Noire dans la vallée de la Kinzig et non saint Nepomuk. La confusion vient du fait que le second est également très vénéré dans la région mais plutôt comme protecteur des catastrophes sur l’eau et des ponts dont les flotteurs craignent les piliers et les culées par exemple. Toutefois, pendant son séjour à Prague, le jeune garçon qui deviendra général de l’armée britannique, John Moore, écrit dans ses récits de voyage : « On l’appelle, je crois, saint Népomucène. Je n’avais jamais entendu parler de lui avant de venir ici, mais il est en grande réputation dans cette ville ».
Le marquis de La Grange constate également « qu’en Allemagne chaque pont est sous le patronage de saint Népomucène, et qu’on fait au saint des donations qui profitent ainsi à l’entretien du pont. ».
Pour qu’un Anglais ou un Français voyageurs et érudits reconnaissent n'avoir découvert ce saint qu’à l’occasion de périples ou fonctions professionnelles dans les pays où il est vénéré, il faut en déduire que le saint patron des ponts et des flotteurs Jean Népomucène était littéralement inconnu dans leur pays respectifs. Népomucène est en fait protomartyr de la confession et patron des confesseurs. Il est le saint patron des prêtres, des bateliers, des flotteurs et des meuniers. Il est aussi saint protecteur des ponts, contre les dangers provoqués par les eaux et des maladies de la langue. Son culte se développa grâce aux légendes qui couraient dans les classes populaires de l’Europe centrale. Avec ce culte populaire, il est devenu avant tout le saint des eaux et protecteur des ponts. Dans les statues, il tient la palme de la victoire des athlètes du Christ. Comme il est mort par les eaux, il a fini par les dominer et les contrôler. Son culte s’est d’abord répandu en Bohême et en Moravie, puis dans tout le bassin d’Europe centrale et de l’Europe de l'Est, mais finalement surtout aussi grâce au Saint-Empire romain germanique qui comportait de nombreuses régions aujourd’hui dans de nombreux pays européens comme l’Alsace, la Lorraine, la Franche-Comté, etc. Il est devenu, en effet, un saint dynastique de la dynastie des Habsbourg à l’époque maîtresse de la Bohême. De ce fait, Népomucène, de son vrai nom Wölflein, fut longtemps associé à la contre-réforme catholique contre Jan Hus, le réformateur protestant de culture tchèque, qui pour les Tchèques représente davantage la nouvelle république tchèque indépendante. Jean Népomucène, deuxième saint patron des Jésuites, est perçu comme allemand par les Tchèques et trop associé à la monarchie autrichienne. De fait, alors qu’il est quasi inconnu en Europe de l'Ouest, il apparaît dans les pays qui ont été influencés par les Habsbourg : l’Espagne, les Pays-Bas espagnols (Belgique) et l’Italie. Par le jeu de l’émigration, on peut trouver un culte népomucénien de manière sporadique dans les colonies : en Amérique ou en Chine où il est le saint patron de la province de Nankin. De ce fait, il n’est pas forcément apprécié de l’administration française qui dirige le duché de Lorraine de Stanislas Leszczynski avant son annexion à la France en 1766. Le chancelier de Lorraine, Antoine-Martin Chaumont de La Galaizière ne partageait pas la dévotion du duc pour Népomucène.
En Lorraine qui fait exception en France, son culte populaire est arrivé de Bohême par les régions germanophones qui l’ont apporté à leur tour en Alsace et dans la Lorraine septentrionale, toutes deux terres germanophones au XVIIIe siècle. De plus, les représentations et les statues de Népomucène se concentrent pratiquement toutes dans le pays de Bitche en Moselle, région francique rhénane très dialectophone et catholique qui a accueilli un siècle plus tôt des verriers de Bohême, ce qui ne peut expliquer la réceptivité des habitants pour le saint tchèque un siècle plus tard. En revanche, les immigrés tyroliens et bavarois arrivés après la guerre de Trente Ans pour repeupler la région peuvent logiquement avoir introduit le culte népomucéen en Moselle.
En Bavière, plus précisément à Wolfratshausen qui a obtenu le label international de « ville de flotteurs » (Flößerstadt), les dernières familles de flotteurs ont continué d’invoquer le saint et les familles de flotteurs bavarois organisent tous les trois ans la « procession du radeau de saint Jean » (Johannifloßprozession) qui en lieu en juin à la tombée de la nuit. Flotteurs et radeaux sont bénis par le prêtre et le pasteur de la paroisse. Les spectateurs et visiteurs s’installent sur les berges de la Loisach et sur les ponts et passerelles de la vieille ville pour assister au spectacle

## Le flottage dans l’art

### Représentation du flottage dans l'art pictural
La représentation du flottage dans l'art pictural a commencé tôt avec les gravures et les estampes sino-japonaises. Les scènes de flottage du bois sont des motifs très appréciés des artistes japonais depuis des siècles, notamment pour la gravure. Les hanga apprécient les thèmes de la vie quotidienne et de manière générale l’art ukiyo-e.
On peut y voir des rapides ou des rivières avec de hautes falaises, couvertes de troncs d’arbre flottés à bûches perdues. Une gravure montre également que les mâts étaient descendus par flottage individuellement avec huit hommes assis par quatre à chaque extrémité du mât sur une structure qui laisse penser qu’en dessous de l’arbre il y a un mécanisme immergé qui facilite la flottabilité du mât. Néanmoins, on remarque qu’une petite embarcation avec un rameur suit le mât dérivant.
Une estampe de 1920 provenant du cycle de 12 peintures sur bois de Hasui Kawase du renouveau pictural japonais intitulées Douze scènes de Tokyo (Toky junidai) représente le quartier de Kiba (district de Kōtō) célèbre pour son port aux bois qui est devenu le Parc de Kiba depuis 1969. Son titre est Kiba no yugure, en français Crépuscule à Kiba. On voit un plan d’eau couvert de grumes avec un chenal au milieu. En arrière-plan, les maisons en bois du quartier de Kiba. Le flottage du bois a démarré à l’époque d'Edo et s’est arrêté seulement au XXe siècle dans ce quartier de Tokyo spécialisé dans l’industrie forestière.
Avec la création du Parc de Kiba qui a conservé le bassin de stockage des grumes, chevrons et madriers, une association de sauvegarde des traditions de flotteurs de Kiba, « Kakunori », a créé un festival qui propose un spectacle d'équilibrisme sur des chevons et madriers flottant sur l’eau de l’ancien bassin de flottage. Les artistes portent le costume traditionnel et montrent leur habilité à avancer ou reculer sur ces chevrons en les faisant tourner. Puis ils font des figures acrobatiques pour montrer leur sens de l’équilibre. Ce n’est pas une démonstration des techniques authentiques de flottage ; les artistes s’en inspirent, certains parmi eux sont encore d’anciens flotteurs ou enfants de flotteurs, pour créer un spectacle qui s’apparente à l’art du cirque tout en commémorant le travail difficile de la corporation des flotteurs. Les joutes entre flotteurs pour mettre à l’épreuve leur équilibre sur des grumes existent aussi en Europe comme d’ailleurs le « kakunori » au Japon. Il s’agit avec ce festival de lui conférer une plus grande audience grâce à un festival annuel dans un parc d’agrément très fréquenté de la capitale accessible en métro avec la station de Kiba.
En Europe, la période romantique, paysagiste ou réaliste s'empare du thème en insérant les trains de bois dans des scènes bucoliques, souvent montagnardes. Les Ruines de Poilvache de Ferdinand Marinus dans la collection de la Province de Namur est un exemple d'huile sur toile qui représente en arrière-plan une vallée encaissée bordée de montagnes et, au centre, un grand cours d’eau avec un long train de radeaux sur lequel on n’aperçoit que deux flotteurs. Il s’agit de la Meuse en contrebas du château de Poilvache.
En dehors de la peinture et des gravures, la Lüftlmalerei bavaroise sur les pignons offre également des motifs dédiés aux flotteurs et aux forestiers. Un des exemples connus est la peinture murale de la maison Moralt à Bad Tölz du XVIIIe siècle où l'on reconnaît les deux saints patrons des flotteurs: saint Nicolas à droite et saint Népomucène à gauche, allusion univoque au flottage ancestral sur l'Isar à Bad Tölz.
Au Musée des beaux-arts du Canada, les œuvres les plus remarquables de Edwin Holgate liées au flottage du bois ou drave s’intitulent Le draveur (1924) et Draveurs (1925). Il s'agit de gravures sur bois de bout sur papier vergé. De même, le graveur Leonard Hutchinson a réalisé la gravure sur bois intitulée La drave en 1939.

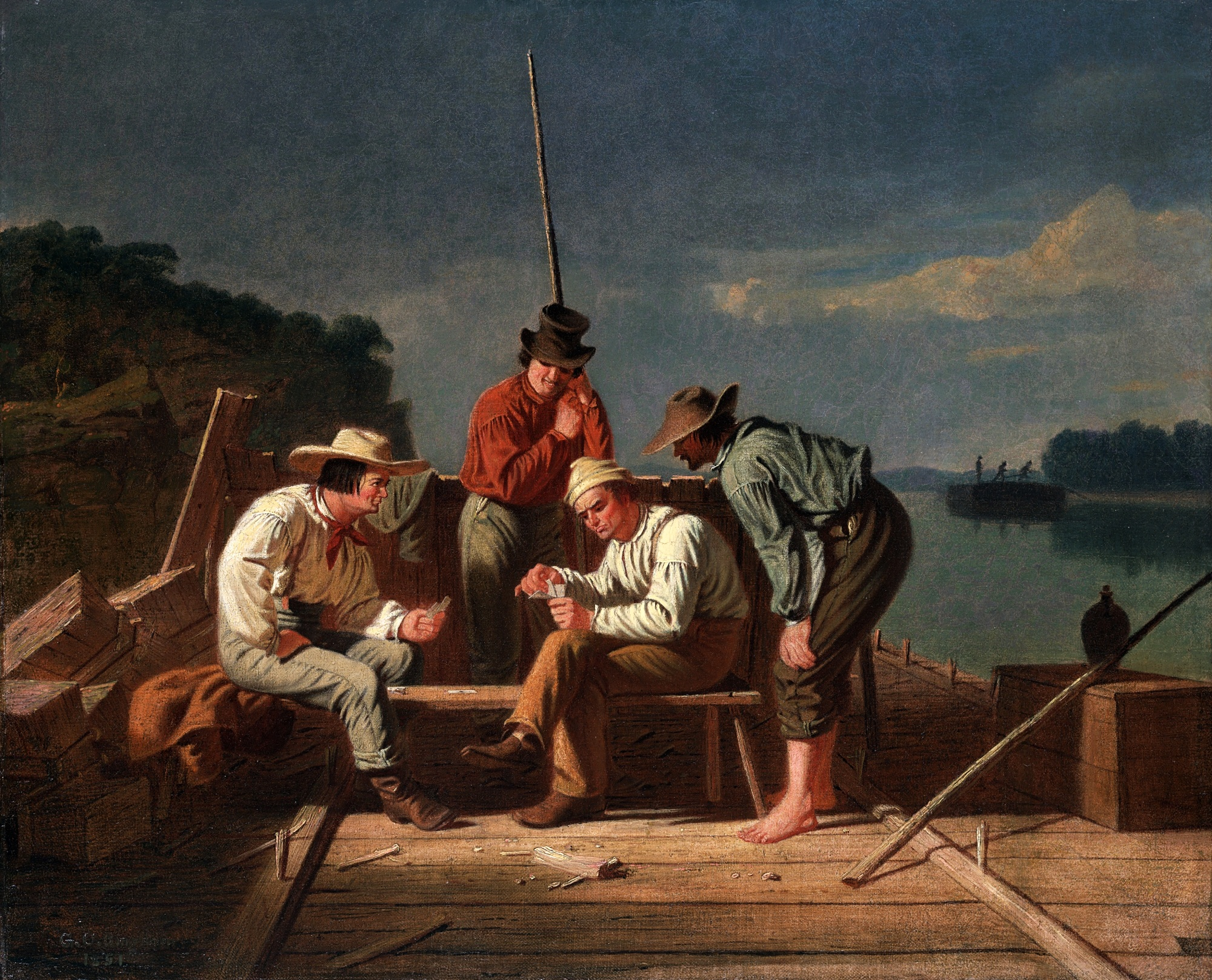
De George Caleb Bingham, Flotteurs du Mississippi jouant aux cartes, XIXe s.
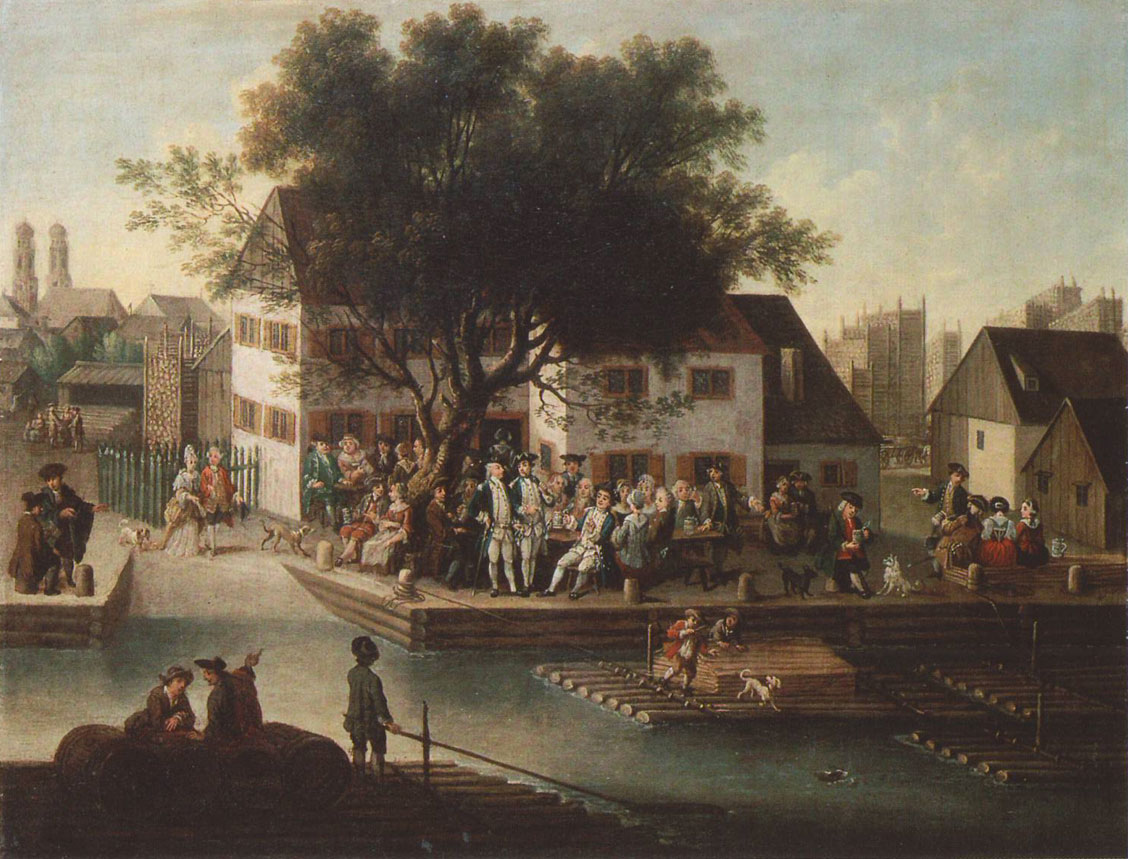
Scènes de flottage en trains au Grüner Baum, Munich, Allemagne.
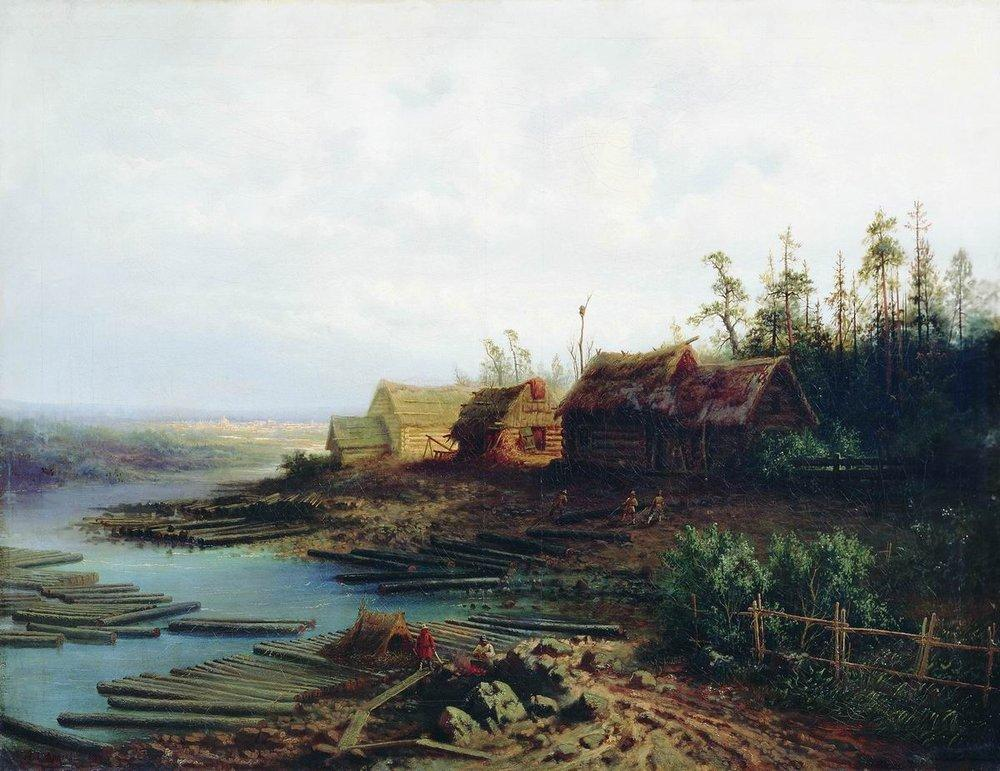
Radeaux d’Alexeï Savrassov, peintre paysagiste russe.
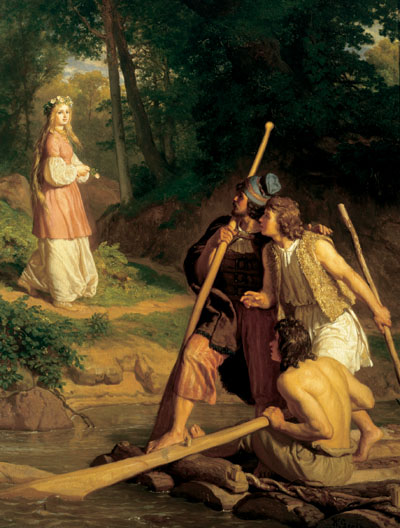
Enchantement – flotteurs de Wojciech Gerson, 1856.
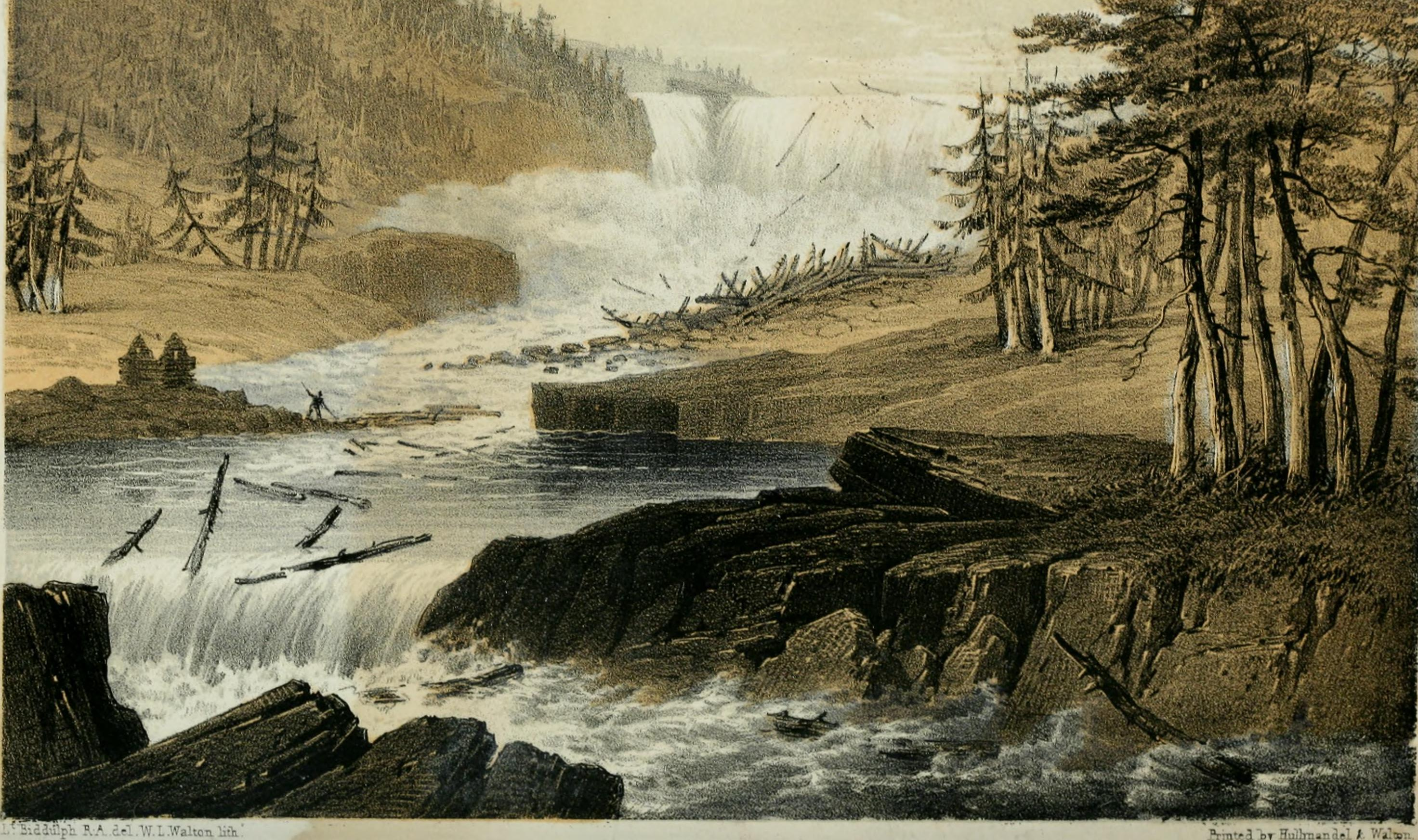
Illustration sur le flottage en Norvège, 1848, extrait du livre Norway in 1848-1849 de Thomas Forester.
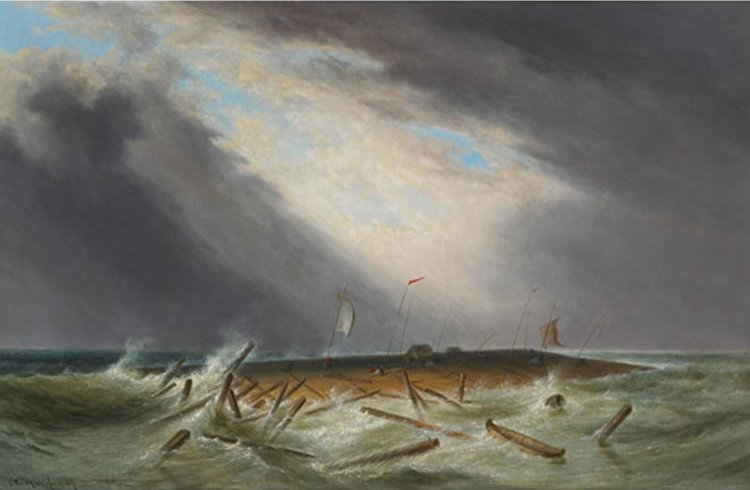
Lumber Raft on the St. Lawrence, peinture à l’huile de Cornelius Krieghoff, 1867.
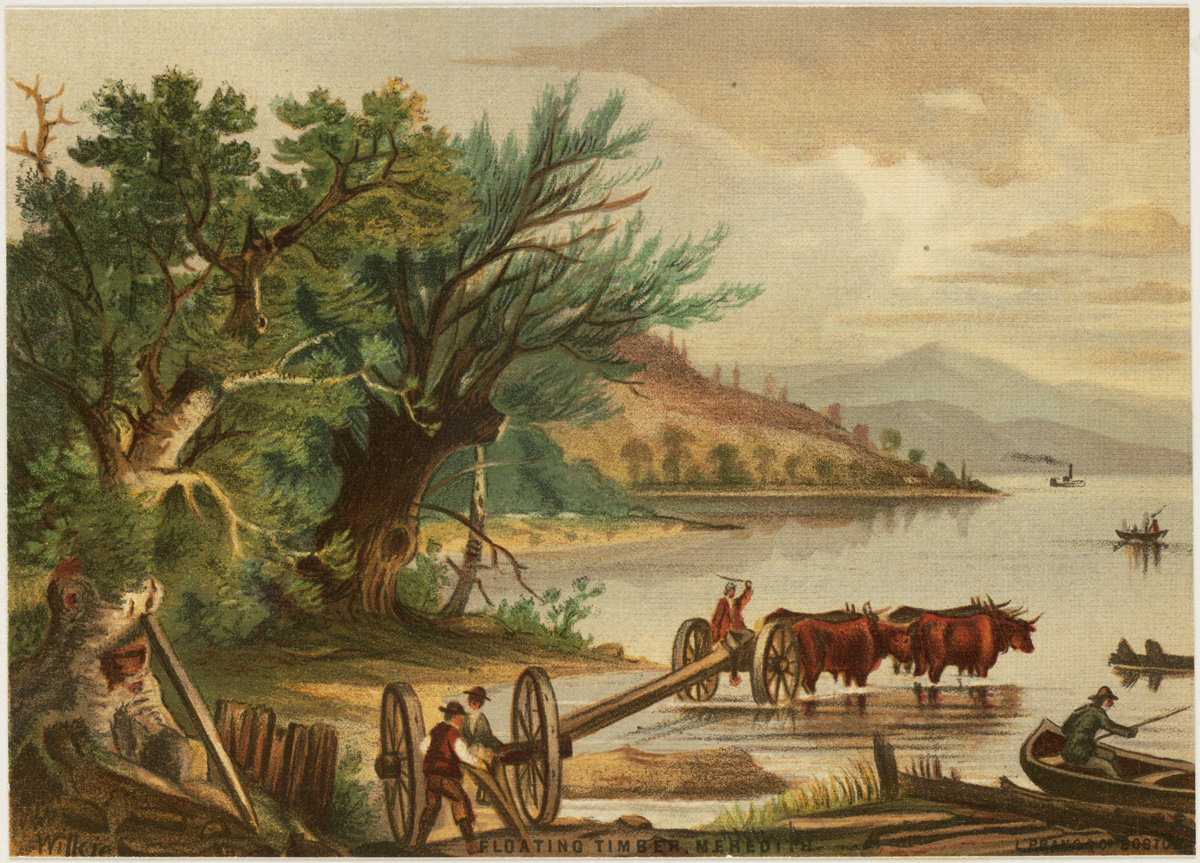
Grume flottée, Meredith par Wilkie, Robert D., 1828-1903, publiée par L. Prang & Co., chromolithographie.
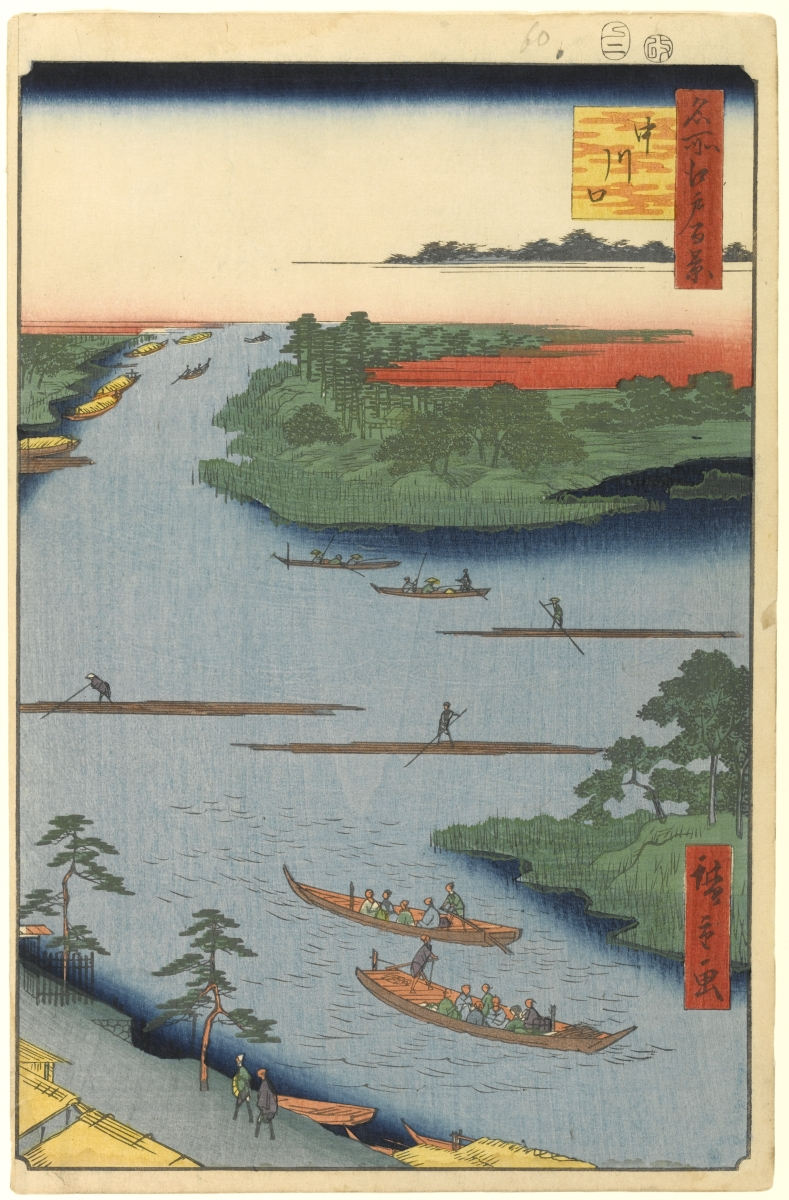
Nakagawaguchi dans les Cent vues d'Edo : barques et radeaux à la confluence du Kyūnaka et du Onagi.
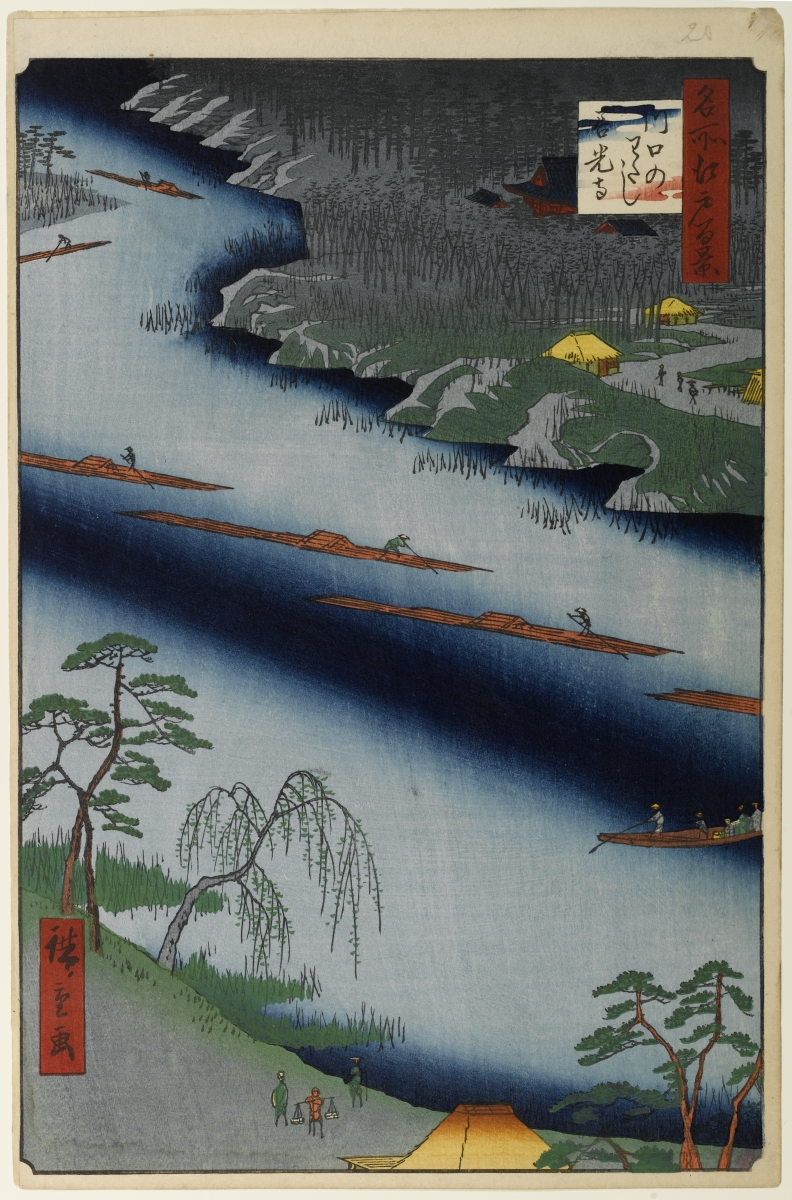
Kawaguchi no watashi Zenkōji dans les Cent vues d'Edo : Trains de bois à Kita-ku, peinture 20.
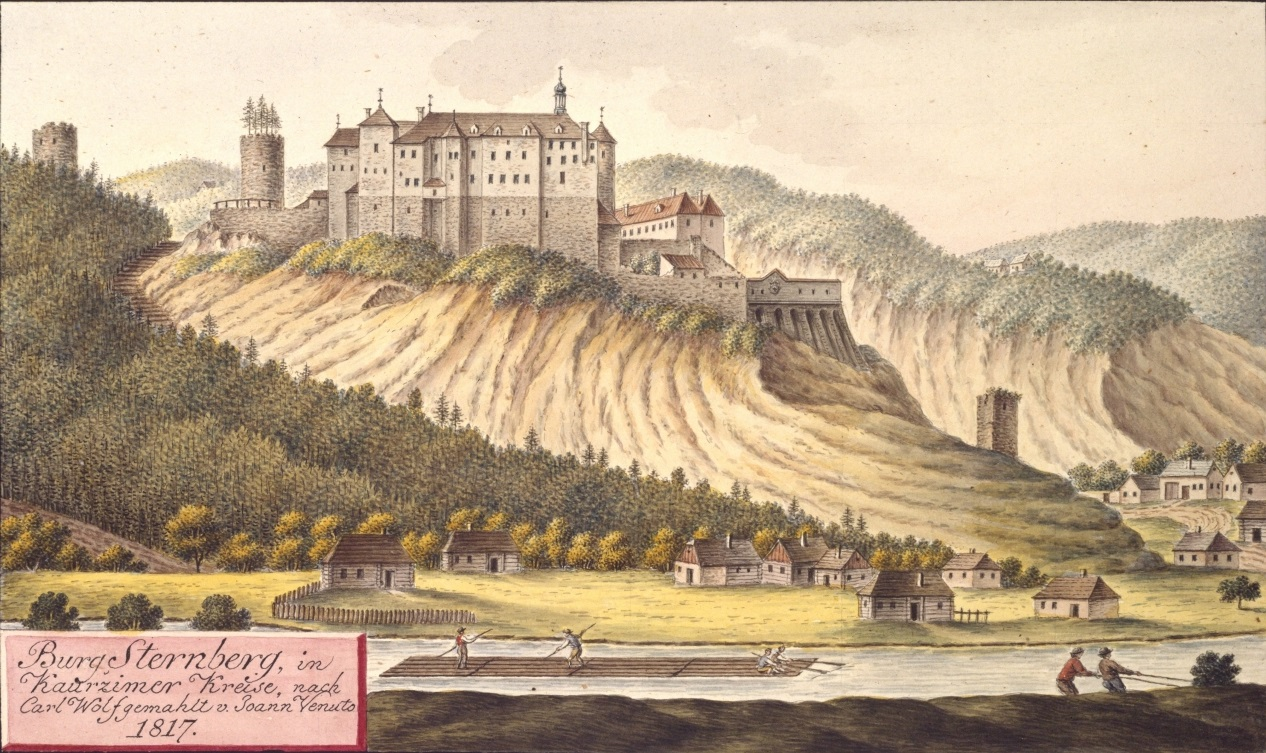
Château Sternberg, à Kauržimer d'après Carl Wolf de Joann Venuto, 1817
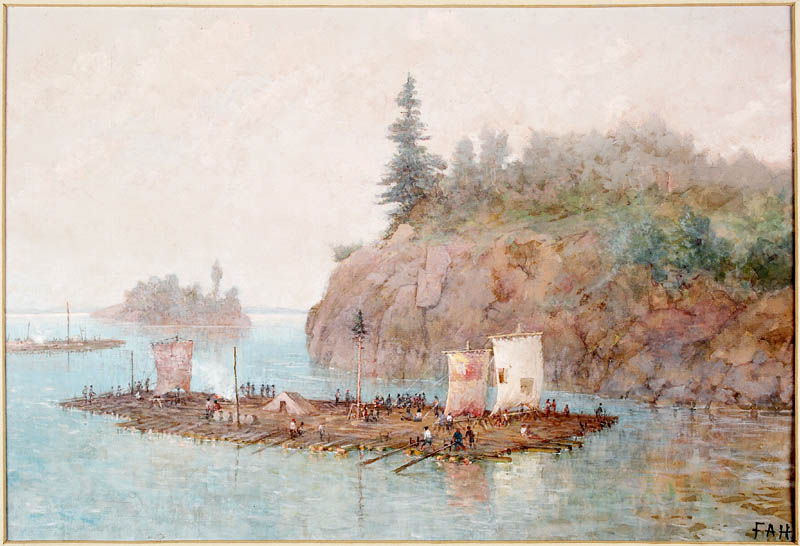
Frances Anne Hopkins. The Lumber Raft. Aquarelle et gouache sur graphite sur papier vergé. vers 1868

### Le flottage dans la littérature et les adaptations pour le cinéma
Signe d’une présence réelle au sein de la population rurale au quotidien, les flotteurs russes sont bien évoqués dans les contes traditionnels. Le sort des fermiers-flotteurs est traité par la prose dite rurale en Russie. Fiodor Abramov, Vassili Belov, Valentin Raspoutine et Victor Astafiev représentent cette prose rurale du XXe siècle. Abrámov est moins connu en dehors de la Russie que les derniers. Mais en revanche, ses nouvelles ont donné le cadre de films et séries télévisées qui dépeignent la vie des fermiers. Abrámov s’insurge contre la discrimination que subit la population des campagnes à cause du système des passeports qui lie les gens au kolkhoze ou aux recruteurs saisonniers pour le flottage au printemps comme on peut le lire dans la nouvelle Deux hivers et trois étés, en 1968, deuxième tome de la tétralogie qu’il consacra à la vie des paysans du nord de la Russie. Dans le village de Pekachino, la nouvelle raconte comme une chronique les événements qui jalonnent les saisons. L’intrigue démarre avec le retour au village de Mikhail Priaslin à la fin de la saison du flottage des grumes, donc à la fin de l’automne,.
En Espagne, José Luis Sampedro a reflété la vie dangereuse des flotteurs espagnols dans son roman Le fleuve qui nous emporte (1961) qui a été adapté pour le cinéma par Antonio del Real en 1989 (avec Alfredo Landa, Toni Peck, fils de Gregory Peck, Eulalia Ramón et Fernando Fernán Gómez dans les rôles principaux.
En Allemagne, un roman Pakt der Flößer (Pacte des flotteurs) de Ralf Dorweiler, suit le périple d'un train de bois destiné au marché hollandais avec 600 personnes à bord, cabanes, étables, écuries. Les flotteurs sont partis de la vallée de la Kinzig jusque Amsterdam. Avec le roman, le lecteur se rend compte du processus des poupées russes inversé: de petite flotte dans les vallons reculés de la Forêt-Noire, le train de bois va s'agrandir au fur et à mesure qu'il arrive aux ports aux bois où on rajoute d'autres flottes venues des autres régions d'Allemagne centrale ou du massif des Vosges.
Au Canada, et particulièrement au Québec, le roman Menaud, maître-draveur du prêtre Félix-Antoine Savard est « considéré comme l'un des chefs-d'œuvre romanesques du terroir québécois. Dans cet hymne de mémoire et de survivance, on suit Menaud, draveur sur les rivières de Charlevoix, qui conduit dans la montagne un convoi pour le compte des Anglais. »,. Le draveur, flotteur québécois, porte un message d’authenticité et de combat pour le respect des valeurs traditionnelles. Il est finalement le héros des Canadiens francophones car, dans l’intrigue du roman, Menaud lutte contre l’appropriation de terres appartenant à des francophones par des anglophones.
Une poésie aux rimes féminines deux fois redoublées a été écrite en 1895 par Rainer Maria Rilke. L'atmosphère est en même temps solennelle et joyeuse. La lecture laisse apparaître avec un effet de crescendo plusieurs saints ou saintes, protecteurs et protectrices, à qui les fidèles adressent leurs suppliques face aux statues en pierre ou en bois. Parmi eux, il y a bien sûr sainte Anne et sainte Catherine, le poète veut bien encore évoquer le saint patron de l'actuelle République tchèque, saint Venceslas, parmi tous les autres qui lui paraissent moins importants. La dernière strophe met l'accent final sur ce saint si particulier, Népomucène, avec l'interjection de celui qui en rirait presque à l'évocation de toutes ces statues de Népomucène aux portes de ville ou sur les ponts: Rilke, comme pour les autres saints dans la poésie, met le nom propre au pluriel : « Mais ces Népomucène »... « Partout, partout des Népomucène ». Ce faisant, il matérialise le saint et le rend omniprésent dans la statuaire et dans la vie quotidienne des gens. Par la dernière strophe, le poète se met dans la peau de ses lecteurs: c'est le saint qu'on ne peut rater quand on vit en Europe centrale dans les régions de flottage et de navigation.

### Dans la BD en France
La bande dessinée Le Flume (1986) dans la série Lucky Luke met en scène le transport du bois dans un canal de flottage.
La France a choisi la bande dessinée pour relater l'histoire des flotteurs de bois en trains du Morvan à Paris par l'Yonne et la Seine avec une place importante consacrée à Clamecy; Serge Aillery a écrit et Jean-Luc Hiettre a dessiné Le Grand Fleuve éditée par Dupuis en 1990, puis rééditée en septembre 2015 par les éditions Paquet.

### Dans poésie japonaise
Dans la poésie Tanka, la première partie est traditionnellement un tercet de 17 mores d'une structure 5-7-5 et la deuxième un distique de 14 mores de structure 7-7.
Une tanka de ce type a été écrite par Sone no Yoshitada; elle est intitulée « Été ». Ce poète du haut Moyen Âge japonais, l’époque de Heian, dont on sait peu de choses est considéré comme une personne au tempérament impatient et facilement emporté dans la vie et dans sa poésie. Bien que formé à l’école de l’orthodoxie littéraire dirigée par Ki no Tsurayuki, son style familier et simple détona et déplut à la cour. On lui attribue un penchant pour le mystère et l’intériorité. Dans le poème « Été », les critiques littéraires y voit également un penchant pour les scènes clairement non conmformes à la vie des courtisans de son temps. Toutefois, il figure sur la liste des 36 plus grands poètes de son temps. C’est le mot « ikada » qui signifie « radeau de grumes » et les racines « uki, uka » veulent dire « flotter ».

### Dans la musique
Les flotteurs forment une corporation qui s’est montrée plutôt pieuse, parfois superstitieuse, mais dans tous les cas très fidèle aux traditions et à ses saints protecteurs. Que ce soit en Europe ou en Asie, les flotteurs s’intègrent souvent comme partie prenante aux fêtes régionales religieuses ou païennes. Dans la musique populaire, dans les pays germaniques et slaves, ils forment des chœurs masculins et aiment animer les expéditions de flottage en chantant dans les paysages montagnards ou dans les tavernes où ils font les pauses.
Pour l’anecdote, le chant de Noël « Douce nuit, sainte nuit » a été chanté et presque improvisé à Oberndorf en Autriche devant une communauté paroissiale appauvrie et sans emploi après les méfaits des guerres napoléoniennes et les vaches maigres sur le plan économique. Même l’orgue est, dit-on, tombé en panne le jour du réveillon comme symbole de la détresse ambiante. Le prêtre de la petite paroisse Joseph Franz Mohr et l’organiste Franz Xaver Gruber voulurent remonter le moral et donner espoir à la communauté composée pour la majorité de bateliers et de flotteurs qui pendant quelque temps avaient perdu leurs débouchés, leurs clients et leur gagne-pain. Le chant a fait mouche et fut répandu par des commerçants itinérants du Tyrol
Stanisław Moniuszko a écrit un opéra en un acte intitulé « Flis » (Flotteur en polonais) qui met en scène des flotteurs et leurs proches. Il fut un succès en Pologne. Certains chants traditionnels tournent autour du métier de flotteur, soit parce que ce sont eux qui les chantent en diverses occasions, soit parce que le motif est repris par la tradition populaire comme comptine, chanson à boire par exemple. Dans cette série, on peut évoquer la petite rengaine des flotteurs de Clamecy, la chanson des raftsmen au Canada,,, la chanson des flotteurs d‘Uhlstädt en Thuringe ou la chanson des flotteurs de Kronach en Frankenwald.

### Dans la statuaire
Népomucène, Nepomuk en Allemagne et les pays de l'ESt, fait l'objet d'un culte populaire dans les régions de batellerie et flottage au titre de la protection du saint contre les dangers de l'eau. Sa présence proche d un cours d'eau, d'un plan d'eau ou d'un canal, bien sûr sur un pont, rassure les gens de passage et les navigateurs. Il n'est pas question ici des statues à l'intérieur des églises ou des chapelles, mais des monuments et bildstöcke si typiques des régions françaises qui partagent une partie de l'histoire du Saint-Empire romain germanique. Une statue isolée de saint Népomucène sur un pont (assez rare en France) ou sur la rive à l'entrée du pont est un indice probable de la présence de flotteurs et bateliers sur le cours d'eau où est placée la statue. Népomucène est initialement le protomartyr de la confession, mais dans les régions germanophones et le Benelux, c'est surtout le culte populaire du protecteur de tous ceux qui travaillent sur l'eau qui s'est répandu.

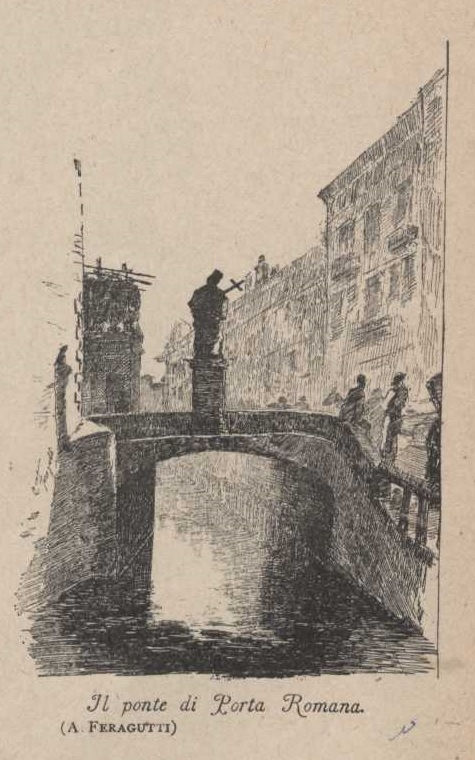
Saint Népomucène sur son pont à la Porta romana de Milan en 1886.
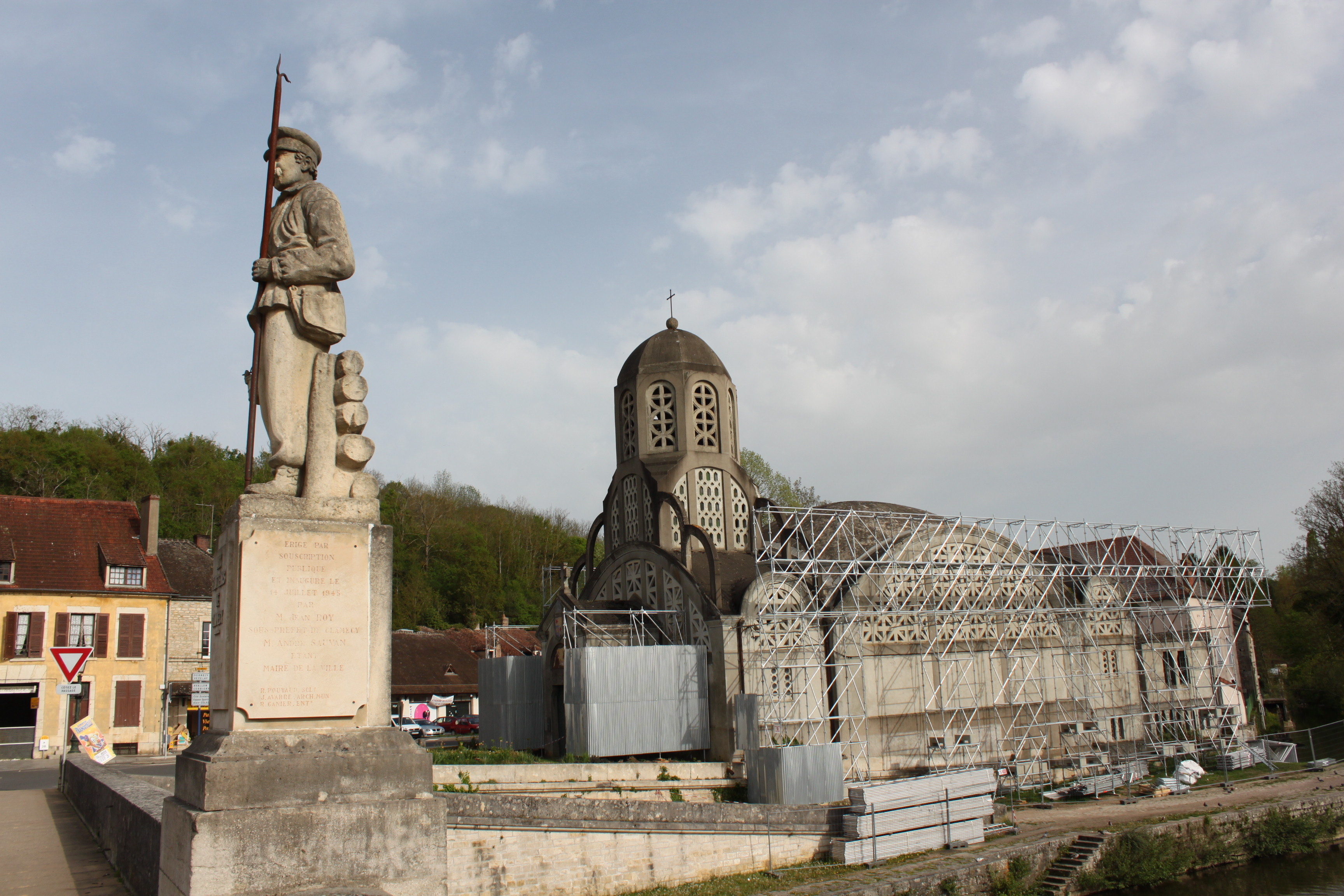
La statue du Flotteur sur le pont de Bethléem à Clamecy.

## Reconversion du patrimoine des flotteurs dans le tourisme

### Manifestations, activités touristiques
Les pays de l’Est et de l’Europe centrale ont davantage opté pour la reconversion du flottage industriel en flottage touristique. En général, ils associent des paysages authentiques comme les gorges, les canyons et les méandres de rivières de montagne à la mise en valeur d’un ancien métier comparable aux forestiers ou aux chasseurs. Ils ont leur costume traditionnel, leurs chants et leur esprit de corps qui attirent volontiers les touristes.
Par exemple, la rivière polonaise San, affluent droit de la Vistule, prend sa source sur les flancs orientaux du Mont Piniaszkowy en Ukraine. Il traverse les Beskides occidentales, le piémont des Beskides centrales et la plaine Sandomierz. Le bassin du San se situe intégralement dans la voïvodie des Basses-Carpates. Les flotteurs de Ulanów organisent des balades et descentes en radeaux de flotteurs sur cette rivière.
En Espagne, l’une des fêtes populaires les plus courues en Navarre est le Día de la Almadía (Journée du flottage) qui a lieu tous les ans à Burgui, dans le vallée de Roncal.L’équivalent catalan est la « Journée des Radeleurs » (Diada dels Raiers) à La Pobla de Segur. Les almadías sont les radeaux ou trains de bois utilisés jusqu’au milieu du XXe siècle pour transporter le bois sur les rivières de la Communauté forale de Navarre. Le métier de flotteur a disparu aujourd’hui, mais le souvenir de cette époque perdure. Des descentes sur plusieurs types de radeaux et trains de bois sont organisées ce jour-là sur la rivière Esca. Le trajet dure environ 5 km et termine au pont médiéval de Burgui. Des fêtes populaires similaires sont organisées à Laspuña, El Pont de Claverol et Coll de Nargó tout comme dans l’enclave pyrénéenne du Val d'Echo où l’Association des flotteurs du Val d’Echo organise des descentes de radeaux dans un contexte montagneux à vocation touristique indiscutable.
En Italie, à Trente, le 26 janvier, au siège de la société des alpinistes tridentins, l’exposition « Wood River » fut organisée par le parc naturel de Paneveggio - Pale di San Martino et raconte le transport du bois au cours des siècles dans la vallée du Vanoi et de Primiero jusqu’à Venise par le biais du flottage. « Wood River » retrace, en particulier à travers les peintures de l’artiste et l’anthropologue Roswitha Asche, mais aussi avec un grand diaporama, l’intégralité du chemin parcouru par les grumes depuis la montagne jusqu’à la lagune. Le but est de présenter les aspects sociaux et humains dans les siècles passés autour du flottage du bois.
En Italie toujours, le Palio delle Zattere (Course des radeliers) a lieu depuis 1987 le dernier dimanche de juillet, cette compétition qui attire de nombreux visiteurs et touristes dans la vallée de Valstagna. Les 9 cantons ou sections forestières du Valstagna (Oliero, Londa, S. Marco, Torre, Mori, Fantoli, San Gaetano, Sasso Stefani et Costa) sont en compétition pour désigner le vainqueur de la course sur un petit radeau avec trois radeleurs,.
Un sentier pédagogique du flottage a été créé à Finowfurt, déclaré village de flotteurs international le 3 juillet 2015, pour retracer et expliquer aux visiteurs l’impact et le fonctionnement du flottage sur le canal de Finow depuis le XVIIIe siècle. Les trains de bois arrivaient de Russie et de Pologne et rejoignaient Berlin par ce canal de Finow.
Le canal de flottage de Munich est utilisé en permanence par les kayakistes pour le plaisir personnel ou pour les compétitions nationales et internationales.
Par ailleurs, des tours en trains de bois sont organisés pour le grand public sur le Ländkanal dans les environs de Munich.

## Rencontre internationale des flotteurs
Des anciens flotteurs ou des amoureux du flottage autour d'anciens qui ont connu le flottage en Espagne et en Italie se sont montrés particulièrement dynamiques en Europe en créant une association à but non lucratif internationale avec pour objectif de défendre le patrimoine immatériel mondial qu'est le flottage du bois. Créée à Barcelone, l'association fédératrice comptait au départ 7 associations locales. Une association locale organise tous les ans, puis tous les ans depuis 1998 une rencontre internationale des flotteurs pour se partager les expériences associatives et les différentes pratiques du flottage en Europe et pour s'entendre sur les actions à mener pour le tourisme par exemple. Les statuts de l'association seront officiellement confirmés et signés à Venise en 1992; depuis, l'association compte 42 associations membres. Pour l'instant, elle est encore trop européenne même si en 1995 la 9erencontre internationale a eu lieu pour la seule et unique fois dans l'histoire de la fédération à Trois-Rivières au Canada. En France, la 8e rencontre a lieu à Clamecy en 1995 et la 11e s'est déroulée à Embrun en 1998. Les membres de l'association internationale sont originaires des pays suivants: Espagne, Italie, France, Allemagne, Autriche, Slovénie, Bosnie, Finlande, Lettonie, Roumanie, République tchèque.

## Impacts environnementaux
Si le flottage a pu diminuer l'appel aux camions ou bateaux motorisés, ses inconvénients et impacts écologiques ne sont pas mineurs. On compte que 50 % de l'écorce des arbres se détache des grumes. La décomposition de tonnes d'écorce augmente la demande chimique en oxygène de l'eau, et libère des produits chimiques — tanins, polyphénols — qui altèrent la qualité de l'eau et détruisent la faune bentique. Les billes creusent les berges et modifient le lit des rivières.
Dans les rivières où le flottage du bois est pratiqué, la qualité de l'eau devient douteuse, la faune et la flore aquatiques en souffrent. De plus, le cours de la rivière a parfois été rectifié, certains obstacles naturels tels que îles, seuils ou sauts étant éliminés pour faciliter la descente des troncs ou radeaux. Ces aménagements ont modifié le rythme et l'importance des inondations et de la sédimentation qui jouent un rôle crucial dans la structuration des biotopes riverains.
La régression de grands migrateurs comme le saumon, puis l'anguille, a entrainé une prise de conscience croissante de la nécessité de rétablir des régimes d'écoulement naturels (« libre circulation des poissons ») pour les poissons, mais la naturalité des régimes de crues et décrue joue aussi un rôle dans la préservation de la biodiversité végétale des ripisylves et zones humides associées au cours d'eau.
Les effets de la restauration des berges et des méandres commencent à être étudiés, notamment sur l'Umeälven (dans le nord de la Suède) où les écosystèmes riverains ont été affectés par des rectifications voire par une canalisation faites au XIXe siècle et au début du XXe pour faciliter le flottage du bois. La Suède a entrepris de restaurer cette rivière, et une étude a comparé la biodiversité des communautés végétales rivulaire et riveraines des zones restaurées par rapport à leur état antérieur. En trois à dix ans après les travaux de renaturation, la richesse en espèces a augmenté significativement tout comme la fréquence d'inondation du lit majeur.
Dans certaines régions reculées, du Canada notamment, il faut légiférer pour imposer le transport par route, qui coûte parfois dix fois plus cher que la drave. C'est par exemple le cas depuis février 1994 sur la rivière des Outaouais.
Au Québec, le Saint-Maurice a été la dernière rivière utilisée pour le flottage du bois, interdit dans les rivières fréquentées par le saumon.

### Vidéographie
- Éric Le Seney, documentaire Trains de bois pour Paris, Interscoop et France Télévisions, 2014.

### Chansons et vidéos en relation avec les flotteurs en Europe
- [vidéo] « Chanson les Raftsmen par J. Labrecque, 1949  », sur YouTube
- (pl) [vidéo] « Chanson d’un chœur de flotteurs polonais Flisacy Pienińscy  », sur YouTube
- (pl) [vidéo] « Hymne des flotteurs polonais  », sur YouTube
- (en) [vidéo] « The Beatlesøns The Yukon Song  », sur YouTube
- (de) [vidéo] « Le chant des flotteurs par Dorfrocker,2010  », sur YouTube
- (de) [vidéo] « Le chant des flotteurs de Kronach  », sur YouTube
- (de) [vidéo] « EOS Neuhaus chante Les flotteurs, 1980  », sur YouTube
- (es) [vidéo] « Hommage aux flotteurs espagnols  », sur YouTube
- (ja) [vidéo] « Spectacle des flotteurs de Kiba, festival Kiba-no kakunori  », sur YouTube